# Dimitrie Paciurea
Dimitrie Paciurea (n. 1 noiembrie 1873, București, România – d. 14 iulie 1932, București, România) a fost un sculptor, grafician, acuarelist și profesor român, supranumit de Petru Comarnescu și de alți critici de artă din România drept „Luchianul sculpturii românești”.  Împreună cu Constantin Brâncuși, artistul este una din figurile cele mai atipice din arta românească, el fiind și cel mai important sculptor național român din prima jumătate a secolului al XX-lea. A realizat numeroase portrete și câteva proiecte monumentale și a fost creatorul unor noi forme în sculptură și desen, devenind astfel o personalitate de prim rang și fără echivalent în arta autohtonă și cea europeană. Seria Himerelor pe care le-a făcut începând din anul 1920 constituie lucrările care domină întreaga creație a sculptorului român.
Portretistica a fost pentru Paciurea un gen preferat. Portretele pe care le-a realizat mai ales în perioada 1906-1907 au fost caracterizate de o profunzime a analizei psihologice, precum și de o lipsă de convenționalism. Critica de artă a timpului a remarcat nu numai capacitatea de analiză a sculptorului, dar și modelajul pasional pe care l-a preluat de la Auguste Rodin. Chiar dacă nu a lucrat în atelierul maestrului francez, Paciurea a asimilat principiile acestuia - modelajul spontan și cultul fragmentului.
Opera sa nu îngăduie o etichetare în sensul înrâuririlor diferitelor stiluri care s-au exprimat în Europa Occidentală în timpul vieții lui, însă himerele și-au găsit cu mare ușurință un loc în analele simbolismului european. Nici un alt artist român nu a reușit să transpună în bronz, marmură sau gips, complexul de stări sufletești de care este capabilă o ființă umană și nu a putut reda prin materie o forță atât de mare de sugestie. Căutările artistice ale lui Dimitrie Paciurea au avut ca izvor de manifestare lumea interioară a individului. Folosindu-se de simbolurile poeziei lui Mihai Eminescu, totul a prins contur în opera pe care a realizat-o. Lucrările lui Paciurea sunt niște emanații ale propriului inconștient, niște hibrizi care sunt de departe cele mai fascinante și mai misterioase înfățișări din sculptura din România.
Cu toate că a fost o prezență constantă în viața artistică din România și a fost profesor de sculptură la Academia de Arte Frumoase din anul 1909, el nu a avut parte de numeroase comenzi oficiale, chiar dacă debutul său artistic a fost fulminant cu faimosul Gigant, parte a ansamblului sculptural al Grotei fermecate, expus la Expoziția Generală Română din Câmpia Filaretului, astăzi Parcul Carol I din București. Cariera sculptorului român a fost marcată la începuturile ei de o primă etapă în care a realizat cu precădere portrete, busturi și câteva monumente funerare. Până la intrarea României în Primul Război Mondial, Dimitrie Paciurea a avut parte de o perioadă foarte fecundă care a pregătit apariția Himerelor, expuse din anul 1921 și încununate cu Premiul Național din 1927 pentru Himera văzduhului, suprema sa lucrare.

## Considerații biografice
Asupra vieții și activității sculptorului Dimitrie Paciurea, cel care a făcut parte din grupul celor mai marcante personalități ale vieții artistice din România din primele trei decenii ale secolului al XX-lea, s-au format și au circulat fel și fel de legende. Răspândirea și întreținerea unor astfel de mituri s-au petrecut într-un mod agresiv încă din timpul vieții acestuia, acțiunea de defăimare aparținând unor confrați cuprinși de invidie pe creația și talentul sculptorului (vezi Oscar Han). Acest lucru s-a întâmplat din dorința de a distrage atenția de la valorizarea întregii opere pe care a lăsat-o și de a induce ideea unei geneze artistice, a unui conținut și a unei false interpretări a comportării, a frământărilor și a gândurilor care l-au animat pe artist spre finalul carierei când a dat seria de Himere artei sculpturale românești. Paciurea nu a dat importanță acestor acțiuni de denigrare și nu a ripostat, deoarece era conștient de valoarea creației sale.
Imaginea deformată a artistului spunea că avea un talent uriaș care s-a manifestat încă de timpuriu prin realizarea Gigantului din Parcul Carol din București, care este o operă capitală în sculptura românească. În plus, era un bun portretist, dar un sceptic timid și retras ce dorea să se izoleze social, fiind căzut în patima beției, viciu care l-a izolat până la urmă în lumea imaginară a Himerelor sale. Asta a fost imaginea care s-a creat asupra vieții și a declinului său artistic. Tot acest ambalaj a fost livrat publicului prin scrierile cunoscuților lui, a biografilor care i-au scris povestea și a majorității cercetătorilor care au repetat adevărurile ascunse fără a le pune la îndoială.
Cercetarea minuțioasă a vieții artistului pe care a făcut-o istoricul Petre Oprea, a relațiilor lui Paciurea cu cei din preajma lui, a motivelor care au generat conflicte cu confrații, a cauzelor insucceselor înregistrate la concursurile la care a participat, a dus la descifrarea sensului și semnificației urmărite de artist în opera sa, mai ales în cazul Himerelor unde s-au relevat idealurile artistice ale acestuia.
Dimitrie Paciurea a făcut din meseria de sculptor o menire. El a practicat o artă dificilă și a urmărit un țel spiritual greu de atins pentru majoritatea criticilor sau admiratorilor de artă. Lucrările sale, că sunt desene sau sculpturi, dovedesc o înclinație a lui spre onirism, sugestie și mister. Creațiile fabuloase pe care le-a realizat sunt expresia unei imense singurătăți, a durerii, deziluziei sau chiar a morții. Impresia pe care a lăsat-o Dimitrie Paciurea posterității despre legătura dintre personalitatea și opera sa a fost influențată într-o mare măsură de mărturiile documentare pe care le-au lăsat cei care l-au cunoscut, cei care au menționat voluntar latura lui introvertită.

## Biografie

### 1873 - 1885 -- Familia/copilăria
Dimitrie Paciurea s-a născut la București în ziua de 1 noiembrie 1873,[A] în familia lui Alecu Paciurea, funcționar, și a Ioanei Paciurea, născută Dumitrescu. El a fost cel de al patrulea copil al familiei. Surorile și frații lui au fost Victor, decedat la vârsta de 21 de ani, Vasile Paciurea, actorul, Elena, căsătorită Dumitrescu, Maria, căsătorită Constantinescu, Alexandrina, căsătorită Zamfirescu și Ecaterina, decedată la 27 de ani.[B] Copilăria și-a petrecut-o sub supravegherea mamei, împreună cu frații mai mari, în casa de pe Strada Traian, din suburbia Ceauș Radu, din București. Părinții lui Dimitrie s-au ocupat metodic de educația copiilor lor. Ambii și-au găsit o datorie de onoare în această activitate, mai ales că mijloacele materiale erau insuficiente în acest sens.
Ioana Paciurea, era fiica unui mic boier oltean, care avea o sfoară de moșie în județul Dolj. Ea a fost crescută la Craiova în casa boierului Rioșeanu, care era o rudă mai bogată a familiei. Ioana s-a ocupat de educația copiilor în ce privește cultura muzicală, de predarea limbii franceze și de educația religioasă. Alecu Paciurea era născut la Chiojdu, județul Buzău. Bunicul, Nicolae Paciurea, a fost proprietarul unor mari suprafețe de pădure, pe toate le-a pierdut însă, în speculații negustorești. Nicolae era foarte instruit și a vizitat mai multe țări străine. Acesta și-a meditat nepoții cu privire la artă, teatru și literatură. Au existat afirmații, din rândul istoricilor de artă, care spuneau că Dimitrie ar fi fost de origine macedoneană și că el ar fi avut o descendență din familia lui Alexa Paciurea, care s-a stabilit în România în jurul anului 1810. Pe de altă parte, toate aceste afirmații nu au avut vreo susținere de natură documentară.

### 1886 - 1899 -- Studii
Dimitrie a urmat Școala Primară nr. 1 din București și în perioada 1886 - 1889 a urmat cursurile a trei clase de liceu la Liceul Matei Basarab. Ultimul an nu l-a mai absolvit deoarece din motive financiare, familia l-a înscris la Școala de Arte și Meserii. Retragerea din ultimul an s-a făcut concomitent și cu retragerea fratelui său Vasile Paciurea, aflat și el în anul IV la aceeași școală. În anul I a intrat la secția de mecanică, apoi la tâmplărie și mai la final, la secția de sculptură, unde s-a evidențiat deosebit. Dimitrie a fost bursier al Ministerului Agriculturii, Comerțului, Industriei și Domeniilor, încă din primul an de studii.

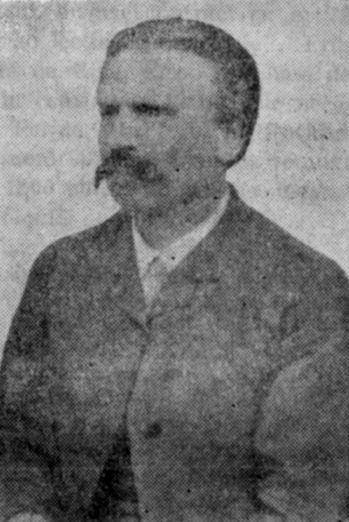
Wladimir Hegel

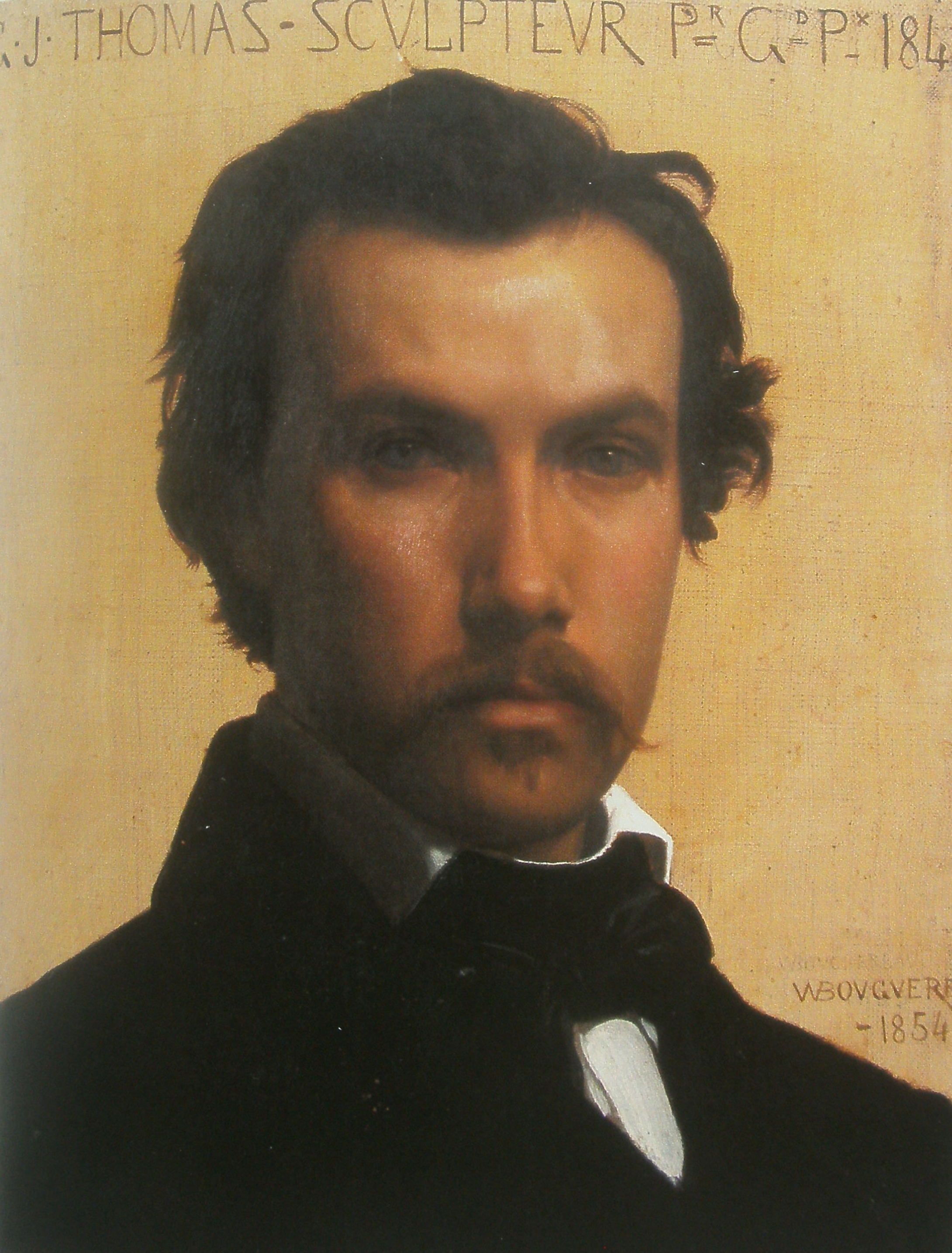
Gabriel-Jules Thomas - portret de William-Adolphe Bouguereau

Dimitrie Paciurea a absolvit  Școala de arte și meserii în anul 1894 la catedra de sculptură cu mari merite, fapt care a făcut ca direcția școlii să facă demersurile pe lângă Ministerul Agriculturii, Industriei și Comerțului să-i acorde o bursă pentru continuarea studiilor de specialitate în străinătate. Lucrarea sa de absolvire a fost efigia Regelui Carol I, aflată astăzi la Biblioteca Academiei Române, Cabinetul de numismatică, cota II, 54/1.
Așa cum rezultă din biografiile scrise de către diverși autori, meritul pentru obținerea bursei de studii a fost datorat influenței sus puse a lui Wladimir Hegel. Însă cercetătorul Petre Oprea a precizat că talentul incontestabil de care a dat dovadă a fost cel care a făcut să fie remarcat și foarte apreciat de către autorități, datorită participării sale la Expoziția artiștilor în viață din anul 1894, anul absolvirii. În acest an au fost reluate expozițiile după o întrerupere de circa douăzeci de ani. Paciurea a participat cu patru portrete. A primit cu această ocazie Mențiunea onorabilă pentru Bust de marmură. Această lucrare, în opinia lui Petre Oprea, ar putea fi cea intitulată Portretul d-lui C (?) Ionescu, care aparține Institutului „Ion Mincu” din Craiova, sau Portret de femeie aflat în colecția Muzeului Național de Artă al României.
Viziunea și personalitatea sculptorului din acei ani de început pot fi văzute în lucrările de la expoziția din 1894, în cele patru lucrări expuse la Salonul Oficial de la București din anul 1895 și în bustul lui Ștefan Vellescu, rămas în două variante în gips, una la Muzeul Simu și alta la Muzeul Teatrului Național „I.L. Caragiale”. Două portrete a expus și în anul 1896 la Salonul Oficial din București. Toate aceste lucrări prezintă, în opinia lui Petre Oprea, cunoștințele dobândite la Școala de Arte și Meserii, ele având și mai multe imperfecțiuni în realizarea anatomiei craniene.

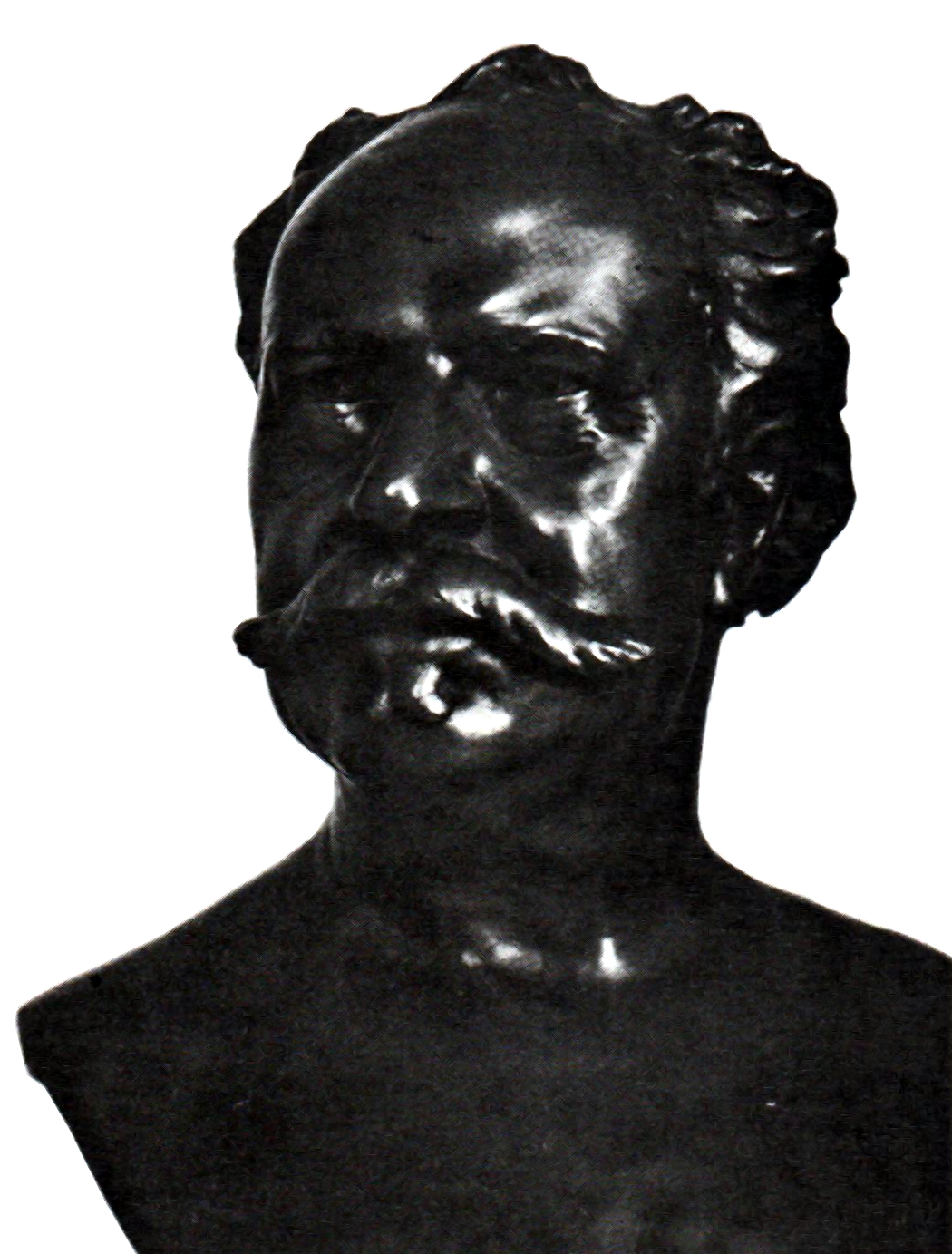
Bustul lui Ștefan Vellescu

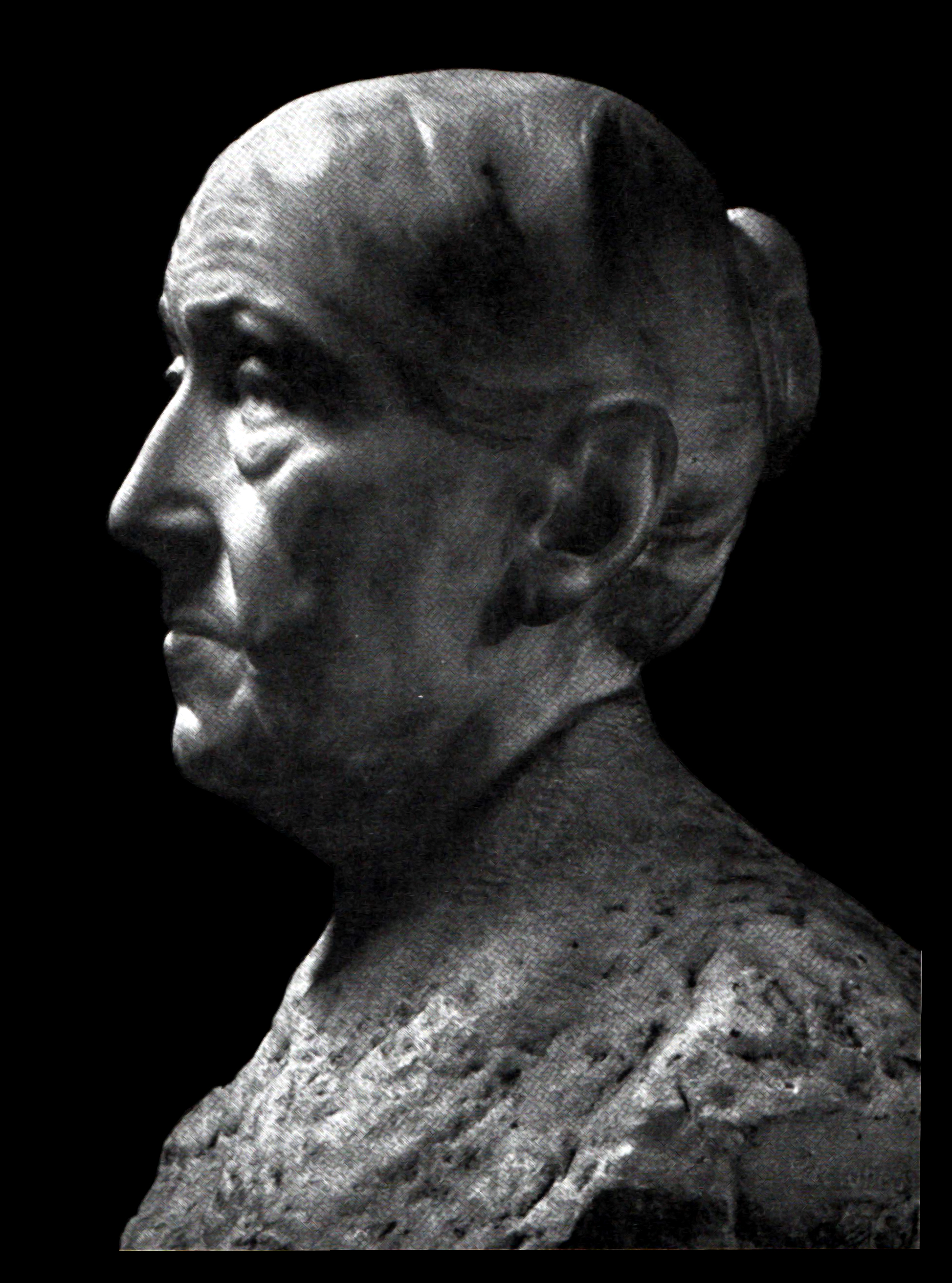
Portret de femeie

În data de 25 ianuarie 1895, artistul a primit înștiințarea primirii bursei de la Ministerul Agriculturii, Comerțului, Industriei și Domeniilor, prin adresa nr. 6558, care devenea efectivă începând cu 1 aprilie 1895. Pe spatele adresei, astăzi ruptă în patru, Paciurea a făcut mai multe schițe. Scrisoarea se află azi la Cabinetul de Stampe al Academiei Române cu nr. inv. 15601 - 15604. Artistul a plecat la Paris de abia la sfârșitul lunii aprilie, așa cum rezultă din corespondența din perioada ianuarie - aprilie 1895 dintre Școala de Arte și Meserii și ministerul de resort. Se relevă astfel faptul că Școala de Arte a făcut presiuni asupra Ministerului de Război pentru a amâna încorporarea lui Paciurea și a căutat la ministerul de resort surse financiare pentru plata taxelor de scutire din cauză că familia artistului era săracă.
Bursa de studii era un ajutor financiar timp de patru ani, în valoare de 300 de lei lunar, echivalentul a 300 de franci elvețieni aur, ce a fost acordată lui Paciurea pentru a se perfecționa în arta desenului ornamental, sculpturii și modelajului. În contract se stipula obligația bursierului de a face studii la Școala de Arte Decorative, Industriale și Frumoase Arte, dar și obligativitatea sa de a se înscrie la un atelier al unui artist remarcabil de la Paris. După absolvire trebuia să facă studii în Italia la Milano, Florența și Roma, dar și în Germania la München.
Dimitrie Paciurea era un tânăr dornic de a se instrui și a urmat, nu chiar în litera lor, obligațiile contractuale. Astfel, a frecventat cursurile Școlii de Arte Decorative și Industriale și pe cele ale Școlii de Belle-arte de la Paris, unde i-a avut ca profesori pe Gabriel-Jules Thomas și pe Jean-Antoine Injalbert. Între iulie 1898 și octombrie 1899 a studiat în cadrul Academiei Julian, în atelierele lui William Bouguereau și Gabriel Ferrier. El a renunțat să mai facă studii în Italia și Germania, cu acceptul autorităților române, și a optat să rămână în ultimul an de bursier la Paris pentru a-și desăvârși studiile. Petre Oprea și-a manifestat neîncrederea și a presupus că Paciurea ar fi fost totuși în Italia pe cont propriu înainte să se întoarcă în România, unde trebuia să-și execute stagiul militar. Oprea a adus ca argument ajutorul financiar pe care artistul l-a obținut din fondul Răducanu-Simonidi în anul 1899.

### 1900 - 1909 -- Impunerea în conștiința publică
Dimitrie Paciurea s-a întors la București  în anul 1900. Istoricii de artă nu au găsit informații despre activitatea sa de până în anul 1902, cert este că artistul a efectuat stagiul militar până în luna noiembrie 1901. Există multe desene care s-au aflat în posesia familiei după decesul sculptorului în care artistul apare în uniformă militară și unele în care apar portretele părinților săi. În anul 1902 a realizat bustul doctorului Demetru Athanasiu, care se afla în cel de al șaptelea deceniu al secolului al XX-lea în colecția doctorului Mircea Athanasiu. În 1903, Academia de Muzică și Artă Dramatică care-și avea sediul pe Strada Batiștei nr. 8, a deschis o secție de belle-arte. Aici, Paciurea a predat sculptura și modelajul după natură. La secția de pictură era profesor pictorul Ludovic Bassarab.

Ansamblul statuar „Gigantii și nimfa adormită” din Parcul Carol I așa cum a fost proiectul inițial. Carte poștală ilustrată din arhiva Muzeului Municipiului București.

Societatea „Cercul artistic” și-a început activitatea în data de 15 octombrie și a deschis o expoziție la care Dimitrie Paciurea a prezentat două personaje alegorice ce făceau parte din compoziția Monumentului Gheorghe Duca. Monumentul a fost inaugurat în anul 1904 în luna mai. Concursul pentru adjudecarea lucrării către artiști a avut loc în luna aprilie 1902. Din doisprezece concurenți, au câștigat atribuirea arhitecții Ștefan Burcuș și Sc. Petculescu. La rândul lor, aceștia au delegat execuția sculpturilor lui Filip Marin, pentru portretul lui G. Duca, lui Carol Krausz, cele trei basoreliefuri și lui Paciurea, femeia care reprezintă știința inginerului și simbolizează școala froebeliană. Ea ține de mână o fetiță care oferă o ramură de laur lui G. Duca. O serie de cotidiene au prezentat inaugurarea monumentului: ziarul Voința națională, Observatorul, Epoca și Secolul.

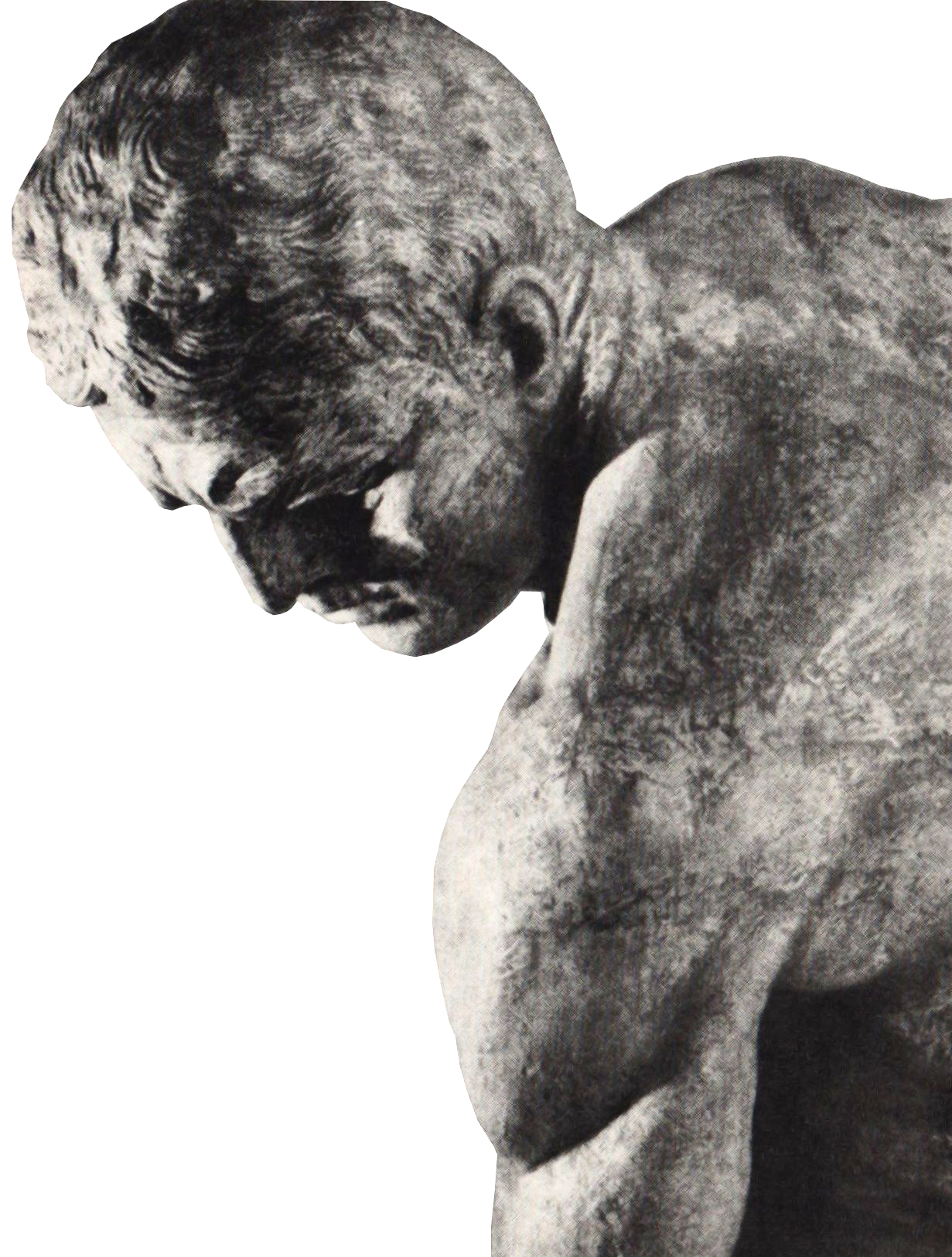
Gigantul lui Paciurea (detaliu)

Impunerea definitivă a artistului în atenția publicului s-a petrecut în anul 1905, atunci când a participat la două concursuri pentru realizarea unor monumente publice și a câștigat două premii întâi. A expus la manifestarea expozițională a Societății „Cercul artistic” și majoritatea lucrărilor lui au fost lăudate în cronicile de presă ale vremii. În 1905 a primit câteva comenzi, dintre care una a fost din partea autorităților.
Primăria din Craiova a publicat un anunț pentru organizarea unui concurs în luna noiembrie 1904. Se dorea construirea a două fântâni monumentale care să înfrumusețeze mediul urban al localității - o fântână care urma să fie amplasată în fața Palatului de Justiție și alta în fața Catedralei Madona Dudu. Ca urmare a desfășurării concursului, s-au acordat premiile întâi în luna ianuarie 1905 proiectelor pe care le-au realizat arhitectul V. G. Ștefănescu și Dimitrie Paciurea. Pentru proiectul primei fântâni, premiul a fost de 1200 lei și pentru cea de a doua de 800 lei.
În luna ianuarie 1905 a participat la cea de a X-a expoziție a Societății „Cercul artistic” cu două busturi - Portretul actorului Vasile Paciurea și Portret de bătrân. Cronica plastică i-a adus elogii și comanditarii i-au bătut la ușă. Așa a realizat și bustul lui N. Perlea, comandă pe care a obținut-o în luna februarie 1905. Există mai multe documente ale contractului de execuție a bustului lui N. Perlea, contractat pentru o sumă de 2000 de lei, plătiți în mai multe tranșe, din care se poate vedea condiția artistului în fața comanditarilor nemulțumiți din acele vremuri.
Cu prilejul organizării Expoziției Naționale de pe Câmpia Filaretului, fostă Parcul Libertății, actual Parcul Carol I din București, comitetul de conducere al manifestării i-a acordat în luna noiembrie 1905, arhitectului Remus Iliescu și sculptorilor Frederic Storck și Dimitrie Paciurea, proiectul de execuție a unei grote cu terasă, vase, figuri și sculpturi. Ghidul expoziției, editat de comisariatul general al expoziției, a precizat că lucrarea avea la inaugurarea sa din 1906, doar grota și o terasă cu balustradă ce purta denumirea de Grota fermecată, ea fiind figurată pe o hartă anexă. Mai târziu, în fața grotei s-a amplasat un grup statuar care ilustra o scenă din Legenda Jepilor de Carmen Sylva. Compoziția avea două personaje cu dimensiuni supraumane care înfățișau doi bărbați în poziții contorsionate, unul din ei realizat de Dimitrie Paciurea și altul de Frederic Storck.

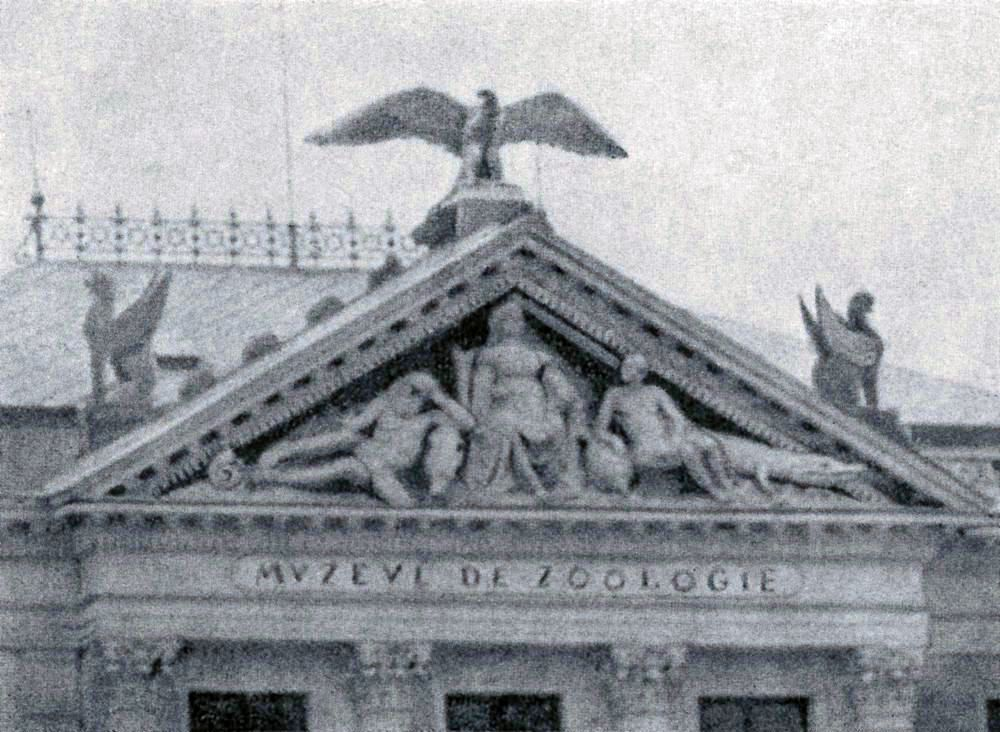
Muzeul Național de Istorie Naturală „Grigore Antipa” cu Frontonul lui Paciurea realizat în 1906 (fotografie de epocă)

Începutul anului 1907 l-a găsit pe Paciurea într-o stare de agitație și mare tensiune. Aflând că la Școala de Belle-Arte din București urma să se desfășoare un concurs pentru ocuparea catedrei de desen și modelaj, el a apelat la pictorul Gheorghe Petrașcu pentru a-l ruga să-l accepte să expună împreună cu el la o expoziție pe care acesta a organizat-o la sala Ateneului Român. Ca urmare, în ziua de 20 februarie 1907, cu o zi înainte de desfășurarea concursului, a avut loc vernisajul expoziției Paciurea, mult după vernisajul lui Petrașcu. Cronica plastică a acordat multă atenție acestei manifestări expoziționale, concentrându-se pe lucrările lui Petrașcu, iar pentru cele ale lui Paciurea omițându-le sau doar pomenindu-le în treacăt prezența. Doar două cronici au depășit stadiul de simplă informare. Ele au menționat că Paciurea a prezentat câteva lucrări mari, schițe și busturi, dând detalii doar pentru câteva mai deosebite. Se știe astfel că, în afară de cele două lucrări pe care sculptorul le-a expus la expoziția Cercului artistic din 1905, a mai expus Portretul pictorului Titus Alexandrescu pictând, Portretul lui Carducci și două fragmente destinate Grotei fermecate din Câmpia Filaretului, Sirena adormită sau Urlanda și unul din cei doi Jepi (Gigant). Jepul a fost expus împreună cu un Portret, la expoziția Tinerimii artistice din martie 1907. Petre Oprea a opinat că Jepul era o reducție a lucrării originale, deoarece Paciurea a expus din nou lucrarea la Expoziția oficială din 1909, moment în care grupul decorativ Grota fermecată era deja montat.
Desigur că expunerea unei lucrări denumită Urlanda a născut nedumerire în critica de artă postumă. S-a căutat îndelung lucrarea dar nu a fost găsită. Întrebarea legitimă ridicată de Oprea, a fost de ce lucrarea lui Paciurea nu s-a regăsit în grupul decorativ din Parcul Carol I și de ce a trebuit să se apeleze la sculptorul Filip Marin, care nu făcea parte din colectivul care a câștigat comanda? Expoziția  făcută cu Petrașcu a fost un eșec pentru că nu a beneficiat de cronică de artă și nici nu a avut un rol pozitiv  cu privire la câștigarea de către Paciurea a catedrei de desen și modelaj. Membrii comisiei, arhitectul Gheorghe Sterian, Wladimir Hegel și Ipolit Strâmbulescu au ales să-l angajeze pe Frederic Storck care avea în opinia lor „... reputația artistică... îndeosebi cunoscută și nediscutată.”

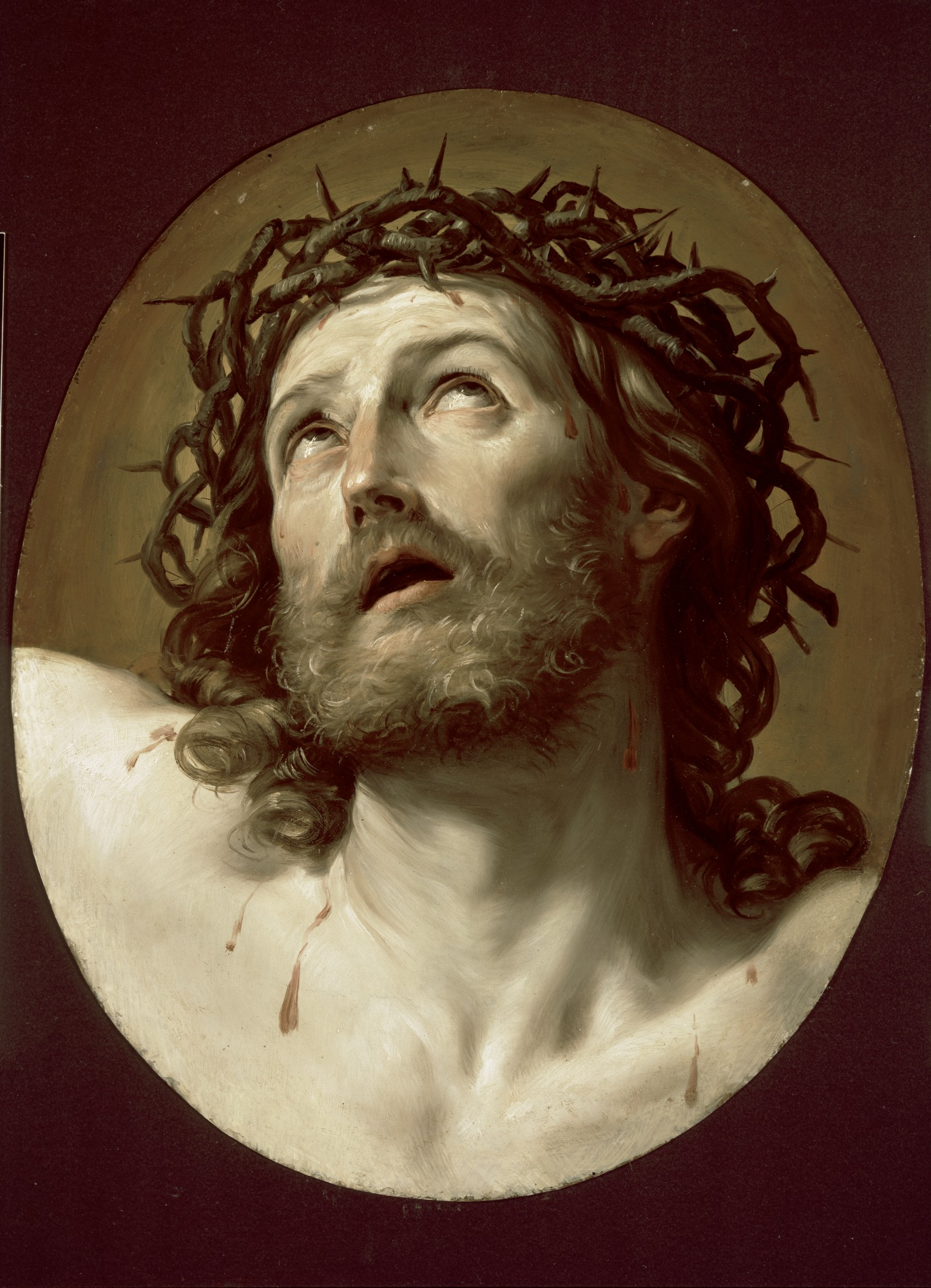
Capul lui Hristos încoronat cu spini - de Guido Reni

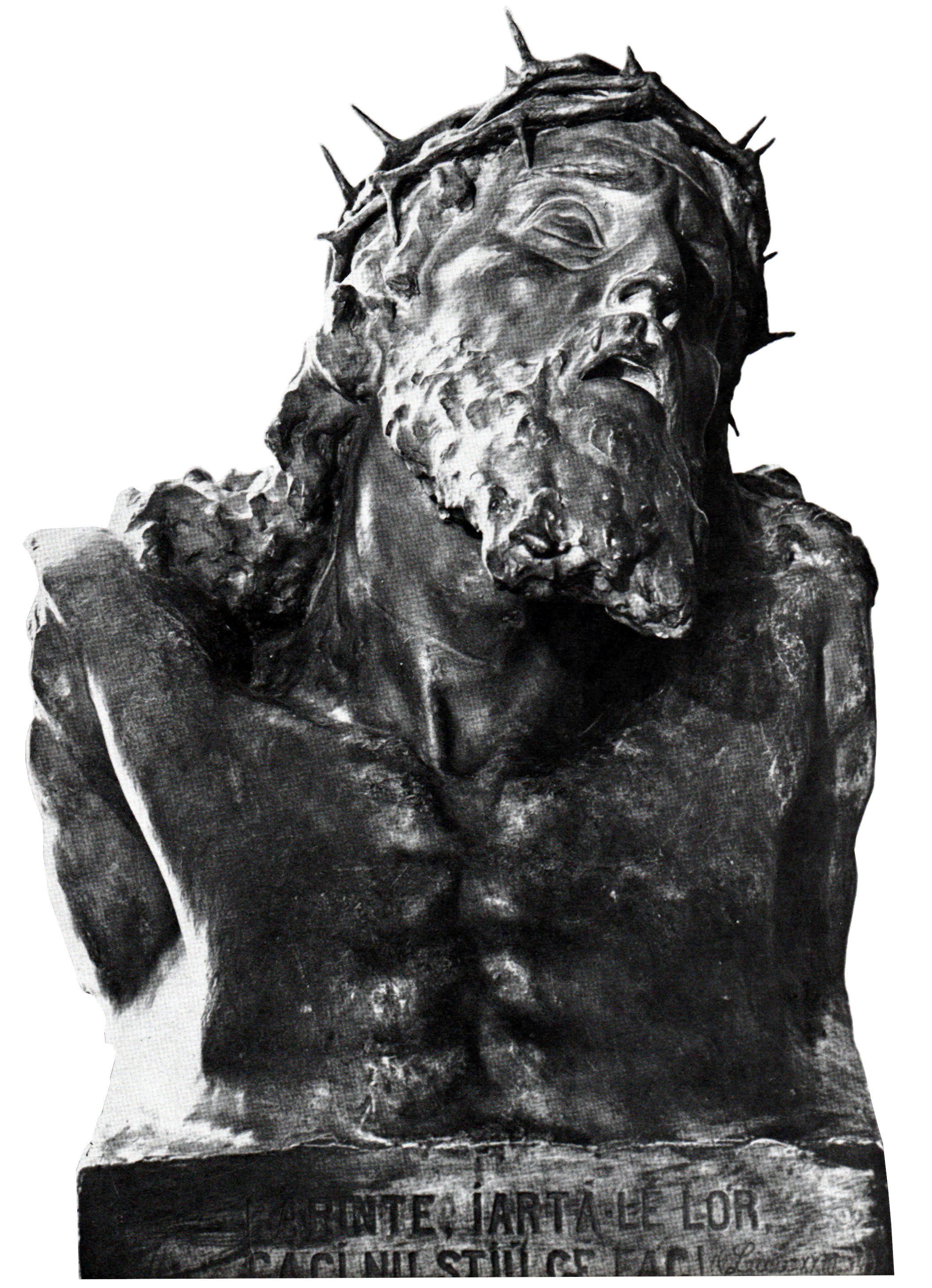
Capul lui Hristos încoronat cu spini - de Dimitrie Paciurea

Dimitrie Paciurea avea toate calitățile pentru a prelua catedra de desen și prin simplul fapt că spre deosebire de alți concurenți - N. Bran, C. D. Mirea, Aristide Iliescu, nu a menționat în cererea sa de înscriere la concurs, toate lucrările pe care le-a făcut, ci doar pe cele recente, care nu au mai fost expuse - Bustul lui Asachi (din marmură), Figurile de la cascada Filaretului și Frontonul muzeului de istorie naturală Grigore Antipa. Lucrarea frontonului a fost încredințată lui Paciurea și după doi ani sculptorul a realizat o alegorie, intitulată Știința Zoologiei, care împodobea frontonul, deasupra lui fiind fixat un vultur majestuos și două himere care flancau lateralele construcției.
După spusele lui Petre Oprea, frontonul de la Antipa nu mai există astăzi, pentru că a fost distrus de bombardamentul german în anul 1944. După alte informații actuale, se menționează că în timpul cutremurului din anul 1940, alegoria lui Paciurea s-a dislocat, drept pentru care ea a fost demontată. Amintirea lucrării artistului român s-a păstrat doar în fotografiile de epocă.
Fiind preocupat cu organizarea expoziției personale de la Ateneu, cu Petrașcu, și de realizarea frontonului, ca un plus fiind concursul la care a participat, Dimitrie Paciurea nu a acordat importanță expoziției Tinerimii artistice din 1907 și a expus doar cele două lucrări menționate mai sus. De remarcat este că în anul 1908 a participat la următoarea manifestație expozițională cu cinci lucrări. Ca urmare, Léo Bachelin și Jeanjaquet, cei mai autorizați critici din acei ani, i-au lăudat creațiile și l-au situat, alături de Constantin Brâncuși, în topul celor mai talentați sculptori români. O singură excepție s-a înregistrat, Crist încoronat cu spini, care era o comandă funerară dată de doctorul I. Paulescu. Cristul a fost criticat de majoritatea comentatorilor că ar fi o transpunere în sculptură a cunoscutei opere de pictură Crist a lui Guido Reni. Cea mai comentată și cea mai bună lucrare a lui Paciurea a fost în acel an Portretul lui Ștefan Luchian, comandat de criticul de artă Virgil Cioflec, prieten al lui Luchian și coleg de liceu al lui Paciurea. Apreciate au fost și Bustul pictorului G. Petrașcu (aflat azi la Muzeul de Artă din Constanța, inv. nr. 1975), Bustul lui B. Petriceicu-Hașdeu și Cap de copil. Cel din urmă a fost achiziționat de Anastase Simu pentru muzeul lui, lucrarea fiind realizată sub influența lui Auguste Rodin. Bustul lui Petrașcu a fost făcut în perioada expoziției comune de la Ateneu din 1907.
Wladimir Hegel s-a pensionat la 1 aprilie 1909 și ca urmare, postul său de la catedra de sculptură a devenit vacant. Încă din septembrie 1908, Paciurea s-a înscris, împreună cu Ion Iordănescu, Aristide Iliescu, Oscar Spaethe, Frederic Storck și Dimitrie Mirea, la concursul pentru ocuparea catedrei. Comisia formată din inspectorul general St. Sihleanu, Dimitrie Serafim, Emanoil Bardasare, Wladimir Hegel și profesorul de estetică Alexandru Tzigara-Samurcaș, s-a întrunit în data de 20 ianuarie 1909 și nu a ajuns la niciun rezultat, deoarece nu s-a putut face o departajare a candidaților. De aceea, la propunerea lui Emanoil Bardasare, s-a cerut concurenților să realizeze fiecare un proiect monumental intitulat Unirea până în luna mai.
Paciurea a avut astfel, o perioadă foarte încărcată, pentru că a participat și la expoziția Tinerimii artistice din martie și la cea a artiștilor în viață din aprilie. A expus la prima două lucrări: Nud  și Portret de bătrână, care înfățișa de fapt pe Elena Bițu–Dumitriu, mama pictorului Gheorghe Petrașcu și a criticului N. N. Petrașcu. Portretul de bătrână se află azi la Muzeul memorial „Gheorghe Petrașcu” din Târgoviște și cea de a doua la Muzeul Național de Artă al României (inv. nr. 127/6773). La cea de a doua expoziție a expus Fragment făcând parte din figurile decorative ale grotei de la Filaret, o lucrare mai veche, și Portret al actorului V. Paciurea, un alt portret al acestuia.
Cronica de artă de atunci, a fost foarte zgârcită în aprecierea exponatelor lui Paciurea, dar i-a relevat talentul. În mod unanim, presa a lăudat proiectul de monument expus de Paciurea la manifestarea de la Ateneul Român, acolo unde au fost prezente toate cele șase machete ale candidaților la ocuparea catedrei de sculptură de la Școala de belle-arte. Proiectul lui a fost cel mai reușit și a răspuns tuturor exigențelor căutate la cele mai valoroase monumente publice. El a simbolizat Unirea printr-un grup statuar ce înfățișează zimbrul Moldovei care distruge stafia discordiei dintre principate, ea fiind sfâșiată cu ciocul de vulturul Munteniei. De jur-împrejurul piedestalului a figurat o horă țărănească.

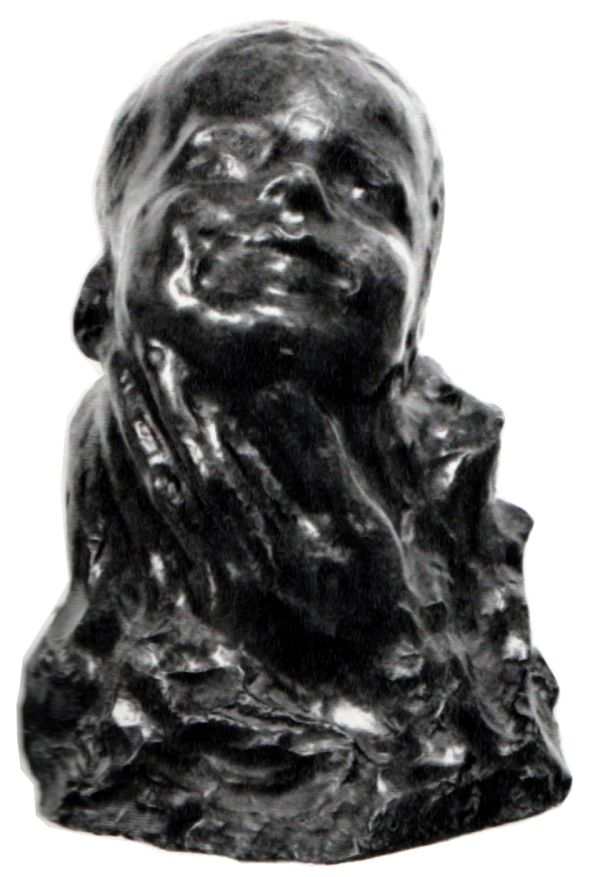
Cap de copil
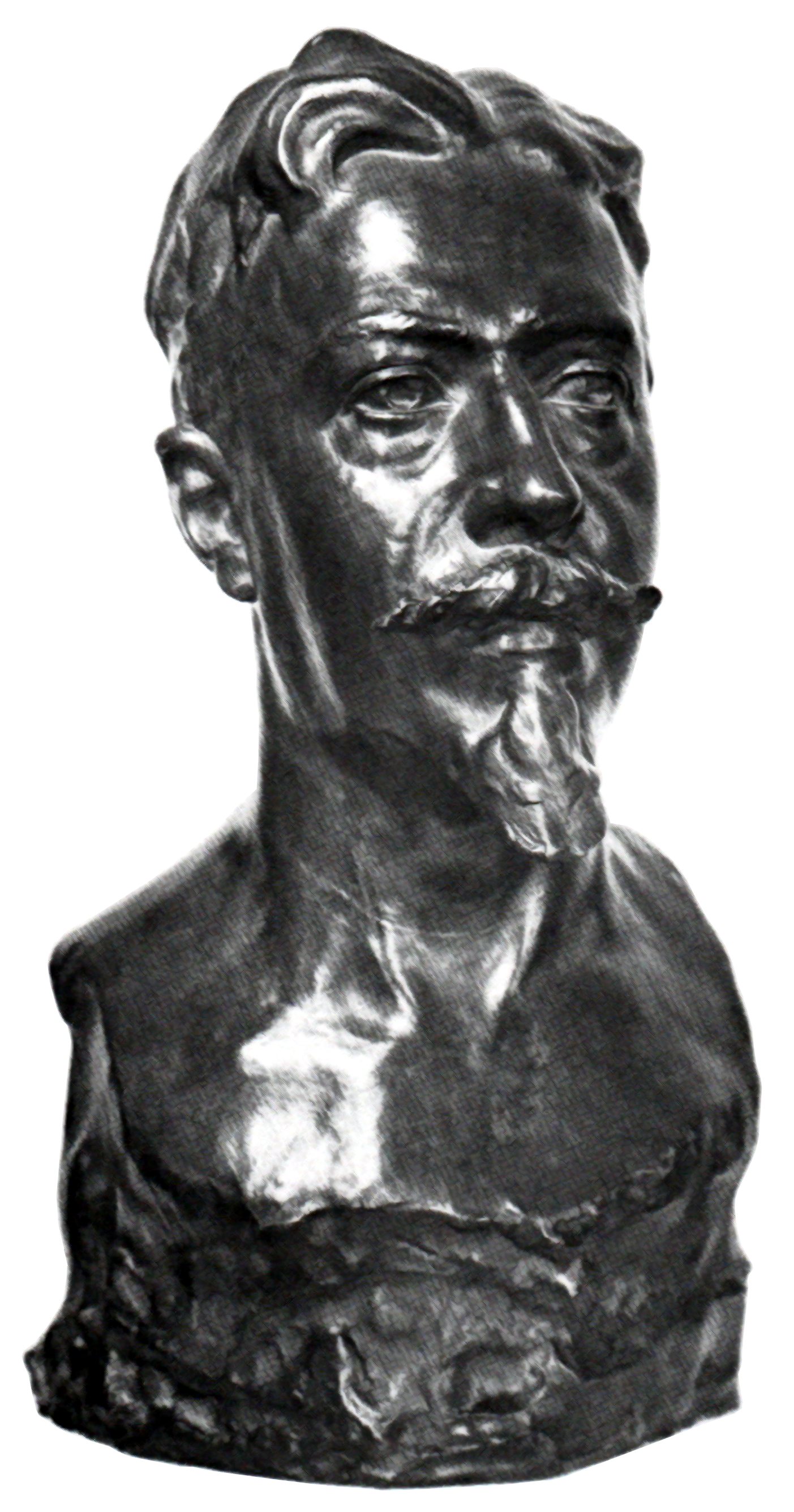
Gheorghe Petrașcu
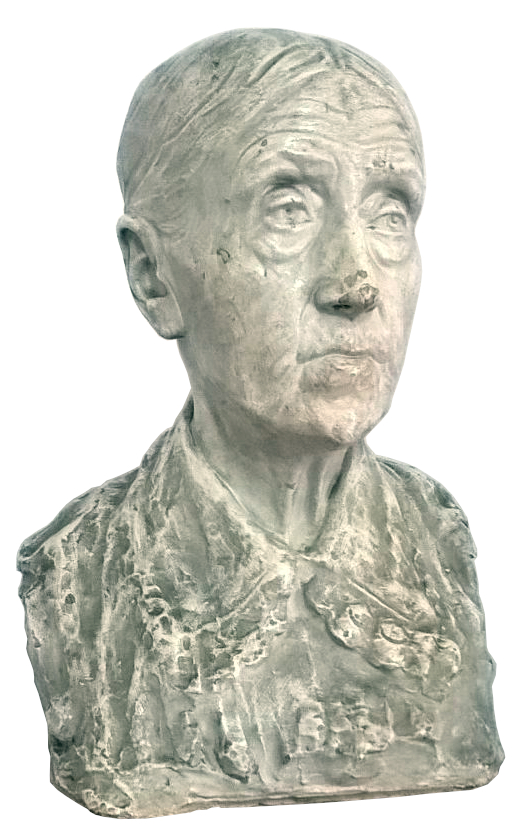
Elena Bițu–Dumitriu
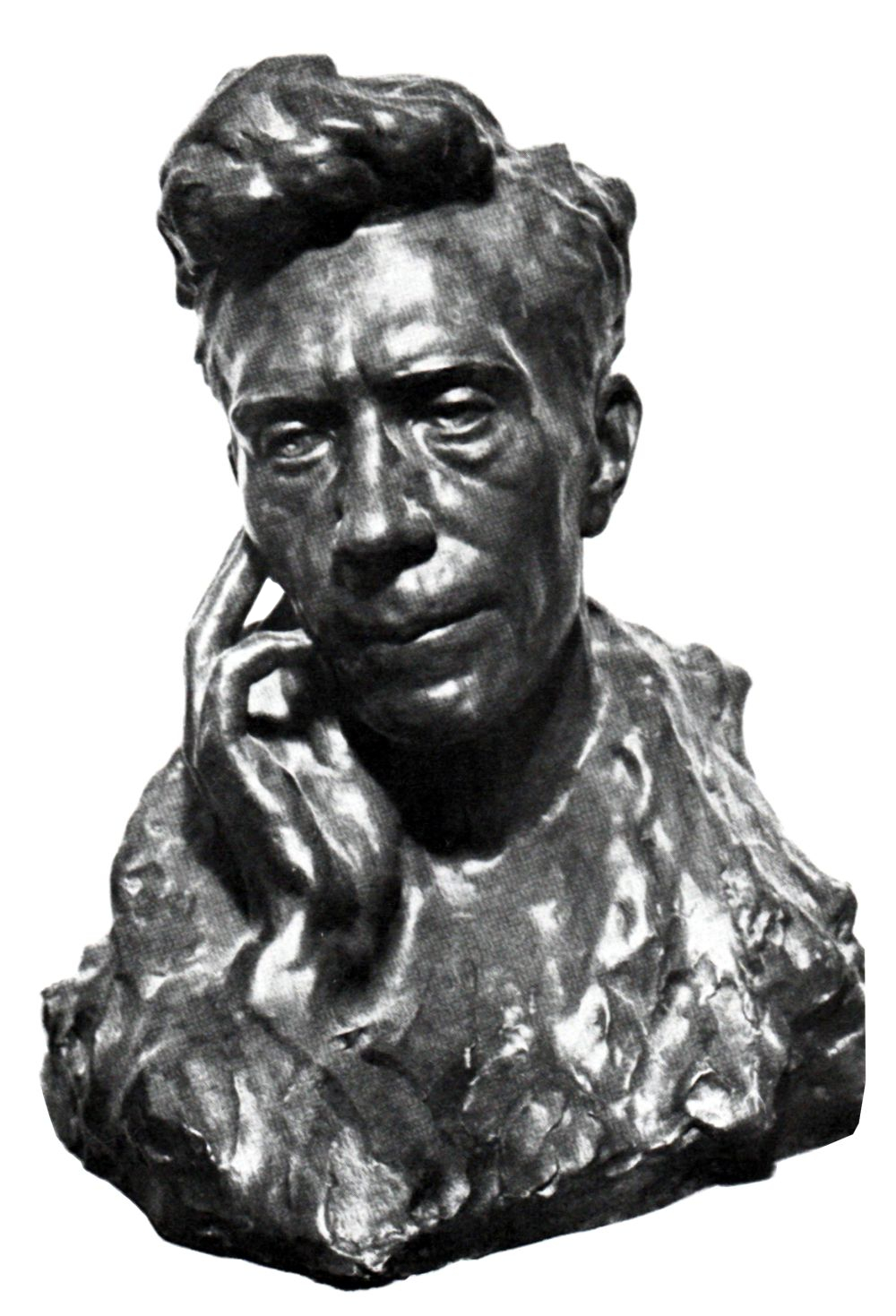
Ștefan Luchian
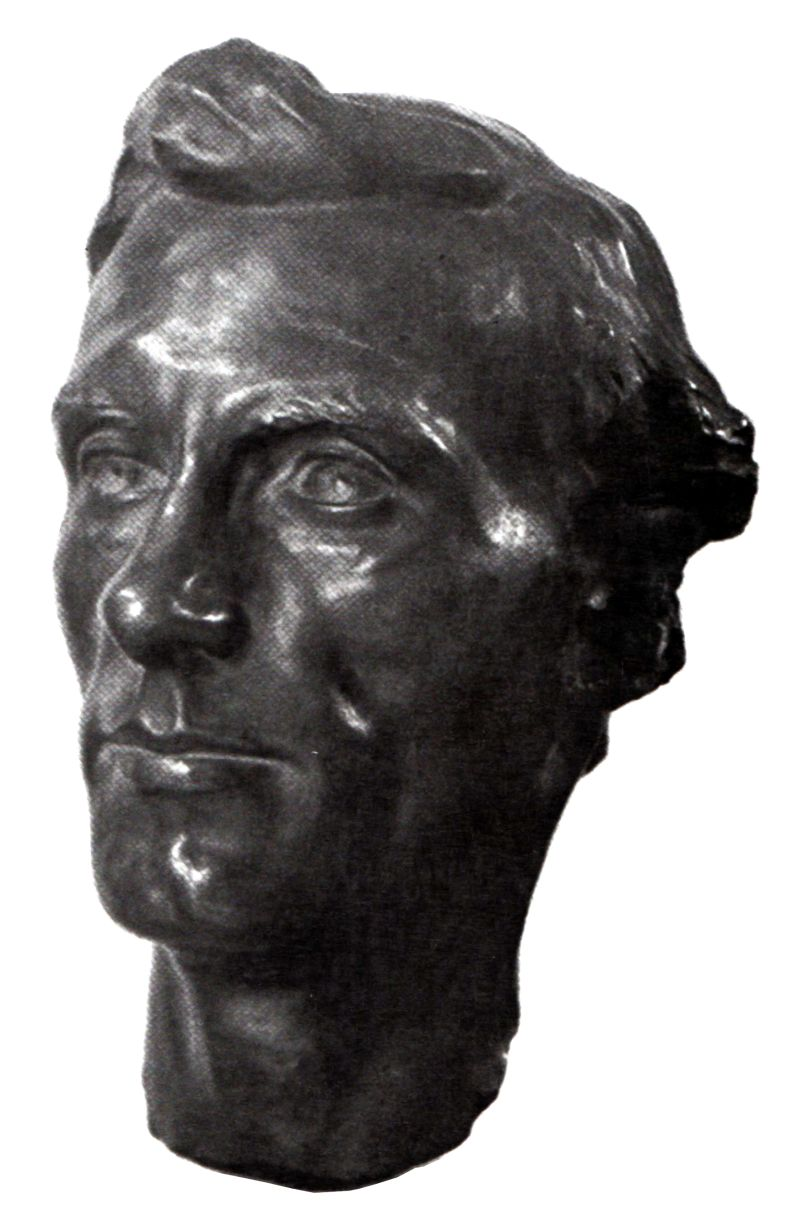
Vasile Paciurea
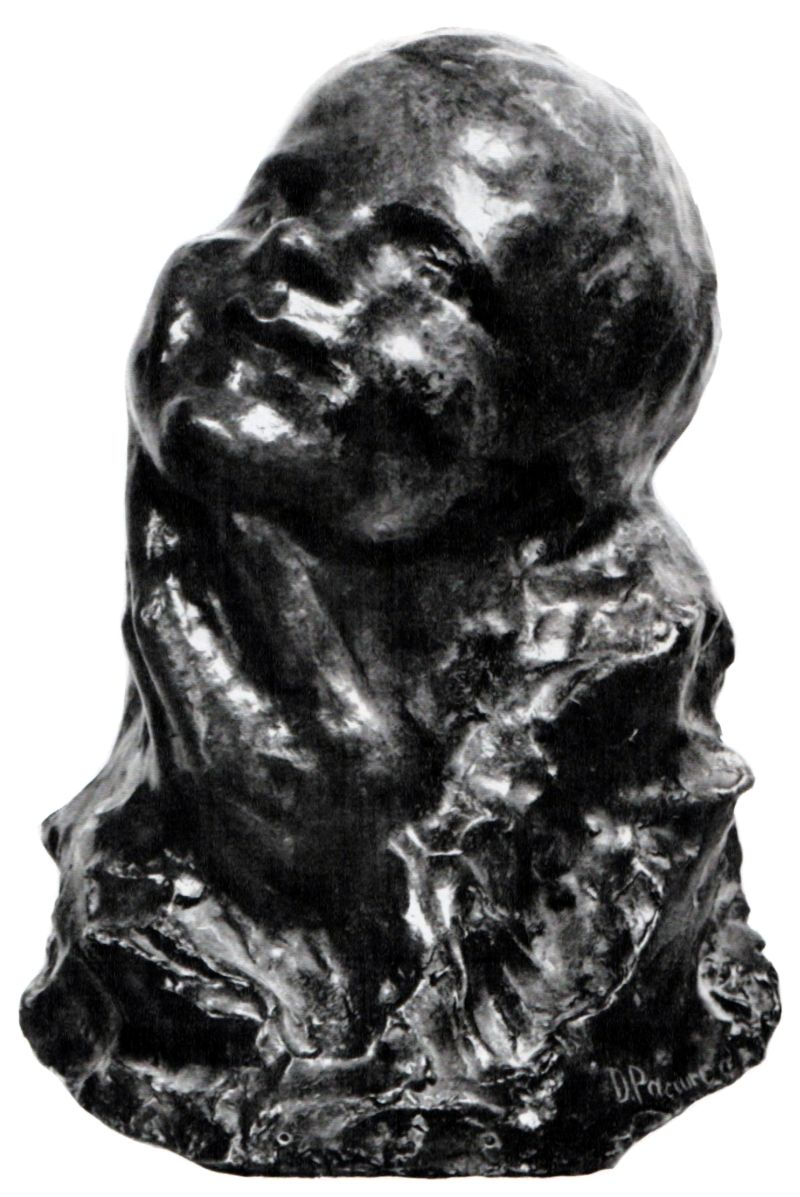
Cap de copil

Comisia de la Școala de belle-arte s-a întrunit în zilele de 8 și 10 mai și a apreciat că nici un proiect expus la Ateneu nu corespunde cu cerințele impuse. Ca atare, niciun candidat nu a câștigat concursul. Ca urmare, Anastase Simu a cumpărat lucrarea pe loc și i-a comandat lui Paciurea două basoreliefuri care înfățișau pe Eraclie Dumba, tatăl soției lui, și pe Petre Simu (n. 1818 - d. 1873), unchiul lui, care i-a lăsat moștenire toată averea sa. A urmat un adevărat scandal, pe de o parte cel al candidaților nemulțumiți, pe de altă parte blamările presei care acuza decizia comisiei. Ca urmare, Ministerul Instrucțiunii publice a numit o nouă comisie formată din Costin Petrescu și Nicolae Ghica-Budești. La o nouă analiză a situației, comisia a recomandat în ziua de 3 iulie 1909 ca Dimitrie Paciurea să fie numit la catedra de sculptură. Numirea efectivă în post a fost făcută de abia în ziua de 2 noiembrie 1909.
Preluarea postului de profesor la catedra de sculptură i-a facilitat lui Paciurea, pe termen scurt, mai puțin de un an de zile, dar nu și mai târziu, mai multe avantaje. I-a asigurat viața de zi cu zi și mai ales, posibilitatea de a se dedica creațiilor sale. A primit mai multe comenzi semioficiale pentru busturi ale unor personalități în viață, așa cum au fost Spiru Haret și Petru Poni, și ca un cumul de funcție, a devenit custode al Muzeului Aman. Astfel, el a beneficiat de un atelier de creație aflat chiar în curtea muzeului. Acum, a primit Medalia „Bene Merenti” clasa I și a fost premiat cu Medalia clasa a II-a la Salonul Oficial. În anul 1909, Paciurea era membru-consilier al Comitetului de conducere al Societății generale a artiștilor din România.

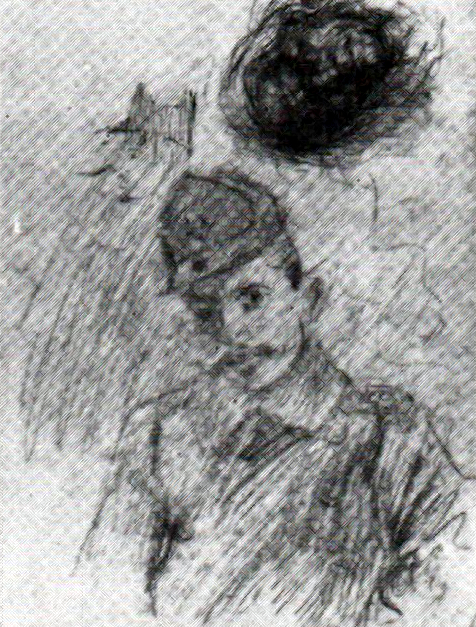
Autoportret militar
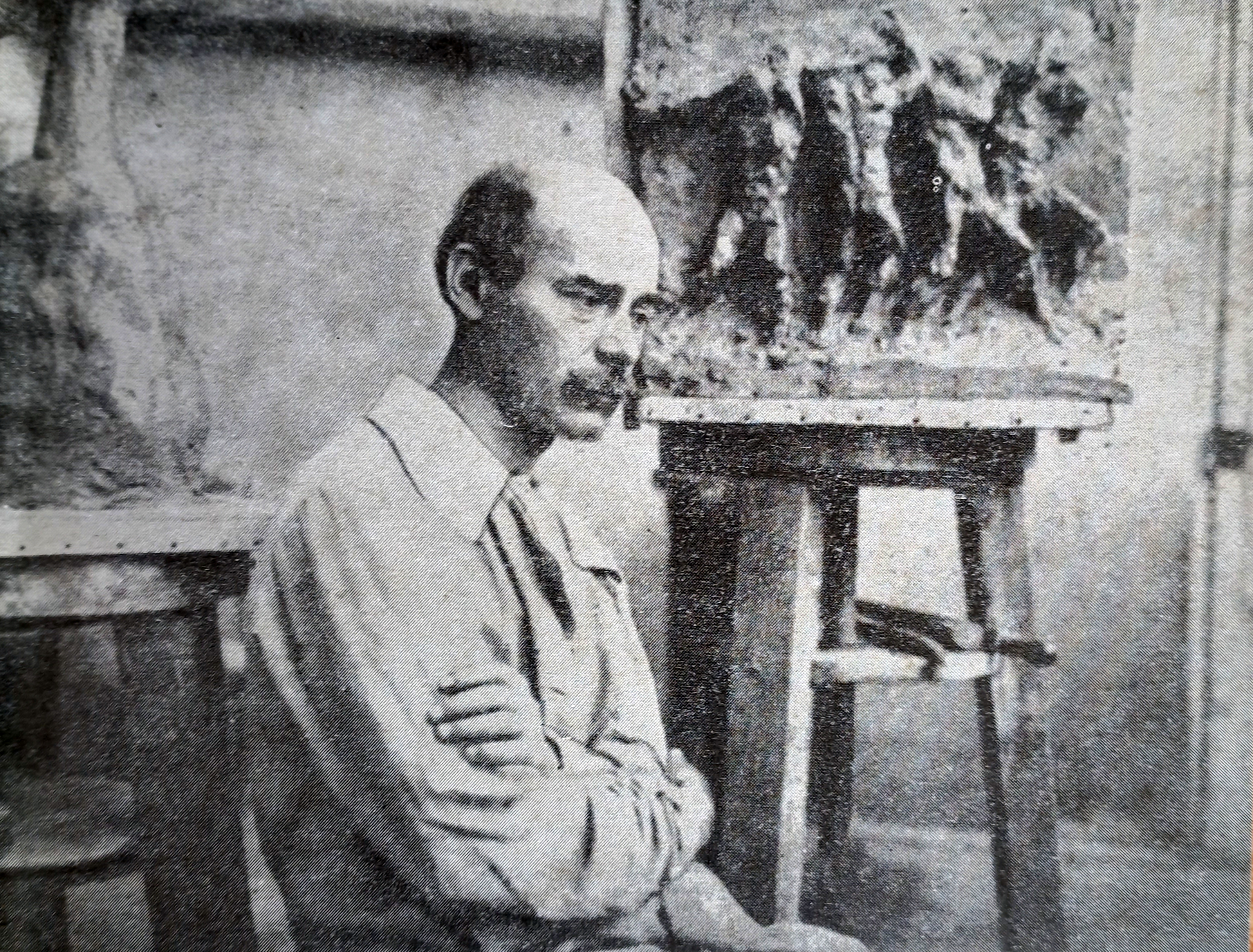
în atelier
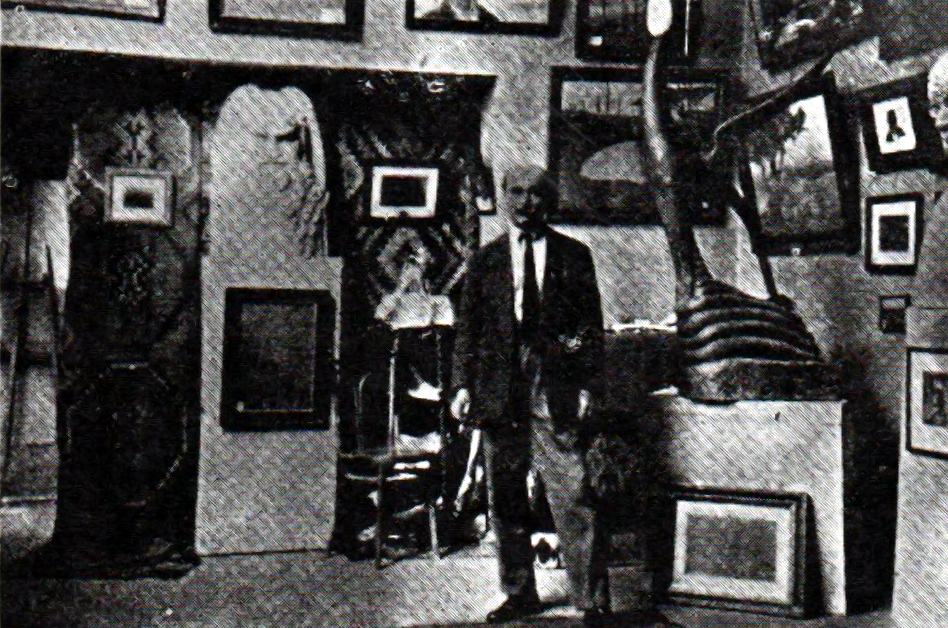
în atelier
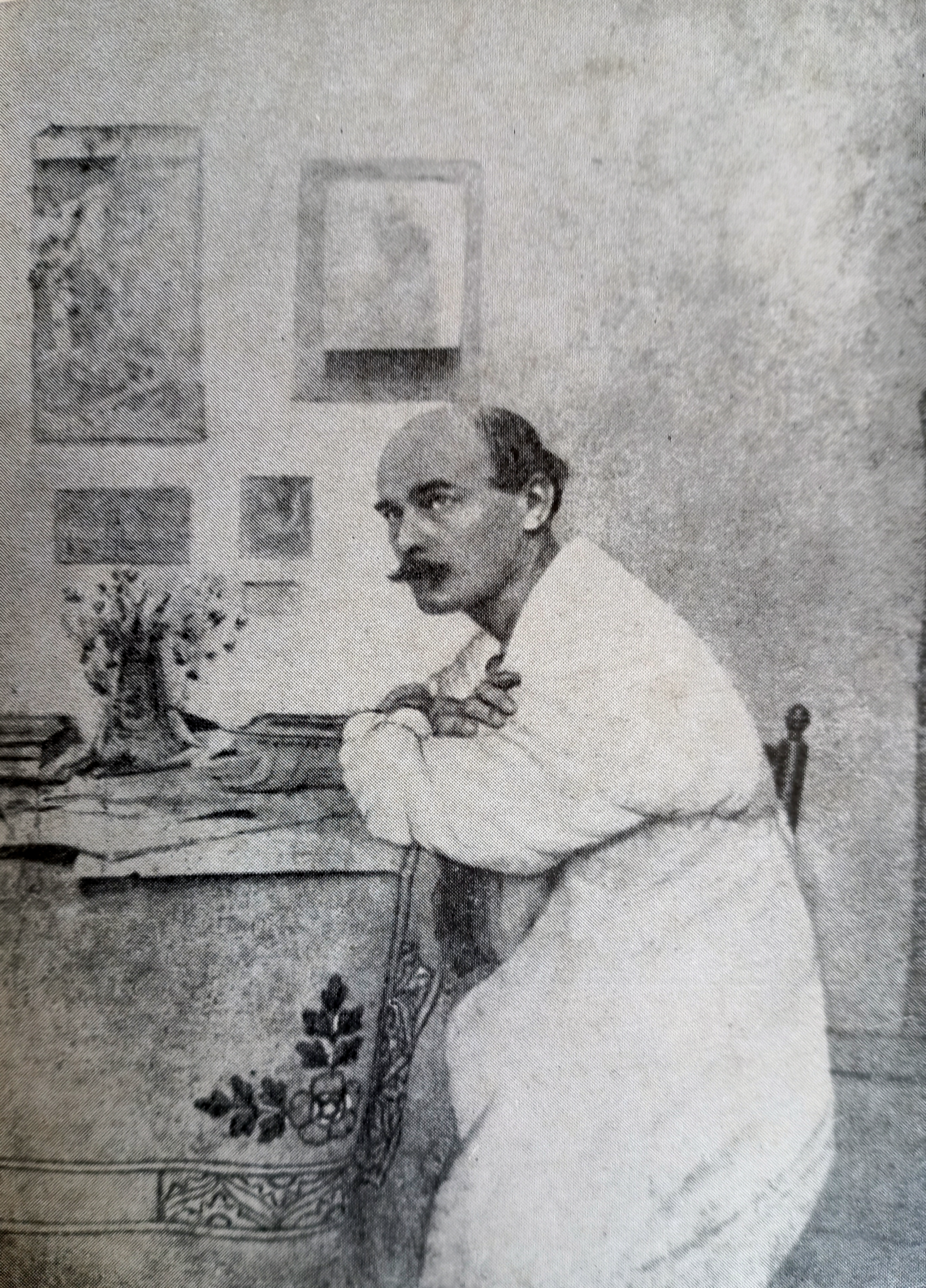
la masa de lucru
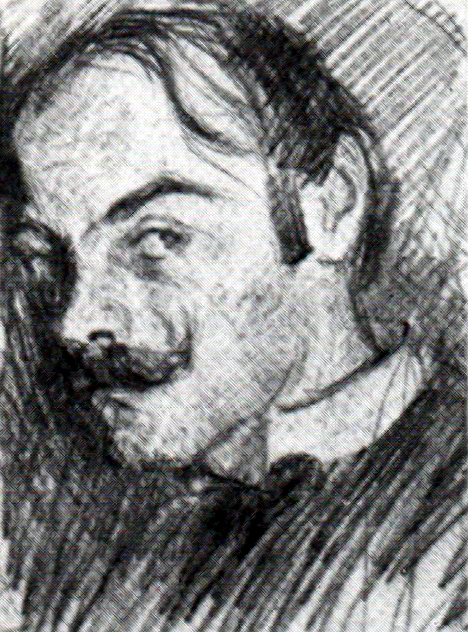
Autoportret
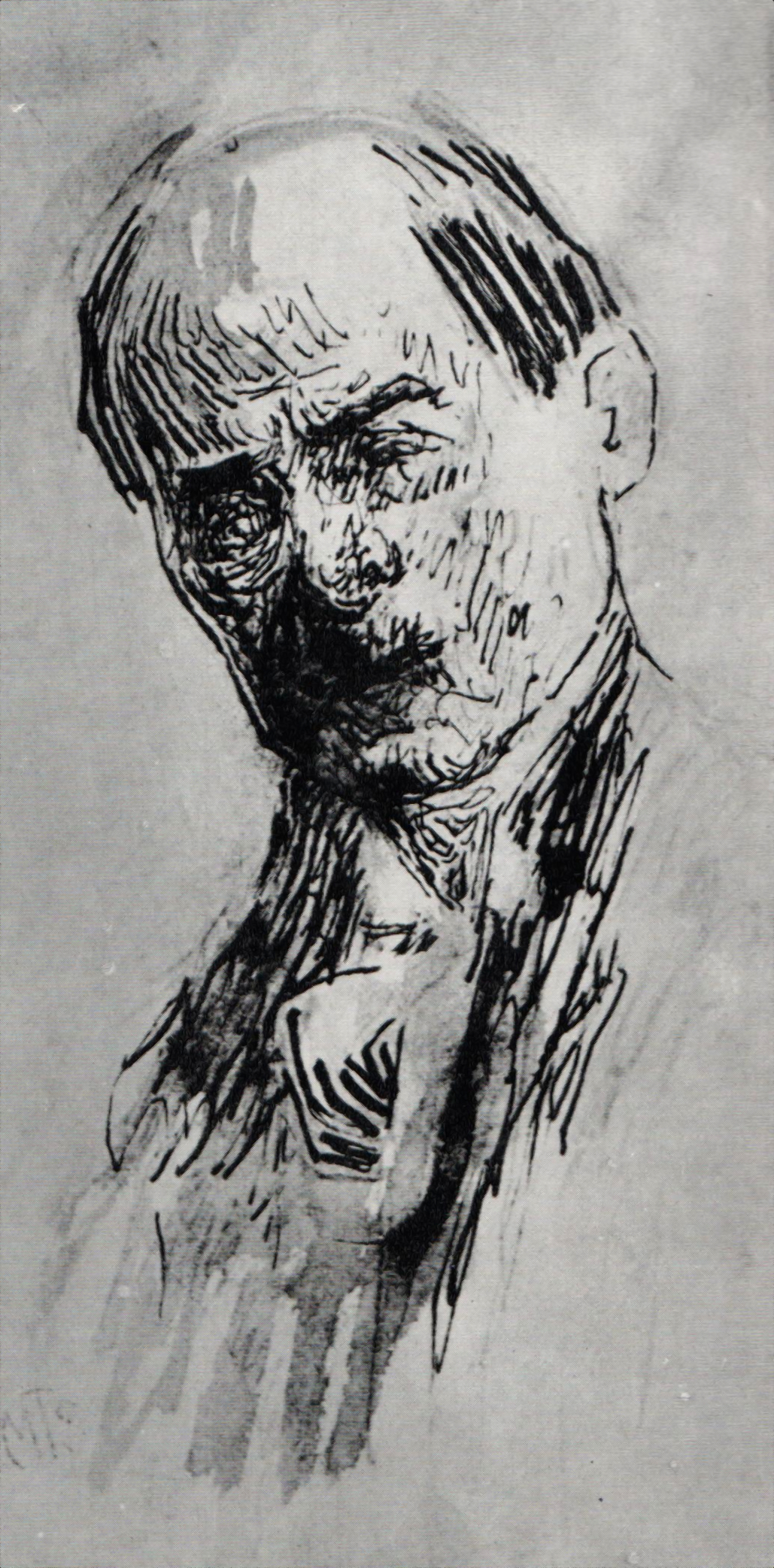
Autoportret

### 1910 - 1920 -- Maturitatea
În anul 1909, a existat o efervescență în România cu privire la aniversarea a douăzeci de ani de la moartea lui Mihai Eminescu. Dimitrie Paciurea era deja instalat în atelierul din curtea Muzeului Aman și spera să facă un monument care-l obseda de mai mulți ani. Vrând să realizeze o operă capitală pentru creația sa, el a fost încurajat de comitetul de inițiativă din Galați. În acest oraș s-a deschis o subscripție publică și a fost lansat un concurs printre sculptorii români prin care se încuraja participarea cu noi proiecte și machete. La sfârșitul lunii februarie 1910, Paciurea a reușit să-și termine o lucrare pe care a modelat-o în pământ la atelierul său, de doi metri lățime și trei înălțime. A prezentat-o amatorilor de artă, prietenilor, criticilor de artă și multor admiratori ai poetului. Deoarece comitetul din Galați a abandonat organizarea concursului, Paciurea a fost decepționat că realizarea sa nu și-a găsit aprecierea la care se aștepta, mai ales din partea celor care au văzut lucrarea. De fapt, comitetul a preferat să semneze un contract cu Frederic Storck, după ce reziliase un altul cu Oscar Spaethe, din motive încă necunoscute. Ca urmare, Dimitrie Paciurea a renuțat să-și mai toarne în gips lucrarea pentru ca să participe cu ea la Salonul Oficial care s-a deschis în luna mai 1910. El a preferat să termine cele două portrete, comandate oficial, bustul lui Spiru Haret, cel al lui Petru Poni și monumentul lui Ion Bănescu, fost primar al orașului Constanța, lucrări pe care le-a expus la salonul din luna mai. Monumentul lui Bănescu se află astăzi în fața bisericii Adormirea Maicii Domnului din Constanța.
- Dimitrie Paciurea - Sculptură reprezentativă - Sfinxul, bronz, de la Muzeul Național de Artă al României

"Dimitrie
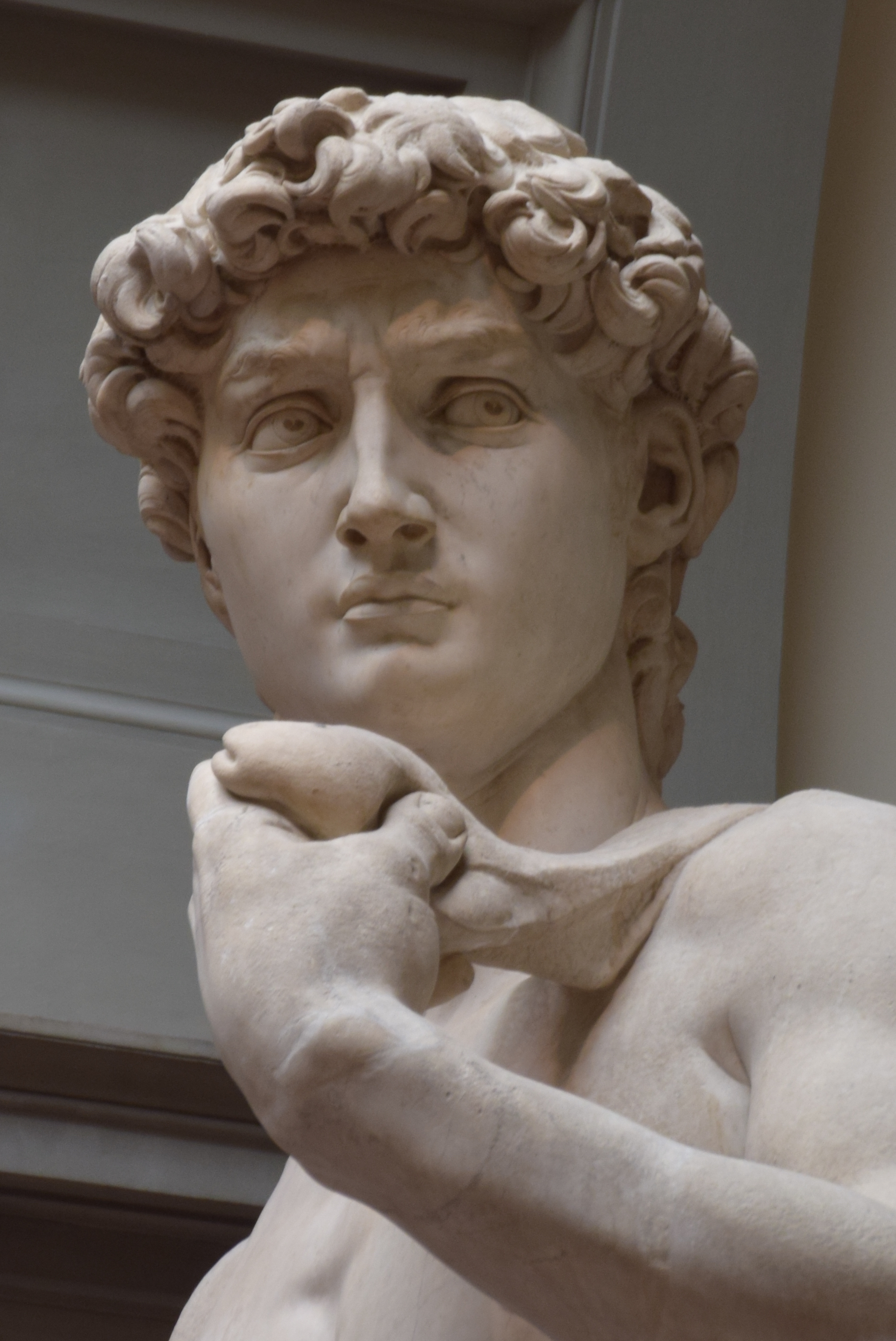
David - de Michelangelo
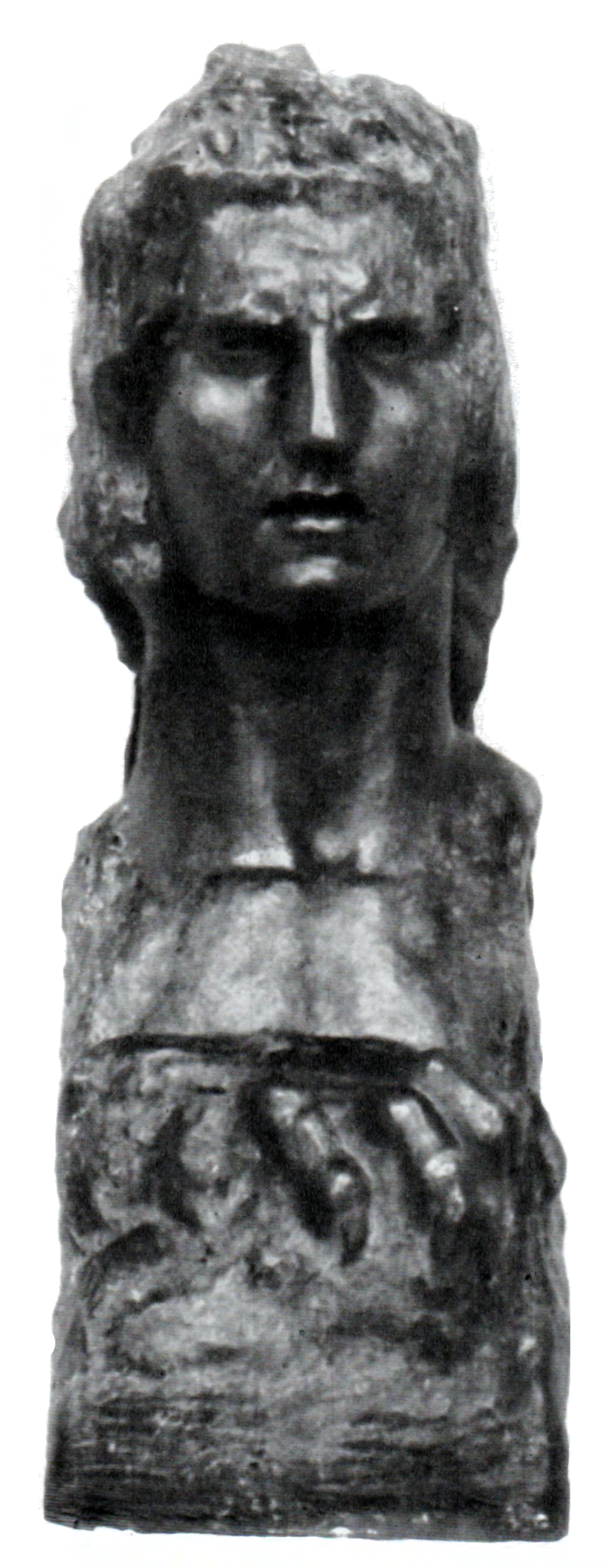
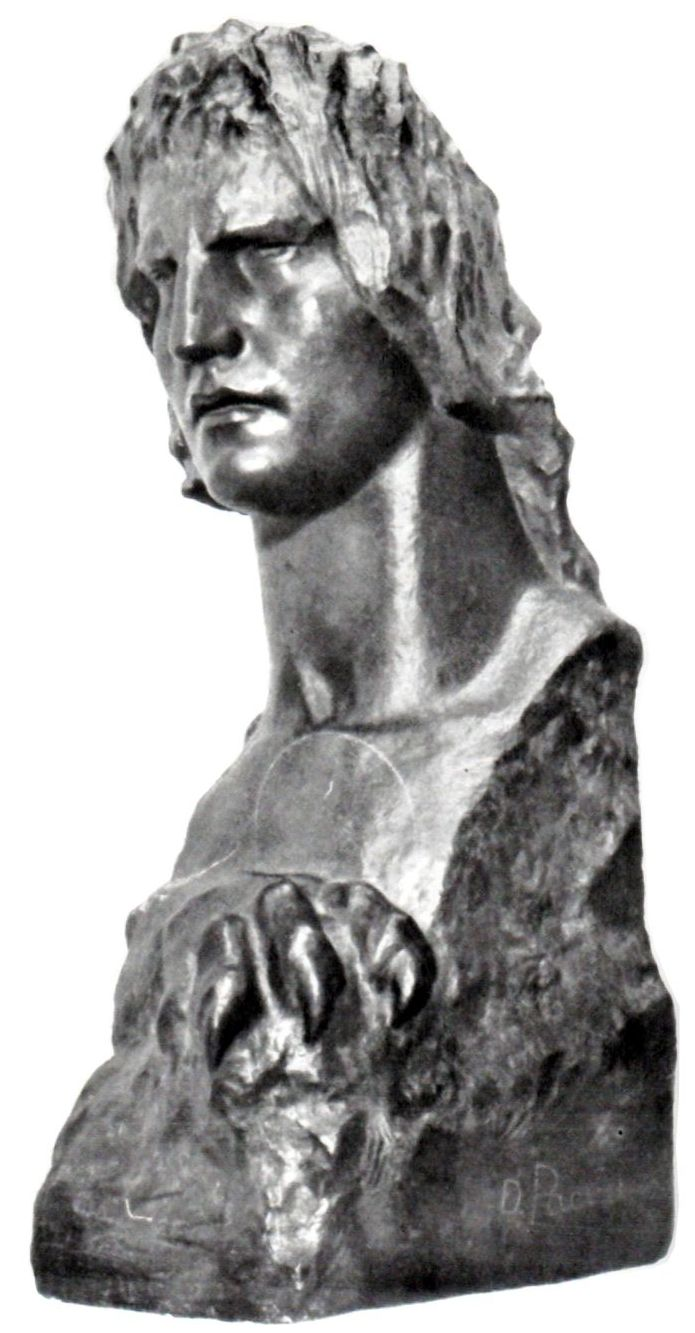
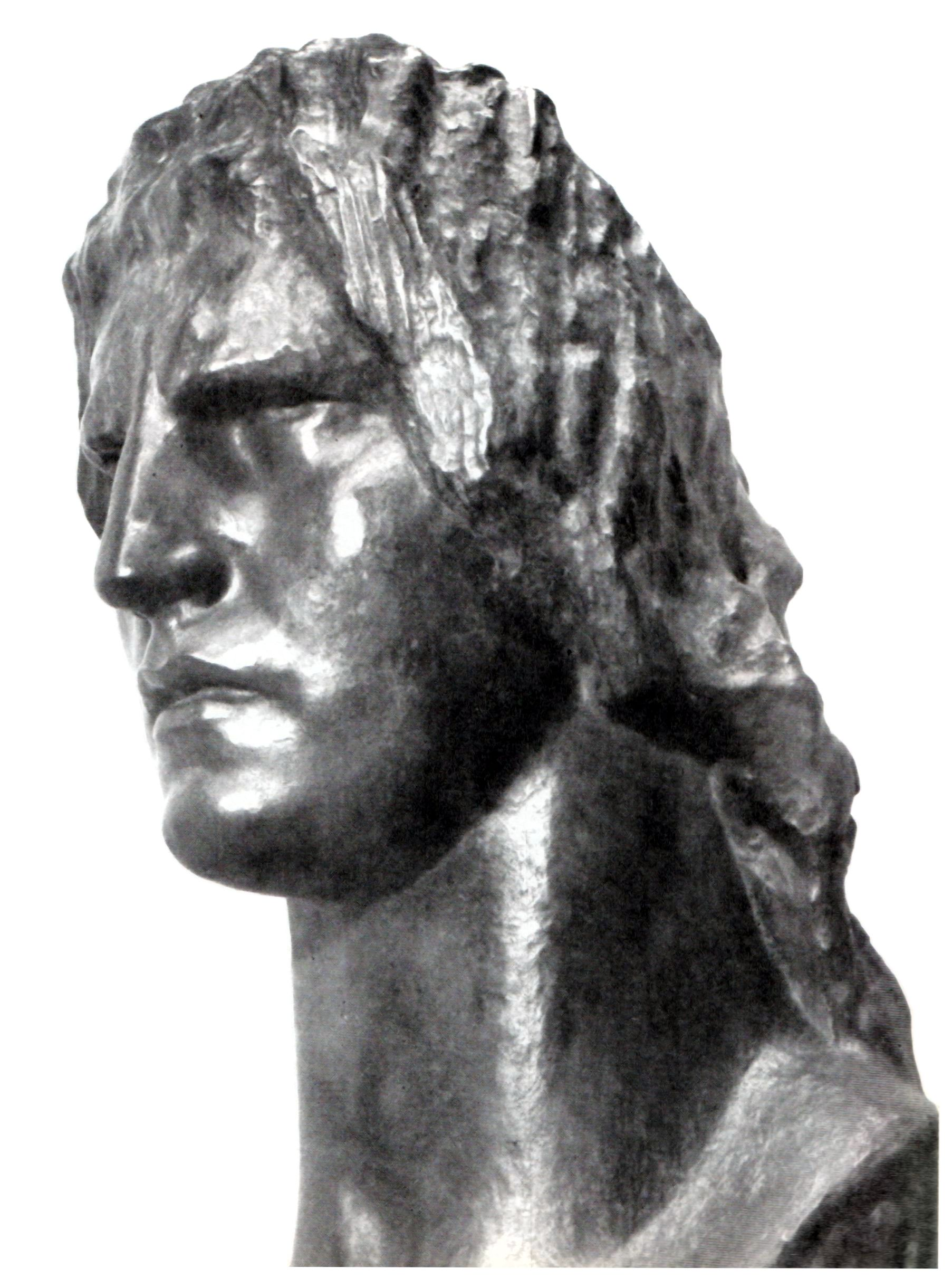
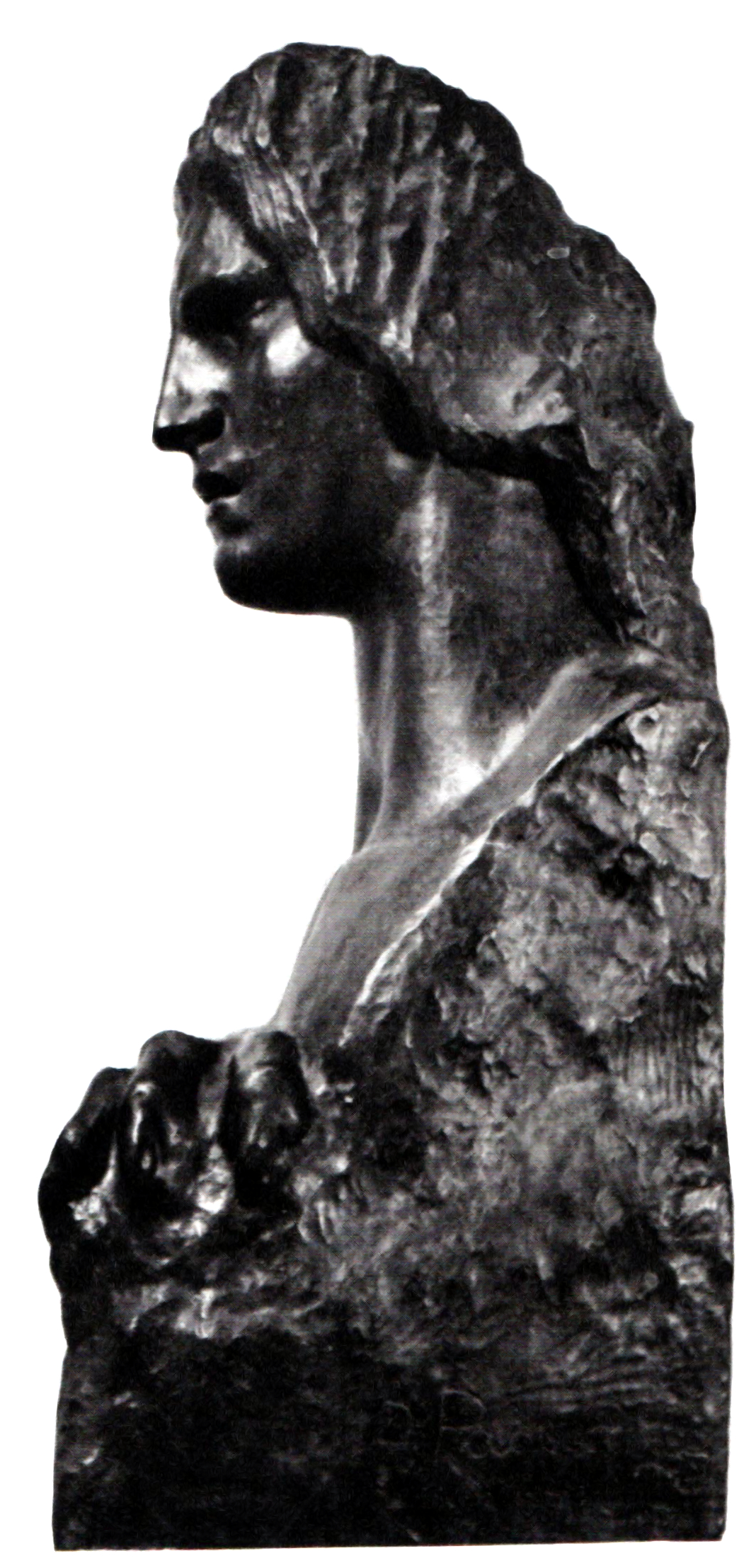

În anul 1911, artistul a avut o participare modestă la Salonul Oficial, expunând doar două portrete, bustul lui Petre Serafim și Ion Voinescu Ceau. La această expoziție a fost numit în juriul Salonului oficial. Explicația pe care a găsit-o critica de artă postumă a fost că Paciurea a lucrat febril pentru realizarea monumentului funerar Adormirea Maicii Domnului și Sfinxul, amândouă expuse la expoziția Tinerimii artistice din anul 1912. Prima lucrare era pentru un monument funerar și a fost foarte apreciată de cronicarii de artă ai acelor ani. Sfinxul este o lucrare care indică o direcție pe care artistul o va urmării până la sfârșitul vieții lui - simbolul de himeră. În această sculptură se vede influența lui Michelangelo în asemănarea chipului cu fața lui David. Misterul Sfinxului este conturat și de ghearele crispate ale unei păsări, dispuse la baza lucrării. Statul român a achiziționat sculptura prin influența pe care a avut-o colecționarul Alexandru Bogdan-Pitești ce se interesa îndeaproape de creația lui Paciurea.

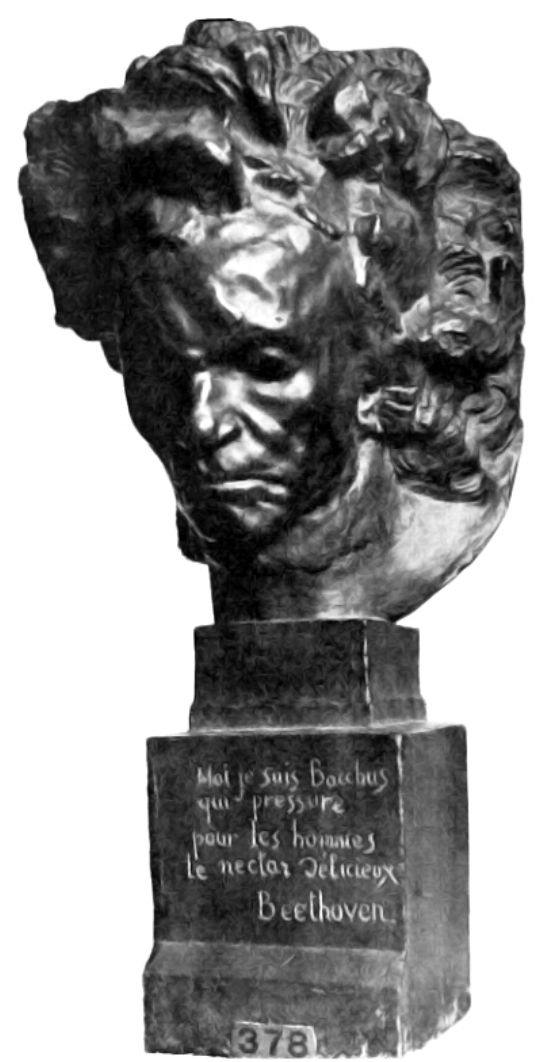
Bustul lui Beethoven - de Antoine Bourdelle de la Muzeul Simu

În anul 1913, Paciurea a realizat două lucrări Cap de expresie și Bustul lui Beethoven, ultima fiind prezentată la anuala Tinerimii artistice. Principalii colecționari din București și-au disputat cele două lucrări. Până la urmă Anastase Simu a reușit să le achiziționeze pe amândouă. Beethoven a fost livrat mai târziu în varianta turnată în bronz, iar lucrarea originală în gips a fost adjudecată de Virgil Cioflec. Au existat voci în acea vreme care au găsit apropieri între bustul lui Beethoven și lucrarea similară a lui Antoine Bourdelle care se afla la Muzeul Simu. Petre Oprea a precizat că aprecierea era forțată deoarece Bourdelle a exprimat suferința muzicianului, în timp ce Paciurea a redat idealizat geniul lui Beethoven, surprinzându-l pe acesta într-un moment de maximă inspirație creatoare.
Critica de artă a recunoscut că Paciurea și Constantin Brâncuși erau singurele talente artistice autentice din sculptura românească, care își exprimau cu dezinvoltură forța creatoare în această direcție a plasticii autohtone. Totuși, critica de artă de atunci, fără a stabili o ierarhie între ei, le-a reproșat celor doi faptul că doreau să fie remarcați cu orice preț, lucru care a dus uneori și la lucrări caracterizate de o originalitate extravagantă. Confruntarea directă dintre cei doi artiști s-a produs pentru prima oară în anul 1914, moment în care au participat amândoi cu câte o lucrare intitulată identic, Rugăciune, la expoziția Tinerimii artistice. Acolo s-au luptat două concepții și două tratări diferite. Însă, presa vremii nu a găsit de comentat ceva deosebit, sau aparte, celor două lucrări, ci a găsit doar deficiențele sculpturilor. Doar despre Rugăciunea lui Paciurea s-a spus că primează „frumusețea concepției” și „severitatea modelajului iscusit în care armonia precumpănește”. Tot ce trebuia reținut este concepția celor doi, de spiritualizare a materialului și reducerea descrierii plastice, prin anularea liniilor constructive, totul ducând la o simplitate maximă a formei și animarea ei prin aplicarea unei tehnici de o mare subtilitate tactilă.

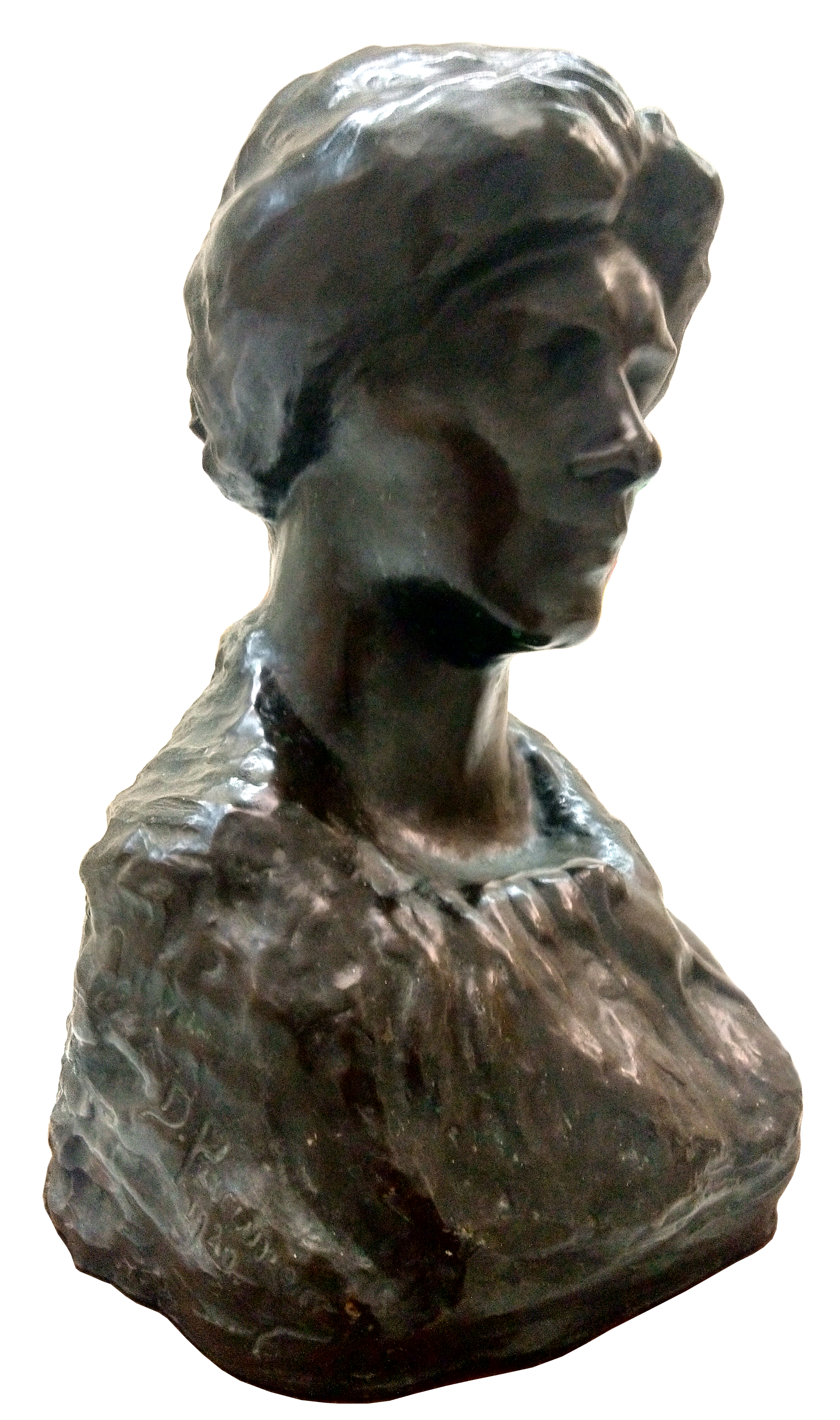
Mica Bogdan-Pitești
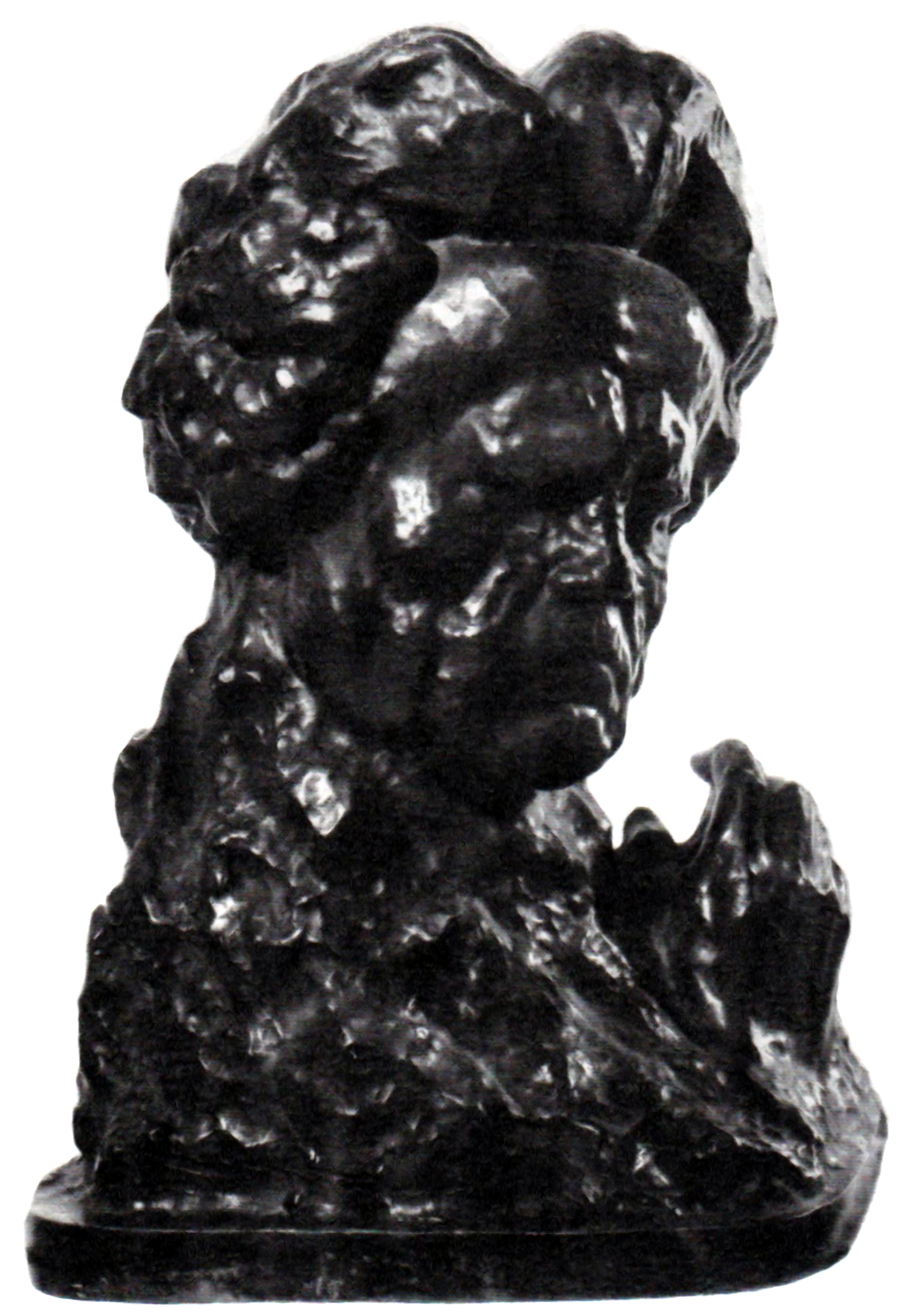
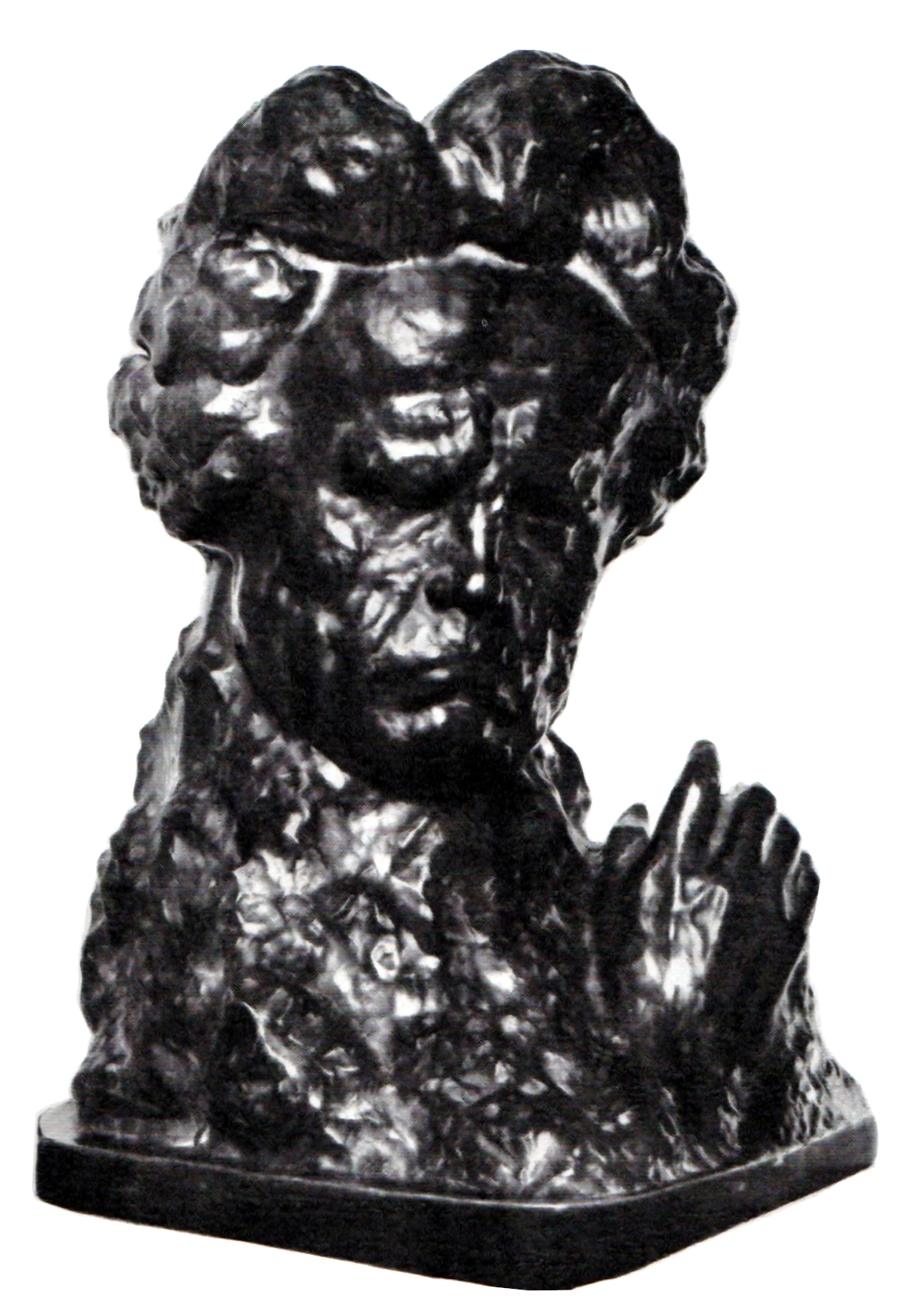
Ludwig van Beethoven
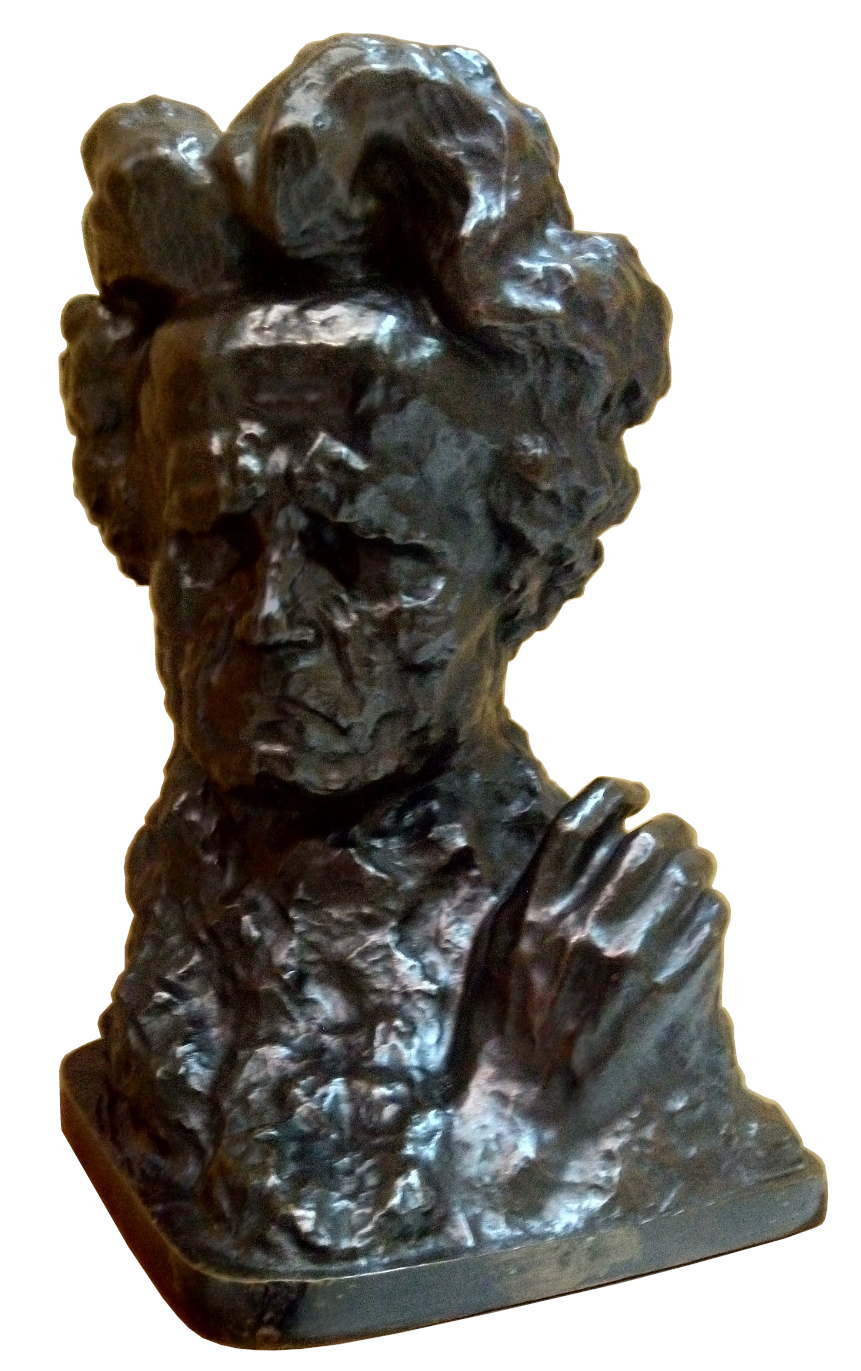
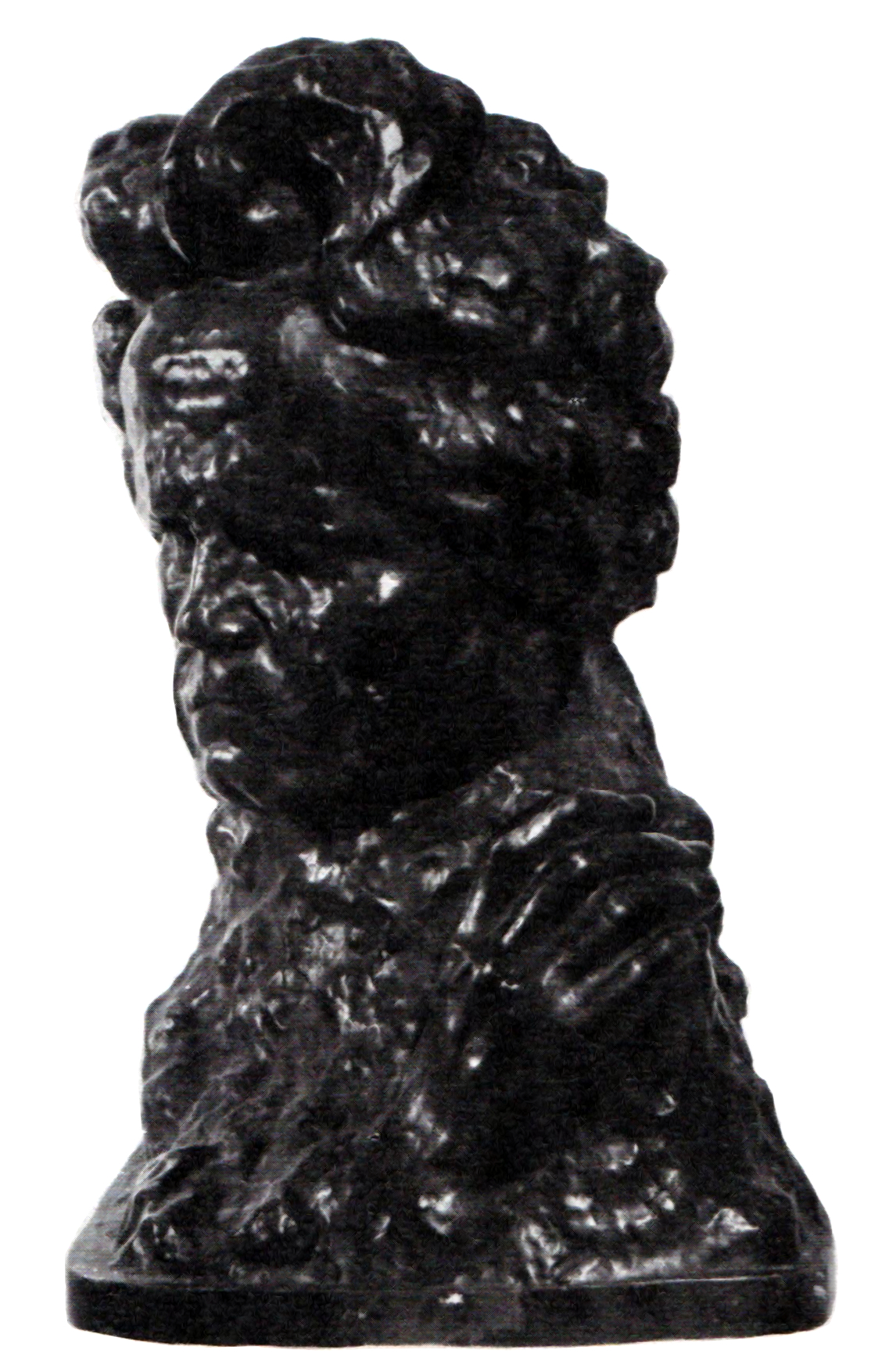
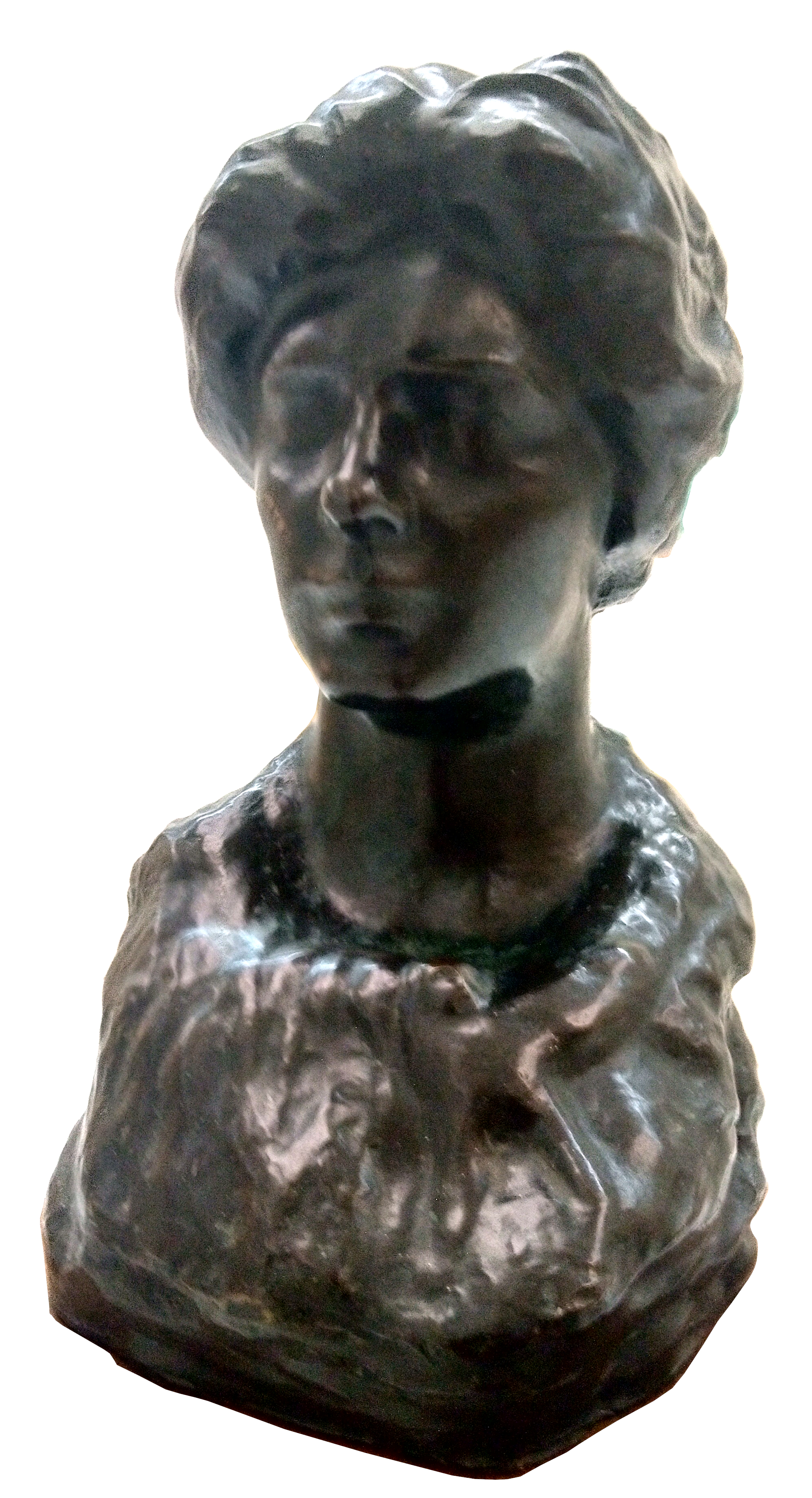
Mica Bogdan-Pitești

În 1913 a participat la Salonul românesc de la Expoziția internațională de artă de la München cu lucrarea Sfinx. Prima neîmplinire pe care artistul a avut-o cu autoritățile române a avut loc în anul 1913, când după o întâlnire protocolară  de la atelierul său cu ministrul de resort, unde s-a discutat participarea lui Paciurea la concursul pentru realizarea unui monument intitulat Patria, care trebuia să reflecte vitejia armatei române care a participat la Războiul balcanic, lucrurile nu au decurs ulterior așa cum prevedea regulamentul de participare. Astfel, Paciurea a făcut o machetă, probabil cea care s-a păstrat într-un desen aflat azi la Muzeul Național de Artă al României, care nu se făcea remarcată în restul lucrărilor prezentate de ceilalți concurenți, deoarece toate acestea erau de „dimensiuni colosale” prin comparație cu a lui. Ca urmare, artistul a făcut un memoriu de protest adresat comisiei de avizare și și-a retras macheta din concurs și a pus-o la dispoziția juriului în atelierul său.

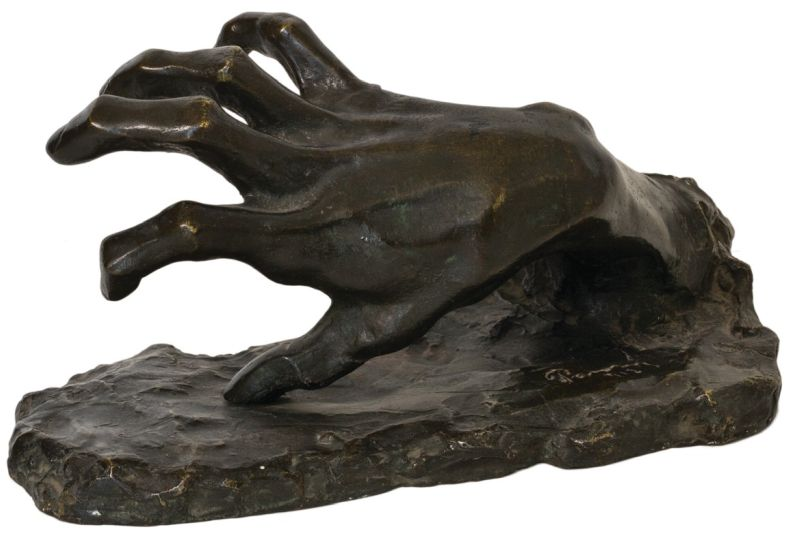
Mâna

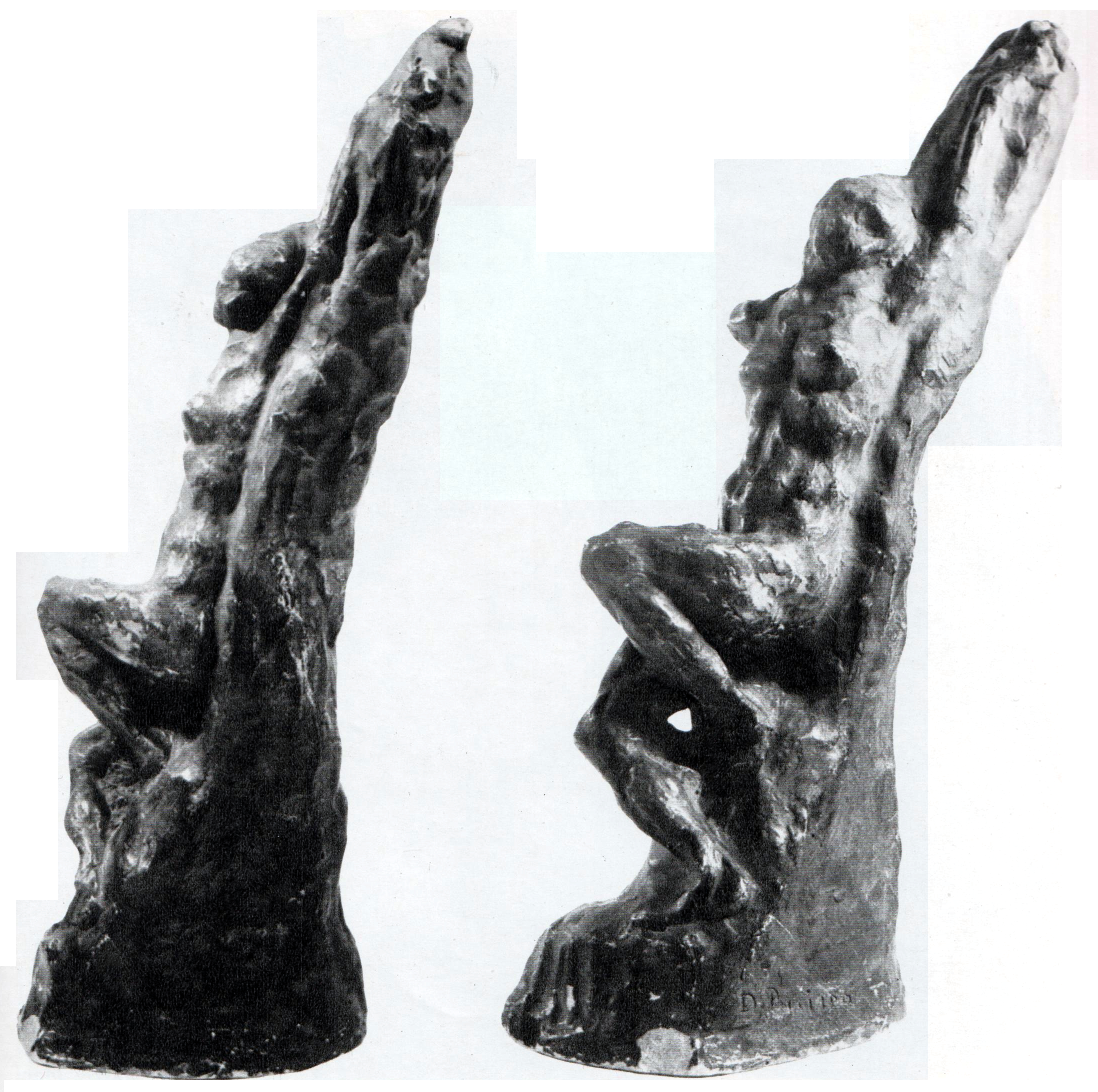
Răstignita

Din cauza atmosferei sociale încordate și sumbre care exista înainte de izbucnirea Primului Război Mondial, precum și din cauza decesului sorei sale Ecaterina, care era bolnavă de ftizie, și a problemelor sentimentale ieșite dintr-o dragoste neîmpărtășită, Paciurea s-a îndepărtat de munca pe care o desfășura în atelierul lui. El avea o fire mândră, conștientă și plină de luciditate cu privire la talentul cu care era înzestrat. Ca atare, și-a găsit un refugiu în meditație și într-o izolare față de cei din jurul său, fără ca să-și uite prietenii vechi, pe care i-a cultivat mai mereu. În această perioadă a citit multă literatură clasică franceză și lucrări de filozofie semnate de Schopenhauer și Nietzsche, precum și versurile și scrierile lui Mihai Eminescu.
După terminarea războiului, el a militat împreună cu alți artiști mai tineri pentru reînnoirea artei românești, susținând legătura acesteia cu tradițiile spirituale ale poporului român. Folosindu-se de prestigiul pe care l-a dobândit, artistul a colaborat la înființarea Societății Arta română, la manifestațiile expoziționale pe care aceasta le-a organizat și a participat la expozițiile Societății sculptorilor români. A participat la ambele vernisaje ale societăților în anul 1919, prezentând compoziția Supliciata pe care a făcut-o în 1917, cunoscută mai târziu sub numele de Răstignita. Această lucrare relevă suferințele sorei sale Ecaterina. Alături de ea, Paciurea a mai expus și câteva himere, care au șocat audiența cu tehnica execuției și noutatea concepției, care era singulară în peisajul artistic din România. Puțini critici competenți au apreciat lucrările. Așa a fost Francisc Șirato, cel care a găsit calități doar la expresia plastică ce era caracterizată de o formă vagă „... prinsă într-un rafinat și voluptuos ritm de linii fluide”. Răstignita, a fost lucrarea care a marcat trecerea artistului la un alt repertoriu stilistic și iconografic. Deformarea  corpului uman și nu numai, a devenit din acest moment una dintre preocupările majore ale lui Paciurea, așa cum o demonstrează de altfel și desenele sale.

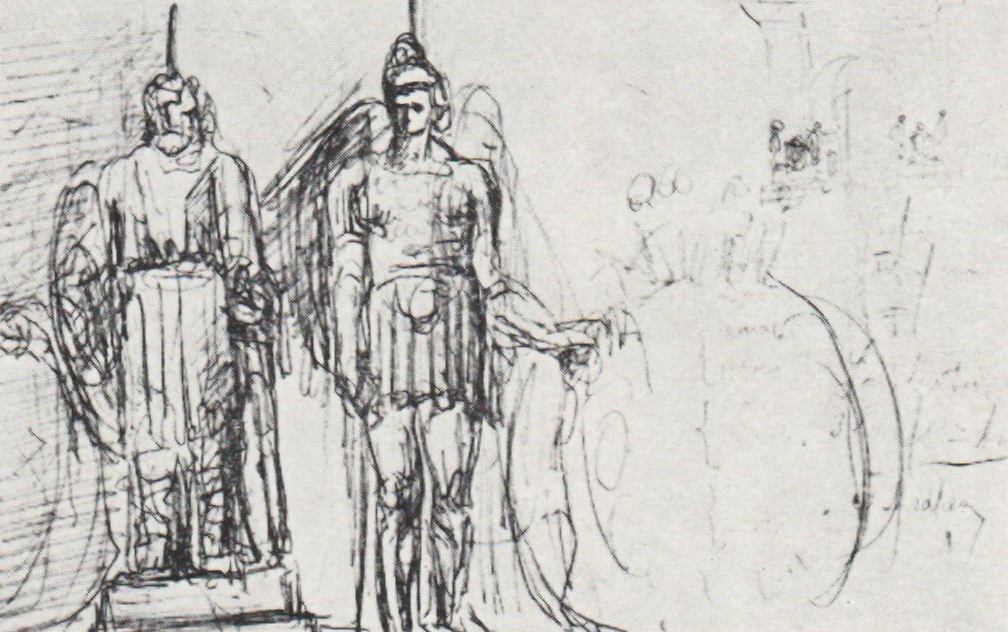
Schița cu figuri pentru Arcul de Triumf din București

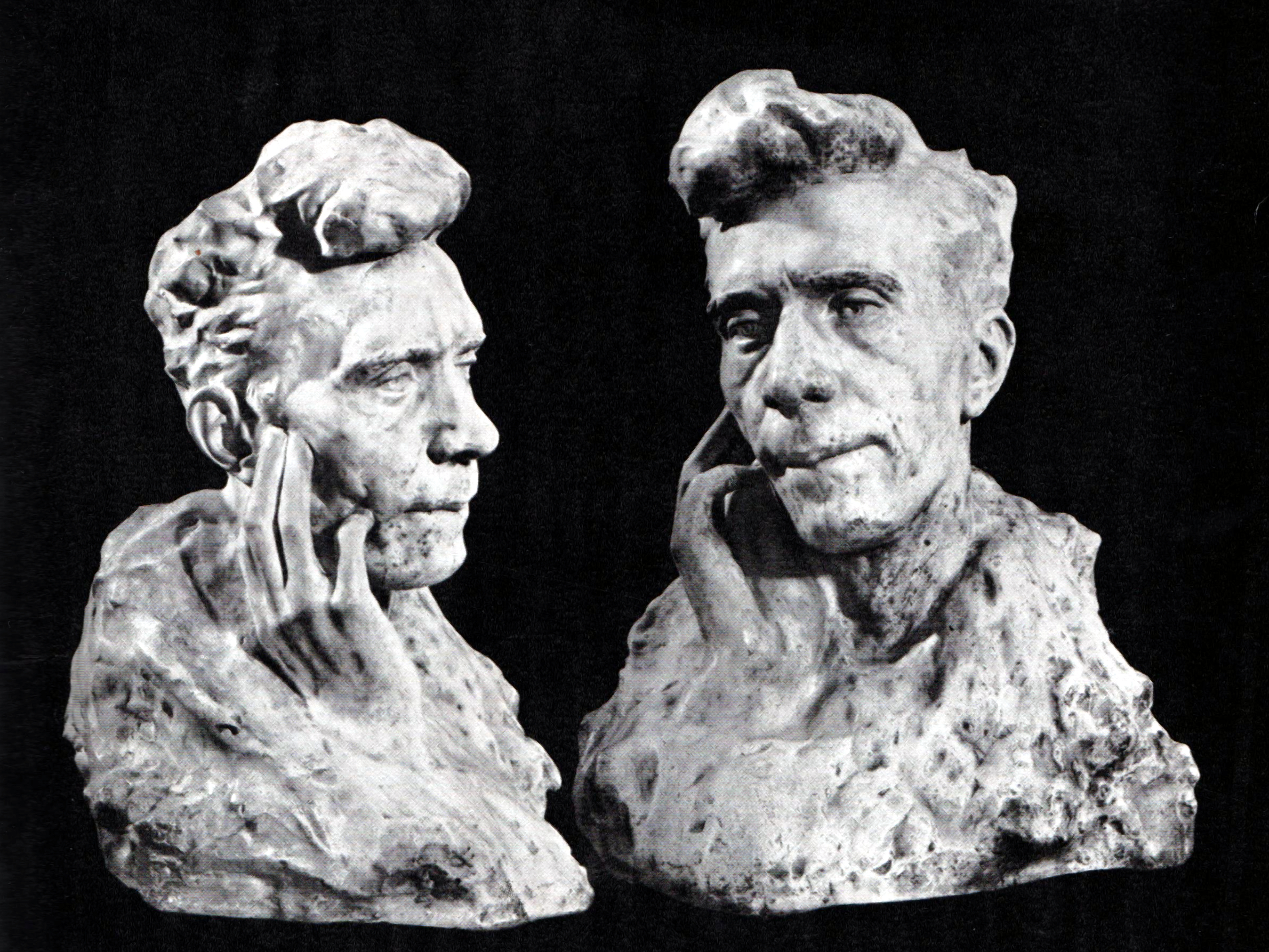
Ștefan Luchian

În anul 1920, a participat doar din amabilitate la expoziția Societății Arta română, doar cu o sculptură foarte veche ca realizare - Bustul lui Ștefan Luchian. Acest fapt a fost cauzat de asaltul la care a fost supus de comanditari. Așa a fost colecționarul Alexandru Bogdan-Pitești, cel care era unul dintre cei mai mari susținători ai lui Paciurea și cel care i-a cumpărat cele mai multe lucrări. La el s-au regăsit mai târziu cele mai multe lucrări care au existat în vreo colecție publică sau privată. Bogdan-Pitești a avut la inventarierea colecției sale, ca urmare a decesului din 1922, unsprezece bronzuri realizate de Paciurea - Beethoven (două exemplare), Bustul lui Alexandru Bogdan-Pitești, Luchian, Sclavul, Zeul războiului, Tors, Bustul lui Eliade Rădulescu, Femeie și Bustul lui Bogdan Petriceicu-Hasdeu.
Ca atare, Al. Bogdan-Pitești i-a comandat sculptorului de mai mulți ani înainte două portrete, unul al său și unul al soției sale Mica. Paciurea a terminat comanda în vara anului 1920. Bustul Micăi Pitești fiind unul remarcabil, a fost expus în cadrul mai multor expoziții de artă românească din străinătate. Tot în vara anului 1920, a terminat și portretele lui Ibsen și Shakespeare, acestea fiind comenzi pe care le-a dat Teatrul Național din București. Tot acum a definitivat portretul lui Grigore Stoenescu, care a fost comandat de Biserica Madona Dudu din Craiova în anul 1916, și portretele Emmei și al lui Grigore Gianni, comenzi funerare pentru cimitirul din Sinaia. Anul 1920 a fost încheiat cu realizările a două sculpturi, un Dac și un Roman pentru Arcul de Triumf din București care a fost improvizat cu ocazia încoronării Regelui Ferdinand I al României la Alba Iulia. O schiță în cerneală a sculpturilor există astăzi la Muzeul Național de Artă al României.

### 1921 - 1928 -- Apogeul
Din anul 1921, Dimitrie Paciurea a început să dezvăluie lumii artistice din București direcția pasionantelor căutări plastice care l-au definit în sculptura românească. Astfel, la manifestarea expozițională a Societății Arta română, a expus șase himere, un Cap și două din portretele solicitate de Alexandru Bogdan-Pitești. Preocuparea sa, care a devenit ulterior obsesie, a ieșit și mai pregnant în evidență cu ocazia expoziției personale din anul 1922. Aici a expus numeroase himere și două din lucrările mai vechi - Ștefan Luchian și Zeul războiului. S-a dovedit, așa cum a precizat sculptorul G. Tudor, că Paciurea era un maestru al „... alegoriilor largi și condensate ca simbol”. După afirmația lui Tudor „... arta [lui Paciurea, n.r.] e una cu totul interioară, imaterială în esența ei intimă și pronunțat cerebrală”. Lucrările pe care le-a prezentat publicului vizitator au relevat o sensibilitate foarte rafinată și chiar și criticii cei mai receptivi ai curentelor artistice înnoitoare ale vremii nu le-au înțeles.
Realizările lui Paciurea nu au fost înțelese în România, asta petrecându-se pe fondul în care cărțile lui Sigmund Freud erau deja acceptate și suprarealismul era la ordinea zilei în plastica europeană. Confrații și unii critici de artă s-au întrecut să hulească operele lui Paciurea și și-au explicat demersul artistic al sculptorului ca rod al unei viziuni care s-ar fi datorat beției. De remarcat este și faptul că nici artiștii care militau pentru o artă ieșită din canoanele vechilor tradiții, cei care susțineau cubismul și care erau grupați în jurul Integralului sau Contimporanului, nu au înțeles simbolismul și arta înnoitoare prezentată de Paciurea.
La expoziția de grup de la Maison d'art unde a participat împreună cu Cornel Medrea și Gabriel Popescu, a prezentat câteva statuete nuduri de himere, așa cum sunt Durere, azi la MNAR, și Nud, azi la Muzeul de Artă din Constanța. Cele două sunt de fapt niște reluări simbolice ale lucrării mai vechi Răstignita. Ideea-simbol prezentă în aceste statuete este extrem de condensată și forma rezultată este extrem de expresivă. Nici ele nu au fost apreciate pentru calitățile lor estetice, ci doar în parte, pentru unele detalii.
Artistul a prezentat în anul 1923, din nou, un nou proiect al Monumentului Eminescu, diferit structural de cel conceput în anul 1910, distrus doar după câțiva ani de la realizarea lui. La acest nou proiect, portretul poetului a fost așezat tot pe vârful unei stânci, dar în jurul lui nu a mai amplasat nuduri feminine și masculine, ci himere. Bustul lui Eminescu nu a mai fost tratat în mod obișnuit, naturalist, ci spiritualizat. Imaginea eminesciană creată de Paciurea în 1920, aflată azi la Muzeul Brukenthal din Sibiu, este cunoscută sub numele de Masca geniului. Ea fost turnată în anul 1921 și a fost distrusă în timpul transportului spre Bienala de la Veneția din 1924, unde trebuia a fi expusă. Schița în cerneală a Monumentului Eminescu se află la Secția de grafică a Muzeului Național de Artă al României.
Similar himerelor concepute până în acest an, neînțelegerea contemporaneității a fost prezentă și în cazul Monumentului corpului didactic, executat de Paciurea împreună cu Cornel Medrea. Monumentul a fost făcut din două părți: o bază constituită dintr-un sarcofag și o sculptură amplasată deasupra. Sculptura era un nud de bărbat care avea o cască pe cap și care ținea în mână o lance ce simboliza patriotismul. Soclul avea două basoreliefuri. În față era simbolul înțelepciunii figurat de zeița Minerva, iar în spate un grup de școlari și un profesor. Membrii juriului au respins în unanimitate ideea unui astfel de monument în care profesorii „... umblă goi în timpul războiului și cu un iatagan în mână”. Ultima relatare aparține lui Ștefan Dimitrescu care a uitat că în alte vremuri Antonio Canova l-a reprezentat nud pe Napoleon Bonaparte în monumentul Napoleon ca Marte Pacificatorul și nimeni nu s-a scandalizat, nici măcar însuși împăratul.
Artistul român a participat în luna martie 1923 la o expoziție organizată de Societatea Arta română, unde a expus nouă lucrări. Toate sculpturile sale au împăcat toate gusturile criticilor și publicului vizitator, diminuând oarecum reacția de opoziție față de trei din ele Himera pământului, Himera apei și Himeră, care aveau o forță expresivă explozivă pentru acele vremuri. Cele nouă lucrări au acoperit toate genurile, de la portret, la sculpturi monumentale, nud etc. Presa a comentat cu predilecție Capul de satir și Portretul lui Ibsen. Datorită succesului pe care l-a înregistrat cu Capul de satir, acesta a fost turnat de nenumărate ori în bronz datorită decorativității lui. A fost menționat în cronica de artă și Cap de fată, care era o replică în marmură a mai vechiului Portret al Mioarei Teișanu, care a fost făcut la instalarea lui Paciurea în atelierul din curtea Muzeului Aman. Lucrarea în marmură a fost realizată după patru ani de la decesul fiicei lui Mișu Teișanu, din 1916, care a avut un sfârșit tragic, căzând într-un puț de petrol părăsit.
În anul 1924, Paciurea a expus multe studii, compoziții și portrete, la expoziția Societății „Cercul artistic”, la cea a Societății Tinerimea artistică, la Salonul Oficial și la Bienala de la Veneția. Toate au făcut parte din comentariile cronicilor de presă. Cea mai apreciată lucrare a fost Portretul lui Lev Tolstoi, cunoscut și sub numele Un apostol. Portretul a rămas în atelierul artistului, deoarece comanditarul, noua direcție a Teatrului Național din București, nu a mai vrut să o achiziționeze pentru că nu dorea să popularizeze un personaj cu idei progresiste în acei ani în care în România exista o opoziție declarată împotriva ideilor socialiste.
Portretul lui Tolstoi a fost expus însă, în anul 1925, împreună cu alte două himere care au scandalizat efectiv opinia publică. Ca urmare, Paciurea a refuzat să mai participe la Salonul Oficial din anul 1926. În acel an de pauză expozițională, sculptorul s-a mulțumit să execute himere, doar pentru satisfacerea amorului propriu. A mai realizat, totuși, și câteva portrete la comandă. În 1926, artistul a publicat un articol în Almanahul ziarului Târnava Mare, care a apărut la Sighișoara. În acesta, Paciurea și-a expus ideile sale și concepția pe care o avea despre artă. Astfel de idei mai sunt relevate și de interviurile pe care le-a avut în presă, acolo unde mai apar și informații biografice. El a spus că arta este „... numai sentiment, suflet, ea este de esență divină”, plasându-se, astfel, pe o poziție idealistă. El a continuat afirmând că „... Arta în general trebuie să fie idealistă și imaginativă. Trebuie să punem în joc concepția noastră despre frumusețea naturii. Arta nu poate fi realistă dacă e artă”, chiar dacă a amintit și că ”... natura este meșterul suprem al artei, iar sentimentul, soțul ei nedespărțit... [și că, n.r.]... simbolul mi se pare forma cea mai nobilă a ei”. Crezul artistului spunea că himerele erau forma ideală de exprimare într-un înveliș simbolic a unor aspirații și a unor stări sufletești. Aprecierile critice ale publicului și ale criticii de artă nu l-au atins și el s-a mulțumit, fără să ia în considerare și unele frustrări și revolte proprii, să continue să facă himere și portrete pentru propria descătușare.
Apogeul carierei lui Dimitrie Paciurea s-a produs în anul 1927, moment în care a participat la Salonul Oficial din București cu Himera văzduhului. Acestă lucrare a fost considerată de critica de artă ca eliberarea definitivă a artistului în exprimarea plină de apoteoză a geniului eminescian reflectat de poemul Luceafărul. Paciurea a realizat în anul 1920 o schiță, pentru un monument al lui Mihai Eminescu, în care se vede viziunea himerei. Practic, această viziune a rămas în gestație timp de șapte ani, până când sculptorul a găsit forma plastică definitivă. Pivotul filozofiei lui Paciurea, privind rolul artistului în lume, se bazează pe ideea detașării lui de tot ce-i omenesc. Datorită faptului că această lucrare a primit în 1927 premiul național, critica de artă s-a năpustit pur și simplu asupra lucrării, hărțuind autorul.
„... Himera văzduhului a pierdut astăzi puțin din patina sa aurie, stratul alb care îi acoperea chipul asemeni unei măști, vizibil pe o fotografie de epocă, precum și steaua aurie din vârful capului. Câteva din atributele acestei făpturi ar putea evoca figura Luceafărului lui Eminescu:  chipul  alb  amintește  de  impasibilitatea  și  inaccesibilitatea  sa, aripile întinse care spintecă spațiul trimit la teribila ascensiune în ceruri a Luceafărului, patina aurie poate trimite la lumina pe care acesta o degajă, iar steaua  trimite  la  apartenența  sa  la  universul  celest.  Încolăcit  precum  un șarpe, soclul straniu al făpturii se aseamănă cu un cocon din care himera se desprinde. Aceste circumvoluțiuni ar putea sugera valuri sau nori deasupra cărora himera plutește. Triumfătoare, întinzându-și aripile angelice subțiri, această  făptură  ar  putea  simboliza  victoria  spiritului  asupra  materiei,  din care se desprinde progresiv într-un elan eliberator. Anatomia sa paradoxală interpelează  spectatorul,  căci ea  nu  este  facută  nici  să  meargă,  nici  să zboare. Poziția capului, care privește drept înainte și nu spre cer, limitează mișcarea ascensională, întreaga făptura fiind supusă unei rigidități hieratice și unei reci indiferențe”.
----- Ioana Vlasiu (coord.), Dicționarul sculptorilor din România, București, 2012, pp. 193.

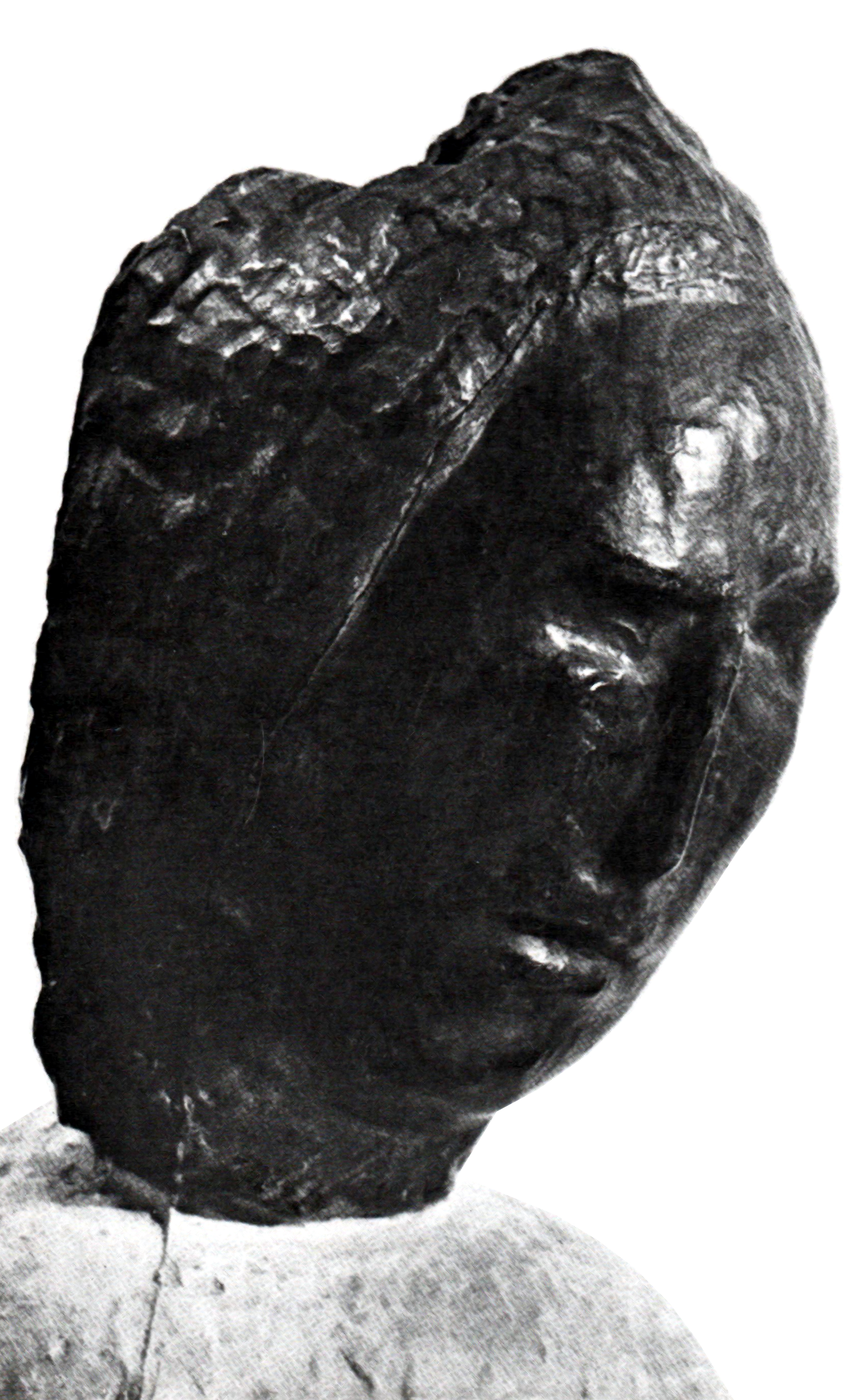
Cugetarea (Gândirea)

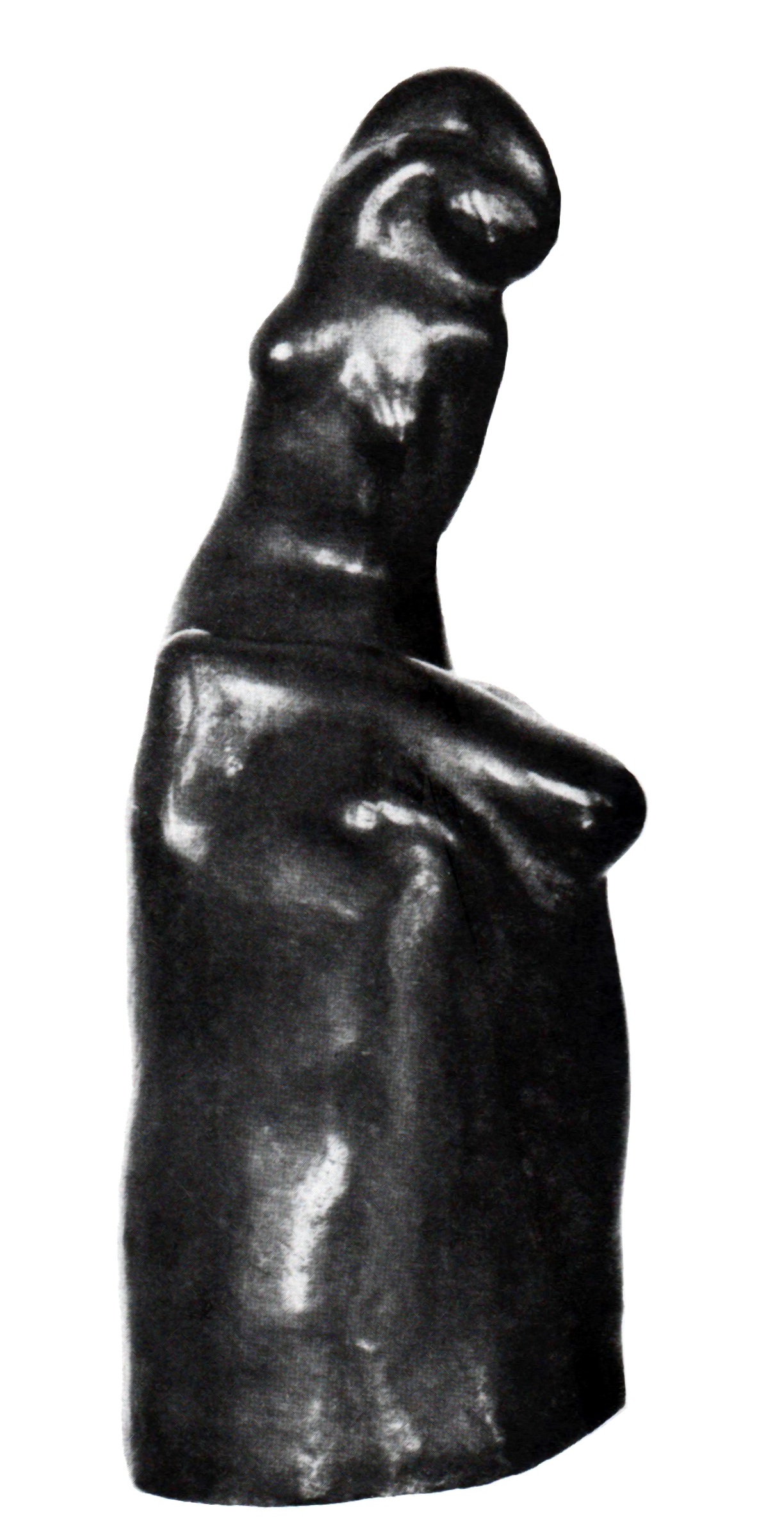
Nud

Chiar dacă critica de artă a recunoscut în unanimitate premiul care i-a fost acordat, ea nu s-a putut abține să nu hulească lucrarea. Unii critici, cum a fost Oscar Walter Cisek, au spus că lucrarea este antisculpturală și că ea nu are ce căuta într-o expoziție de artă. Alții, cum a fost Nicolae Tonitza, au fost dubitativi apreciind că este „... de o viziune pe cât de avântată, pe atât de bizară”. Concluzia posterității despre simbolistica paciuriană este că simbolismul artistului a fost impenetrabil contemporanilor lui, care nu au înțeles sensul și tâlcul himerelor sale. Ion Jalea a explicat la Himera văzduhului că „... valurile de la baza ei, care figurează nepătrunsele vămi ale văzduhului, sunt o subtilă evocare a sentimentelor omenești dornice de a se ridica în sferele stelare”. Alte surse din 1927, vorbesc despre picioarele lungi de gazelă ale himerei că ar exprima fuga ideilor și aripile foarte mici, neputința omului de înălțare spre idealuri. Astfel, se constată o neînțelegere cvasiunanimă a simbolurilor folosite în Himera văzduhului de către contemporanii lui Paciurea, când, de fapt, ele întruchipează ideile filozofice ale geniului neînțeles din Luceafărul. Este de menționat și faptul că această himeră avea în 1927 o stea cu opt colțuri deasupra capului și fața ei era albă ca de ivoriu, nu cum este astăzi, patinată ca tot restul corpului.
În anul 1928, Paciurea a expus la Salonul Oficial o lucrare cu semnificație simbolico-filozofică intitulată Cugetarea, împreună cu alte sculpturi mai vechi, Himera războiului, Himera văzduhului, și cu altele mai noi, Himeră și Himera nopții. Lucrarea este cunoscută și sub denumirea Gândirea. Pusă la vânzare de către artist, sculptura a fost achiziționată de Direcția generală a artelor pentru Pinacoteca statului, la recomandarea lui Ion Theodorescu-Sion care era în acea vreme inspector general al artelor. Statuia a fost expusă la expoziția Tinerimii artistice din anul 1928. La întrebarea pe care i-a pus-o Nicolae Pora, Ce expui?, Paciurea a răspuns "... ridicând pânza ce acoperea ultima-i operă Cugetarea: - ... o jumătate de cap pe o jumătate de bust de ipsos." Statuia a mai fost expusă la Salonul Oficial din 1928, Retrospectiva din 1932 și Retrospectiva din 1957. În prezent, opera se află la Muzeul Național de Artă al României.

### 1929 - 1932 -- Declinul
Începând din anul 1928, când Dimitrie Paciurea a participat la Salonul Oficial cu himere și lucrarea filozofică Cugetarea, cronicarii de artă au refuzat să mai comenteze operele artistului, menționând doar prezența lui în expoziții. Această atitudine a cronicarilor a devenit astfel o constantă, fapt care a determinat apariția unei tăceri care s-a așternut asupra operei lui. Indiferent fiind asupra unei astfel de realități, artistul a simțit cercul neînțelegerii și al tăcerii strângându-se împrejurul său și ca urmare, s-a concentrat asupra lucrului din atelier. Dorința lui de liniște a fost însă greu de satisfăcut deoarece o boală grea l-a încercat deja de câțiva ani de zile. Singura consolare a avut-o de la Margareta Cotescu, cea cu care s-a căsătorit în anul 1932.
Cu toate că boala i-a adus suferințe majore, el a găsit resurse ca să participe la Salonul Oficial din anul 1929, la care a expus două lucrări - Cap de satir și Himeră, prima fiind foarte apreciată. În 1930, sculptorul român a deschis o expoziție personală în atelierul său din curtea Muzeului Aman, împreună cu gravorul Gabriel Popescu și pictorul Iosif Steurer, și nu a mai expus la Salonul Oficial. Încercarea sa expozițională a fost un fiasco pentru că sezonul nu era tocmai adecvat, spațiul atelierului a fost impropriu scopului și publicul consumator de artă era refractar la himerele lui. Expoziția a trecut aproape neobservată în mulțimea manifestațiilor artistice ale acelui an. Au fost câteva remarci întâmplătoare în presă care au amintit de lucrarea Zeul Pan, care era o comandă dată de Casa Școalelor pentru o fântână  din curtea Școlii Române de la Roma. S-a mai amintit Portretul lui Ioan (Iancu) Brezeanu și s-au mai reiterat sculpturi mai vechi, ale căror replici au fost prezente.
- Dimitrie Paciurea - Sculptură reprezentativă - Zeul Pan, bronz, de la Muzeul Național de Artă al României

Despre numeroasele himere care au fost expuse, cronica plastică nu a menționat mai nimic, doar câte o observație generală sau unele negative. Convingerea lui Paciurea era că adevărata artă era un apostolat în România și ca atare, insuccesul nu l-a afectat, deoarece expoziția a organizat-o mai mult la cererea prietenilor și a soției sale. De aceea, el a fost mulțumit că a satisfăcut dorințele cunoscuților și apropiaților, dar și că a obținut noi comenzi. Pe de altă parte, artistul era frământat și nefericit pentru că boala se agravase. Cu toate acestea, el nu a lipsit de la cursurile Academiei de Arte Frumoase și la cele de atelier, unde stătea mai tot timpul întins pe o canapea.
În 1931, a avut o participare la Salonul Oficial mai mult simbolică, deoarece a expus doar lucrarea Zeul Pan și Cugetarea (Gândirea). În tot timpul liber, artistul era preocupat pentru definitivarea machetei Monumentului infanteriei. Acesta avea forma de obelisc pe care stătea un vultur cu aripile întinse. La baza monumentului erau figurați soldați de jur-împrejur. Din această machetă se mai păstrează astăzi un vultur și un gornist deoarece, artistul fiind supărat pe amânarea deciziei comisiei de jurizare a lucrărilor, a cerut cumnatului său să trimită o ordonanță să distrugă macheta. Cumnatul s-a întors acasă cu cele două sculpturi mici, cele care au ajuns în final în colecția postumă a soției lui Paciurea. Aceleași preocupări artistice, sculptorul le-a avut și cu privire la Monumentul lui Spiru Haret. Cu macheta acestui monument, Paciurea a câștigat premiul I la concursul organizat pentru execuție, dar nu a mai putut să-l facă deoarece a murit. Macheta Spiru Haret a fost realizată în bronz și a făcut parte mult timp din exponatele Muzeului Simu.

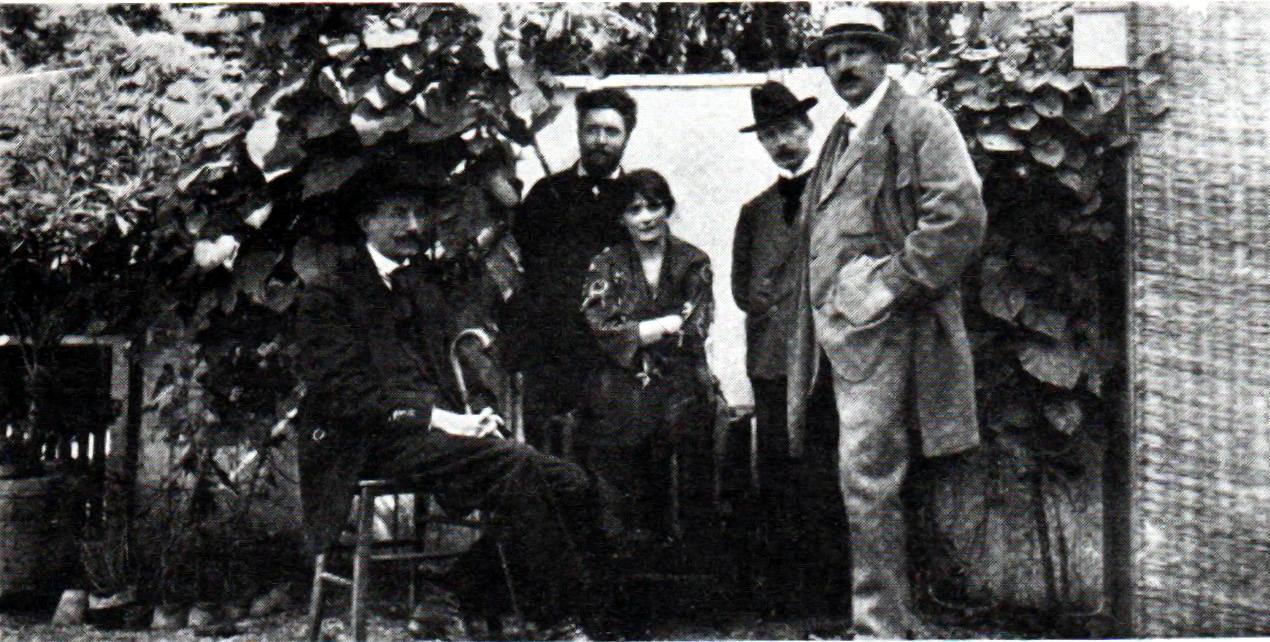
Ștefan Popescu, Mișu Teișanu cu soția, Dimitrie Paciurea, Jean Steriadi
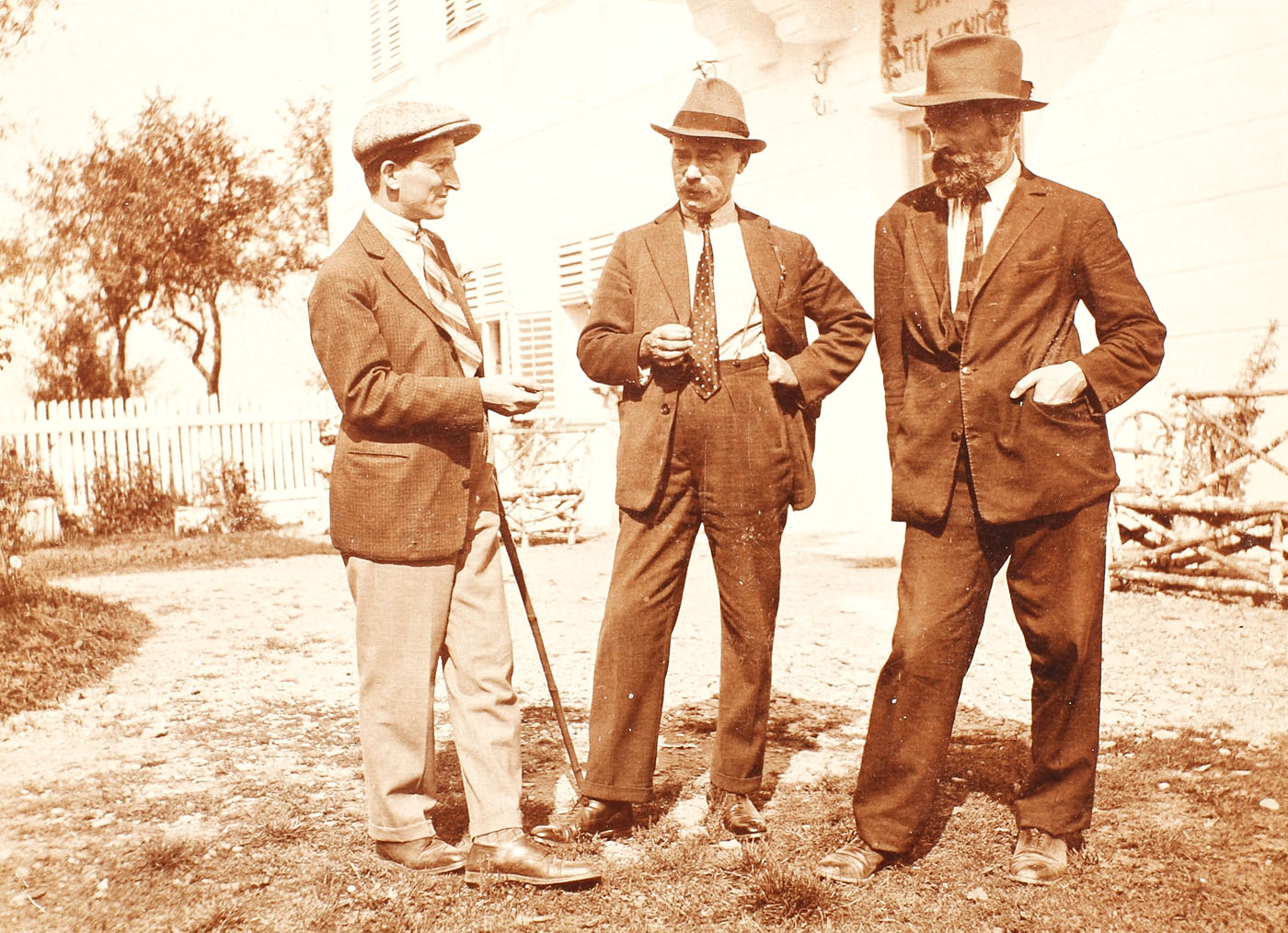
Dimitrie Paciurea și pictorul Iosif Steurer
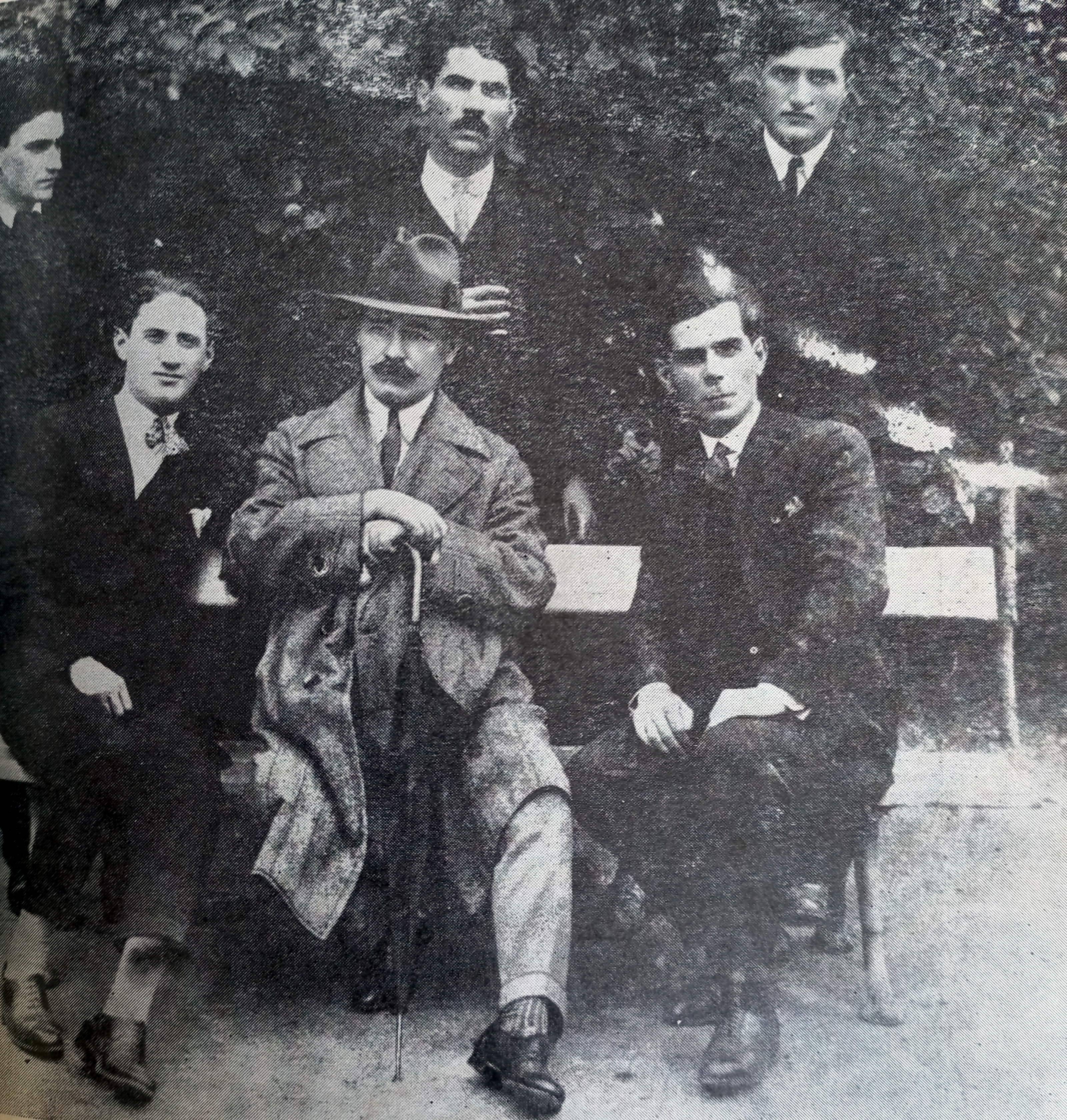
Dimitrie Paciurea și elevii
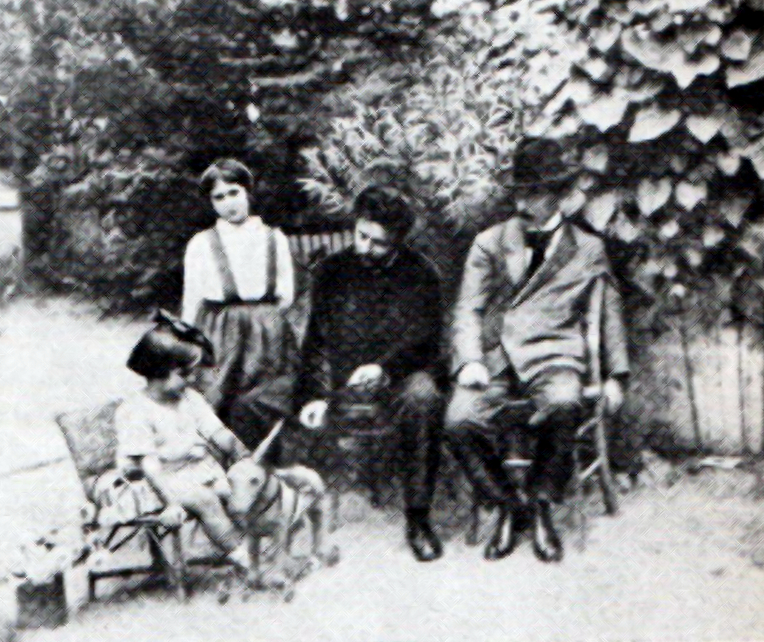
Dimitrie Paciurea și Mișu Teișanu cu fetele sale

La începutul anului 1932, boala devenise cronică și a trebuit să se interneze în spital. În ziua de 14 mai 1932, Dimitrie Paciurea a decedat de cancer. Citând comentariile făcute de Barbu Ștefănescu-Delavrancea cu prilejul decesului lui Ion Andreescu, M. I. Guguianu a afirmat imediat după decesul sculptorului român că în acest caz a fost „... moartea cea mai demnă pentru un artist de caracter, dar cea mai rușinoasă pentru o societate cultă”. Admiratorii operei paciuriene, printre care s-a numărat și Dimitrie Gusti, care era în acel an ministrul artelor, au organizat în grabă o expoziție retrospectivă și au fundamentat o Bursă Dimitrie Paciurea, prin care un absolvent al Școlii de Arte să poată lucra doi ani în atelierul maestrului român.
Ani de zile după decesul sculptorului, s-a așternut tăcerea peste opera lui Paciurea. În anul 1935, Oscar Han a scris o monografie care a tulburat critica de artă, deoarece a explicat unele aspecte din viața artistului, care au denaturat biografia și au dat alte sensuri creației sale, informații care s-au perpetuat până în deceniul al șaptelea al secolului al XX-lea. Cartea lui Oscar Han a avut o influență decisivă asupra tuturor articolelor care s-au scris din acel moment, pentru că toți comentatorii au preluat de acolo aceleași sensuri interpretate de Oscar Han.
În anul 2012 a fost ales membru post-mortem al Academiei Române.

## Opera
„Dimitrie Paciurea este unul din puținii artiști români cu conștiința tragică a dezintegrării insului din lume, devenită laitmotiv al muzicii proprii, substrat de amărăciune al experiențelor ce se vor ipostazia într-o mitologie personală lacerantă, de ecorșeu viu. Viziunea lui este modernă, pentru că e de tipul sfâșierii interioare a insului, ce-și poartă Hybris-ul, vina tragică, în însăși conștiința sa. Evident, totul se explică biografic și istoric, și totul se traduce lingvistic prin unele metafore plastice, pe care am încercat într-o măsură să le elucidăm, ca pe niște simboluri vizuale, semne prognostice ale unui stil personal, definitorii însă și pentru o epocă.”
----- Ion Frunzetti, 1971, pag. 51
În toată opera sa, Dimitrie Paciurea nu a ajuns până la descompunerea masei prin planuri de lumină, decât arareori și doar spre sfârșitul carierei artistice. Asta s-a întâmplat însă, doar la lucrările de mici dimensiuni care înfățișează trupul contorsionat, practic degenerat de la aspectul său rotund, și asta doar ca urmare a dorinței de a reprezenta durerea. Păstrarea legii sculpturii tradiționale, care pretinde ca reliefului obiectului trebuie să-i corespundă o ieșire a reprezentării plastice în realitate, nu se poate spune că nu a fost redusă prin metoda impresionistă, în care s-a înlocuit limita tactilă cu reflexe luminoase sau a fost adâncită prin umbre. La Paciurea, spațiul este un medium caracterizat prin continuitate și volumul a fost păstrat ca un continuu opac. Propriu citadinului din modernitate, ritmul discontinuității spațiale, nu i-a aparțiut încă. Discontinuitatea ritmată a spațiului, precum și dezintegrarea volumelor în mișcare și a celor tactile, l-au determinat  în anumite lucrări, de obicei schițe de dimensiuni mici, să facă mai multe propuneri posibile. Se poate spune că în expresionismul lui Paciurea, spațiul agresor este aparent, fiind dotat cu ritmuri de dilatație sau contractare. Astfel, filozofia spațiului infinit, conceput din neant, non-spațiu și haos, care se exprimă prin tendințe agresive față de volumul pozitiv, corodându-l, anihilându-l, devorându-l, este proprie expresionismului relevat de opera lui Henry Moore. Unele din himerele create de Paciurea arată lupta spațiului negativ cu cel pozitiv.

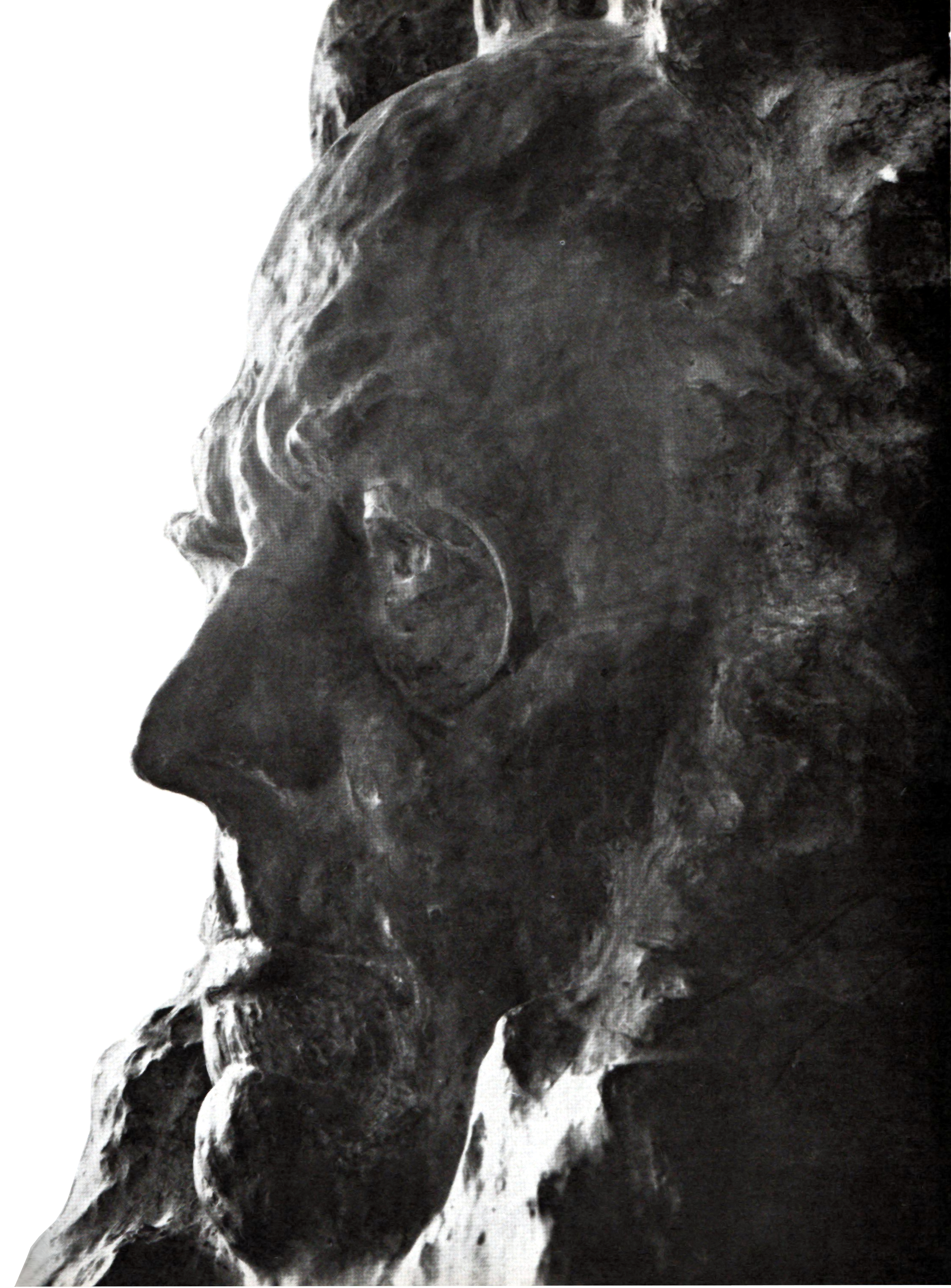
Henrik Ibsen

La Himera văzduhului, ritmul planurilor de goluri și plinuri, a fost rezolvat dând prioritate predominanței golurilor. Acestea nu au mai fost concepute ca pauze, ca niște intervale de tip neutru între dimensiunile plinurilor, deci volumelor. Ele apar ca niște goluri agresive ce au tendința de amputare și creștere dilatatorie în toate sensurile spațiale, sacrificând, astfel, plinul. Materia opacă a suferit agresiunea unei transparențe luminoase și reflexele sunt atacate de golurile de umbră. Se dovedește astfel, a precizat criticul de artă Ion Frunzetti, că „... Paciurea este un Moore, o Hepworth sau un Lipschitz". Însă, sculptorul român nu a ajuns până la capăt la valențele artei afișate de aceștia. În opinia lui Frunzetti, este limpede că Paciurea ar fi putut face acest demers, deoarece reprezentarea experienței lui interioare, adică înlocuirea realității cunoscute prin observație, cu proiecția în afară a interiorului, ca rod al imaginației sale, învăluind văzutul cu nevăzutul, a fost metoda prin care artistul a substituit durerea, percepută de el ca efect al contactului său cu lumea reală. Astfel, spunea Frunzetti, himera este un simbol al realității interioare ce devine un simbol al luminii. Frunzetti a definit trei faze în cariera lui Dimitrie Paciurea:
- în prima fază, artistul a realizat o artă obișnuită vremii sale, tradițională, imitativă și mimetică, artă care i-a fost transmisă de mediul cultural din România, ajuns la începutul secolului al XX-lea de abia la o sinteză între clasicism și romantism.[99]
- a doua fază, a apărut după ce s-a făcut contactul artei românești cu impresionismul. Paciurea a înlocuit înfățișarea realității cu reprezentarea vizuală a propriei experiențe. În mod practic, s-a operat disjuncția dintre obiectul fizic și senzația optică. Această metodă, a afirmat Ion Frunzetti, l-a ajutat pe Paciurea să sculpteze pictural, obținând astfel, acea „melodiozitate” la care vibra sufletul lui.[99]
- în faza a treia, cea pe care a îndrăgit-o cel mai mult, a fost pregătirea unei revoluții în lingvistica sculpturii. Indiciile spun că artistul ar fi înfăptuit-o în condițiile unei activități mai organizate și a unei recunoașteri sociale de care a avut parte, precum și a unei perioade lungi de creație artistică.[99]

Pornind de la acel realism subiectiv al impresionismului care era sursă de alienare a aleanului, cel care absolutiza senzația, artistul a făcut pasul următor către un realism magic, prin care a transfigurat realitatea printr-o proiecție mentală. El a luat ca obiect al cunoașterii artistice un element poetic, ficțiunea, pe care a dezvoltat-o lăuntric. Obiectivarea senzațiilor interioare, a făcut din Paciurea primul sculptor român care a practicat expresionismul în sculptura din România. El a fost primul sculptor al neantului, care s-a implicat în formă cu statutul de partener al volumului pozitiv. Dacă în sculptura tradițională se putea lua act de corporalitatea persoanei, sculptura derivată din acest tip de expresionism a fost pentru artist o pledoarie pentru relevarea prezenței neantului în orice însingurat de lume. Paciurea a făcut asta pentru a exprima un raport între om și lume, în care omul are de dus lupte cu toate formele ce se opun vieții.

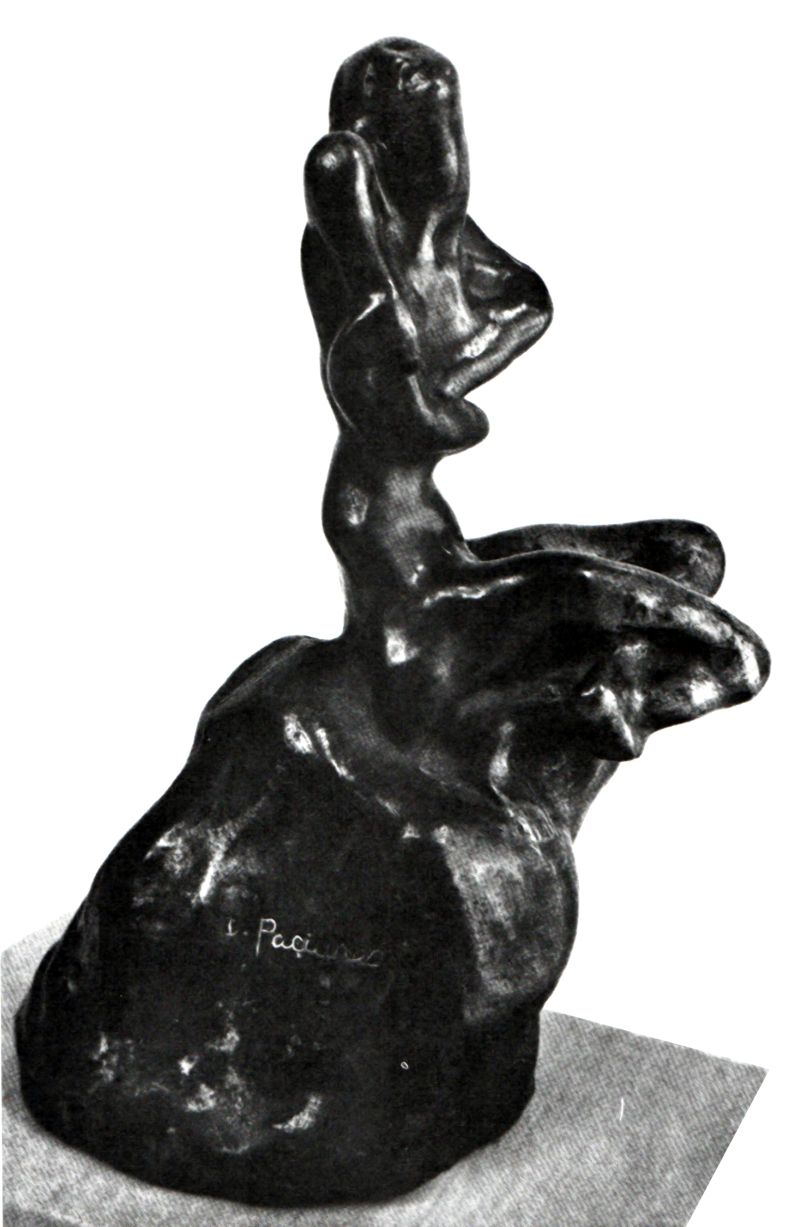
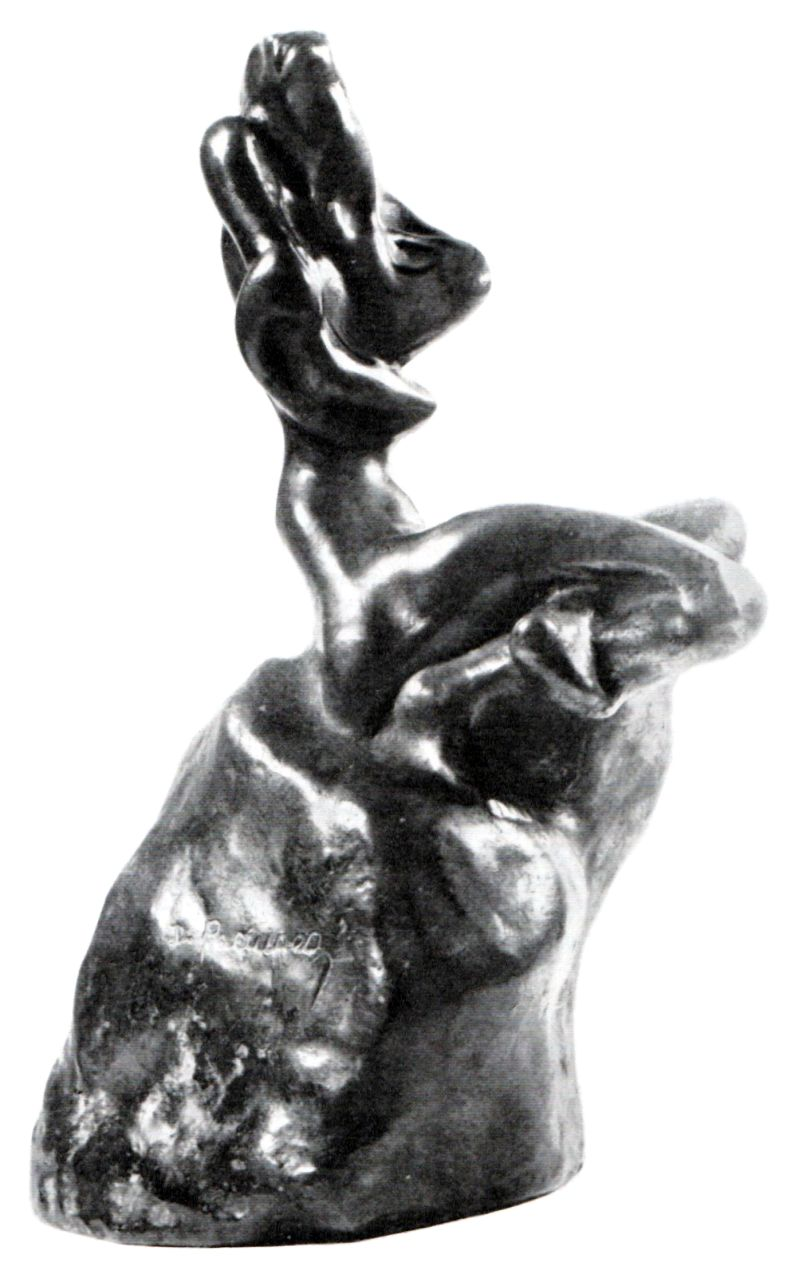
Durere
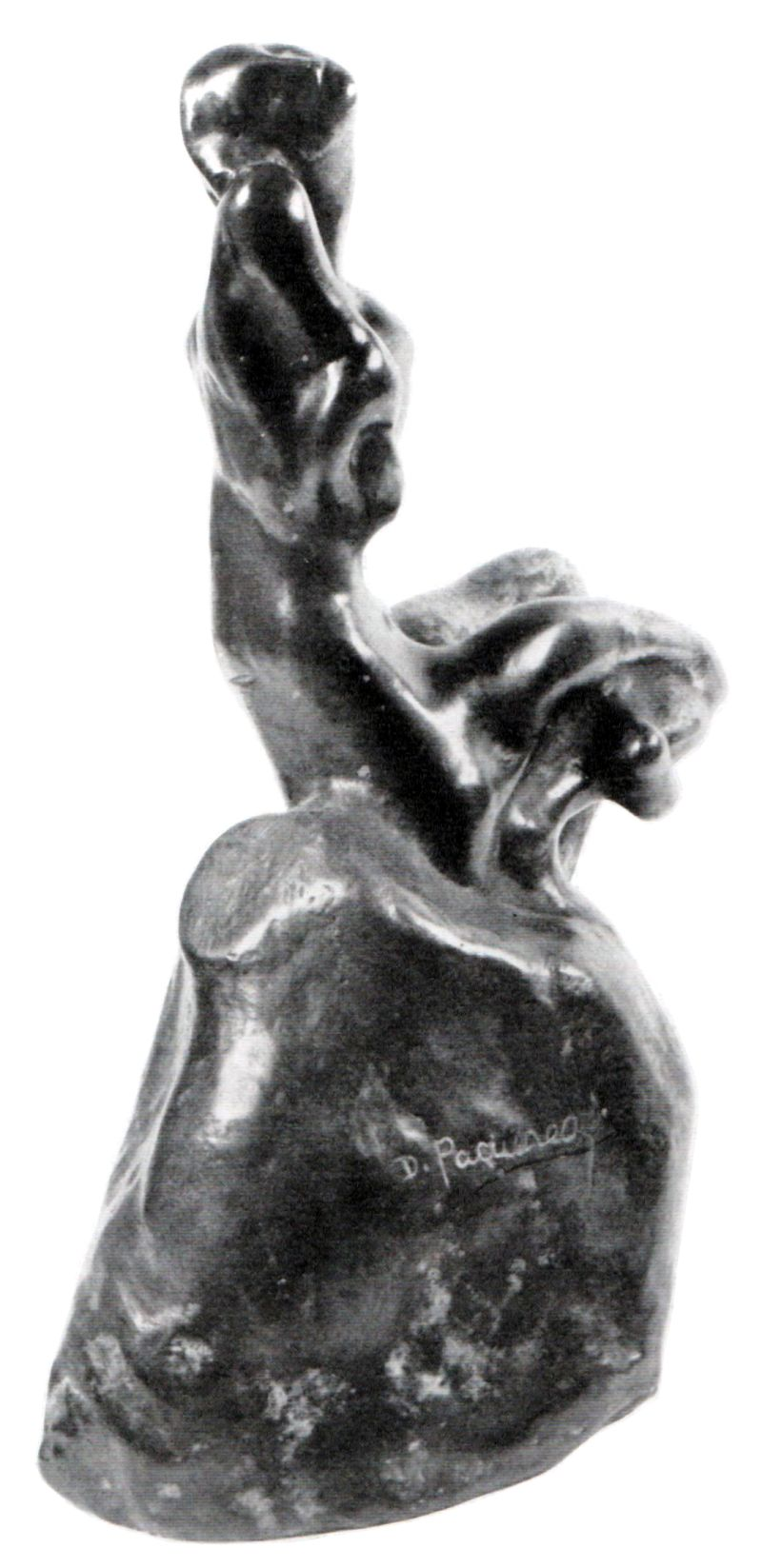
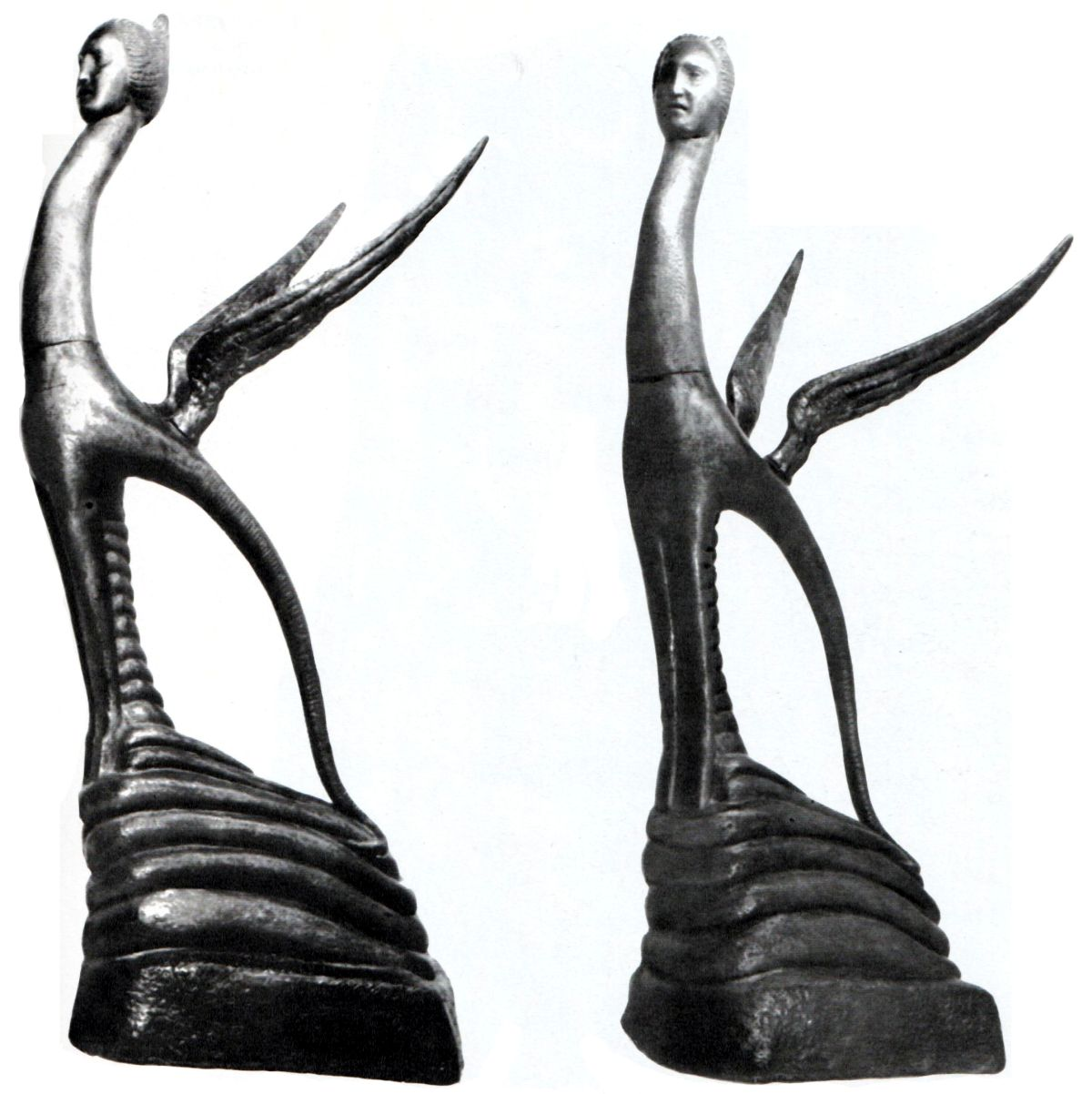
Himera văzduhului
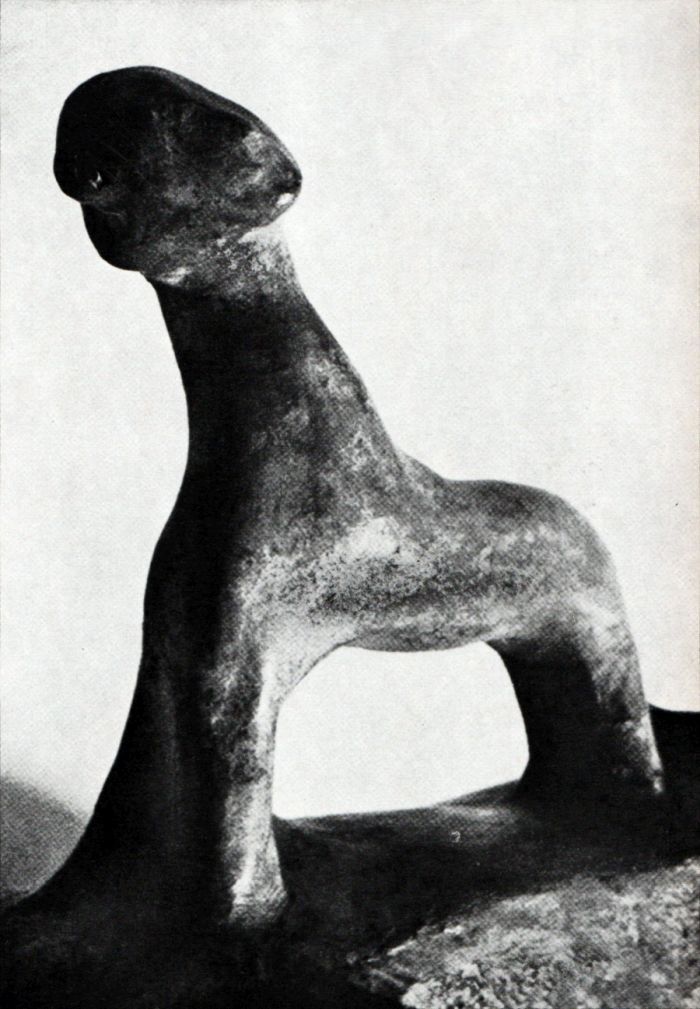
Himeră
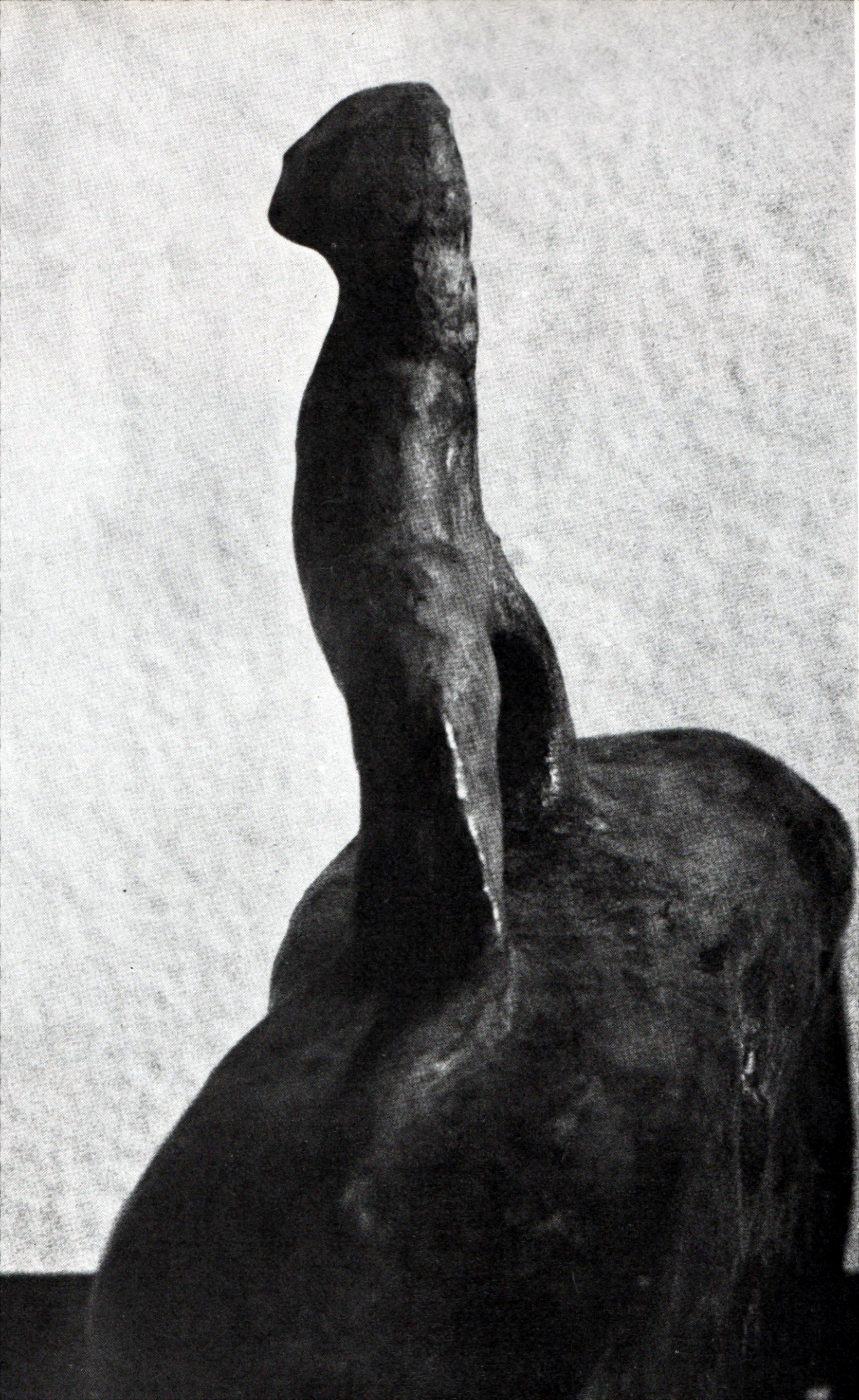
Himeră

În această ultimă fază a creației paciuriene, viața are o formă sculpturală specială, în care volumele par să-și piardă consistența până la imaterialitatea luminii sau umbrei, implicit a golului din spațiul care le consumă până la o anularea definitivă. La Paciurea se constată o permutație de tip fantastic a obiectelor supuse spațiului-timp al omului modern, care se regăsește devastat de angoasele deșertăciunii sale și a lumii deopotrivă. El a transfigurat totul în volute de fum răsucite, le-a transformat în aburi, într-un joc voluntar al căderii voite într-o capcană a iluziei, toate aceste elemente fiind argumente solide care au făcut, în opinia lui Ion Frunzetti, din Dimitrie Paciurea, un artist aflat în plină și extremă modernitate. Estetica modernă de care a fost capabil în arta sa, a dus la abolirea frontierelor psihice și fizice, la un dinamism emoțional al futurismului, exact ca la suprarealiști și dadaiști, printr-o confuzie dintre om, animal, plantă și mineral, dintre animat și inanimat, totul a dus ca la suprarealiști la o dominație a transcienței față de consciență. Cu toate că Paciurea nu a trăit toate experiențele artei contemporane lui, obiectiv istorice, el le-a descifrat și le-a descoperit singur, fără să cunoască în lumea lui o suprarealitate, ca un tip de realitate absolută.

### Tematica
Opera sculptorului român nu conține un repertoriu tematic de o mare amplitudine. Figurile și temele care au fost inspirate din religie sunt singulare prin comparație cu personajele a căror origine se află în mitologie. În acestea din urmă, artistul a găsit motivul în care a întrupat toate dilemele legate de misterul vieții și morții. Angoasele, căutările și interogațiile sale plastice s-au materializat într-un alt tip de forme. Astfel, în preajma anului 1917, Paciurea a descoperit frumusețea și forma expresivă în corpurile contorsionate de durere și le-a înfățișat în forme fluide, exploatate atât în desen cât și în sculptură, în nuduri și în himere. Nudurile de mici dimensiuni pe care le-a făcut, nu pot fi înscrise într-o cronologie, deoarece nu există documente care să le ateste. Se știe cu exactitate că Paciurea a expus mai multe nuduri cu ocazia expozițiilor personale din anul 1922 și la manifestările expoziționale ale Societății Arta Română din anul 1923. Una din primele lucrări de acest gen este Statueta (Nud) pe care a prezentat-o cu ocazia Salonului Oficial din anul 1914.
Stilul pe care l-a abordat după primul război mondial este diferit față de tot ce a realizat înainte. Din acest moment, s-a constatat în creația artistului faptul că trăsăturile faciale și detaliile anatomice, în toate lucrările sale, au devenit estompate, fapt care a dus la o depersonalizare a ființelor pe care le-a reprezentat. Formele finale turnate în bronz constituie un repertoriu în căutările sale plastice, care au avut ca scop o fluidizare a corpurilor alungite, care s-au eliberat pur și simplu de veridicitatea realității anatomice. Mergând mai departe pe firul analizei, multe din formele corporale fluide și sinuoase pe care le-a realizat definesc anatomiile himerelor. În rândul criticilor de artă s-a încercat o elucidare a originii himerelor din opera sa. Acest lucru a dat naștere la numeroase opinii, unele dintre ele fiind dintre cele mai contradictorii.
În opinia lui George Oprescu, inspirația lui Paciurea ar avea o obârșie tipică Evului Mediu, vreme populată, în repertoriul iconografic, de o mulțime de monștri din cei mai diferiți. Ioana Vlasiu a opinat că originea ar putea fi mitologia greacă, și ea plină de reprezentări de acest tip. Descrierea lui Hesiod în Teogonia sa, nu pare să fie, însă, o sursă de inspirație pentru artistul român. Critica de artă a fost, în schimb, foarte tentată să găsească o origine în mitologia populară românească, fără să găsească o dovadă credibilă. În acest sens, se poate asocia doar simbolistica elementelor, himerele lui Paciurea putând fi înrudite cu cerul, pământul, râurile și spiritele care abundă în mitologia din România. Cele trei himere - Himera văzduhului, a pământului și a apei, au fost realizate undeva la sfârșitul anilor 1920. Analogia cu mitologia românească poate fi pentru Himera pământului - Cățelul pământului.
Părerile postume ale criticii de artă, par astăzi unanime în a afirma că tematica himerei în opera lui Dimitrie Paciurea ar fi legată de personalitatea poetului Mihai Eminescu. În acest sens s-au exprimat criticii Petre Oprea și Ioana Vlasiu, care au găsit ca element principal de legătură desenul Monumentului Mihai Eminescu, în care este figurat pe soclul lui o Himeră a văzduhului concepută cu șapte ani înainte de realizarea sculpturală. Există dovezi care pot fi aduse și din declarațiile pe care însuși Paciurea le-a făcut în diferite interviuri de presă.

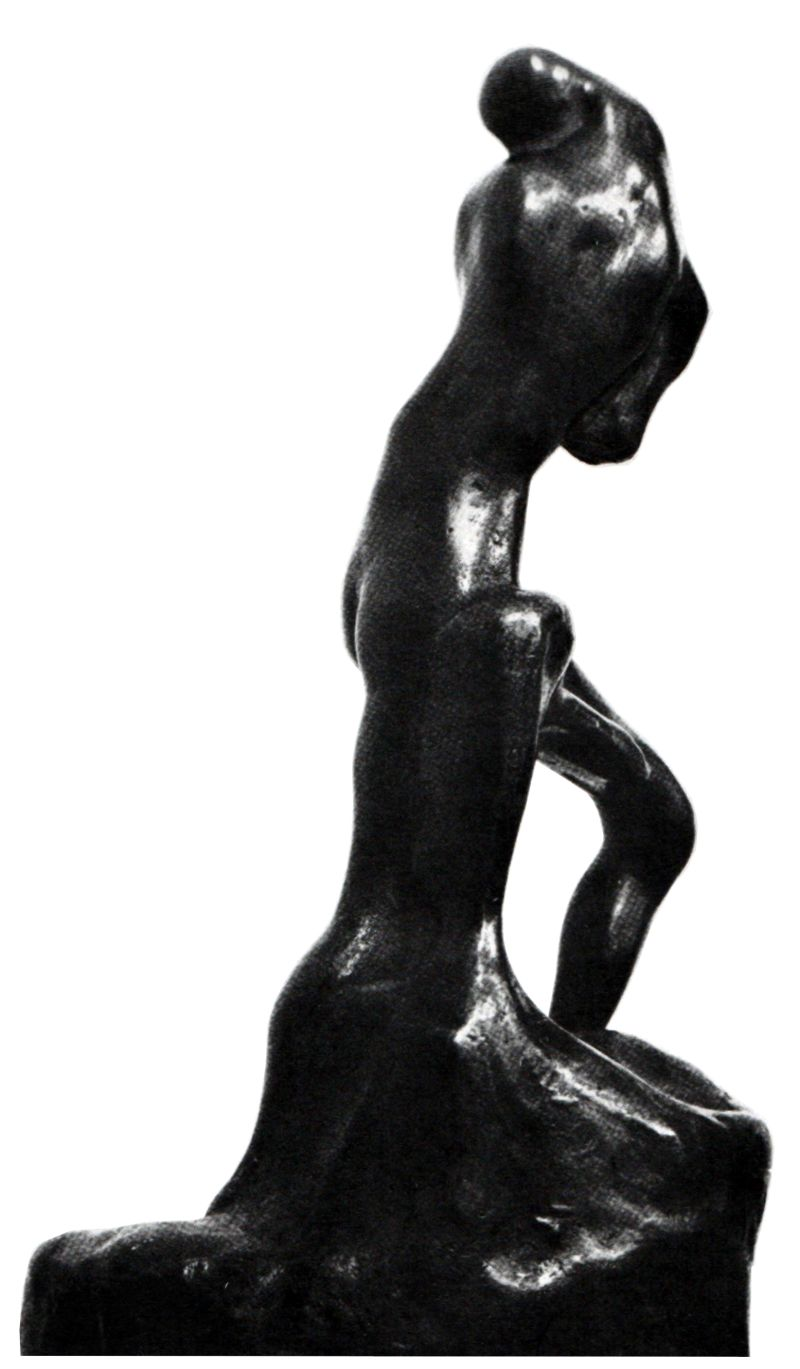
Himeră
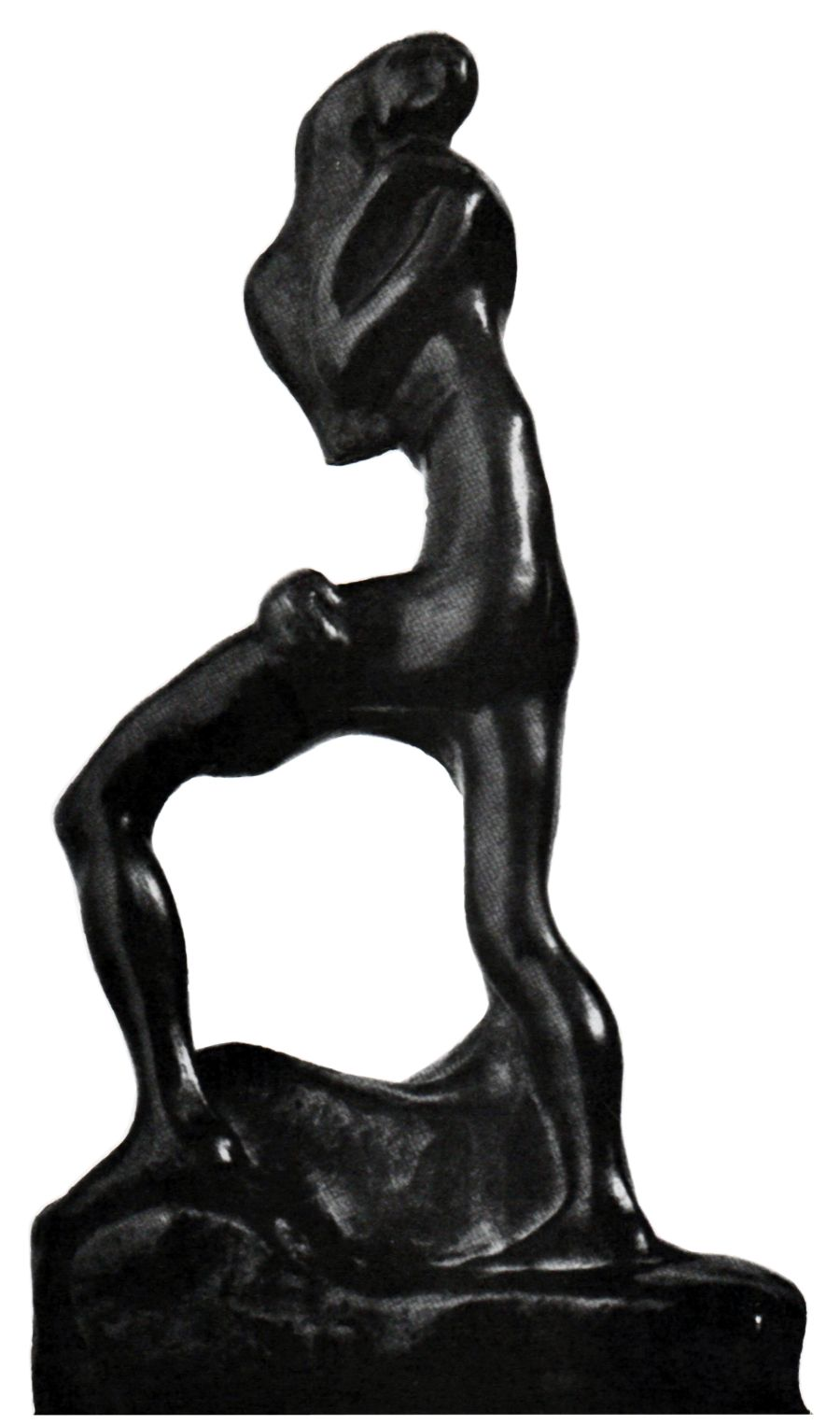
Himeră
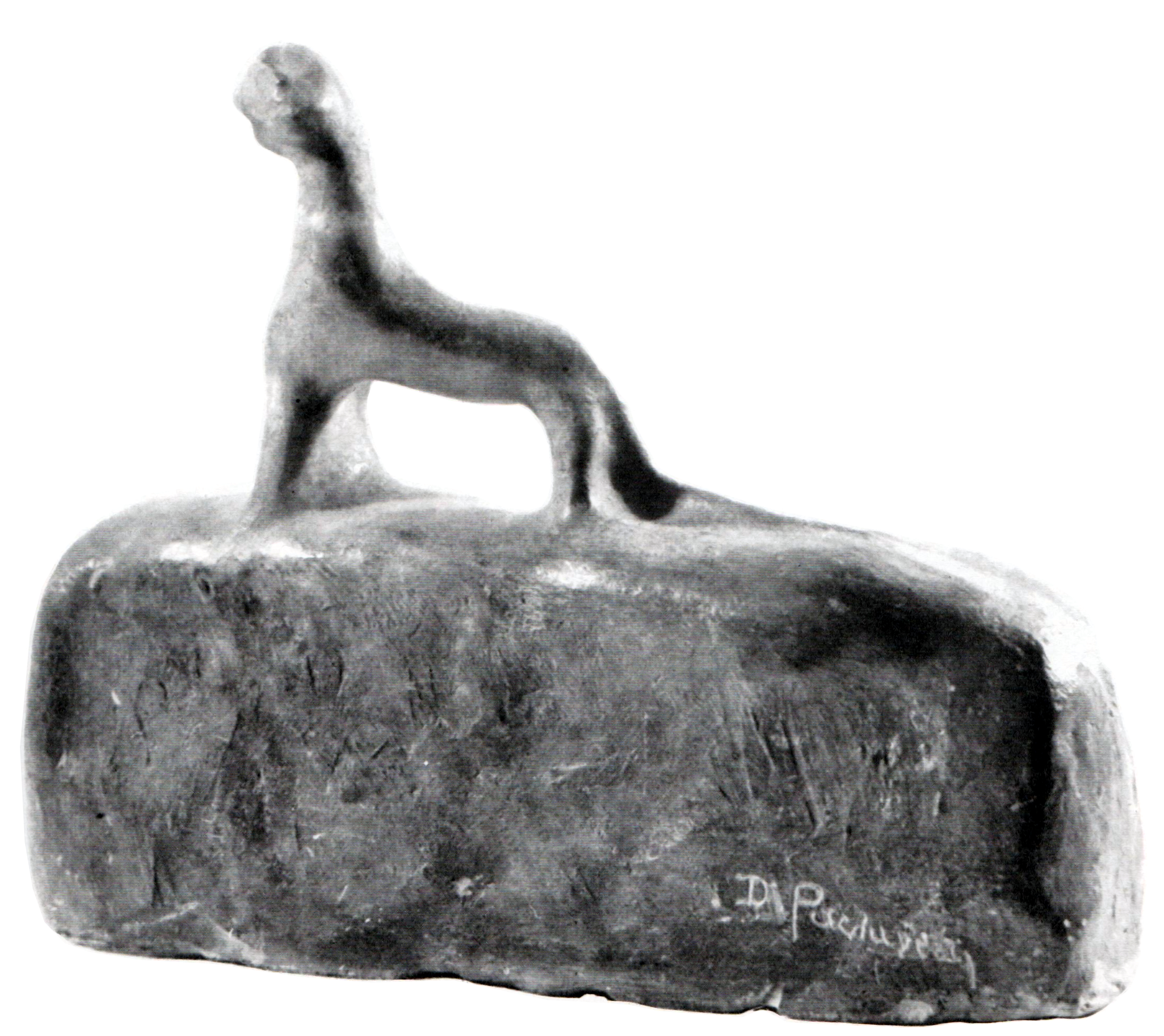
Himeră
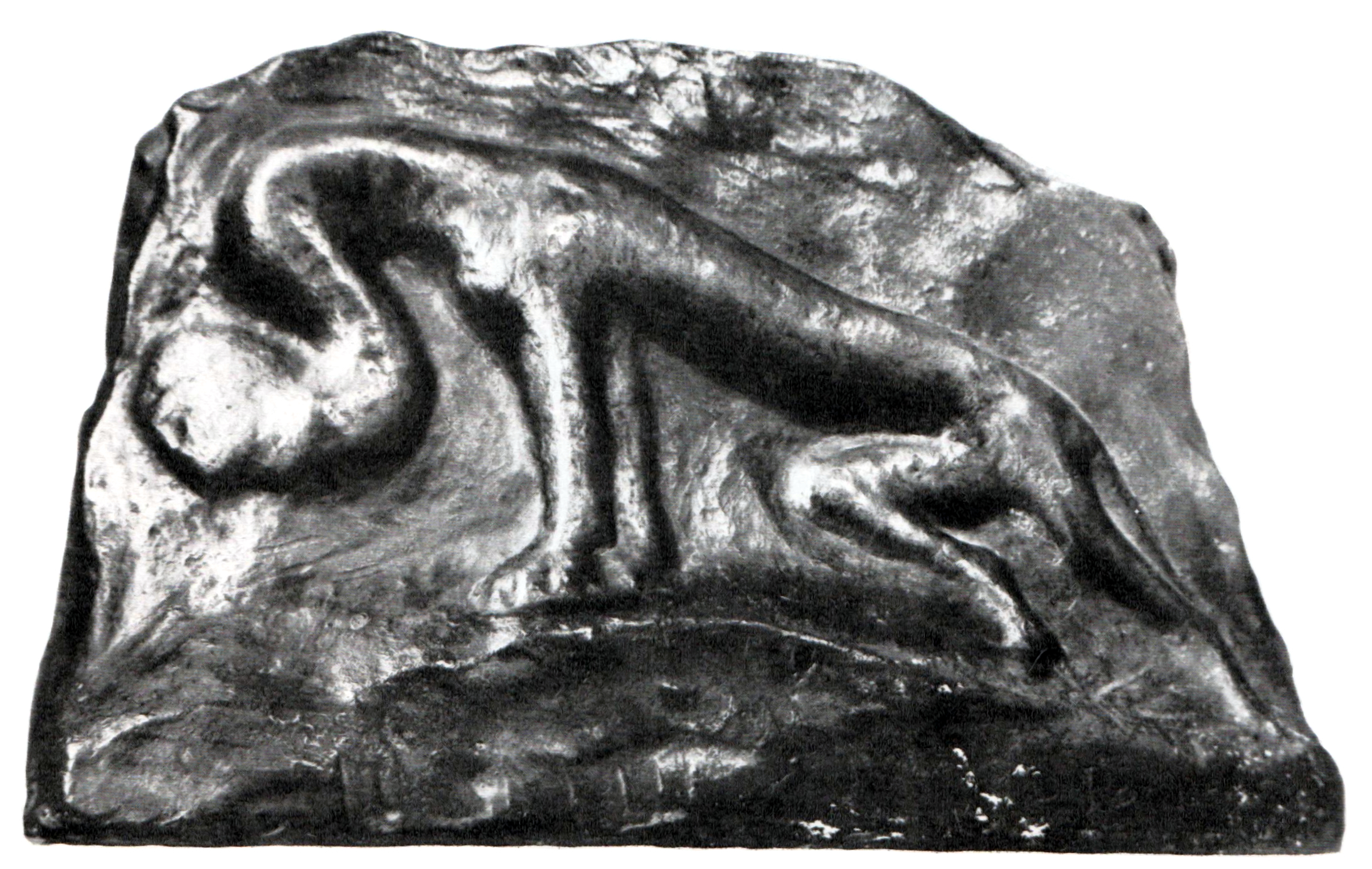
Himeră
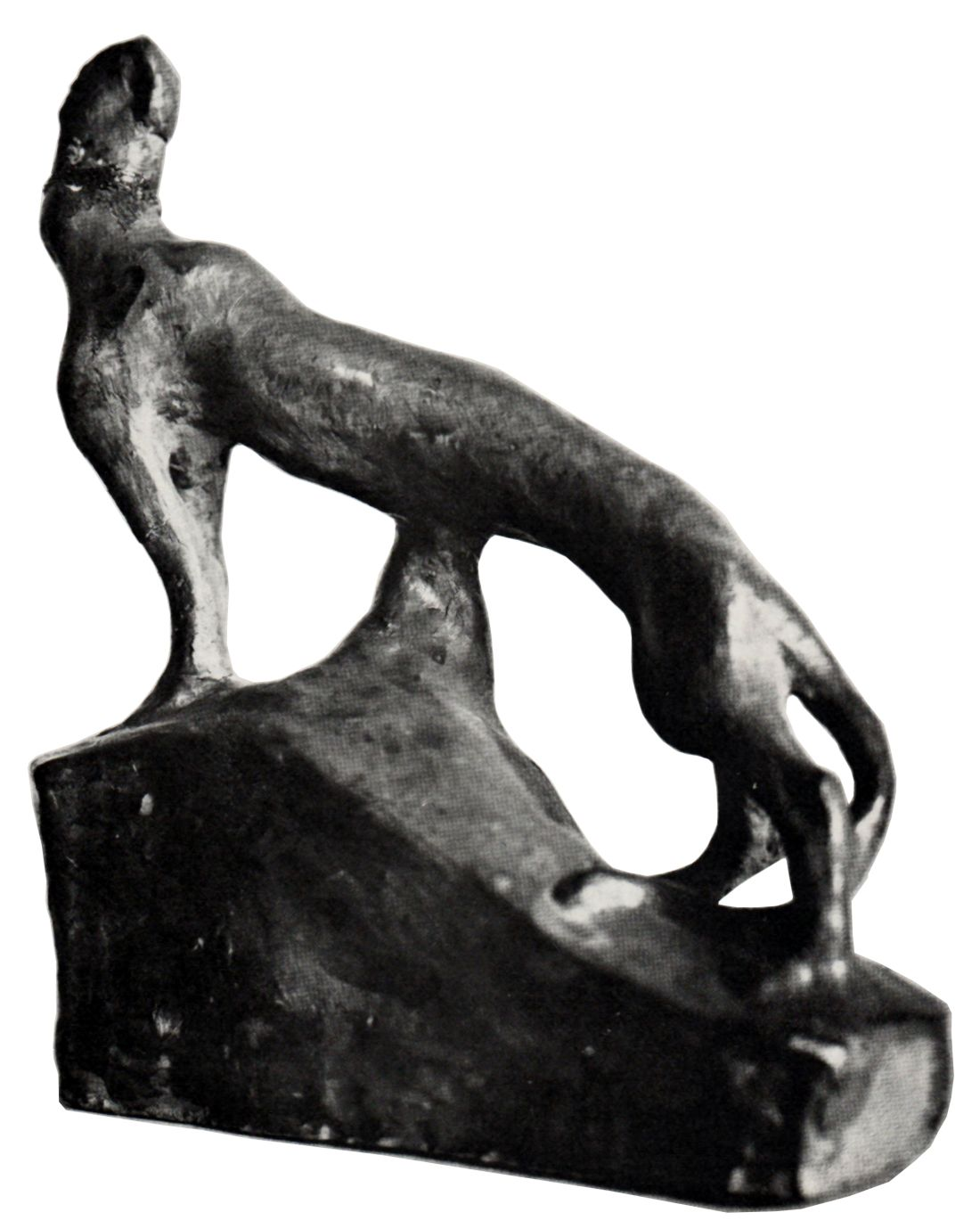
Himeră
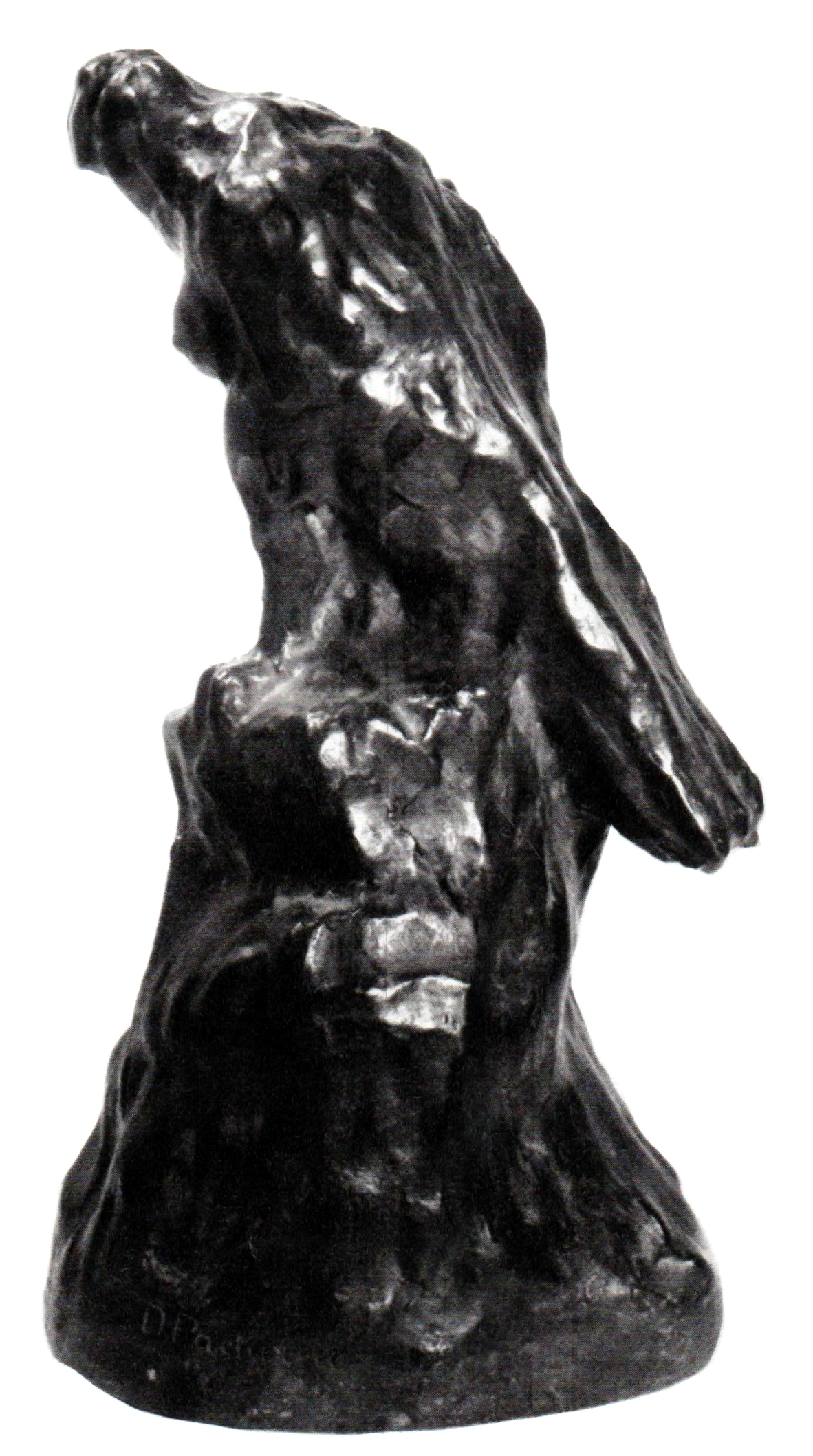
Himeră (vultur)
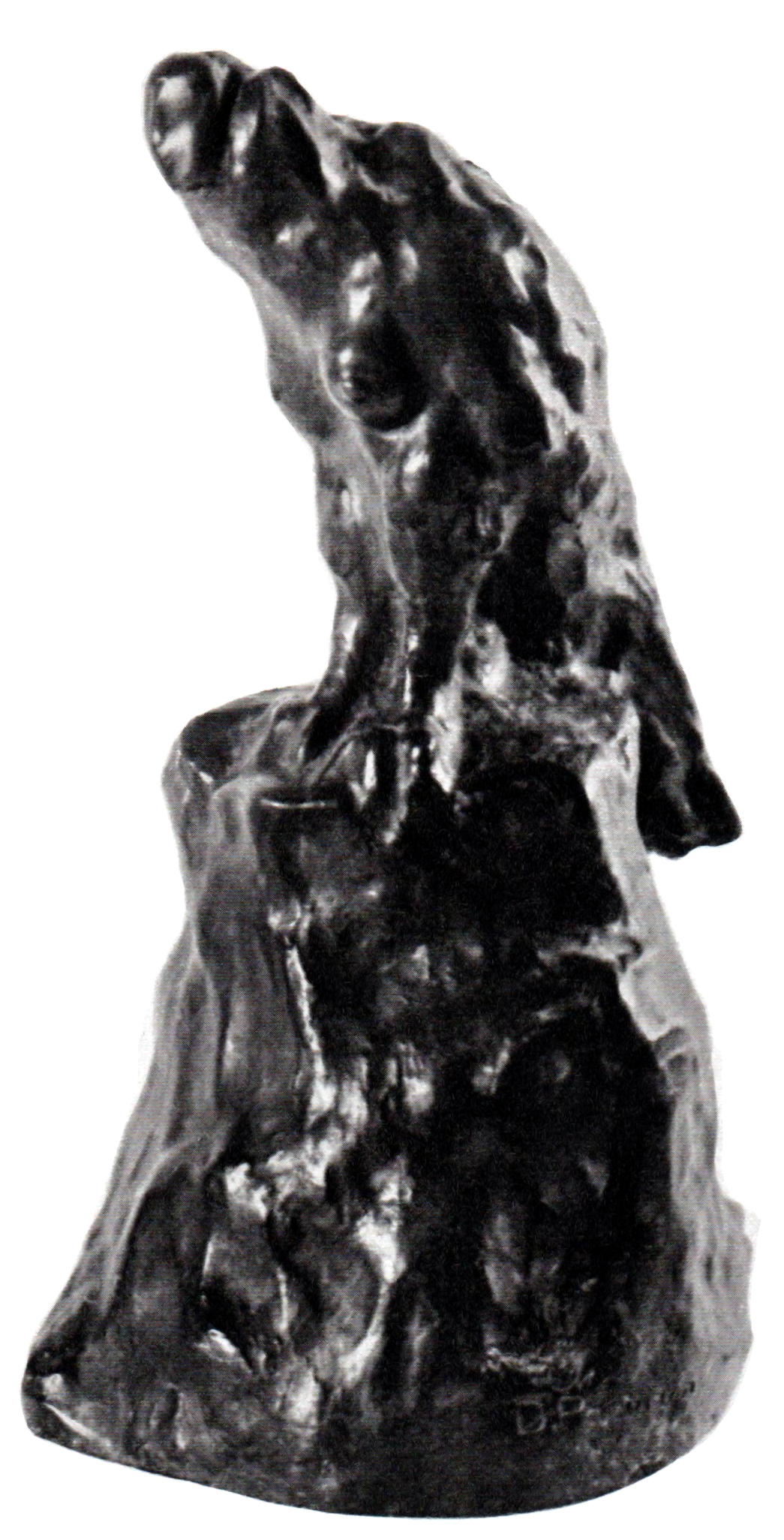
Himeră (vultur)

Himerele lui Paciurea depășesc frontierele mitologiei, oricare ar fi ele, și nedeterminarea sensului interpretării lor se regăsește atât în desen cât și în sculptură. Himera este un fel de muză care este nelipsită poetului, un simbol al turmentelor creatoare, al inspirației, al ideii sau al încarnării idealului. O simplă privire asupra lucrărilor artistului poate releva câteva puncte de interes. Himerele sale au o structură anatomică asemănătoare și au fost reprezentate cu precădere pe socluri stâncoase, ele dominând spațiul înconjurător, părând că au o poziție de pază. Fiind amplasate într-un spațiu nedeterminat, ele privesc de obicei spre cer și au o atitudine de căutare spirituală sau de așteptare. Unele reflectă durerea, frustrarea sau angoasa, toate având o putere uimitoare de sugestie. Altele sunt enigmatice, au ochii închiși și par că se concentrează asupra lumii interioare. Din cauză că nu există o cronologie a lor bazată documentar, himerele lui Dimitrie Paciurea, sunt destul de dificil de studiat. Una din primele himere care a putut fi datată este cea realizată în anul 1919, numită Himeră. Ea se apropie de iconografia sirenelor sau strigelor din mitologia românească. De asemenea, se apropie de o formă feminină cu cap de om și corp de pasăre, fiind cocoțată pe un soclu de stâncă. Himera nopții executată în preajma anului 1928, pare potențial periculoasă și are aparența unei păsări care se prezintă frontal. Are orbitele mari și adânci, fapt care o face înfricoșătoare. În opoziție cu realitatea fizică, are un chip copilăros și impasibil, similar unei măști. Este o figură mută care nu sugerează ideea unui cântec, nici a unui strigăt. Copilăria, fermitatea și moartea au fost concepute în acest hibrid hieratic ce pare că păzește în pragul unei lumi nocturne, inaccesibile.

### Portrete
La sfărșitul secolului al XIX-lea și începutul celui următor, sculptura românească era dominată de genul portretistic, pentru că era cel mai solicitat de către o clientelă ale cărei exigențe erau limtate la comenzi cu preț scăzut, dezideratul principal fiind asemănarea personajului realizat cu modelul. Toate portretele unor personalități istorice, culturale ori politice care existau în acea vreme erau realizate după canoanele neoclasicismului. Fiind cultivat cu perseverență de mai toți artiștii de atunci, portretul de tip memorial devenise deja o tendință manieristă. Sculptura românească se afla la confluența secolelor într-un mare impas, ea fiind deficitară în realizarea unor opere valoroase, afectată de moartea prematură a lui Ion Georgescu și George Vasilescu, dar și de situația economico-socială care a împiedicat evoluția artistică a unor mari talente în domeniu, așa cum a fost sculptorul Ștefan Ionescu-Valbudea. În aceste împrejurări dificile a apărut Dimitrie Paciurea.

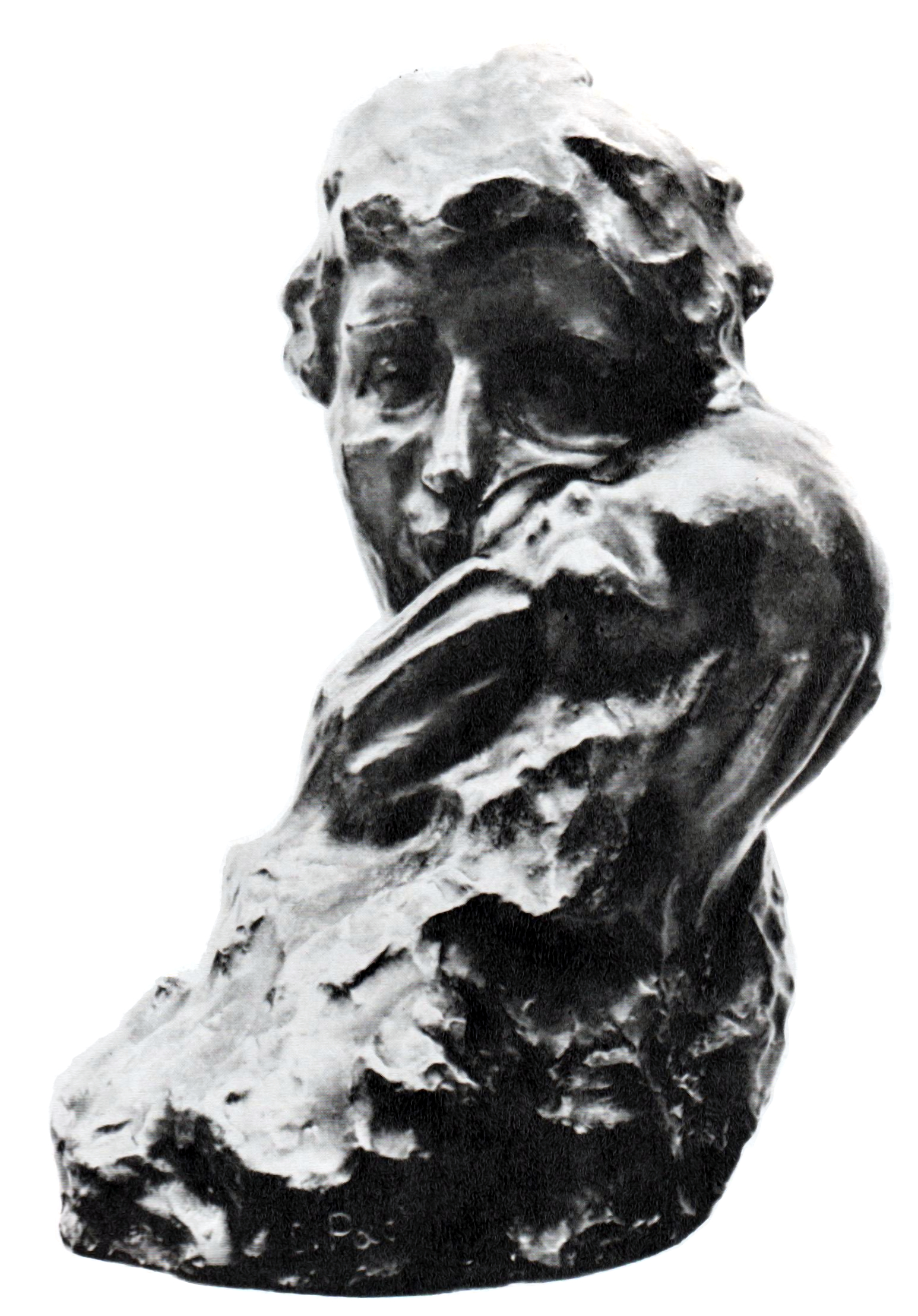
Maternitate

Pavel Șușară a afirmat că sculptorii menționați mai sus, născuți după apariția dinastiei artistice marcată de Karl Storck, au învățat rapid și fără mari dificultăți meșteșugul sculpturii și l-au integrat în circuitul ideologic și estetic al Europei. Ion Georgescu a transmis semnalul clasicismului, Valbudea a rezolvat traseele compoziționale și prin accente puternice de modelaj, neliniștea și tensiunea romantismului.
Dacă prin Ștefan Ionescu-Valbudea și Ion Georgescu arta plastică autohtonă s-a integrat în marea familie europeană, cu experiențe stilistice diferite la care s-a adăugat o anumită istoricitate, apariția lui Paciurea a complicat lucrurile. El și-a însușit deprinderile, reflexele și orizontul unui sculptor european, după care s-a trezit în el, dintr-o dată, o conștiință orientală. Ca atare, instinctul culpei al celui care a negat interdicția, a început să se manifeste. Dimitrie Paciurea este primul sculptor român prin care nonfigurativul s-a răzvrătit și frustarea apărută din ciocnirea sa cu mimetismul a devenit evidentă și de nereprimat. Diferite ca mod de manifestare, episoadele acestei rebeliuni au avut un singur scop - emaniciparea de sub imperiul figurativului univoc și părăsirea modelului realist.
Primele portrete pe care le-a expus începând din anul 1907 au însemnat pentru sculptura românească o reducere a genului, care a devenit manierist, către exigențele cele mai înalte ale artei portretistice. Astfel, busturile expuse de Paciurea, Ștefan Luchian, Vasile Paciurea și Beethoven, se află printre cele mai reușite realizări ale artistului din primii lui ani de creație. Aceste lucrări relevă o mare capacitate de intuiție și analiză în aprofundarea psihologiei personajelor. La Paciurea s-a manifestat până în anul 1919 o caracteristică importantă, sondarea chipului uman și transferarea fondului afectiv în sculptură, desenul larg și modelajul fin. Una din principalele lucrări pe care le-a executat după revenirea în România de la studiile pe care le-a făcut la Paris, a fost cea intitulată Maternitate. Sculptura este una importantă pentru analiștii care caută în opera lui Paciurea tendințele impresioniste, în care se regăsește modelajul nervos și sumar care lasă formelor și liniei o voită imperfecțiune. Există mai multe lucrări realizate de sculptorul român în care se poate invoca de către specialiști o influență pe care ar fi avut-o Auguste Rodin. Ca mulți alți sculptori, Paciurea a văzut opera marelui artist francez, însă influența acestuia nu a fost decât una tangențială. Foarte simplu se poate constata că opera lui Paciurea nu este impregnată de accentul de senzualitate din opera lui Rodin. Românul nu a renunțat niciodată la o interogare a spiritualității modelelor, el distanțându-se de departe ca fiind un neîntrecut modelator, fapt care a fost remarcat în arta românească.
Analizând studiile și schițele pe care artistul le-a realizat înainte de a executa sculpturile, critica de artă a menționat preocupările constante pe care le-a avut Paciurea în accentuarea mimicii care exteriorizează sentimentele și gesturile ce sugerează actiunea. Astfel, chiar un element anatomic cum este mâna, are în concepția artistului o forță expresivă deosebită, vezi lucrările Beethoven și Ștefan Luchian.

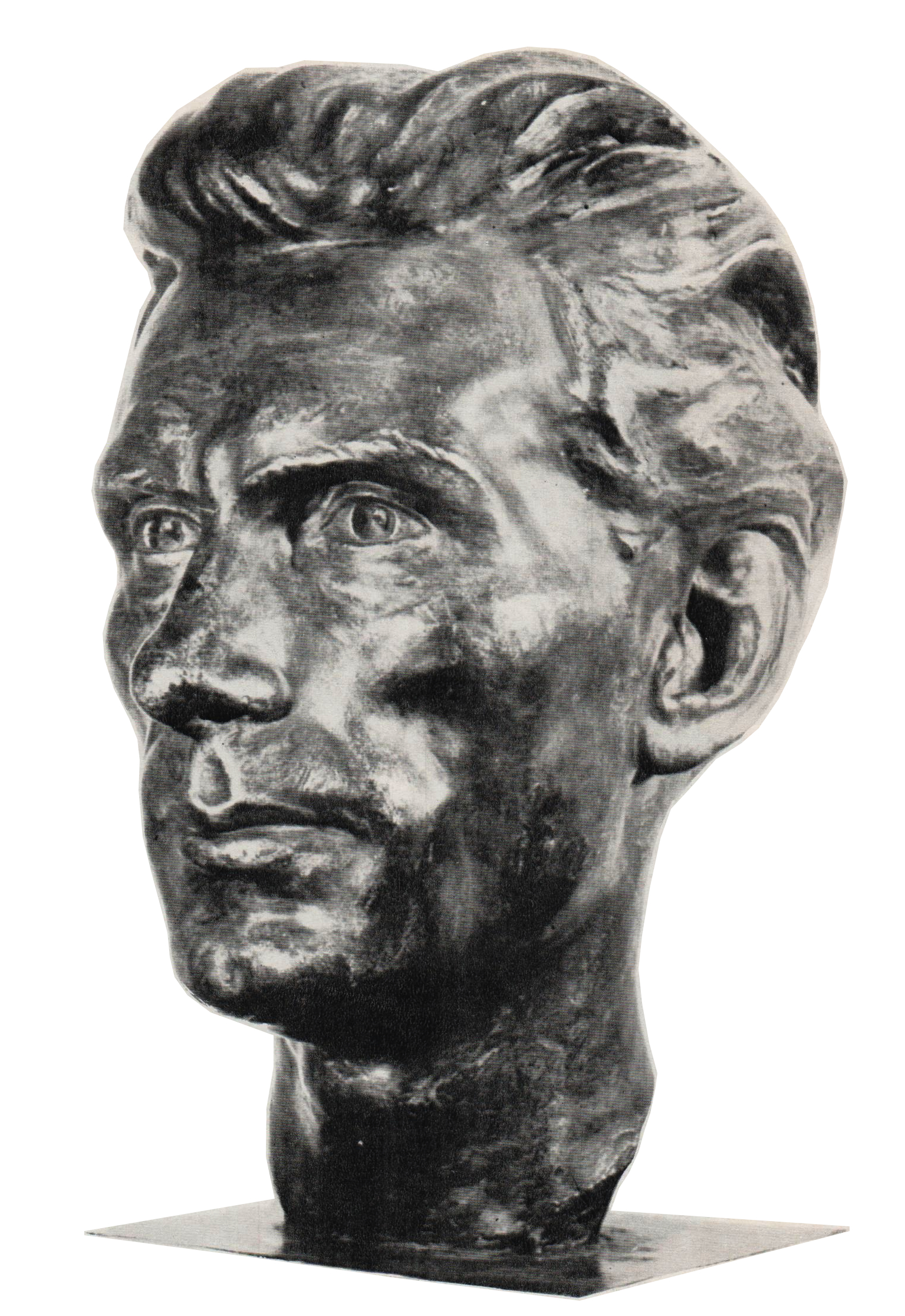
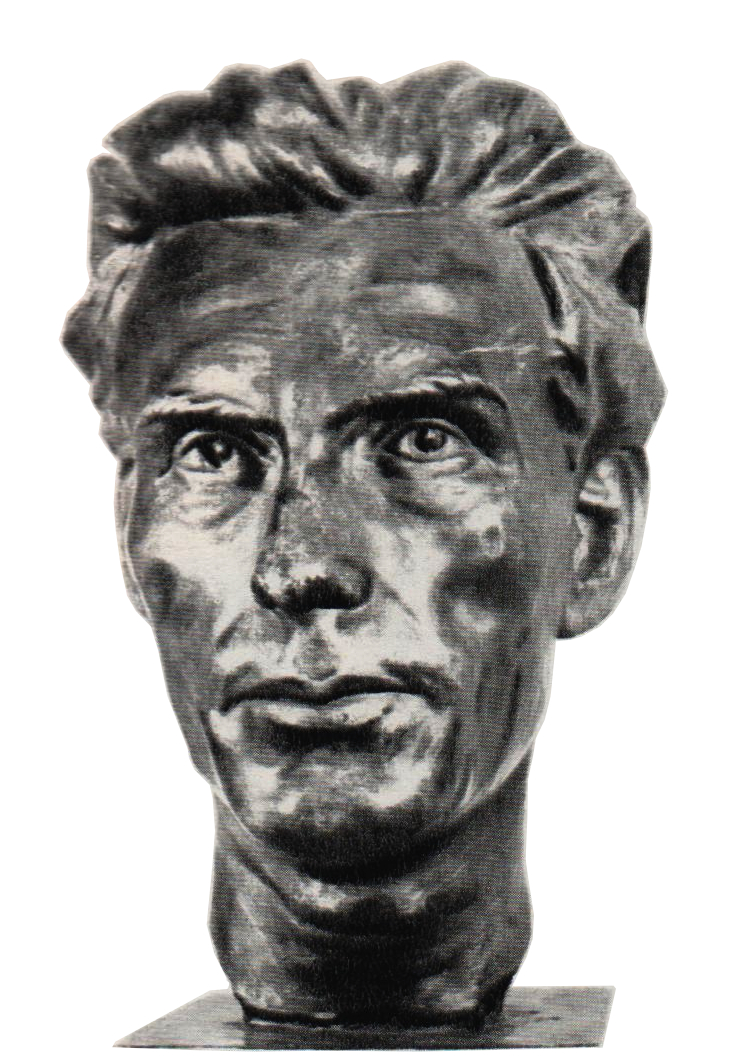
Vasile Paciurea
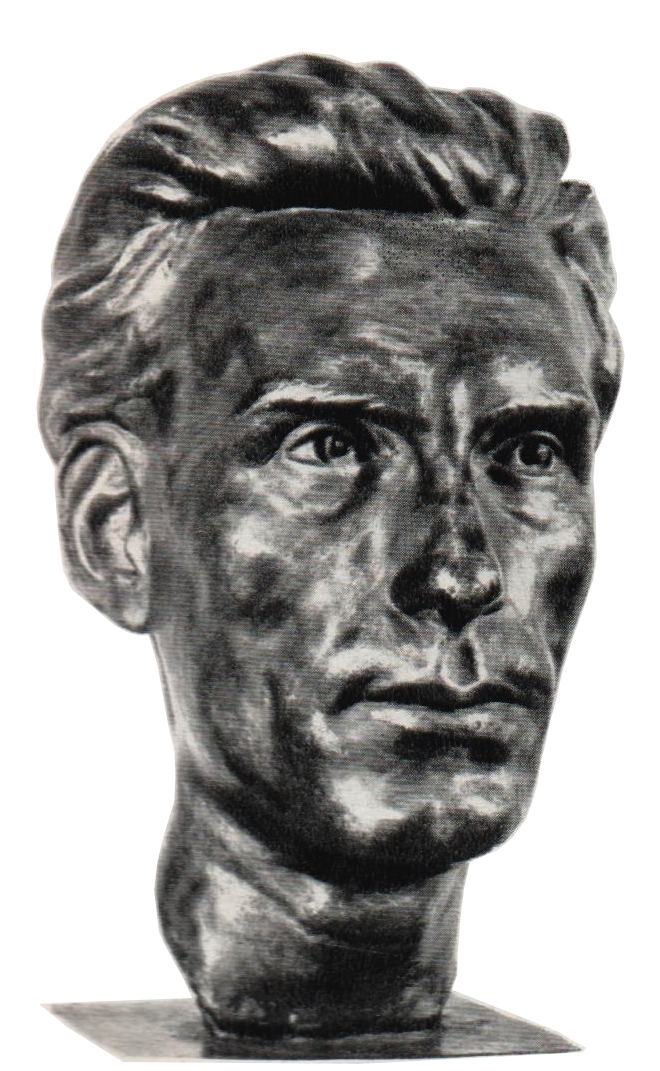
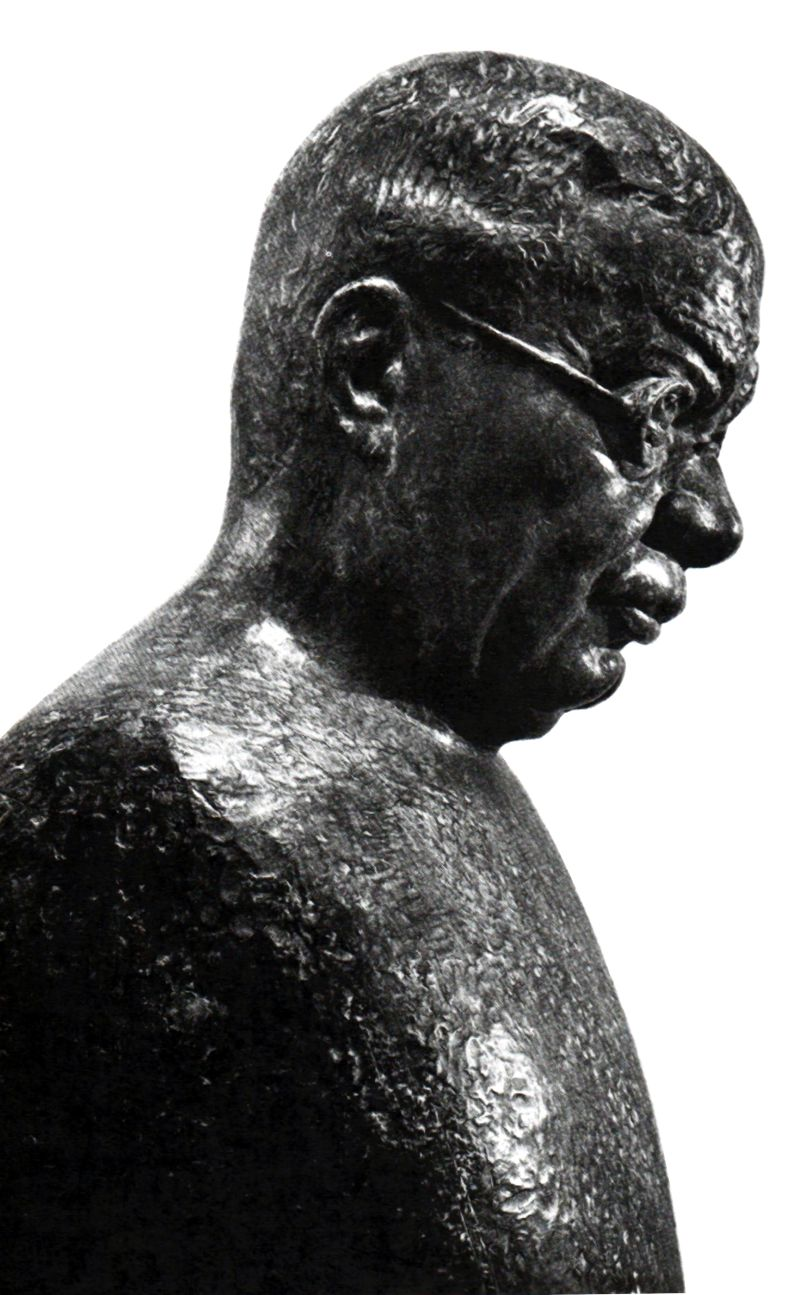
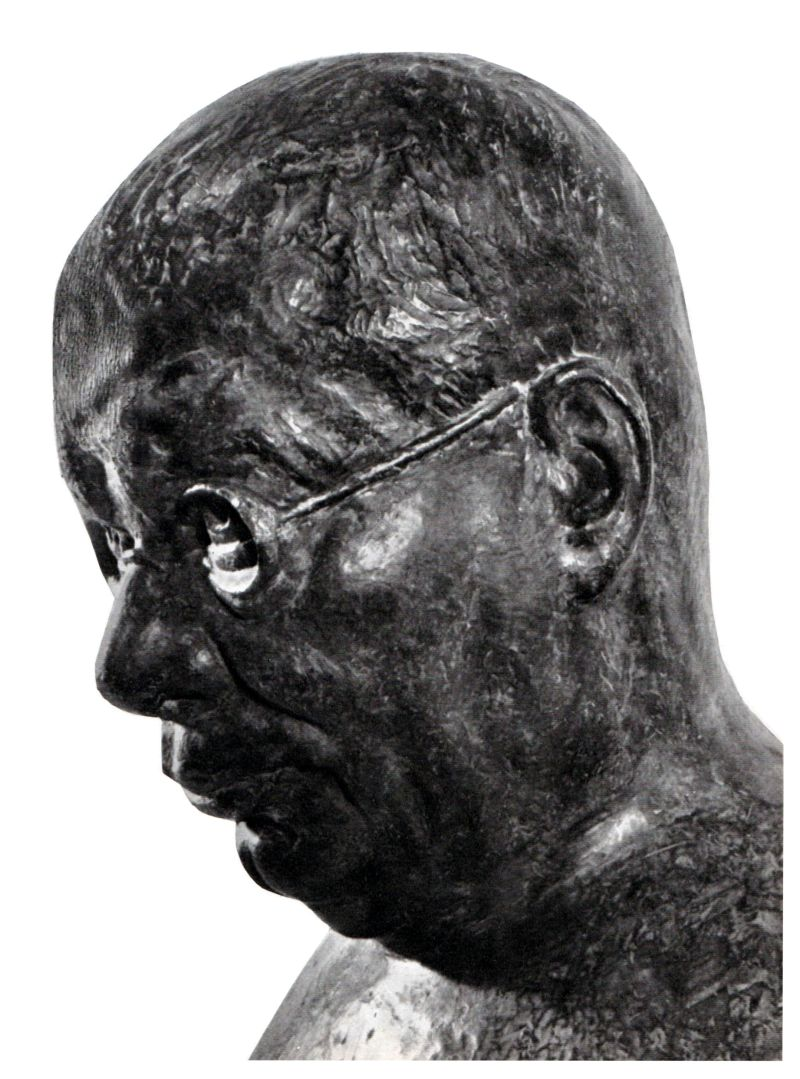
Ion Brezeanu
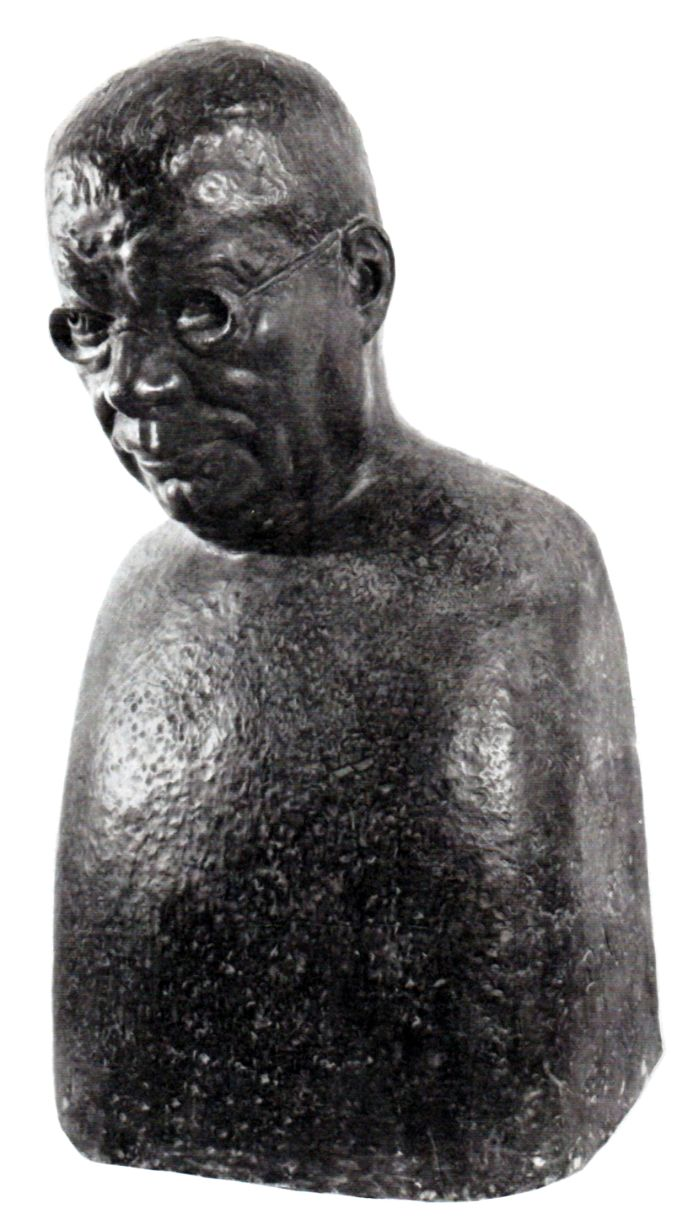

Cum sculptorul nu putea face un portret dacă modelul nu era ceva important pentru el, acesta a executat puține astfel de lucrări după anul 1919. Cu trecerea timpului, Paciurea și-a amplificat viziunea, structurând-o după coordonatele construcției interne, unde expresivitatea volumelor și monumentalitatea au început să capete un rol preponderent. Astfel, el a acordat o importanță mai mare modelajului executat pe suprafețe mai mari, accentul fiind distribuit pe structura formelor. A făcut, ca urmare, portretele unor mari figuri ale culturii românești și universale ca Ion Brezeanu, Constantin Nottara, Henrik Ibsen și Fr. Lebrun[C]. Aceste lucrări dau impresia de monumental, de grandios, nu prin dimensiuni, ci prin solemnitatea viziunii, care a însemnat pentru artist, nu o canonizare a valorilor sculpturale, ci o forță interioară. Portretul lui Lev Tolstoi denotă o vigoare a construcției impresionantă, similar relevată și de portretul lui Ion Brezeanu. Cele două lucrări sunt poate cele mai remarcabile realizări ale sale în domeniul portretisticii.

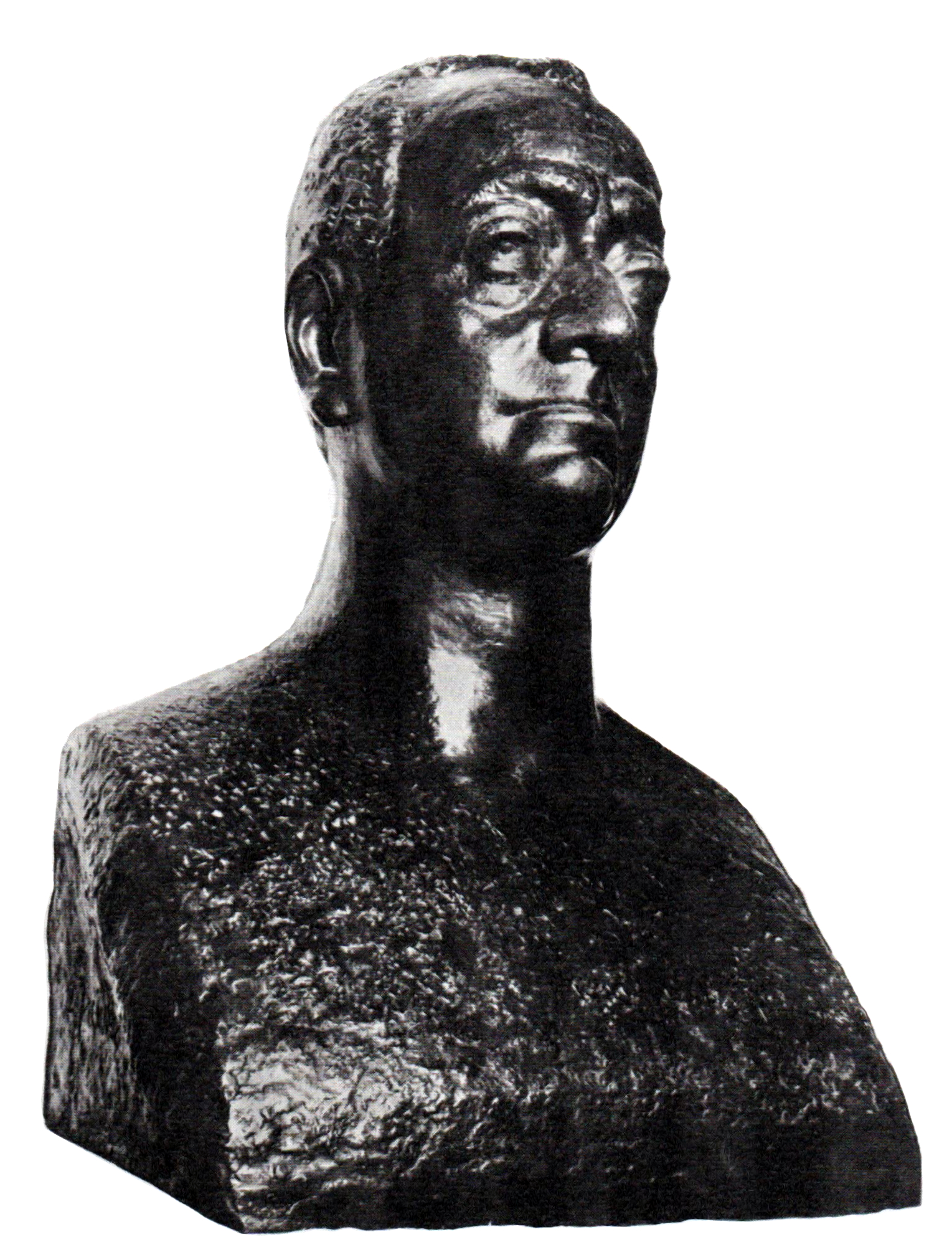
Constantin Nottara
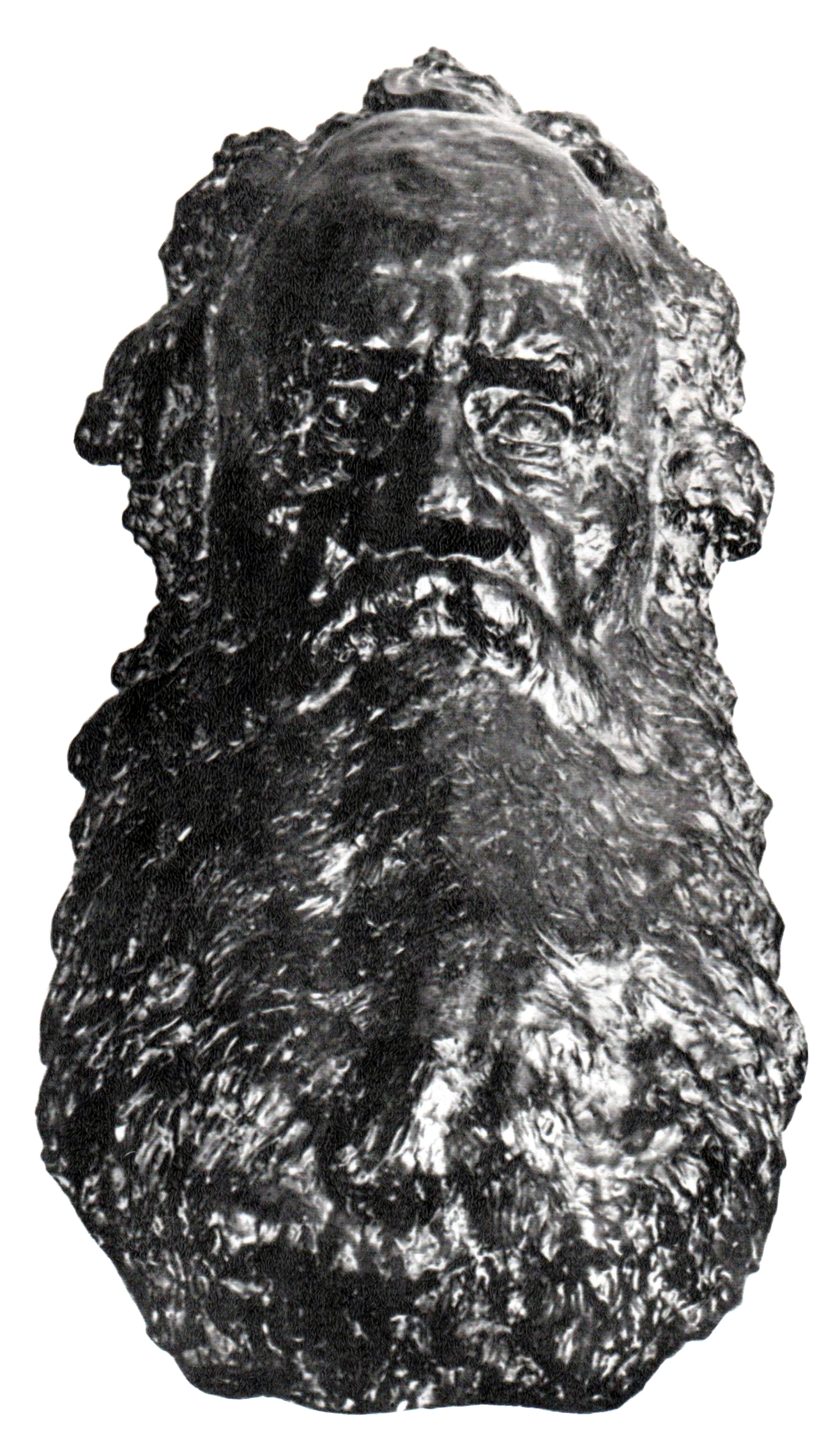
Lev Tolstoi
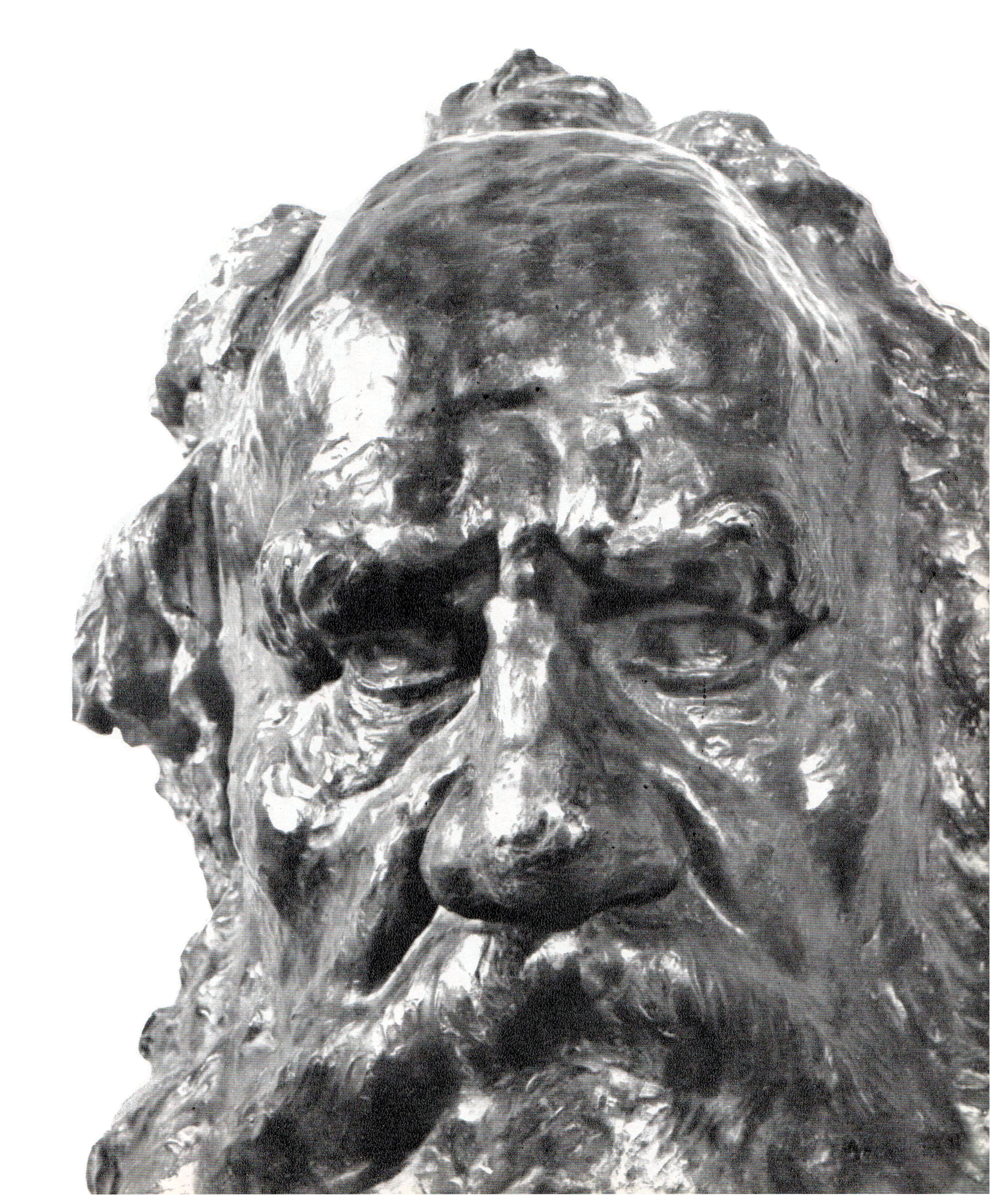
Lev Tolstoi (detaliu)
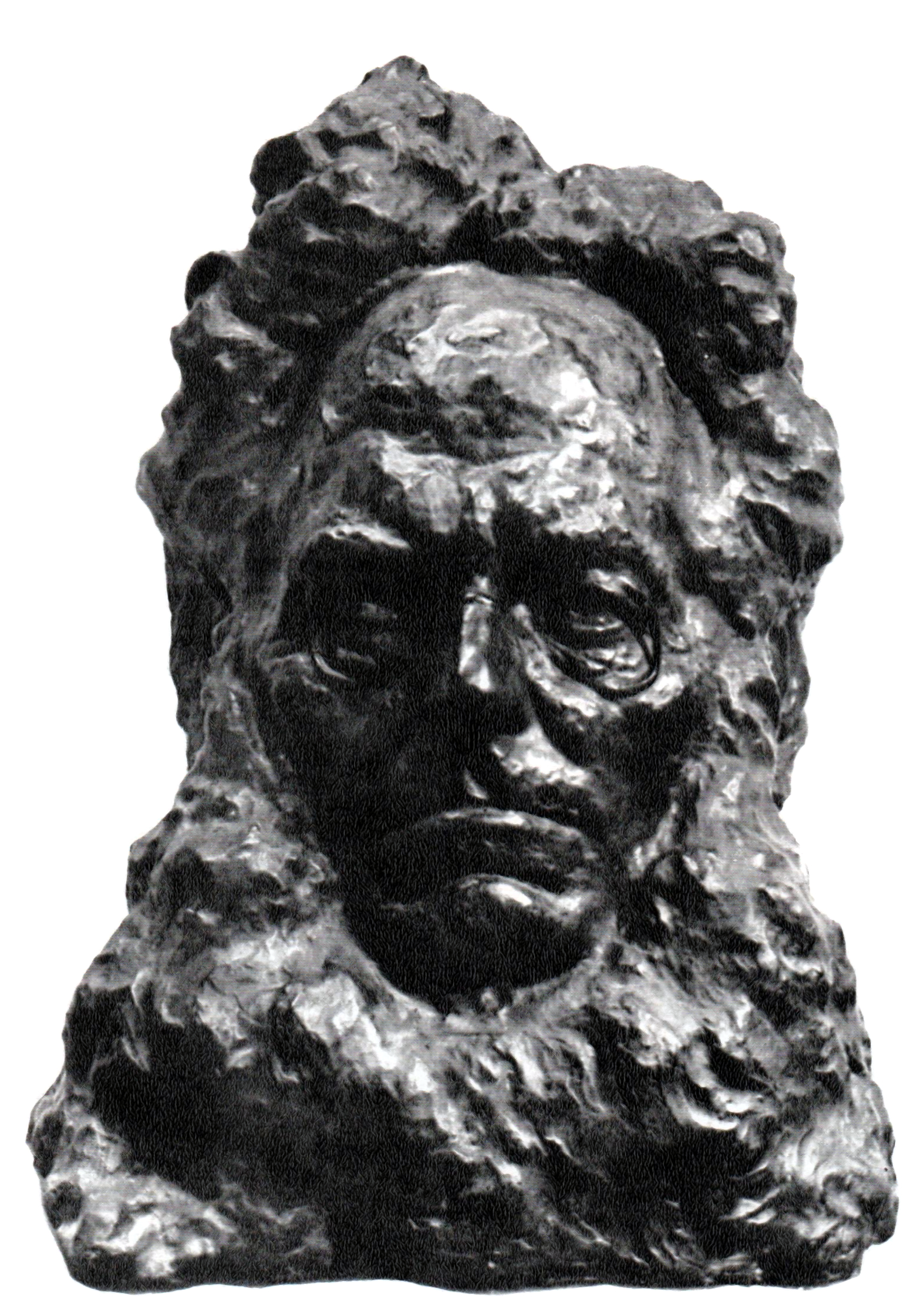
Henrik Ibsen
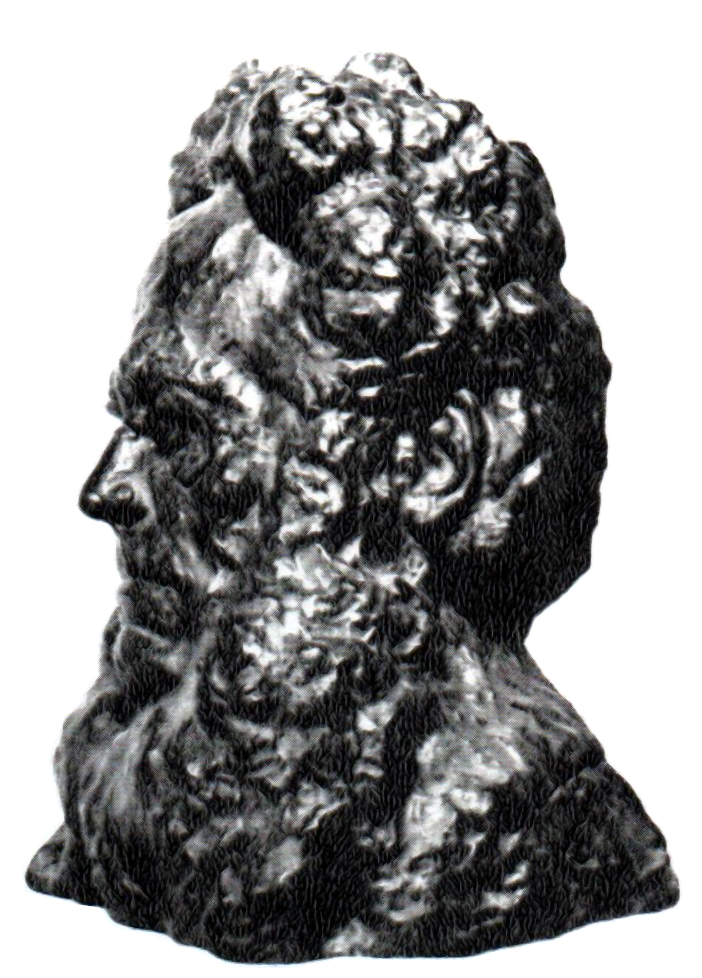
Henrik Ibsen
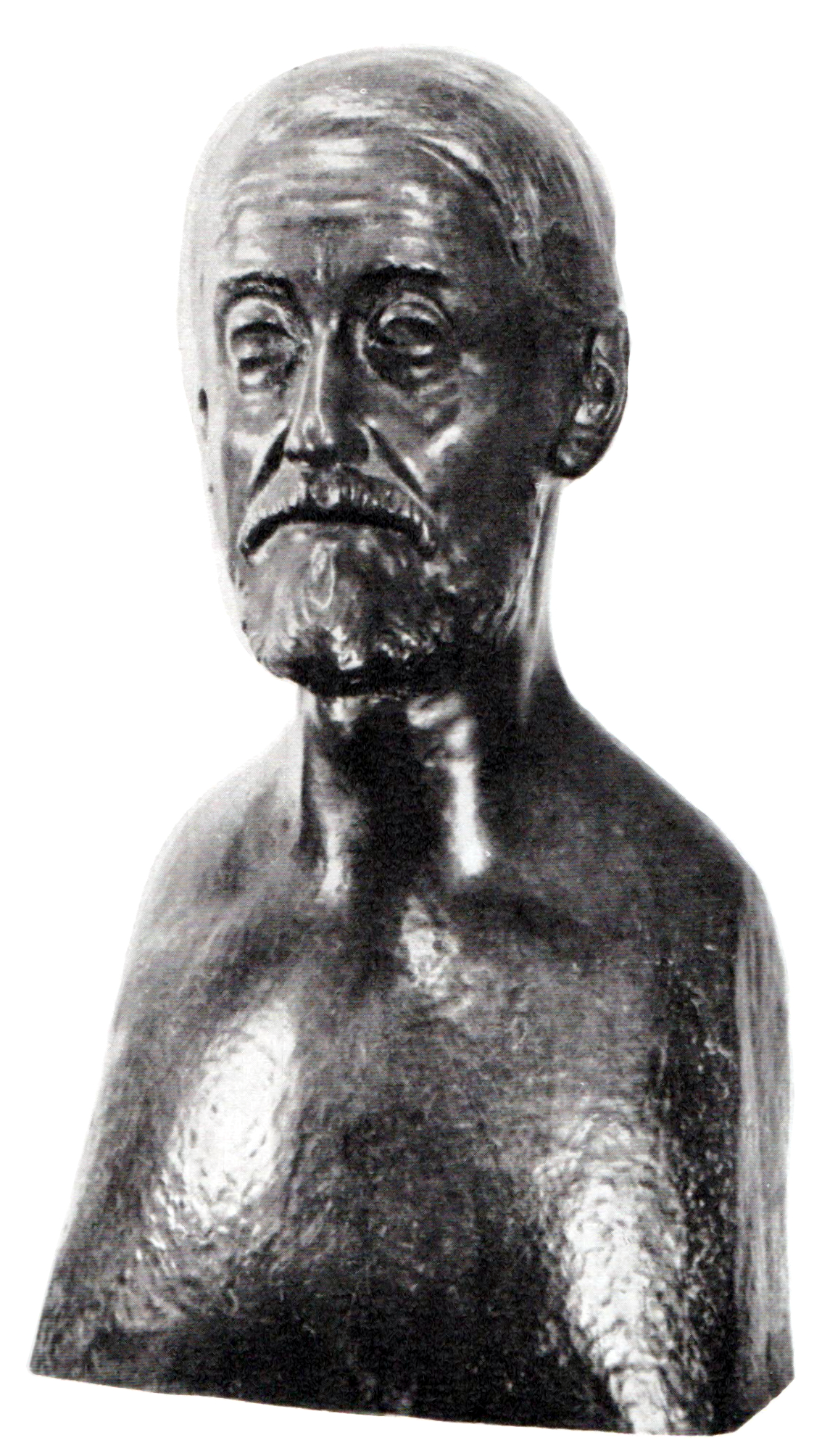
Fr. Lebrun[C]
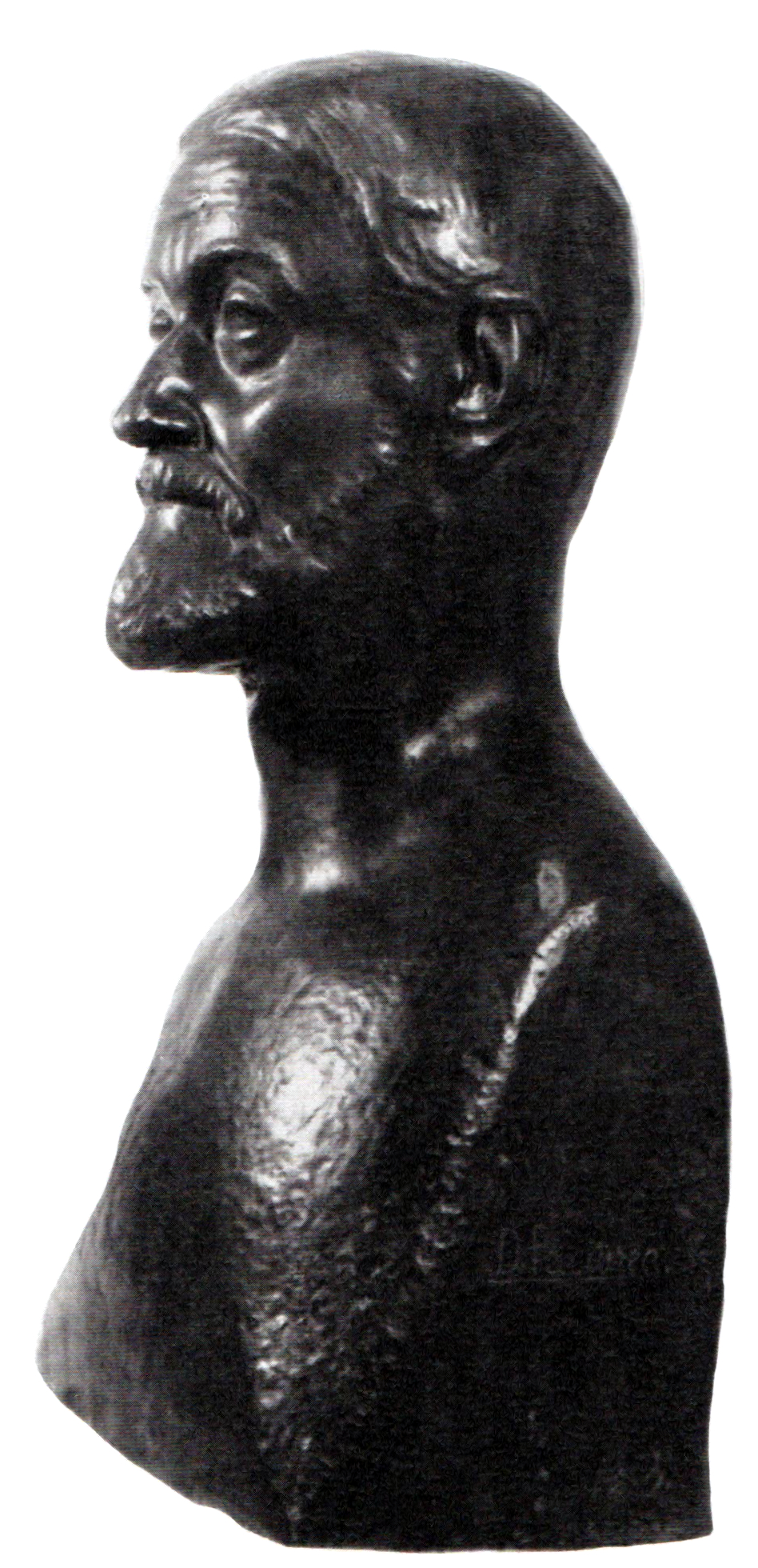
Fr. Lebrun

În timpul vieții sale, Dimitrie Paciurea a pus bazele unui gen portretistic care punea accentul pe reliefarea valorilor intelectuale ale spiritului uman, folosindu-se de un limbaj care trece de la o analiză epică a gestului și mimicii, la o sintetizare a conținutului afectiv exprimat într-o formă monumentală. Aproape toți elevii lui de la Școala de Belle-arte din București i-au urmat exemplul, Gheorghe Anghel, Cornel Medrea și Ion Jalea fiind cei mai remarcabili portretiști ai generației următoare. Aceștia au reținut din sculptura lui Paciurea lecția personalității creatoare dăruite omului, a glorificării lui și a marilor aspirații umane, calități ale Renașterii pe care Paciurea le-a adus în contemporaneitatea de atunci a plasticii românești, țel spre care au aspirat mai toți artiștii români ai secolului al XX-lea.
- Dimitrie Paciurea - Sculptură reprezentativă - Cap de expresie/Studiu, bronz, de la Muzeul Național de Artă al României (1966)

"Dimitrie
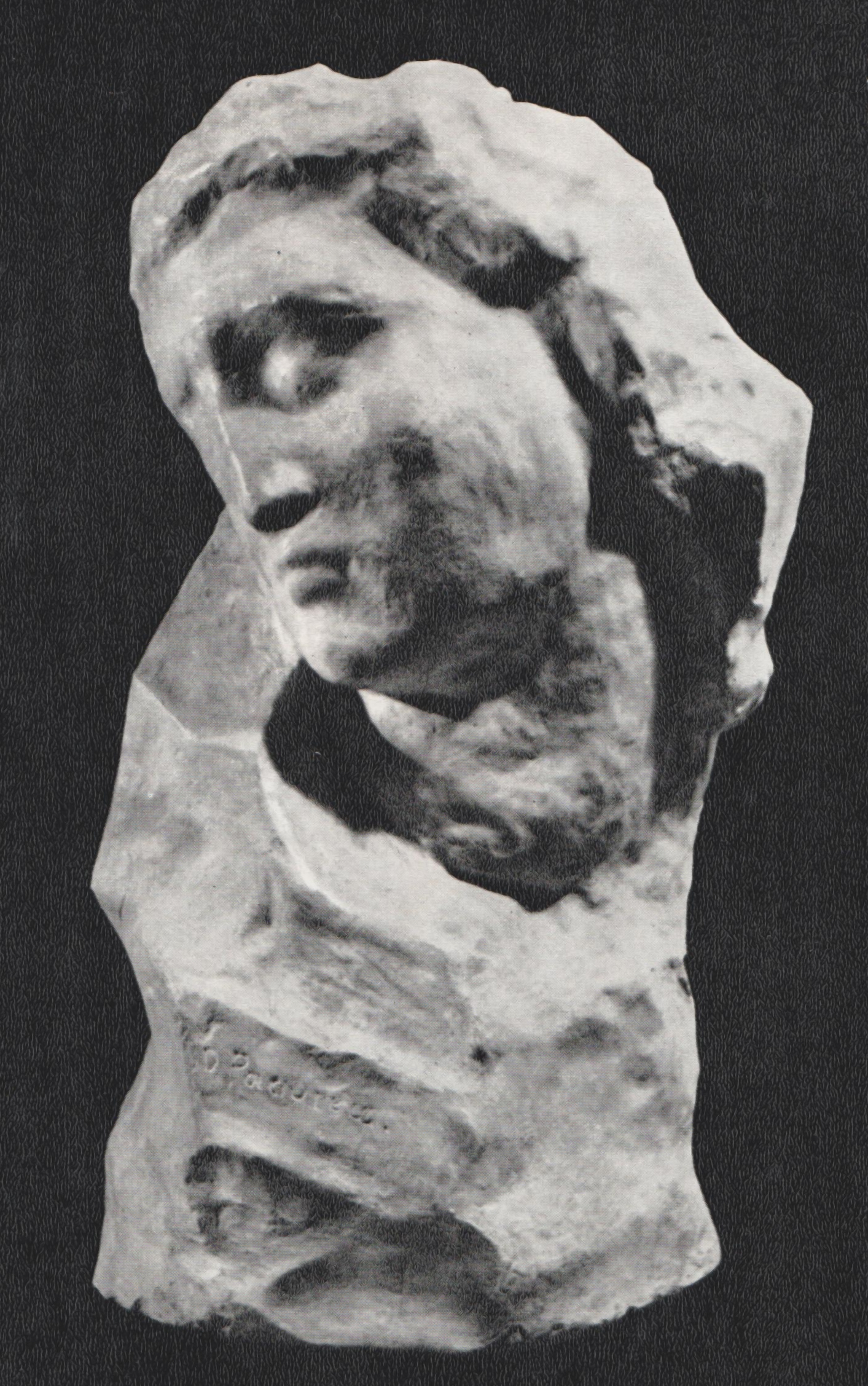
original (gips 1912)
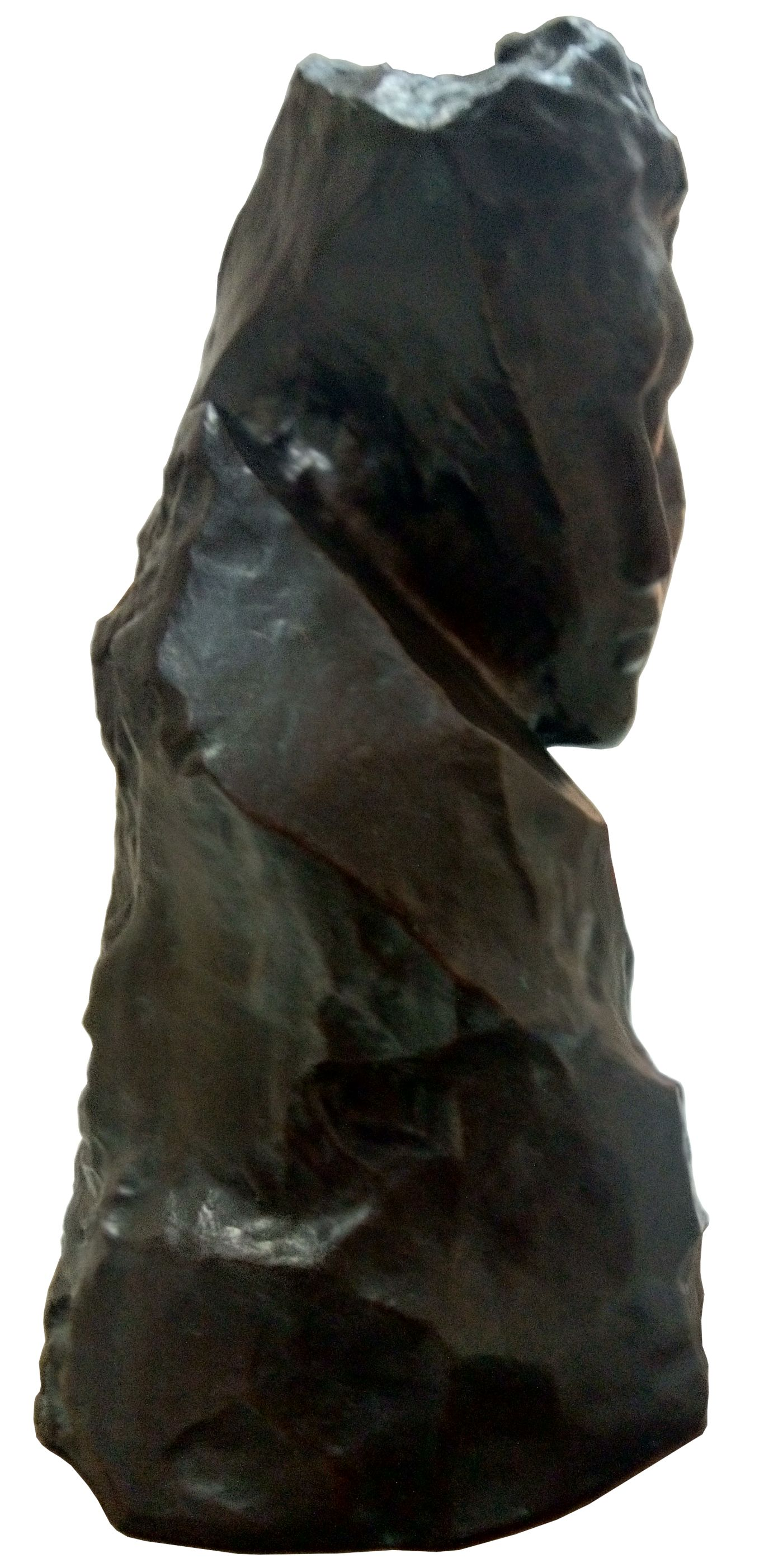
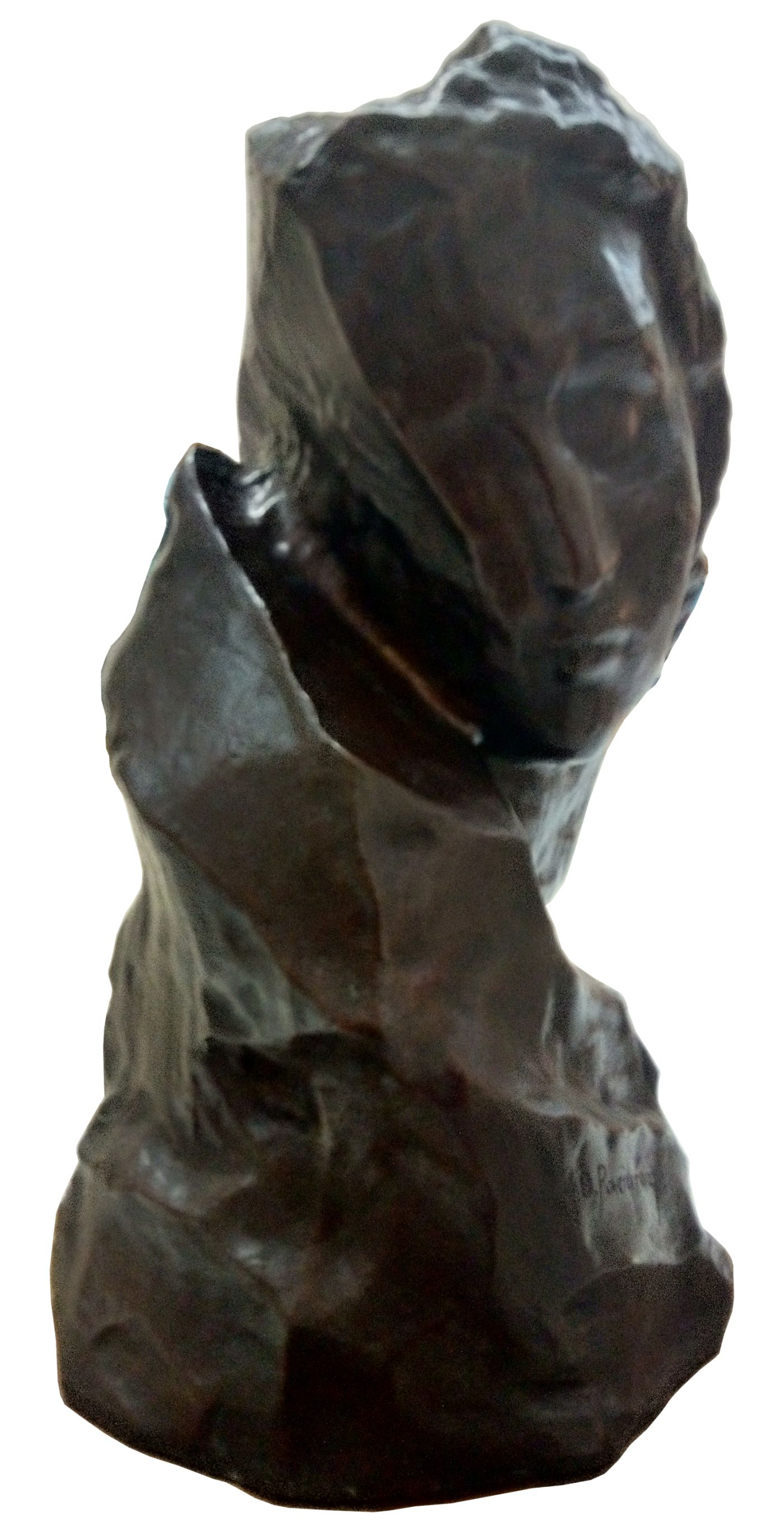
(bronz 1966)
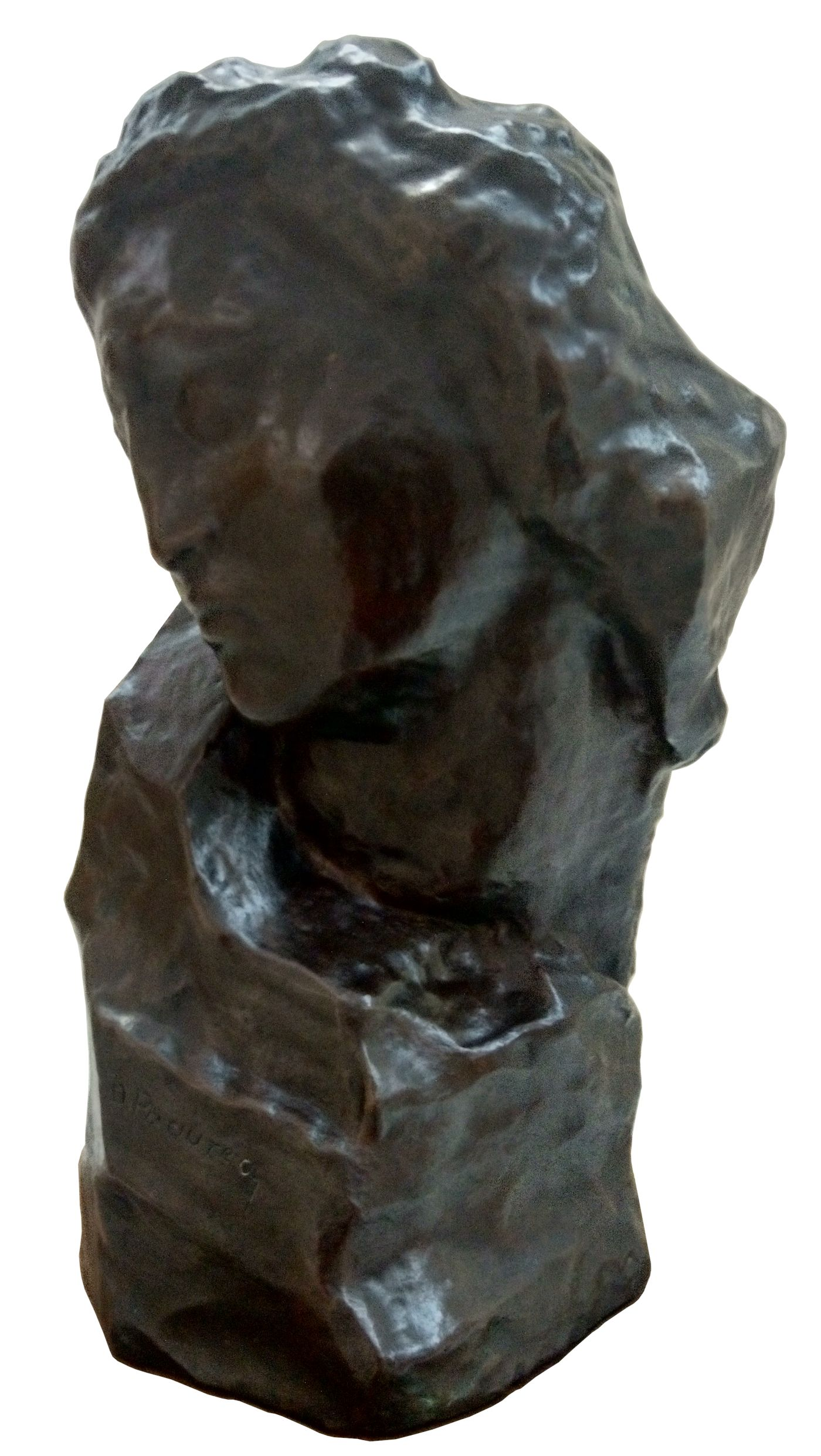
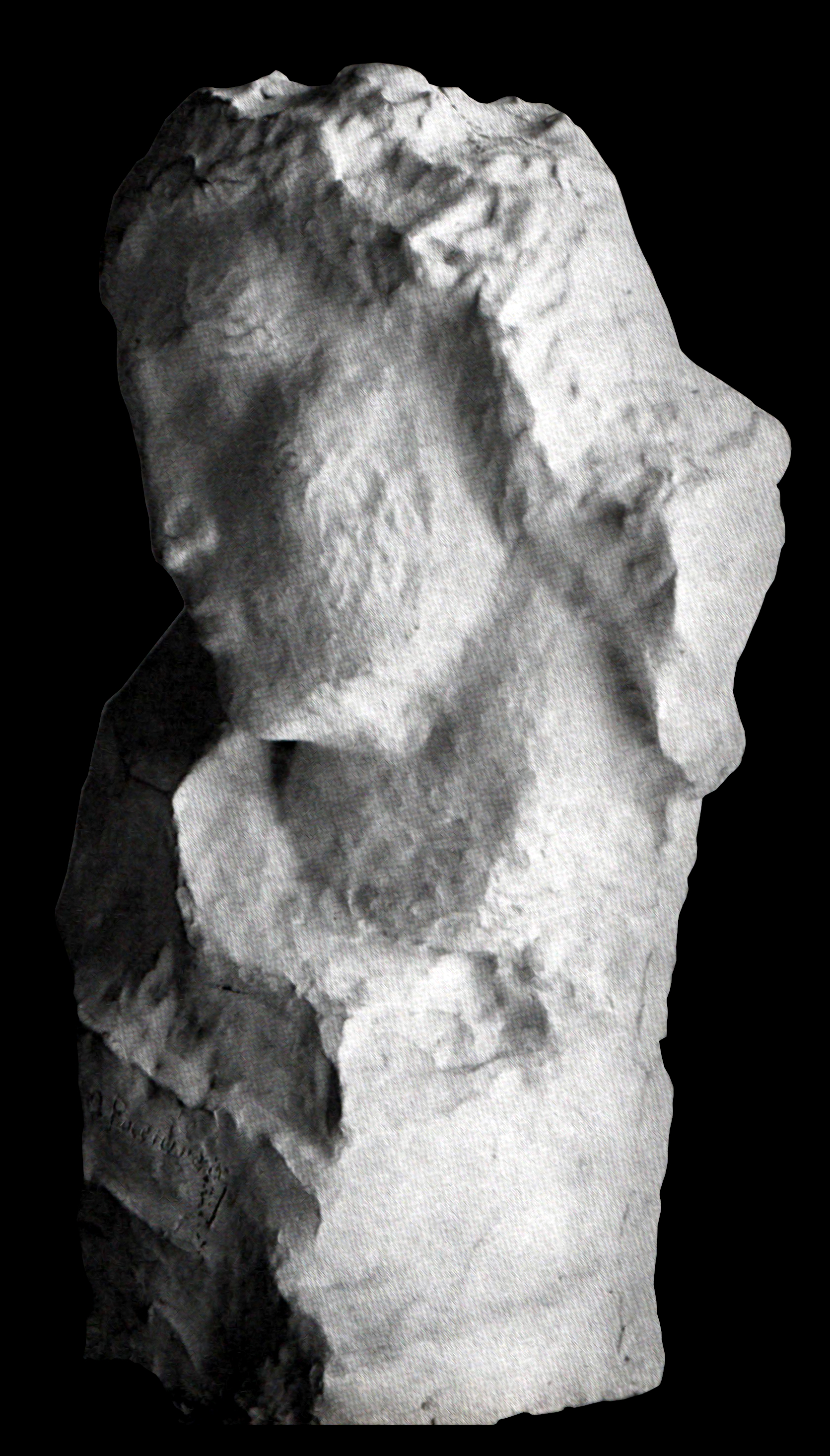
original (gips 1912)

Portretistica a fost un gen preferat de Paciurea. Portretele pe care le-a realizat mai ales în perioada 1906-1907 au fost caracterizate de o profunzime a analizei psihologice, precum și de o lipsă de convenționalism. Critica de artă a timpului a remarcat nu numai capacitatea sculptorului de analiză, dar și modelajul pasional pe care l-a preluat de la Auguste Rodin. Cu toate că nu a lucrat în atelierul maestrului francez, Paciurea a asimilat principiile acestuia - modelajul spontan și cultul fragmentului. Lucrarea Capul de copil și Maternitate, realizate în anul 1907, relevă o emoție inefabilă și o tandrețe și duioșie sinceră. Criticul de artă Ioana Vlasiu, a precizat că execuția portretelor denotă și o implicare afectivă a artistului care poate fi explicată prin numeroasele portrete pe care acesta le-a făcut prietenilor și apropiaților săi - Dimitrie Serafim, Carol Ardeleanu, Gheorghe Petrașcu, fratelui Vasile Paciurea, Mioarei Teișanu etc. Vlasiu a mai amintit că prin comparație cu lucrările pe care a vrut să le realizeze, comenzile clientelei sau cele ale oficialității au fost mult mai rare. Exceptând portretul lui Beethoven (1913) și cel al lui Ștefan Luchian (1908), trebuie amintit portretul prietenului său, poetul Alexandru Obedenaru (1909), care este remarcabil prin tehnica impresionistă de sorginte rodiniană. În realizarea acestuia se remarcă un modelaj nervos care a lăsat formelor și liniei o voită lipsă de precizie, capul poetului țâșnind pur și simplu dintr-o masă informă. Capul a fost modelat printr-o multitudine de planuri, similar lucrărilor Luchian și Beethoven.

### Himere și zeități
„... În opera lui Paciurea, frumosul nu are numai acel sens ideal de perfecțiune a formei; el se referă la bogăția de idei cu care poate să fie investită o operă de artă. Himerele sale exprimă idei filozofice și invită la cugetare. Ar fi desigur inexact să păstrăm numai afirmația că artistul se preocupa doar de exprimarea plastică a ideilor... Apariția himerei ca limbaj de exprimare artistică poate să se piardă în mitologia îndepărtată a istoriei omenirii, dar reactualizarea și investirea ei cu semnificațiile ideatice ale omului epocii moderne este contribuția originală a lui Paciurea la dezvoltarea sculpturii românești. Cunoscând esența idealurilor clasicismului, romantismului, impresionismului, Paciurea depășește scala de sensibilitate a acestor curente. El adaugă artei românești sensurile unui intelectualism înalt și creator, care nu este numai raționalist, ci și imaginativ... Alături de Brâncuși, Paciurea este sculptorul român, creator de înalt prestigiu, care depășește mediul și mentalitatea epocii, deschizând artei noastre nenumărate căi de dezvoltare.”
----- Petre Oprea și Paula Constantinescu: Catalogul Dimitrie Paciurea, pag. 42-43
Dimitrie Paciurea  și-a concretizat calitățile plastice în creațiile alegorice începând din anul 1903 când a participat la realizarea primului monument de for public, respectiv Monumentul ing. G. Duca, urmat de Frontonul Muzeului Antipa și de grupul statuar din Parcul Carol I din București, intitulat Grota fermecată. Chiar artistul a afirmat că „... cea mai palpabilă și cea mai apropiată de realitatea formelor, spre deosebire de pictură, care împreună cu culoarea poate da iluzia acestor forme”, este sculptura. Această ramură a artelor este cea care i-a oferit modalitatea de a-și proiecta reflexiile personale, întruchipând natura și sentimentele omenești.

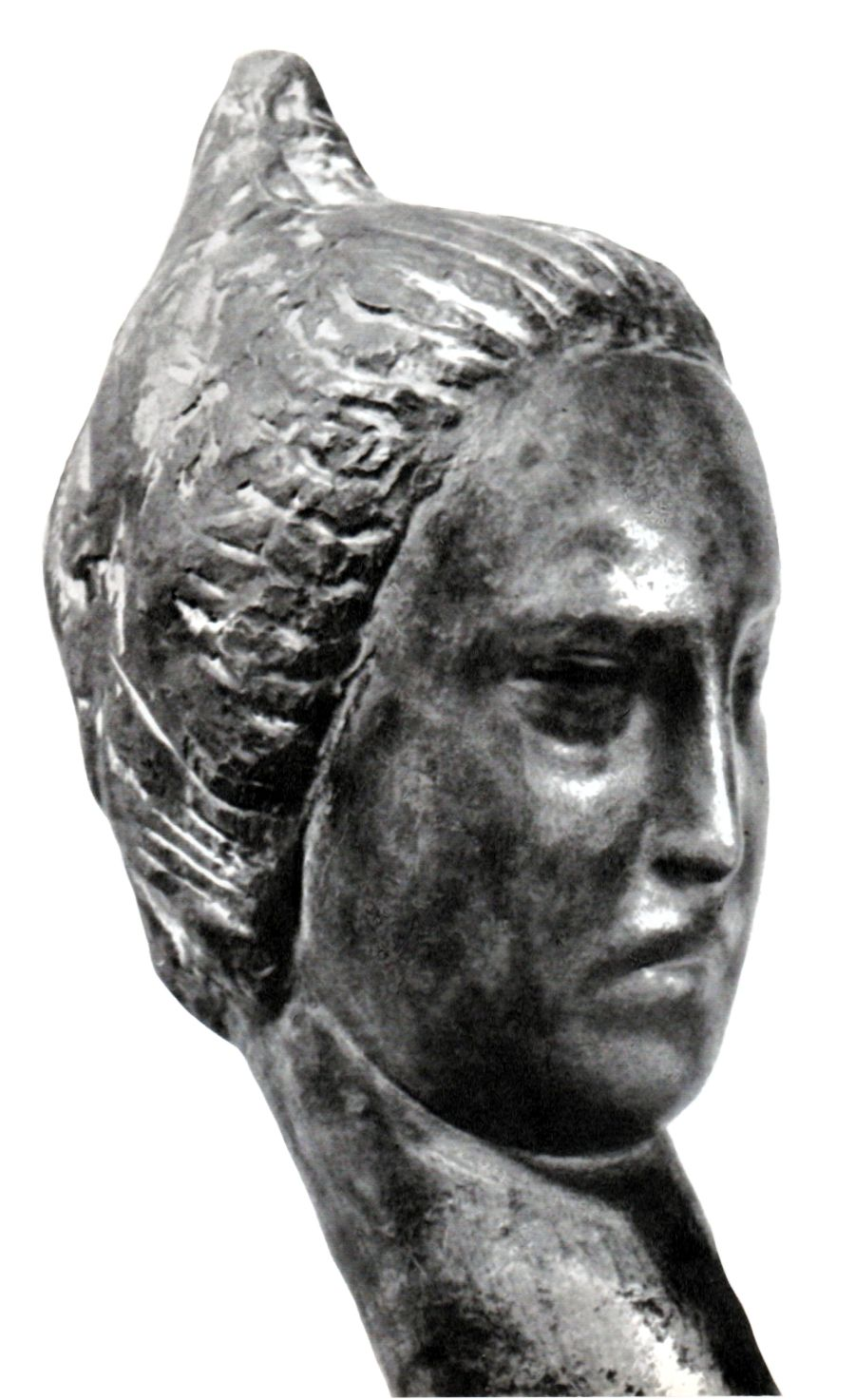
Himera văzduhului
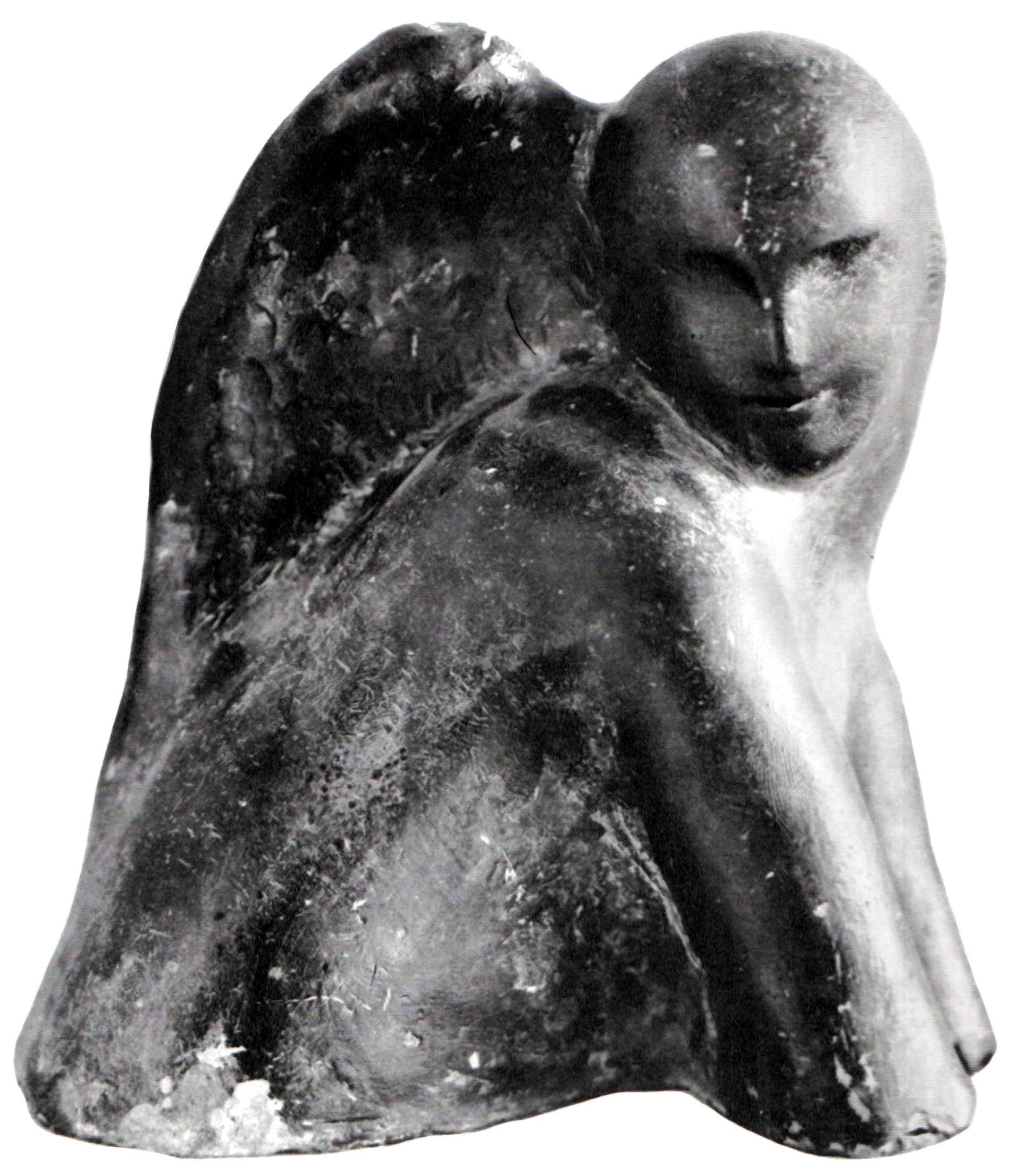
Himera înaripată
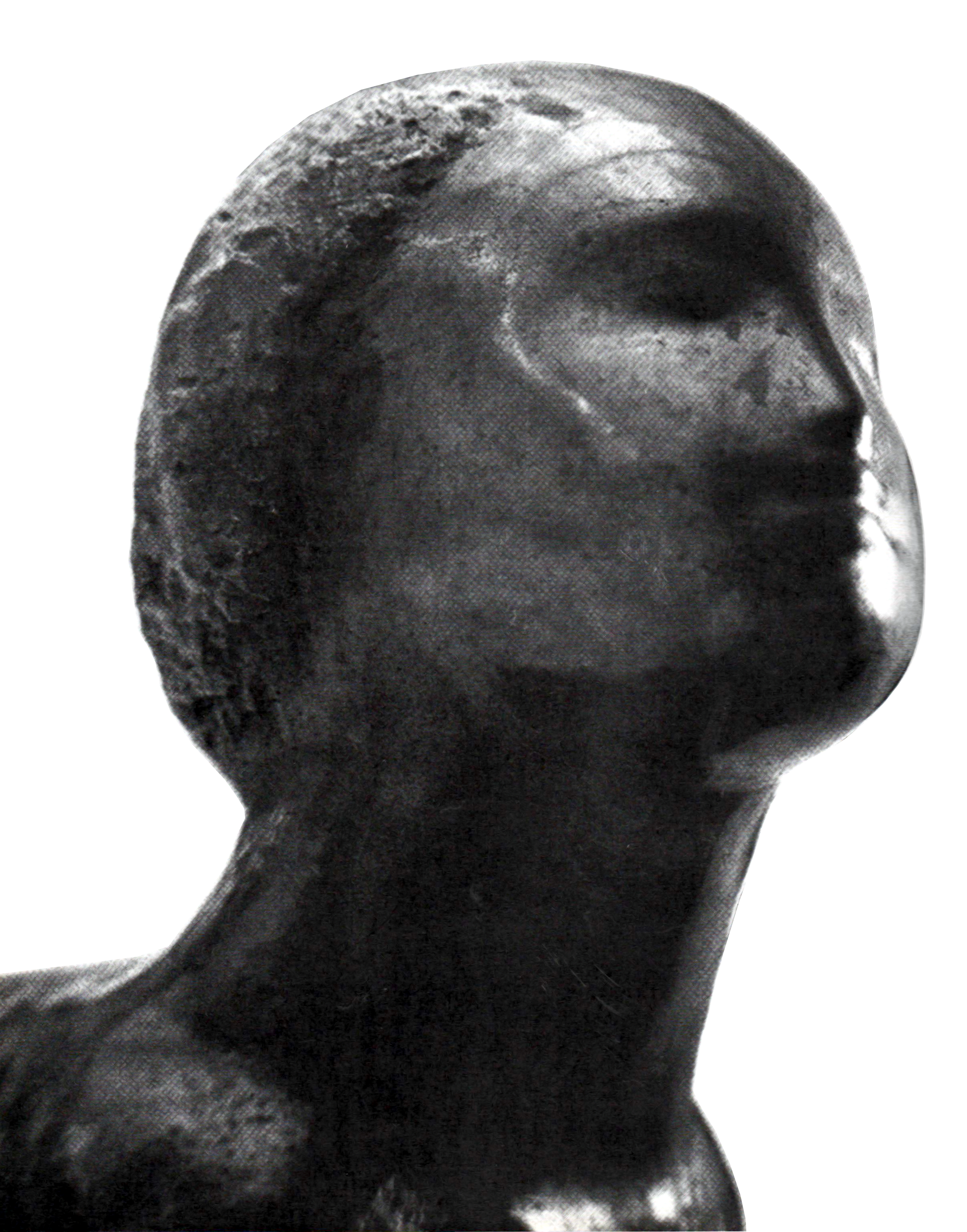
Himera pământului
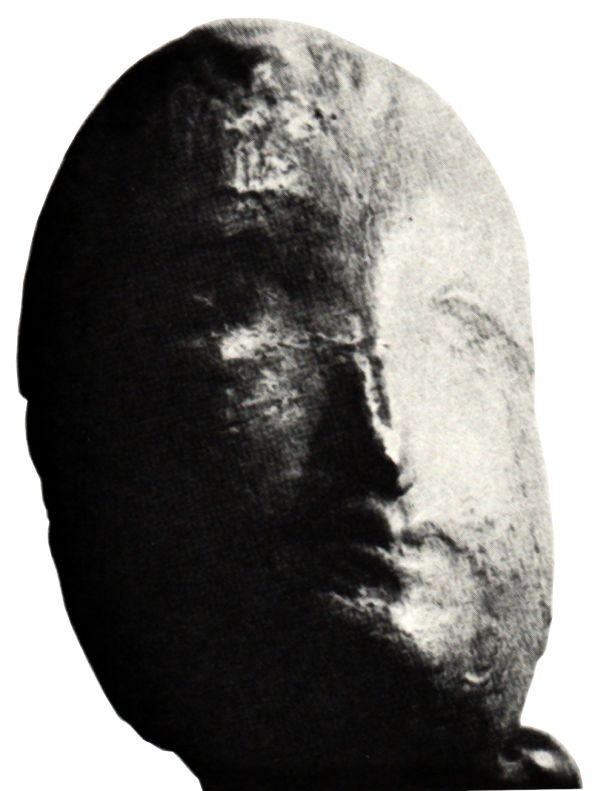
Himeră (Mască)
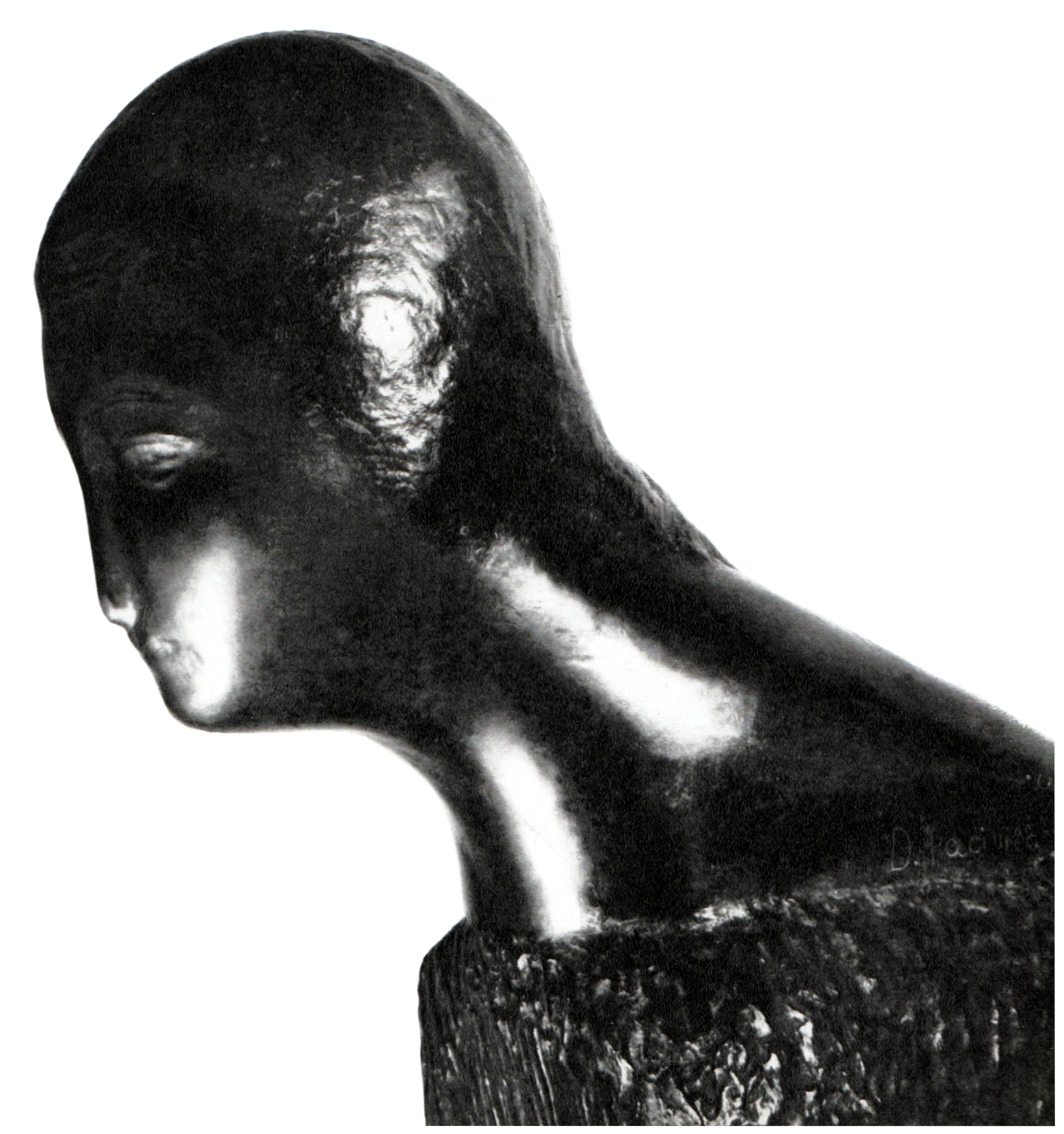
Himera apei
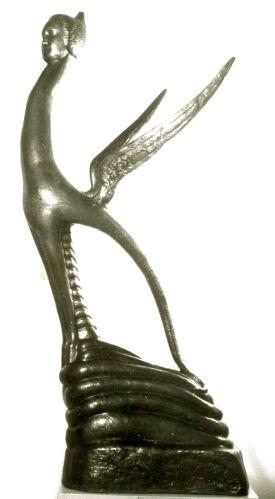
Himera văzduhului

Începând cu cel de al doilea deceniu al secolului al XX-lea, sculptorul român a eliberat alegoria, cunoscută îndeobște ca reprezentare după canoanele clasiciste, alcătuindu-și un limbaj propriu caracterizat de o puternică forță de reflexie. Primele lui realizări care argumentează calea pe care a urmat-o în arta plastică din România au fost lucrările Zeul războiului și Sfinxul. Acestea s-au constituit ca puncte de plecare pentru ce a urmat. După Primul Război Mondial, Paciurea și-a găsit însemnul cel mai adecvat exprimării sale artistice, himera. Petre Oprea a opinat că procesul lui de elaborare a himerei a fost pornit cu mult înainte de acest moment și anume, atunci când Paciurea își definise propriul crez despre menirea și rolul artei, declarând că „... tot ce este interesant pentru noi în natură poate fi frumos ajungând până la sublim. Arta dar, trebuie să producă frumosul, sublimul din natură.” Artistul considera că datoria sa este ca natura pe care o percepea cu eul său, care poate fi și tristă și urâtă, interesantă, dureroasă sau sublimă, să găsească frumosul și „... să-l realizeze prin anumite situații de forme întrevăzute de el [artistul, n.n.], ce posedă simțul perfect al armoniei acestor forme.” Meditând la astfel de concepte, după câțiva ani, Paciurea a afirmat într-un interviu că simbolul este forma cea mai nobilă cu care un artist se poate exprima. Pe fond, cam aceasta era estetica ce a stat la baza plăsmuirii himerelor sale. Ca urmare a studierii operei sale și a puținelor mențiuni documentare pe care le-au găsit, istoricii de artă au încercat și au și reușit să acrediteze o opinie directoare asupra genezei himerelor.
Oscar Han a afirmat că himerele lui Dimitrie Paciurea sunt o rezultantă a unui „... joc al sufletului care nu se mai poate rezema pe nimic în jurul său.” Desigur, a precizat Petre Oprea, ele au fost datorate unor stări de introspecție, însă climatul care le-a generat nu se exteriorizează în mod haotic, ci dimpotrivă, au fost elaborate având la bază o realitate exterioară care a fost supusă unor legi de organizare a gândirii și deci, a metodei. Astfel, Himera nopții, Himera pământului, Himera văzduhului și Himera apei, care au fost create în perioada anilor 1922 - 1928, sunt reprezentări care sunt tributare încă, materialismului de tip mecanicist, cu origini fixate în antichitate, el punând la baza vieții și lumii: pământul, aerul și apa. Există posibilitatea ca muza sculptorului să fi fuzionat cu impresiile latente pe care le avea în conexiune cu lumea basmelor, unde se știe că se manifestă o personificare a forțelor naturii.
- Dimitrie Paciurea - Sculptură reprezentativă - Himera nopții, bronz, de la Muzeul Național de Artă al României

"Dimitrie
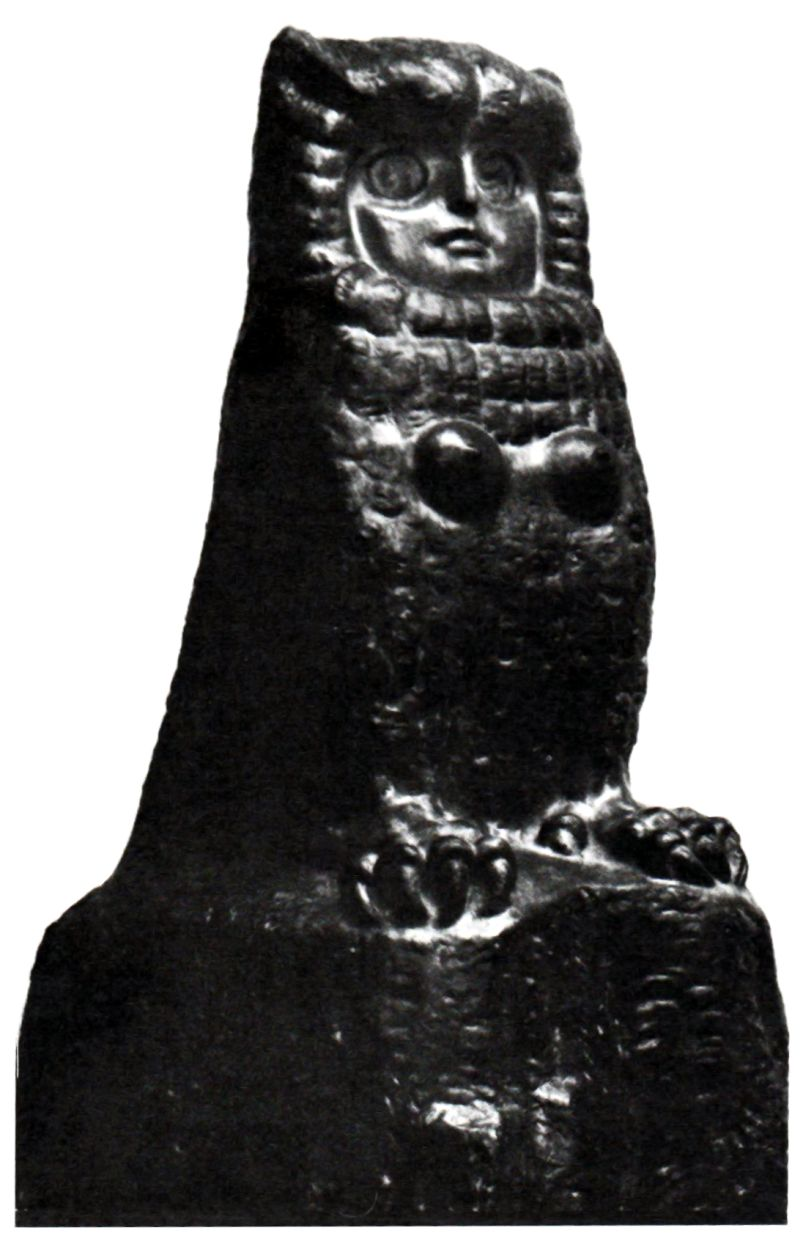
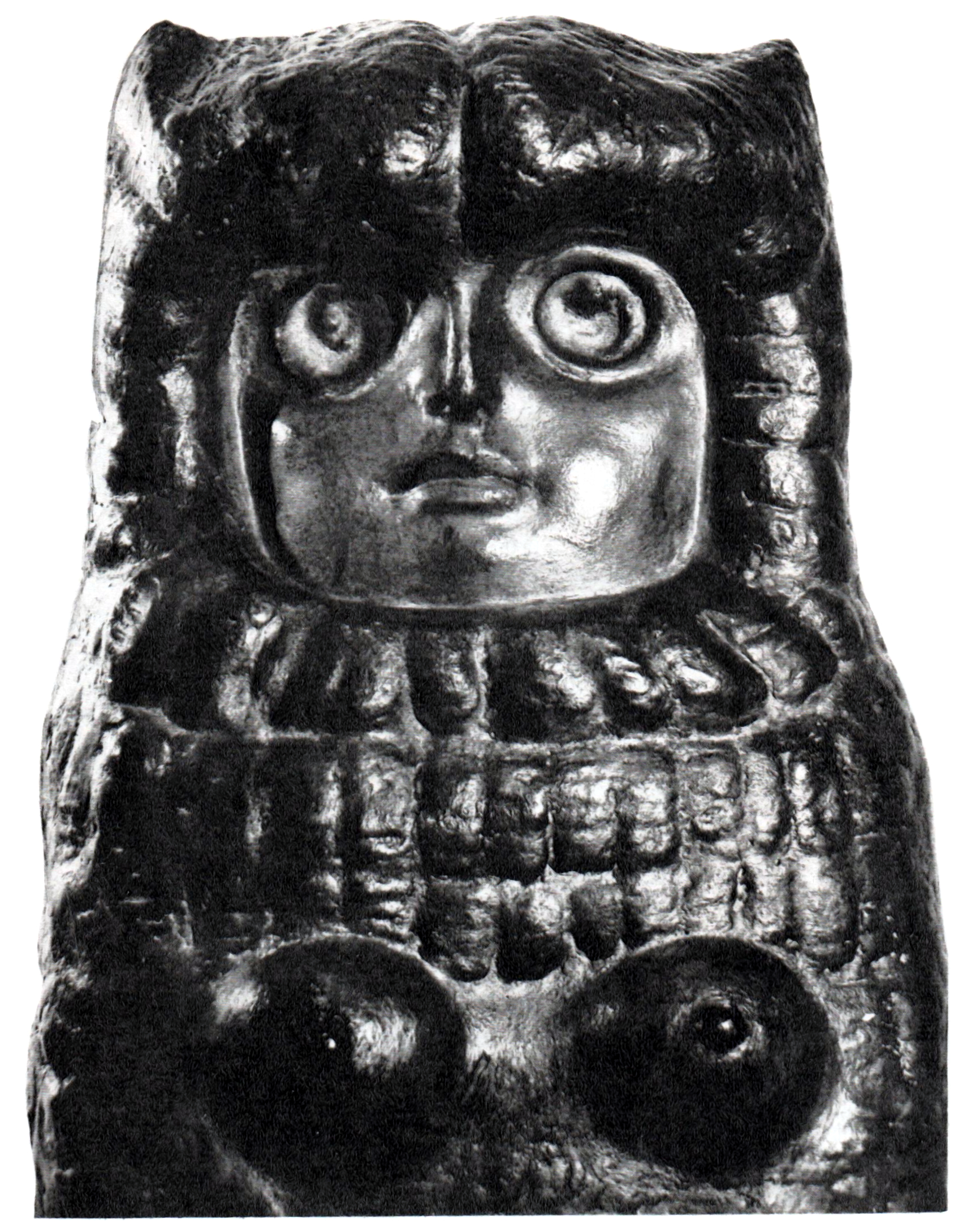
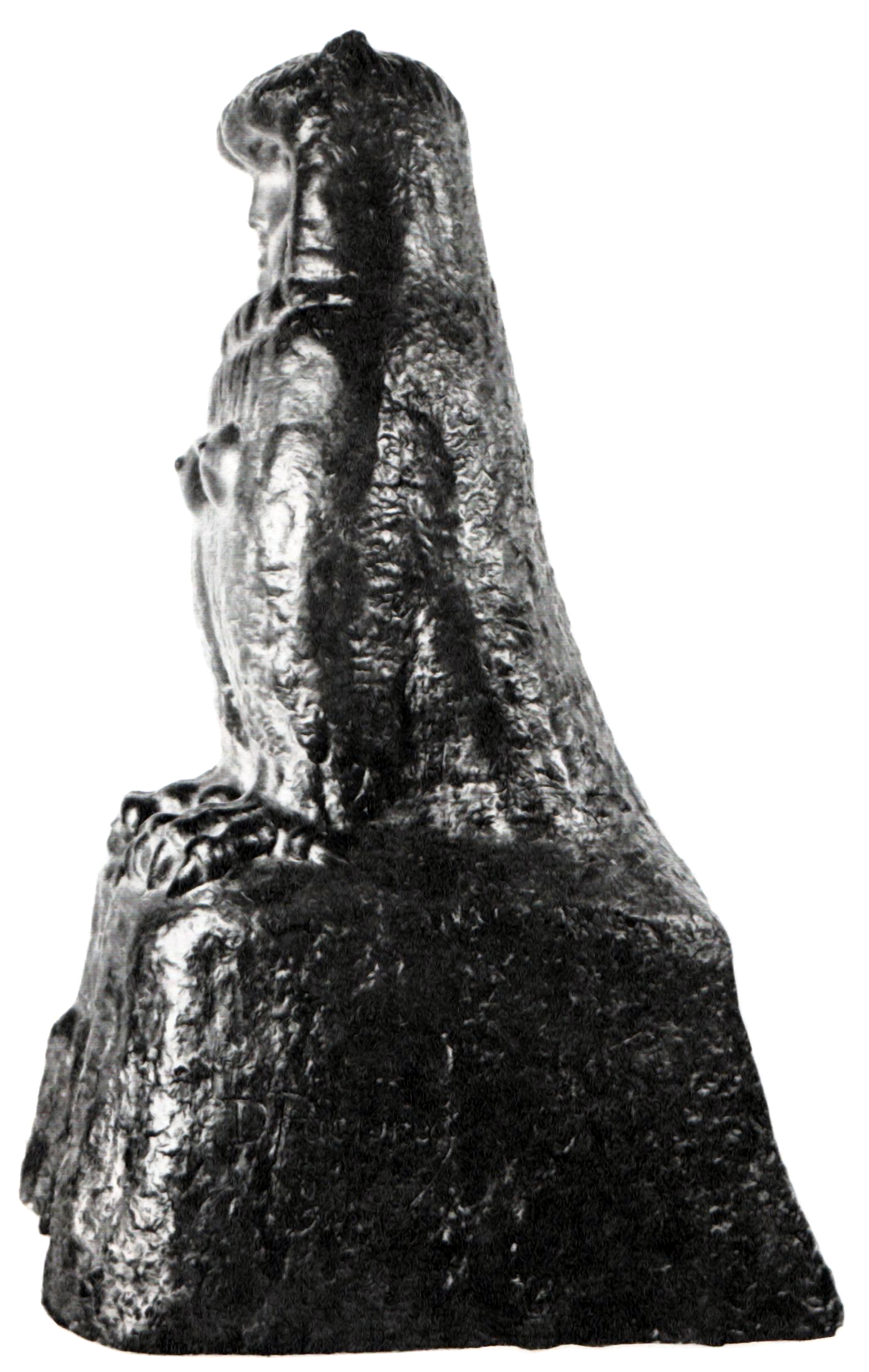
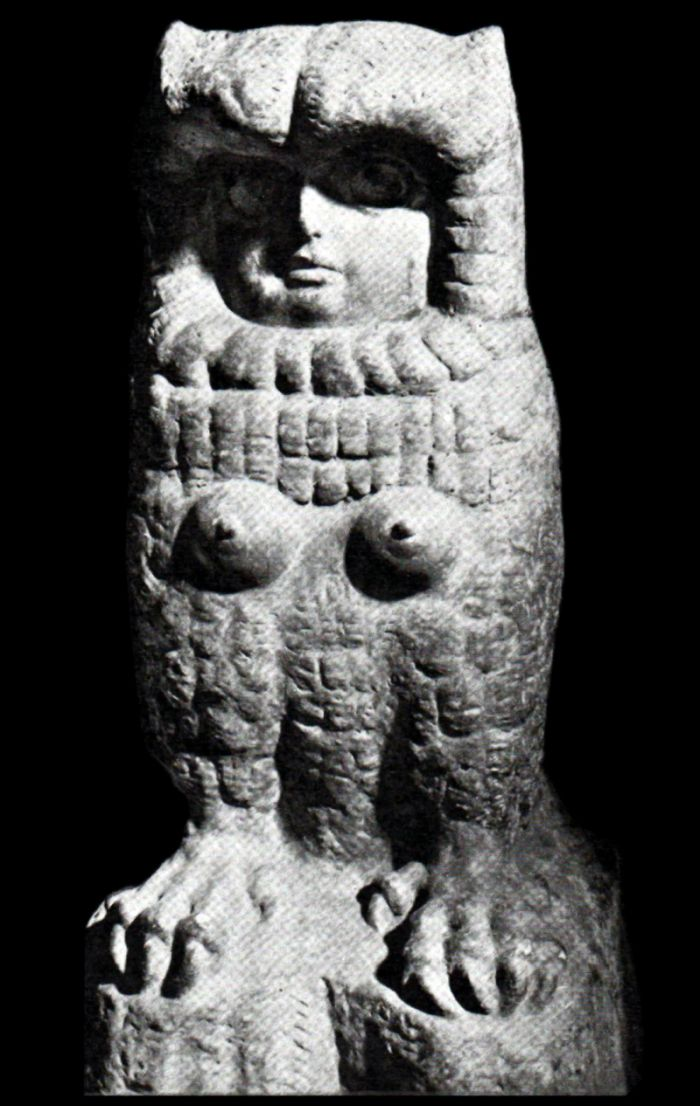

Cu toate că himelerele pe care le-a creat sunt fantastice, ele nu au nimic respingător sau fioros. Dincolo de ciudățenia formelor, care prezintă capete de om îngemănate cu trupuri de reptilă sau aripi de păsări, himerele lui Paciurea sunt calme, liniștite, și par că scrutează abisuri interioare. Ele nu sunt o raritate în tagma artiștilor din toate timpurile. Prin ele, aceștia au vrut întotdeauna să-și depășească condiția umană. Astfel, centaurii din sculptura greacă își relevau forța biologică a existenței. Sculptura asiro-chaldeeană a dat geniile înaripate cu capete de om și trupuri de leu, ele simbolizând spiritele protectoare. În Evul Mediu, au existat viziuni apocaliptice în reprezentările unor artiști ai Renașterii, care au imaginat un univers populat cu fel și fel de fantasme. Mai târziu, secolul al XVIII-lea și al XIX-lea, Goya, rusul Mihail Vrubel sau englezul William Blake, au creat o lume fantasmagorică ce avea chiar și intenții moralizatoare.
- Dimitrie Paciurea - Sculptură reprezentativă - Himera apei, bronz, de la Muzeul Național de Artă al României

"Dimitrie
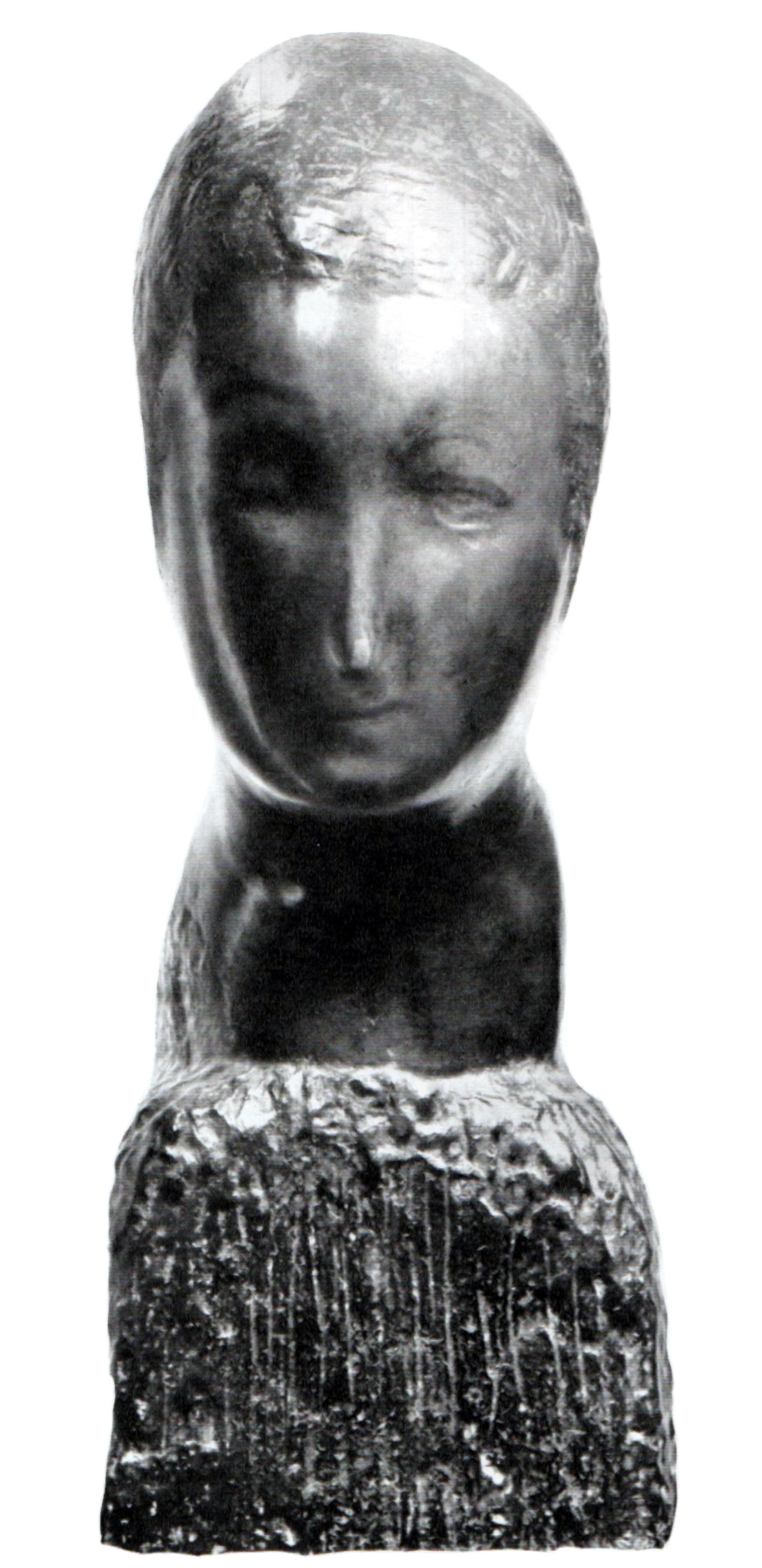
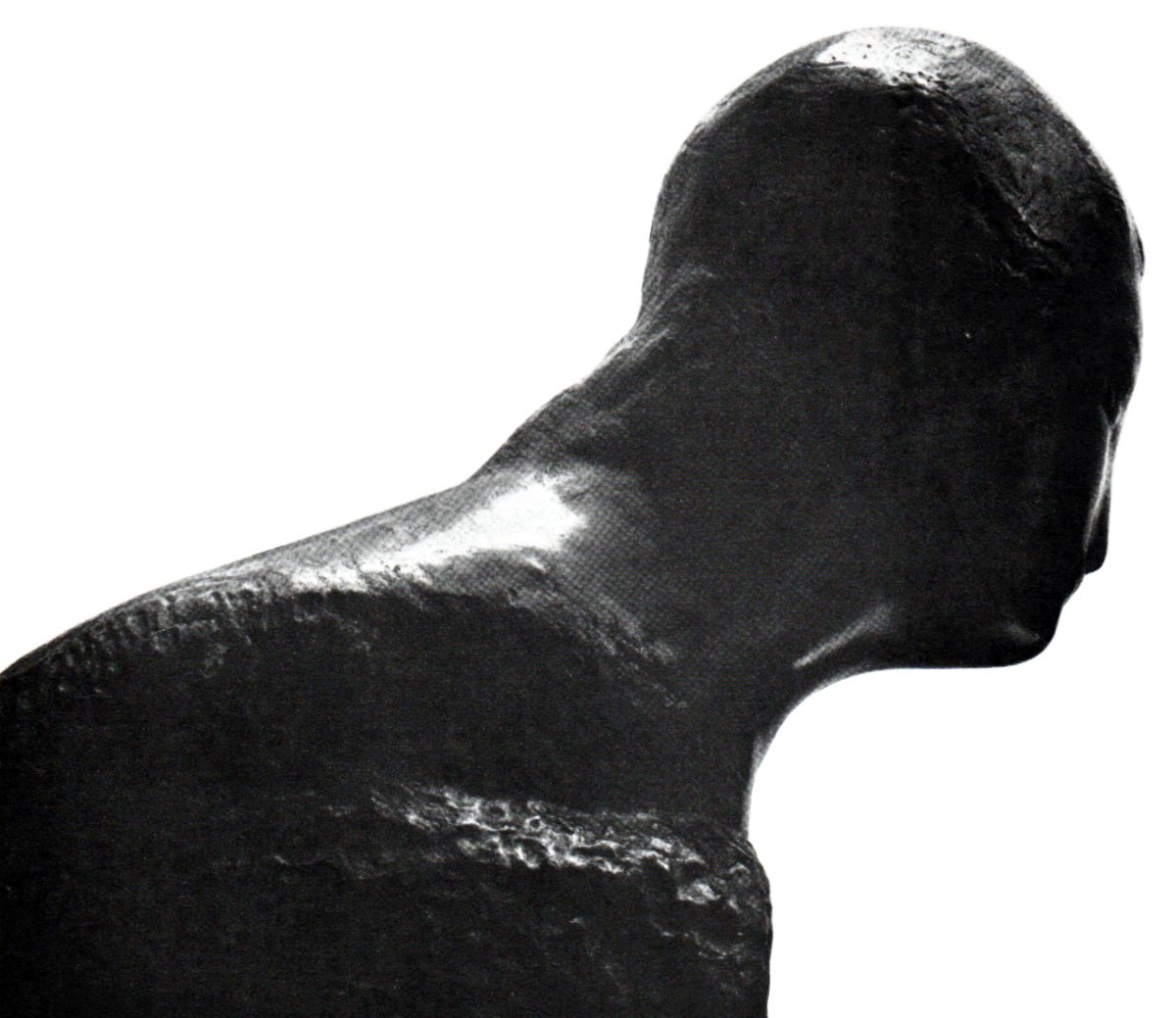
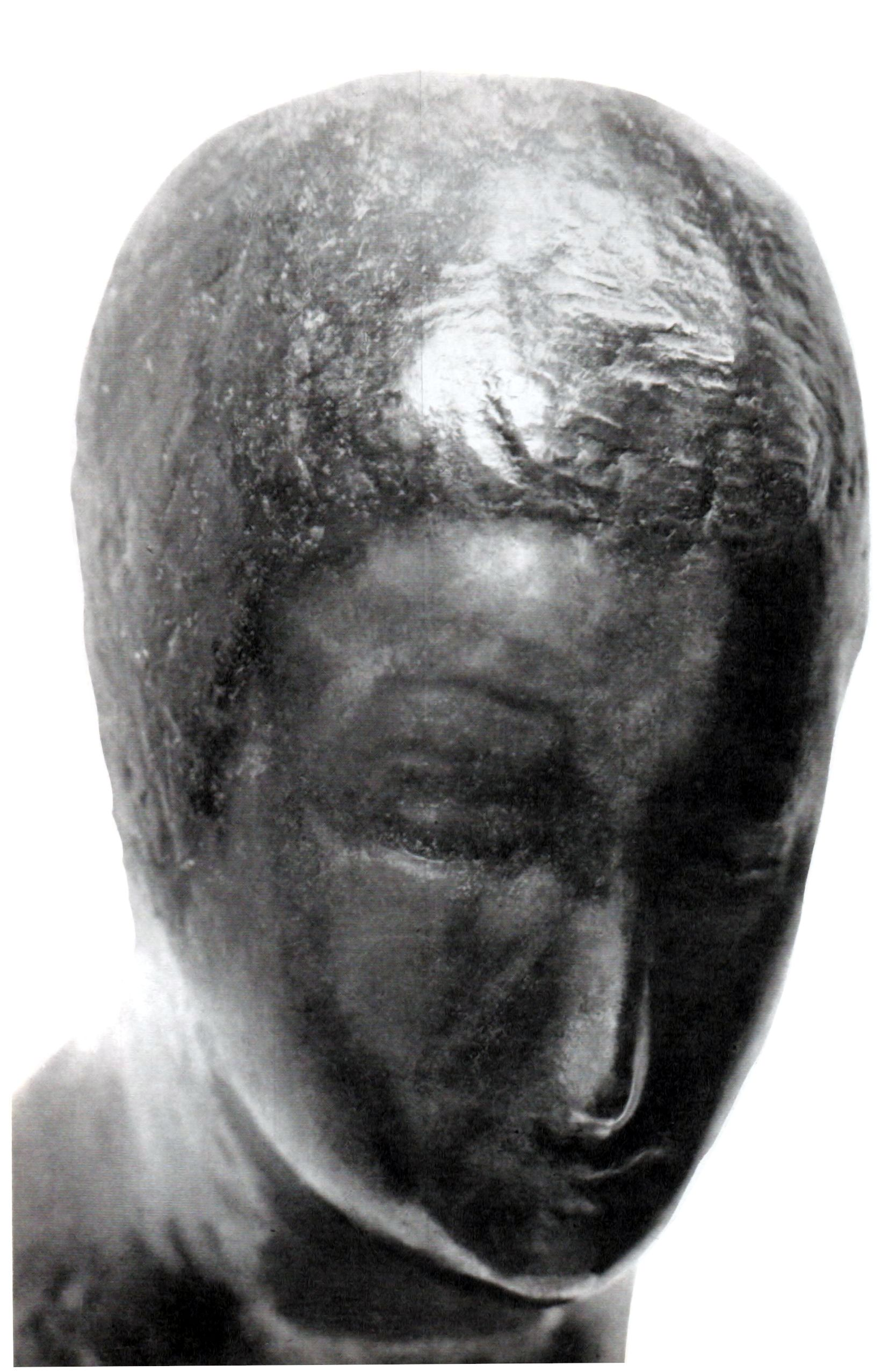
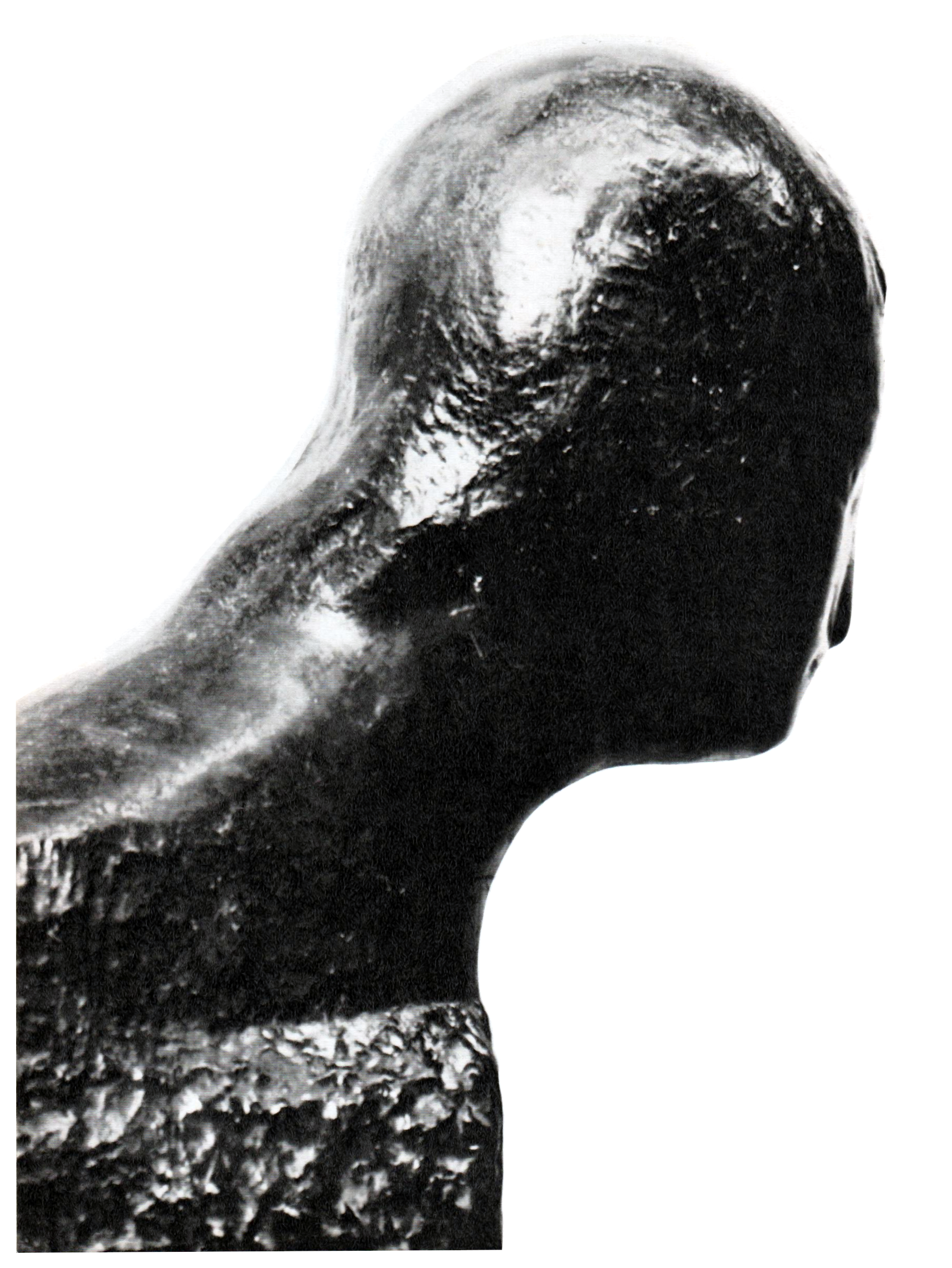
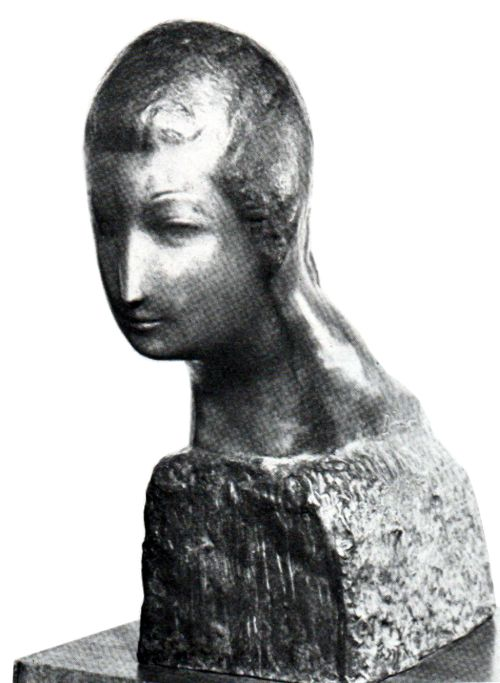
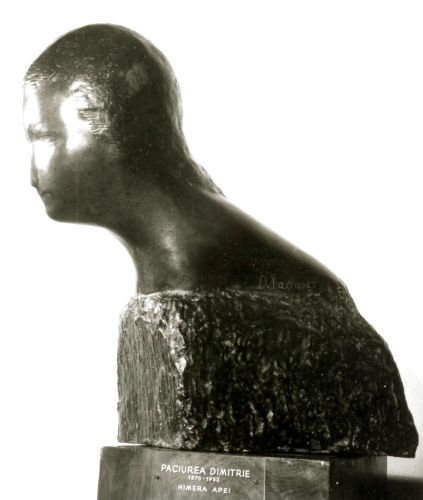
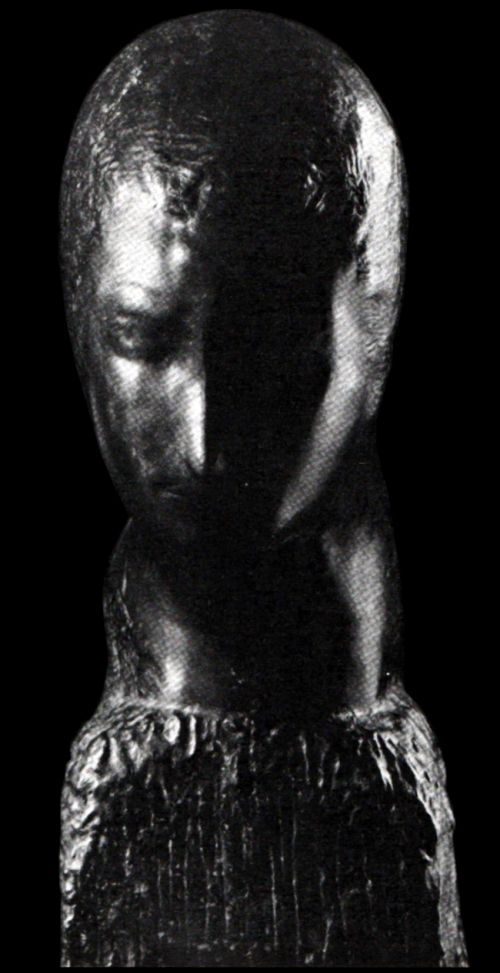

De-a lungul timpului, ca urmare a analizei istoricilor și criticilor de artă, s-au făcut apropieri între curentele simboliste și expresioniste cu himerele lui Paciurea. Artistul nu poate fi asimilat ca un adept convins al acestora, chiar dacă analiștii au făcut unele asocieri ce nu pot fi decât întâmplătoare. După cum sculptorul a gândit forma ca o expresie simbolică a ideilor, pe el nu l-a preocupat o relevare a inconștientului pentru ca rezultatul demersului său să fie considerat ca un mod manifest și metodic al acestor două curente artistice. El nu a pus accentul ca expresioniștii pe izbucnirea forței psihice și nici pe simbolismul ideist, transpus în forme. Himerele lui nu sunt expresia unor nevroze psihice și ele reprezintă mai degrabă elementele primordiale ale vieții.
- Dimitrie Paciurea - Sculptură reprezentativă - Himera, bronz, de la Muzeul Național de Artă al României

"Dimitrie
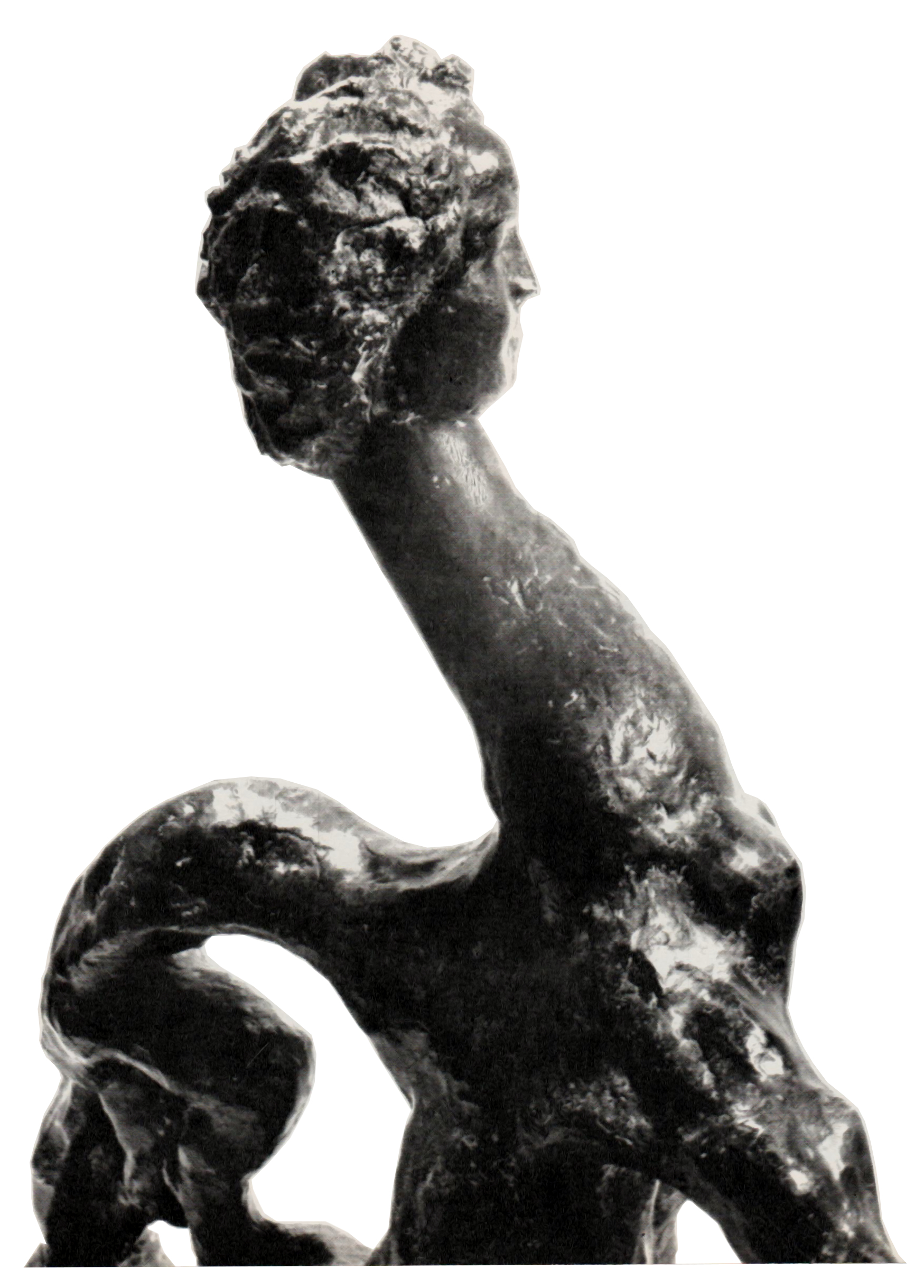
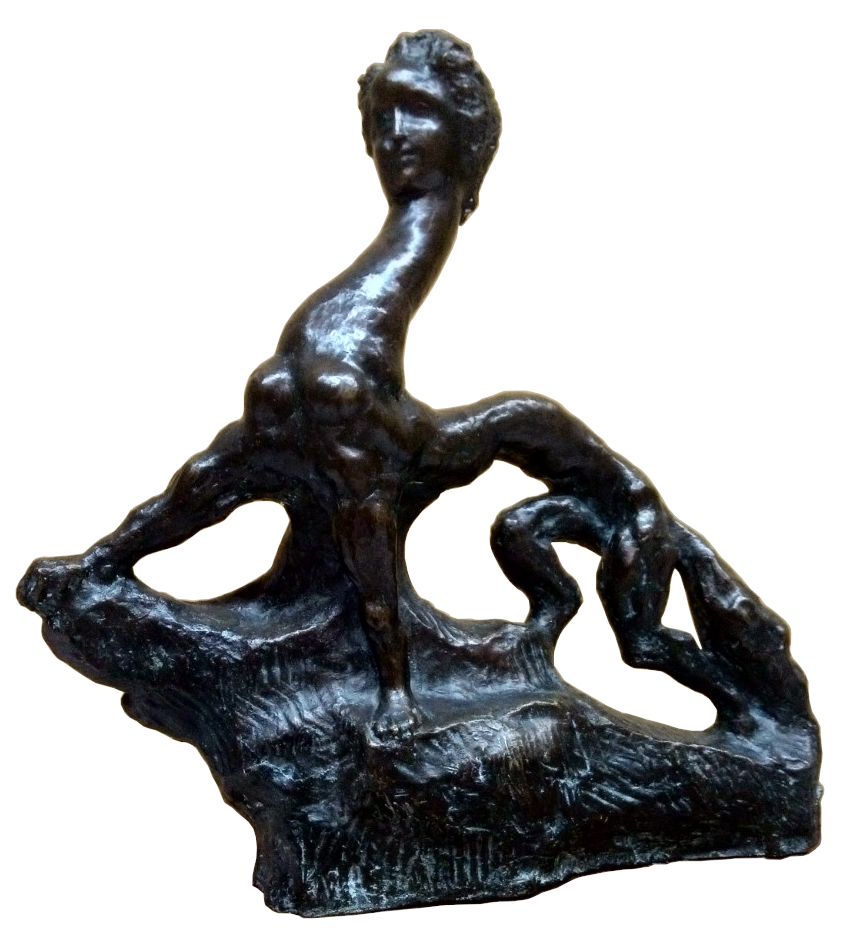
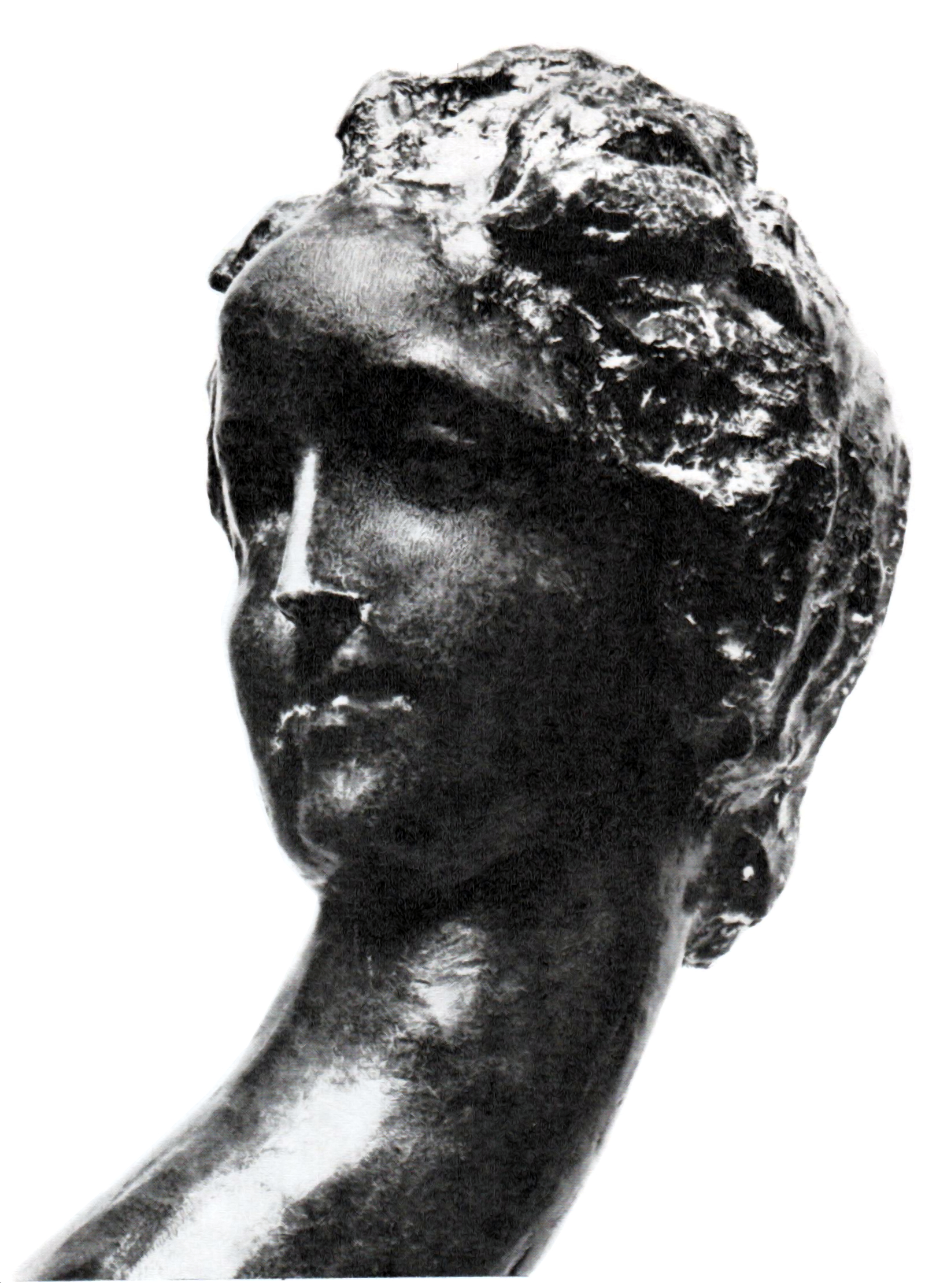
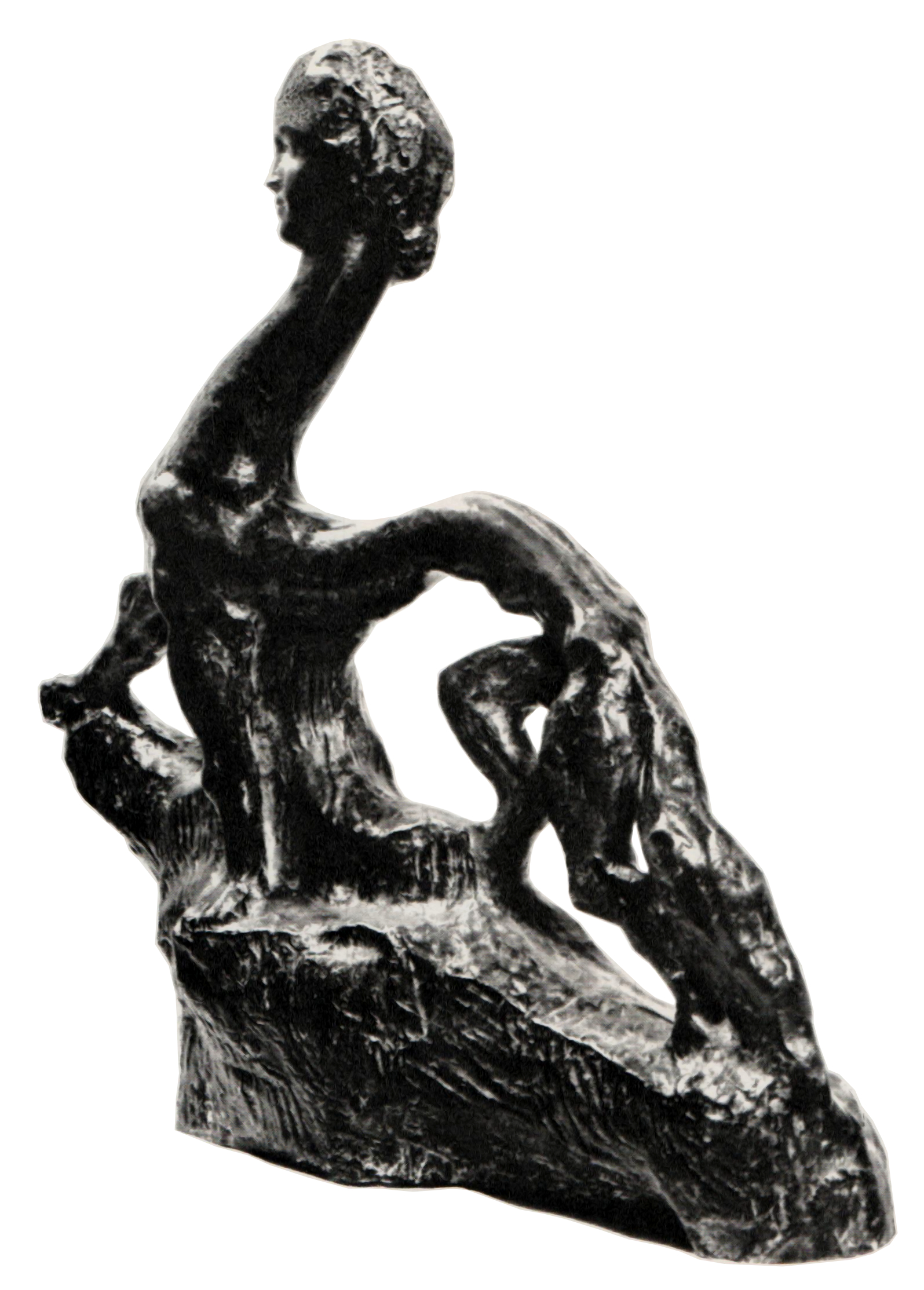
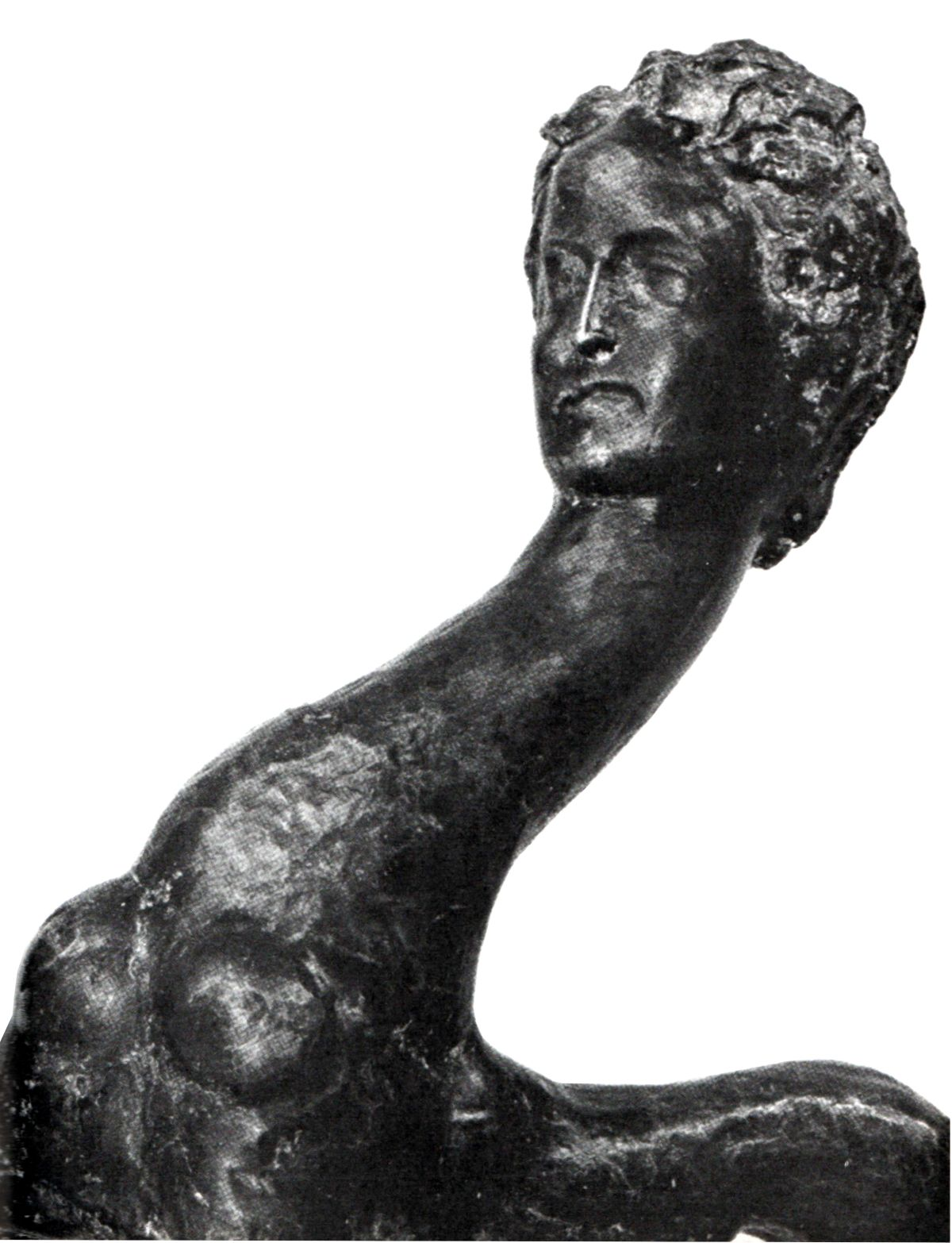

Așa cum reiese din propriile lui declarații, care sunt citate și de prietenii săi, Paciurea a interpretat natura până a reușit să evoce niște semnificații conceptuale, spunând că „... Natura ascunde un mister... și arăta spre himere.” În creația lui Paciurea există diferențe de abordare, de interpretare, între desene și opera sculpturală. Astfel, desenele urmăresc să surprindă neliniștea și misterul, formele desenate fiind contorsionate, de crengi și rădăcini, cu toate că în ansamblu, el respectă elementele de anatomie. În sculptură, neliniștea dispare, himerele având o formă statică, pentru că în viziunea sa, elementul fantastic nu zace într-un grotesc al expresiei, ci în bizarul îmbinării elementelor componente.
Prin himerele sale, artistul a adus în sculptura modernă românească niște ecouri ale fantasticului exprimat în arta universală încă din antichitate. Având o imaginație ce era înclinată către interpretarea filozofică, pasionat de filozofie și literatură, înclinat către studiu și analiza științifică, Paciurea avea un bagaj considerabil de cunoștințe, fapt care l-a dus spre o dorință de înțelegere cât mai aprofundată a existenței. El a urmărit să găsească în arta sculpturii echivalența plastică pentru acea parte a naturii imperceptibilă prin intermediul simțurilor, așa cum Sfinxul ideatic este reflectarea unei enigme de nepătruns de omenire de mii de ani.

#### Zeul războiului
În anul 1915, Dimitrie Paciurea a expus la Tinerimea artistică o sculptură care a entuziasmat publicul vizitator. Lucrarea Zeul războiului, cunoscută și ca Himera războiului, a fost prezentată într-un an în care întregul continent european era zguduit de ororile Primului Război Mondial. Ea este o personificare a războiului într-o viziune personală. Personajul este redat cu o privire fixă, din care transpare o ură oarbă. El poartă pe cap un craniu în chip de coif, un simbol al morții. Sculptura este o pledoarie sinceră împotriva războiului, într-un moment în care România se afla într-o stare de neutralitate față de puterile beligerante. George Călinescu a afirmat că „... este clar că Paciurea răspunde cu o altă concepție a războiului din mitologia clasică [...] Concepția războiului sănătos de proveniență clasică a dominat până la Hegel și Nietzche, iar în plastică e un canon din motive academice [...] Paciurea tratează războiul cu caracter relativ feminin, insinuându-i doar lașitatea, impulsivitatea de ordin istoric.”

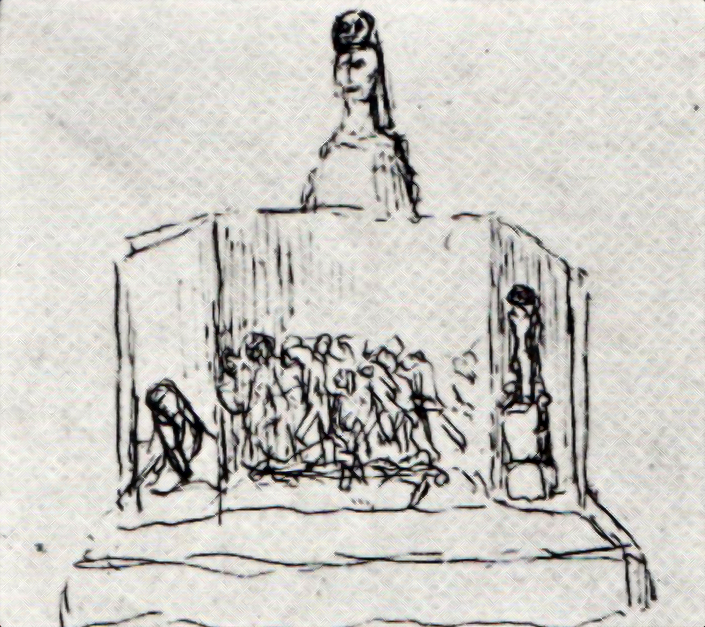
Schiță de monument al razboiului

Apropiații lui Paciurea au știut că acesta a reprezentat războiul folosindu-se de simbolistica etruscă a zeiței Bellona, sora zeului Marte, care-i conduce carul. Ea era recunoscută ca o zețiă a războiului nemilos și necruțător. Sculptura a fost concepută inițial cu un postament de mici dimensiuni. După ce a turnat un exemplar în bronz, aflat azi la Muzeul Banatului, transferat de la Muzeul Municipiului București, la turnarea ulterioară, făcută în anul 1920, Paciurea i-a mai făcut în plus un postament de stâncă. Forma sculpturii cea mai cunoscută este doar o parte dintr-un monument. Paciurea gândise un monument, despre care nu se știe dacă a fost definitivat, chiar și la un stadiu de machetă, dar există câteva schițe ale lui, care se regăsesc astăzi la Cabinetul de stampe al Muzeului Național de Artă al României.
Zeul războiului a fost amplasat pe un soclu hexagonal, având pe laturi mai multe sculpturi în basorelief. Într-o schiță, fața lucrării înfățișa moartea călcând pe cadavre, pe partea stângă era un convoi de oameni încovoiați, iar pe partea dreaptă era înfățișată o femeie, cu capul plecat, doborâtă de tristețe, plângându-și parcă durerea. Chiar dacă, având doar un studiu, se poate deduce că Paciurea nu a avut o preocupare de a exprima o idee monumentală ca grandoare, ci a vrut o sublimare a ideii într-o formă simbolică de o expresivitatea deosebită. De aceea el a folosit o prezentare care era obișnuită în statuara acelor timpuri, care recurgea la un soclu ce avea sculpturi la baza, la care se suprapunea deasupra elementul simbolic principal, acesta din urmă putând fi și independent de tot restul lucrării, exact ca și în cazul Monumentului Unirii sau cel al lui Mihai Eminescu pe care le făcuse înainte.

"Dimitrie
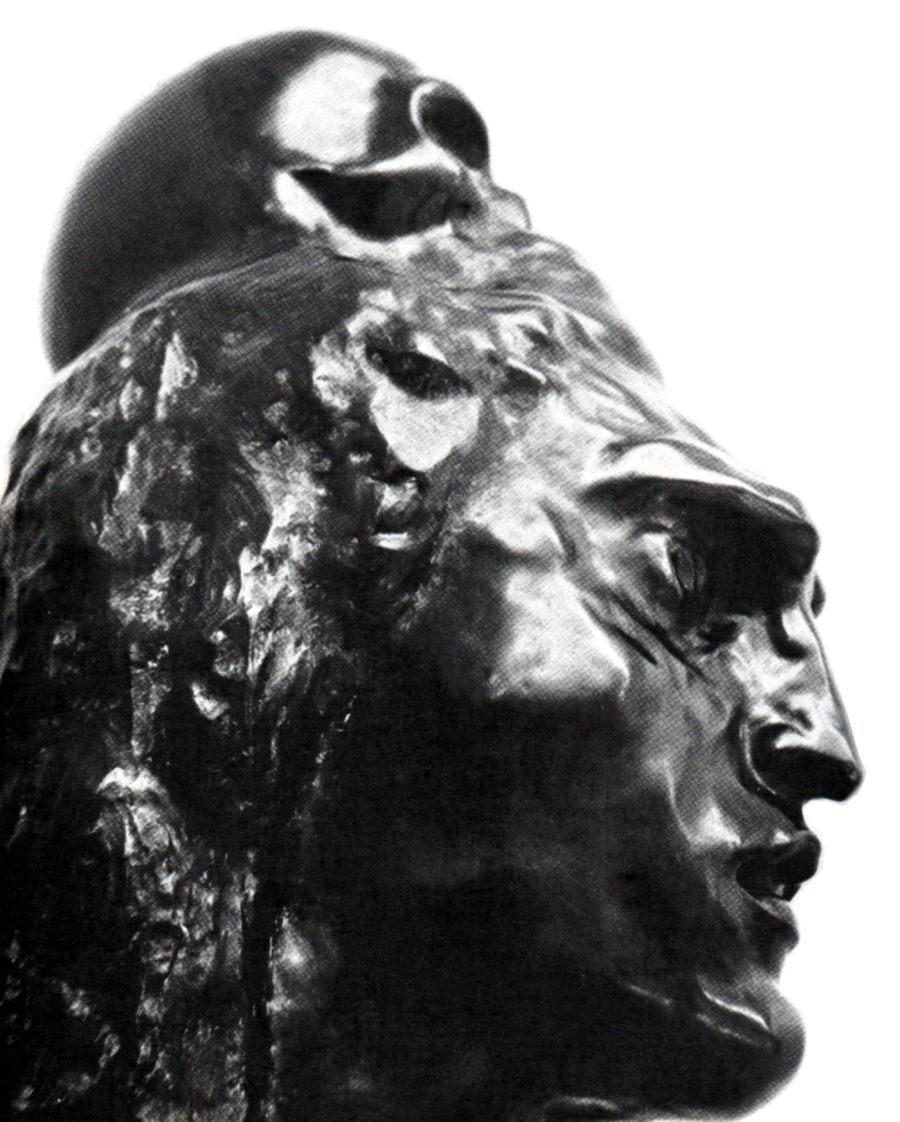
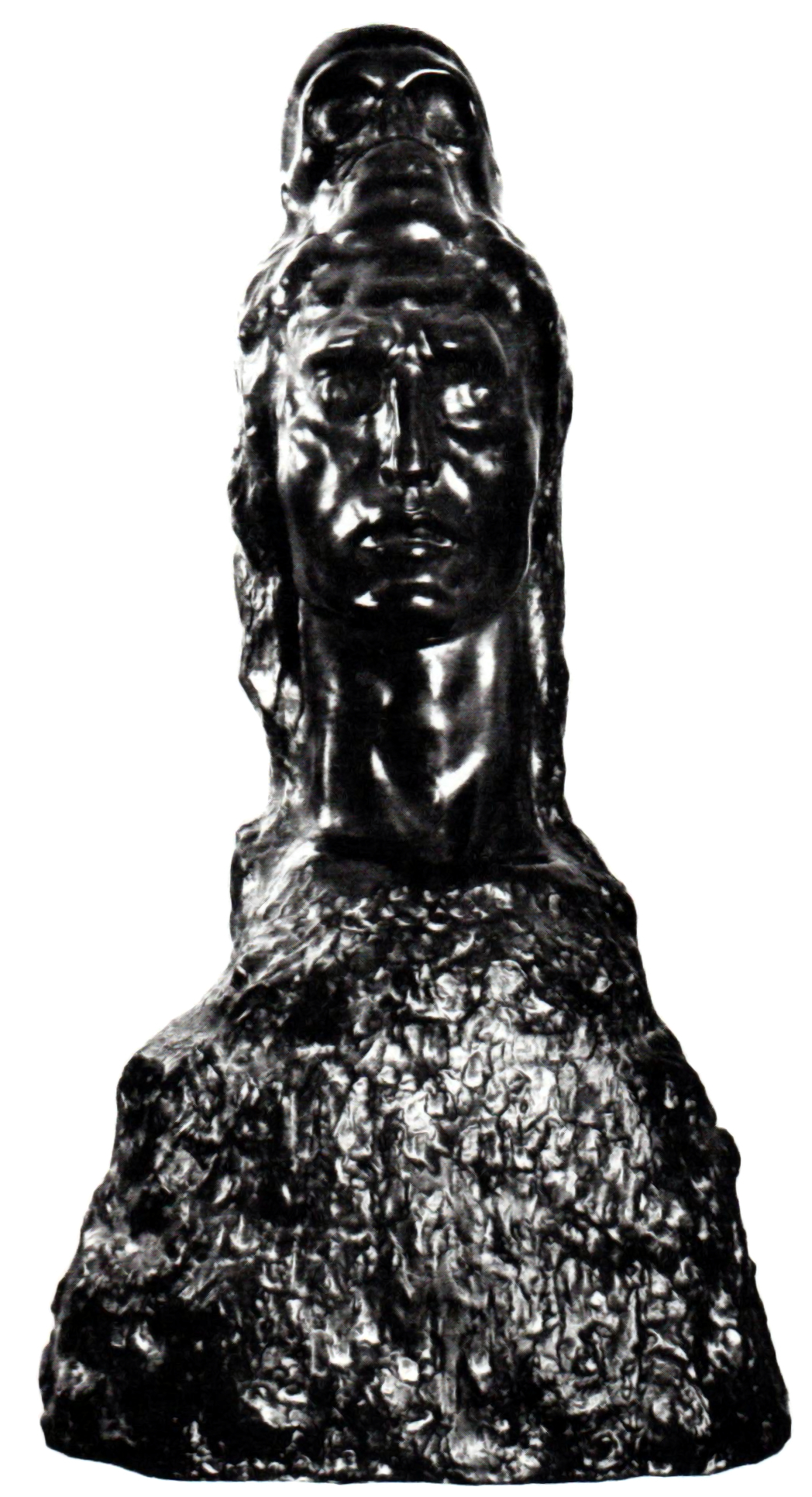
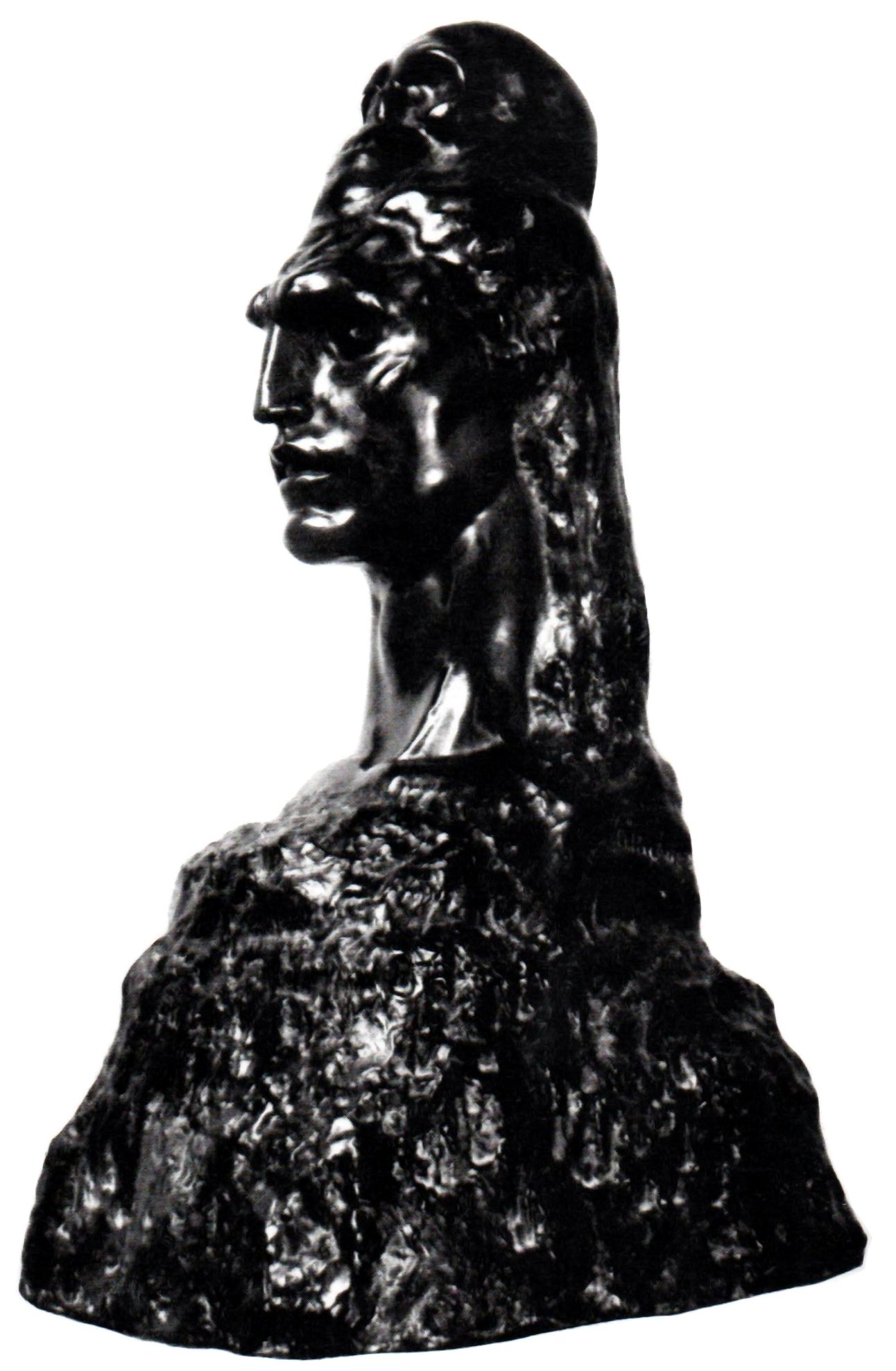
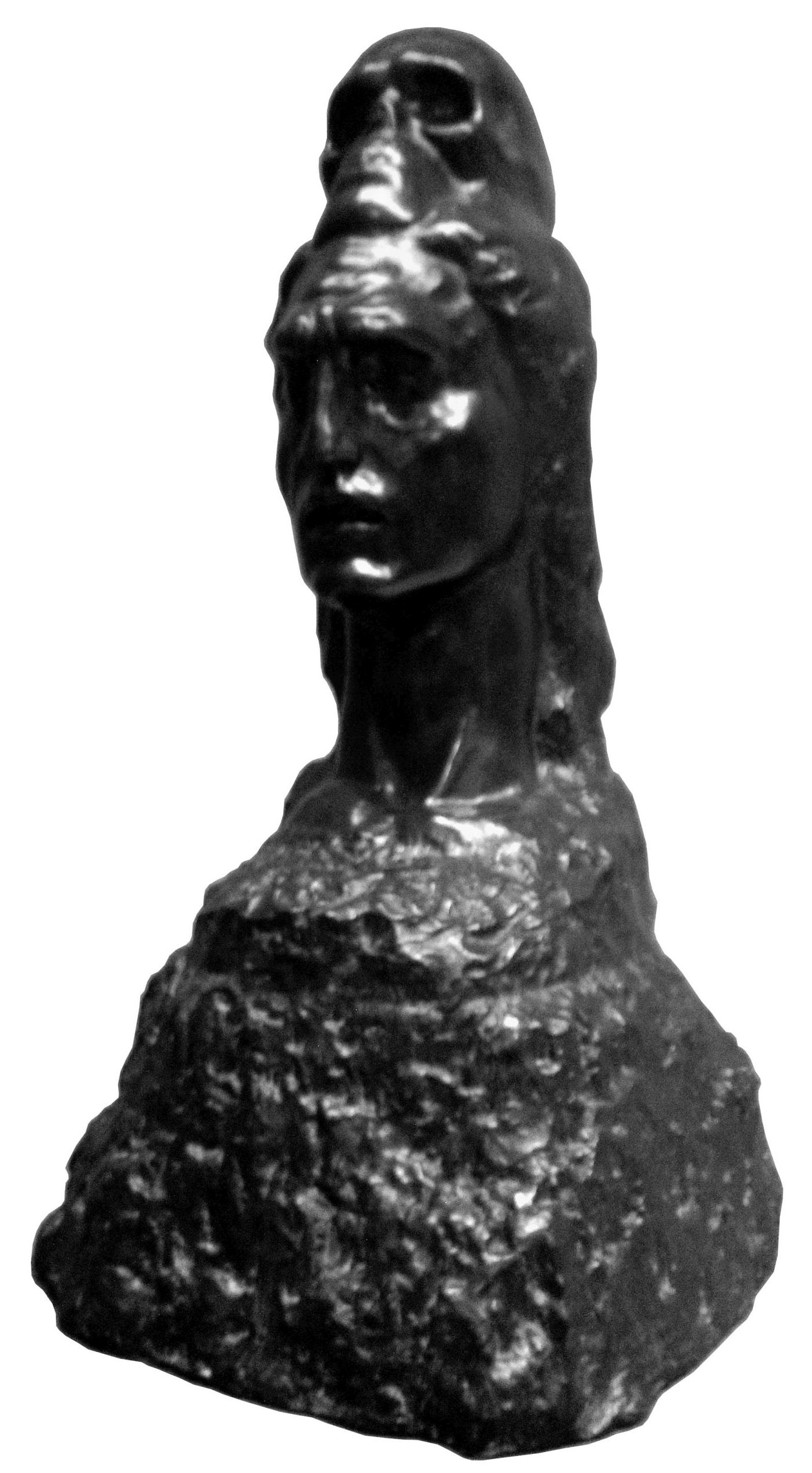
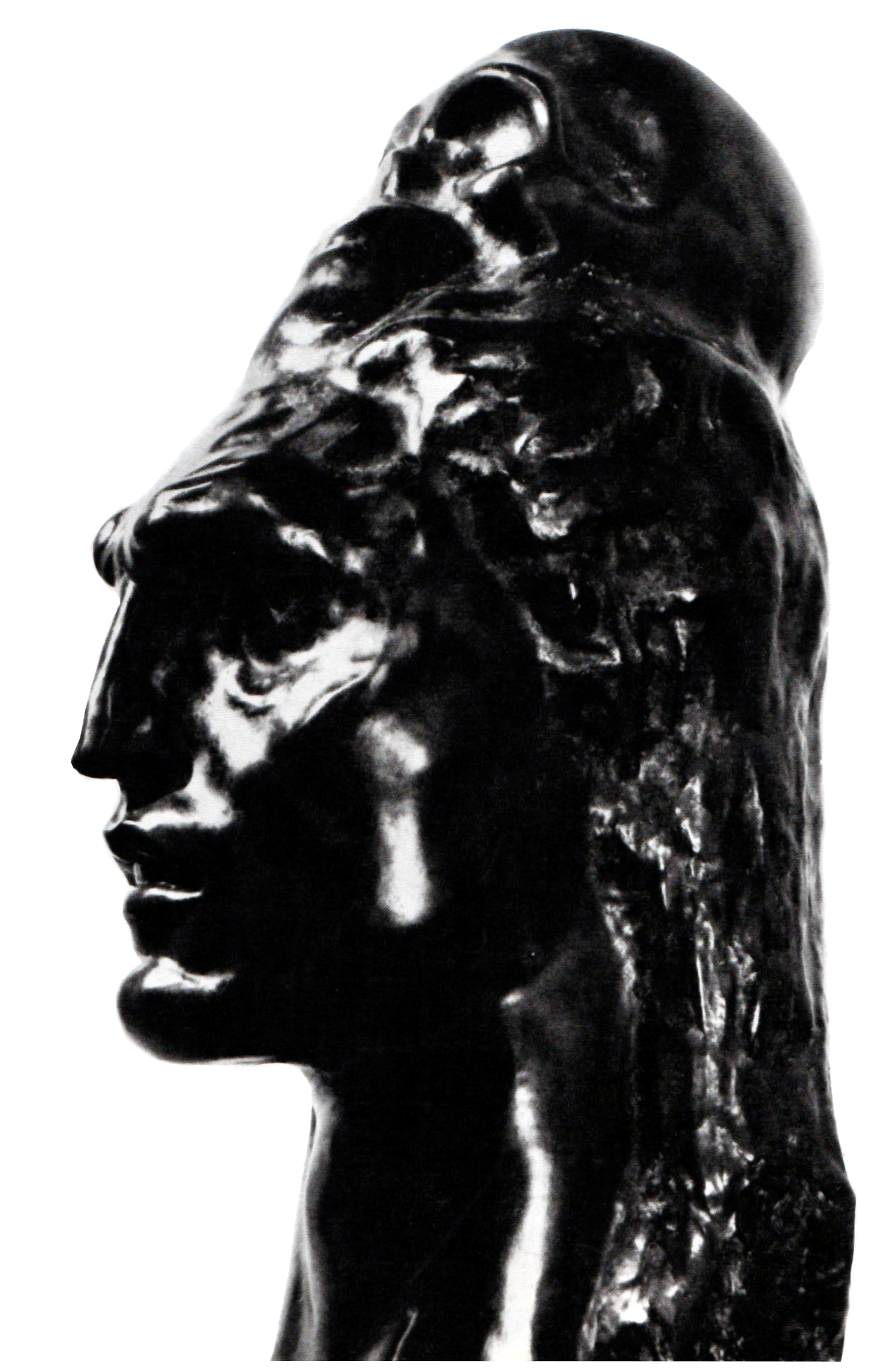

- Dimitrie Paciurea - Sculptură reprezentativă - Zeul războiului, bronz, de la Muzeul Național de Artă al României

### Monumente

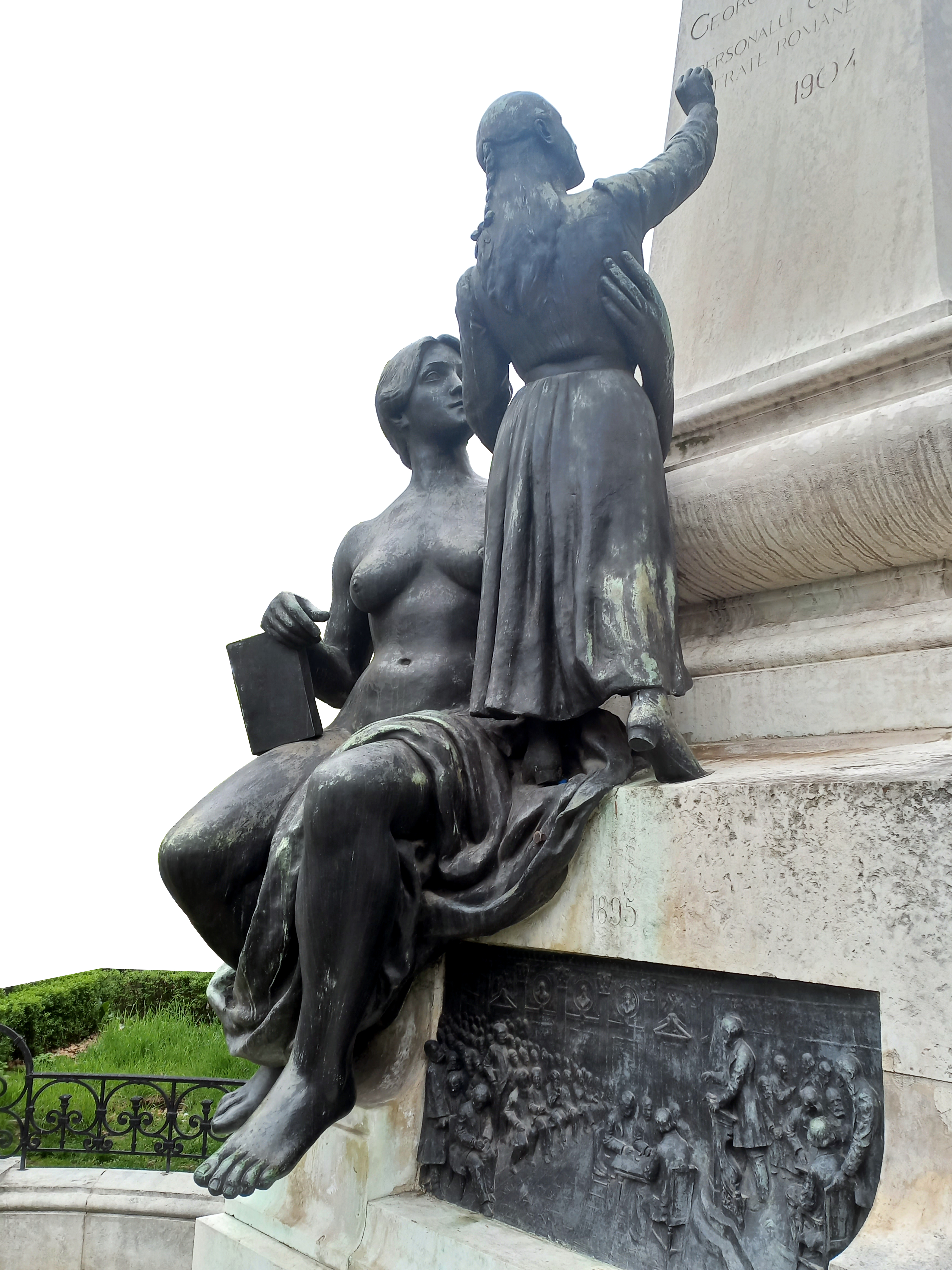
Alegoria lui Paciurea din Monumentul ing. Gheorghe Duca

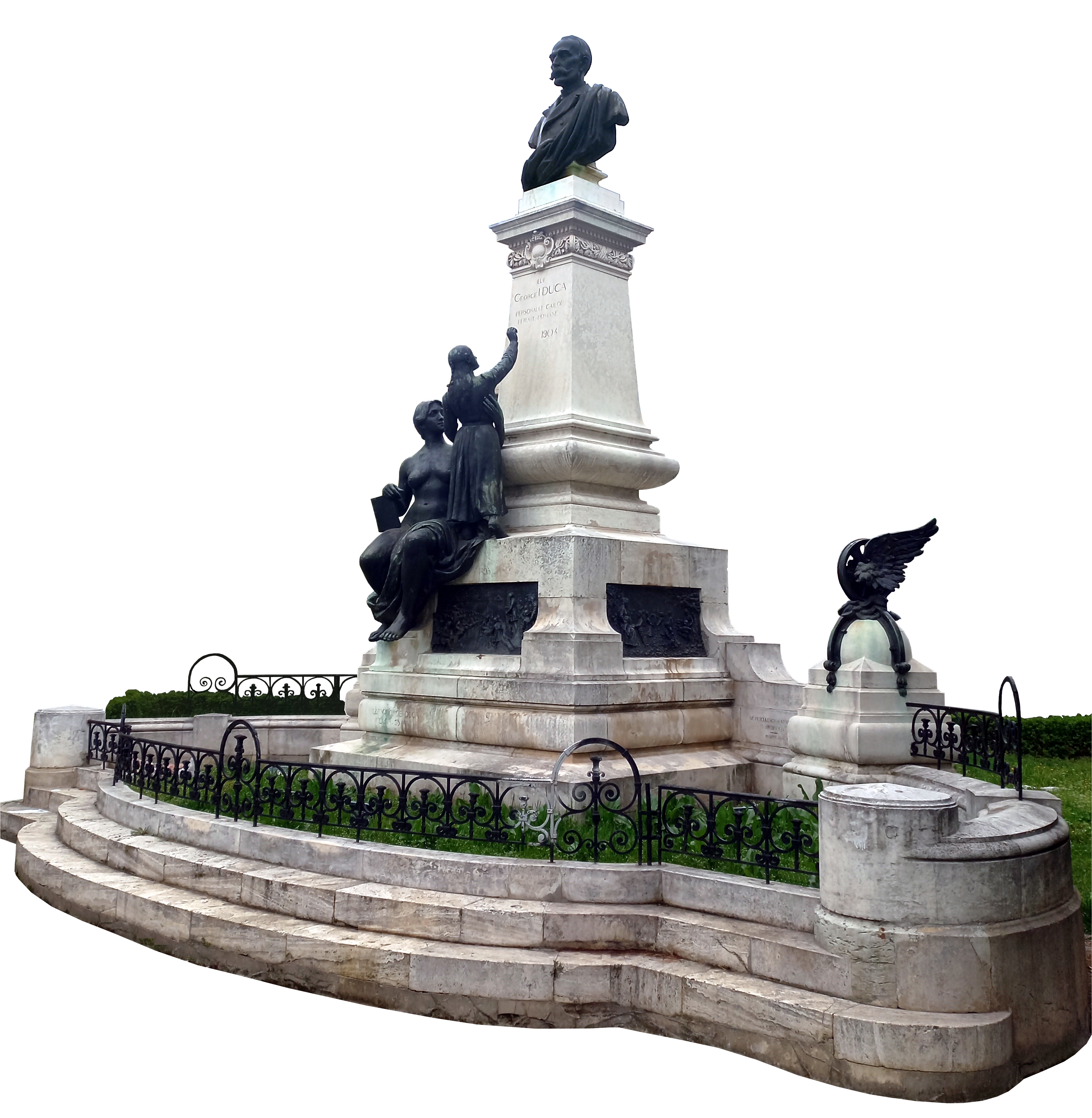
Monumentul ing. Gheorghe Duca

În ultimii douăzeci și cinci de ani ai secolului al XIX-lea, existau foarte puține monumente de for public, însă erau câteva realizări notabile așa cum sunt Monumentul lui I. Heliade Rădulescu, Monumentul Domniței Bălașa, Monumentul lui C. A. Rosetti, Monumentul Vasile Alecsandri, Monumentul Eroilor Pompieri din București și Monumentul Miron Costin. Toate acestea erau creațiile unor autori străini ca Ernest Henri Dubois, Karl Storck, Carol Storck sau Wladimir Hegel, dar și autohtoni, ca Ion Georgescu sau George Vasilescu. Monumentele acestea erau realizate după canoanele neoclasicismului și înfățișau, de cele mai multe ori, câte un personaj istoric.
În primele decenii ale secolului al XX-lea, mai precis în primele două, au existat foarte multe inițiative oficiale sau chiar locale - private, prin care s-a dorit ridicarea de monumente publice. Realizările nu au fost pe măsura intențiilor din varii motive, primând de obicei cele de ordin financiar. Din tot ce s-a ridicat, au fost câteva monumente semnate de Dimitrie Paciurea, ele fiind considerate de către critica de artă ca fiind cele mai remarcabile din acele timpuri.
Debutul sculptorului Paciurea, în acest gen al artei publice monumentale, s-a produs la revenirea sa de la studiile pe care le-a făcut în străinătate.  Astfel, primul său proiect și-a găsit materializarea prin participarea la concursul pentru edificarea Monumentului lui G. Duca. Cu toate că nu a reușit să-și însușească întregul proiect, el a făcut pentru acesta o alegorie ce este considerată astăzi una care a salvat monumentul de la banalitate. La timpul ei, alegoria a avut parte de aprecierile publicului și a cronicii de artă. Astăzi, ea pare a fi una conformistă, chiar dacă îi sunt recunoscute unele calități cu privire la simțul proporțiilor și senzația de mișcare ce a fost imprimată personajelor.

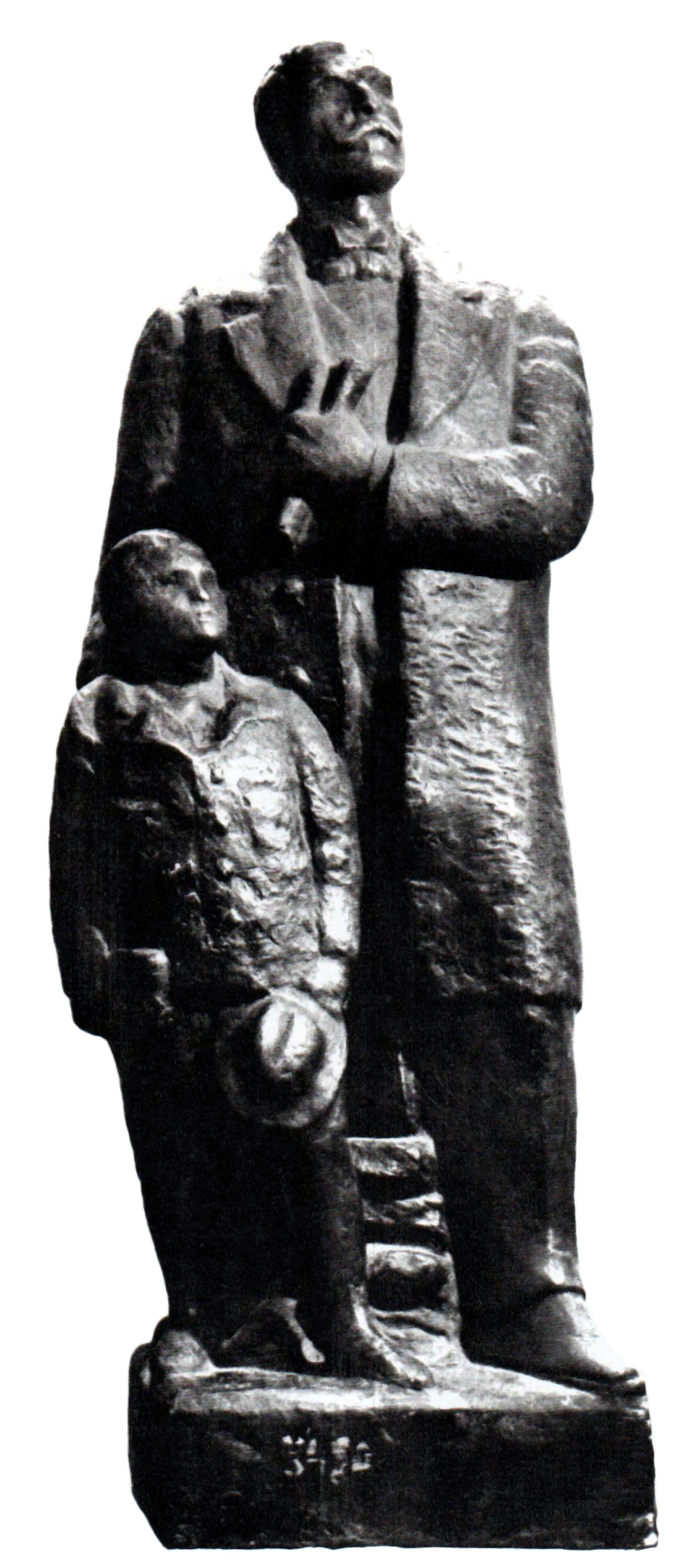
Proiect pentru Monumentul Spiru Haret

Dimitrie Paciurea a înregistrat un succes în anul 1905, moment în care a obținut adjudecarea a două premii pentru proiectul fântânilor de la Craiova, din fața Bisericii Madona Dudu. Din nefericire, proiectul de la Craiova nu s-a mai executat. După acest episod, a urmat proiectul monumentului din Parcul Carol I conceput integral de Paciurea, cu realizare de grup, la care a participat și Frederic Storck și Filip Marin, fiecare cu câte un personaj.
Au urmat încă două lucrări monumentale, Frontonul Muzeului Național de Istorie Naturală „Grigore Antipa” și macheta Monumentul Unirii Principatelor. Frontonul a fost dislocat de cutremurul din anul 1940, după unii analiști, și după alții de bombardamentul german din anul 1944. A făcut apoi, o lucrare monumentală unică în sculptura românească - Monumentul funerar Adormirea Maicii Domnului, cunoscută sub numele de Madona Stolojan din Cimitirul Bellu.
Cele două monumente - Madona Stolojan și Grota fermecată, reflectă pe planuri diferite evoluția artistului spre crearea unui stil plin de modernitate. Acesta explorează decorativitatea artei medievale în același timp cu subtilitățile sensibilității românești care au fost imortalizate de sute de ani în creațiile anonime prezente, mai peste tot, în frescele bisericești. Împreună cu Himerele pe care le-a realizat, Madona Stolojan este contribuția cea mai valoroasă pe care a lăsat-o Paciurea în sculptura românească, asta petrecându-se pe fondul unei concepții proprii modernității din acea epocă în care a trăit artistul.
După primul război mondial și până la decesul sculptorului, în palmaresul artistului s-au înscris numeroase proiecte monumentale. Cu toate acestea, Paciurea nu a mai obținut nicio comandă, cu excepția unei participări extinse la un concurs pentru ornamentarea Arcului de Triumf din București. Au rămas posterității mai multe proiecte cu care a participat la concursuri care au fost câștigate mereu de alți artiști, de multe ori în pofida slabei lor reputații.
Analizând sculptura monumentală realizată de Paciurea, împreună cu desenele care au rămas, sau cu unele descrieri din presa timpului acela, critica de artă a constatat nedreptățile care i s-au făcut de către autoritățile acelor vremuri. Cu toate că se poate spune că a fost vitregit de soartă, lucrările lui și îndrumările pe care le-a dat elevilor săi, din poziția de profesor al catedrei de sculptură a Școlii de Belle Arte din București, au impus o nouă concepție de tratare a monumentelor. Aceasta spune că monumentalitatea și grandoarea lucrărilor de for public trebuie să rezulte din interdependența forțelor centrifuge interne, capabile să dea mișcare prin înscrierea lor într-un mod dinamic în spațiu, structurând astfel armonios formele.

#### Grota fermecată - Statuile Giganții
Statuile Giganții sunt două statui amplasate în prezent în Parcul Carol I din București, pe aleea principală a parcului, în apropierea intrării în parc dinspre Piața 11 iunie. Statuile fac parte din proiectul realizat de arhitectul Remus Iliescu împreună cu sculptorii Frederic Storck, Dimitrie Paciurea, pentru realizarea unei lucrări statuare, intitulată Grota fermecată, cu ocazia organizării Expoziției Generale Române în Câmpia Filaretului din anul 1906. Întregul concept al lucrării a aparținut lui Dimitrie Paciurea, care s-a inspirat din Legenda Jepilor scrisă de Carmen Sylva. Ea avea terasă, vase, figuri și trei sculpturi, doi bărbați contorsionați denumiți Giganți și o femeie nud, culcată. Unul dintre Giganți a fost realizat de Frederic Storck, celălalt de Dimitrie Paciurea și femeia de Filip Marin, despre care nu se știe cum i s-a dat comanda, el nefăcând parte din grupul de artiști cărora li s-a încredințat comanda de execuție.
Astăzi grota nu mai există, Giganții au fost dislocați din perimetrul inițial și au fost puși de o parte și de alta a aleii principale a Parcului Carol I din București. Femeia culcată a fost relocată în Parcul Herăstrău.
Nudul executat de Paciurea este în același timp și romantic și clasic, el întruchipează zbuciumul sufletesc al omului ale cărui elanuri rămân prizonierele trupului. Musculatura este viu modelată și gestul Gigantului exprimă o energie care este nevoită să se transforme în piatră. Dramatica crispare a forței asupra ei însăși, duce cu gândul la statuile lui Michelangelo. Sculptorul a creat două direcții în opera sa, una fiind planul înclinat al umerilor și a doua planul genunchilor. Cele două dau impresia de constrângere și efort supraomenesc. Se vede o rotire contorsionată a trupului, o fugă accentuată a liniilor și o orientare a fiecărei părți constituente a corpului. Acestea au rolul de a exprima mișcarea și sugerează tranziția de la o atitudine spre alta.

#### Monumentul Unirea

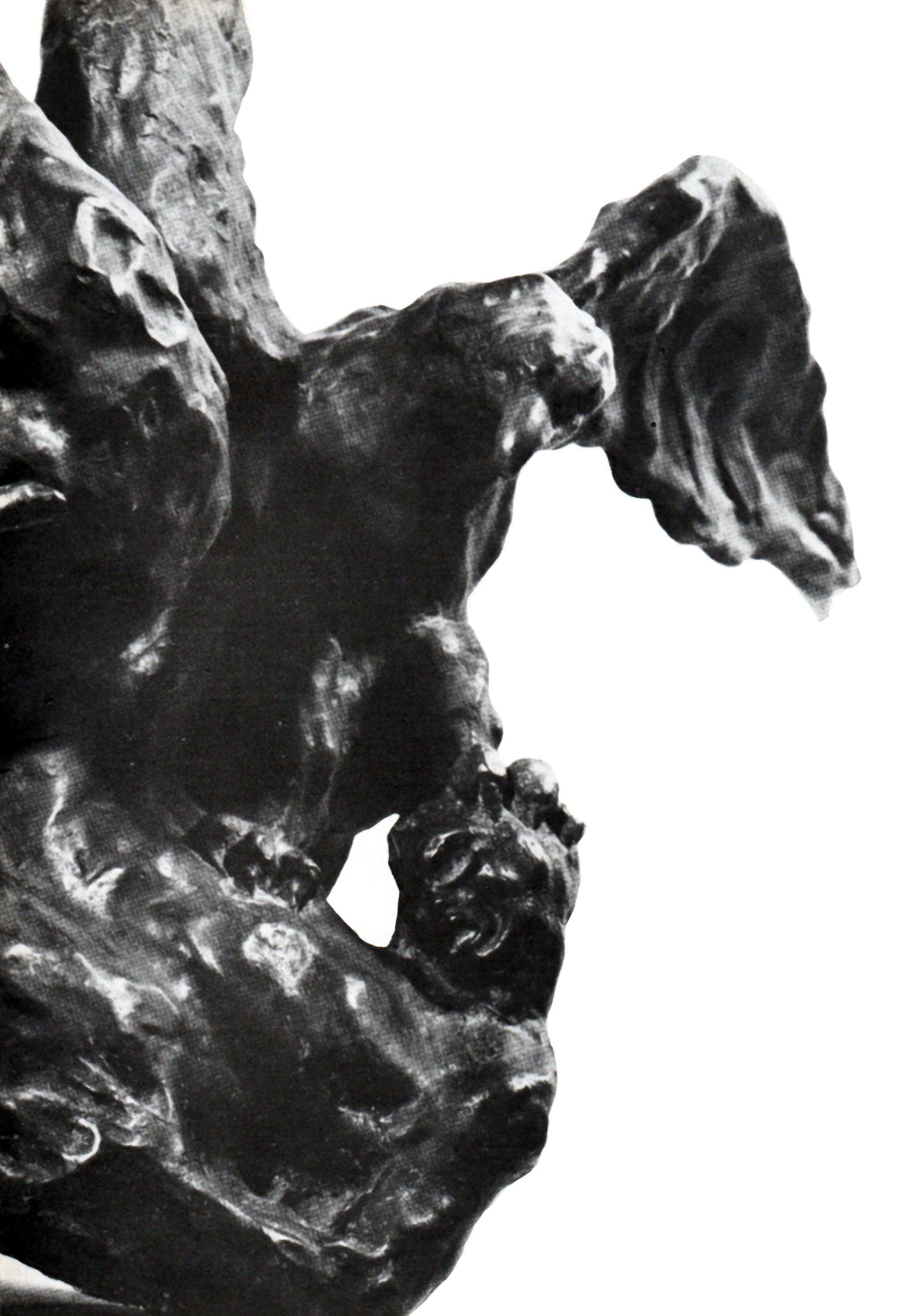
Monumentul Unirii Principatelor (detaliu)

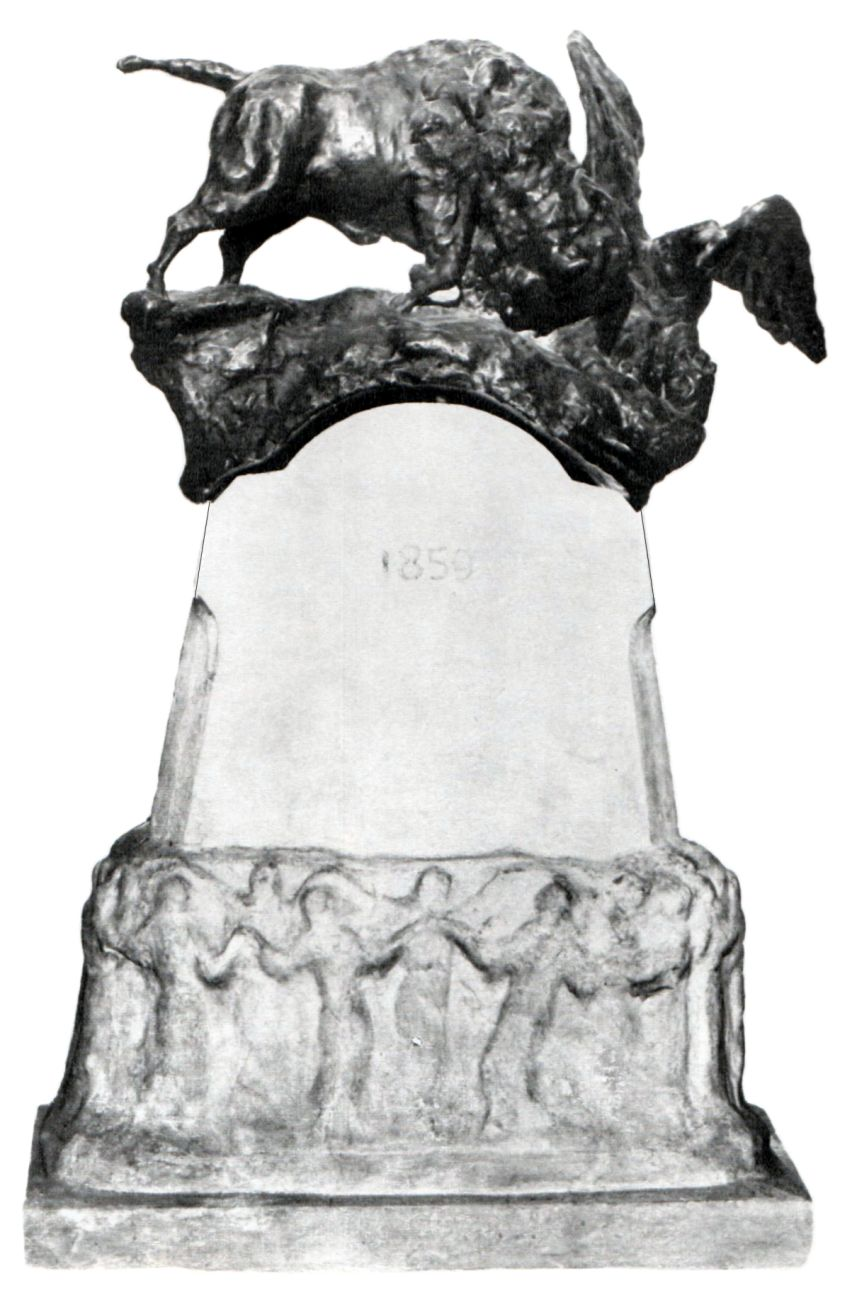
Monumentul Unirii Principatelor

Această lucrare de artă monumentală a dovedit, pentru a doua oară după realizarea grupului statuar inspirat din Legenda Jepilor a lui Carmen Sylva din Parcul Carol I din București, că Paciurea era un sculptor înzestrat și avea certe calități pentru a-și exprima ideile-teme cu multă vigoare și forță, folosind alegorii condensate ca simbol. Au existat în acea vreme și critici care au comentat negativ lucrarea, spunând că simbolistica Unirii nu ar fi relevată în mod clar, deoarece cele două animale preluate din heraldica principatelor par că se luptă între ele. De fapt, acelor cronicari le-a scăpat faptul că ideea Unirii nu poate fi reprezentată printr-un singur simbol, ci din mai multe care aveau importanțe diferite, ierarhia lor trebuind a fi parcursă vizual pentru înțelegerea întregului. Ceea ce ar fi trebuit să frapeze, privind lucrarea, era inadvertența dintre grupul de sus, conceput ca o lucrare de interior, și soclul grandios.
Monumentul se distinge printr-o armonioasă îmbinare dintre execuția plină de simplitate și sobrietate, caracterizată și de o maximă condensare și o perfectă economie a realizării, și grupul principal format din bour, vultur și personificarea discordiei, completat inspirat cu hora țărănească care se desfășoară la baza piedestalului. Prin exprimarea monumentală, prin echilibrul și maiestatea olimpiană a mișcării personajelor figurate și frumoasa desfășurare a formelor plastice, lucrarea Unirea amintește de statuara clasicismului grecesc.

#### Madona Stolojan - Adormirea Maicii Domnului

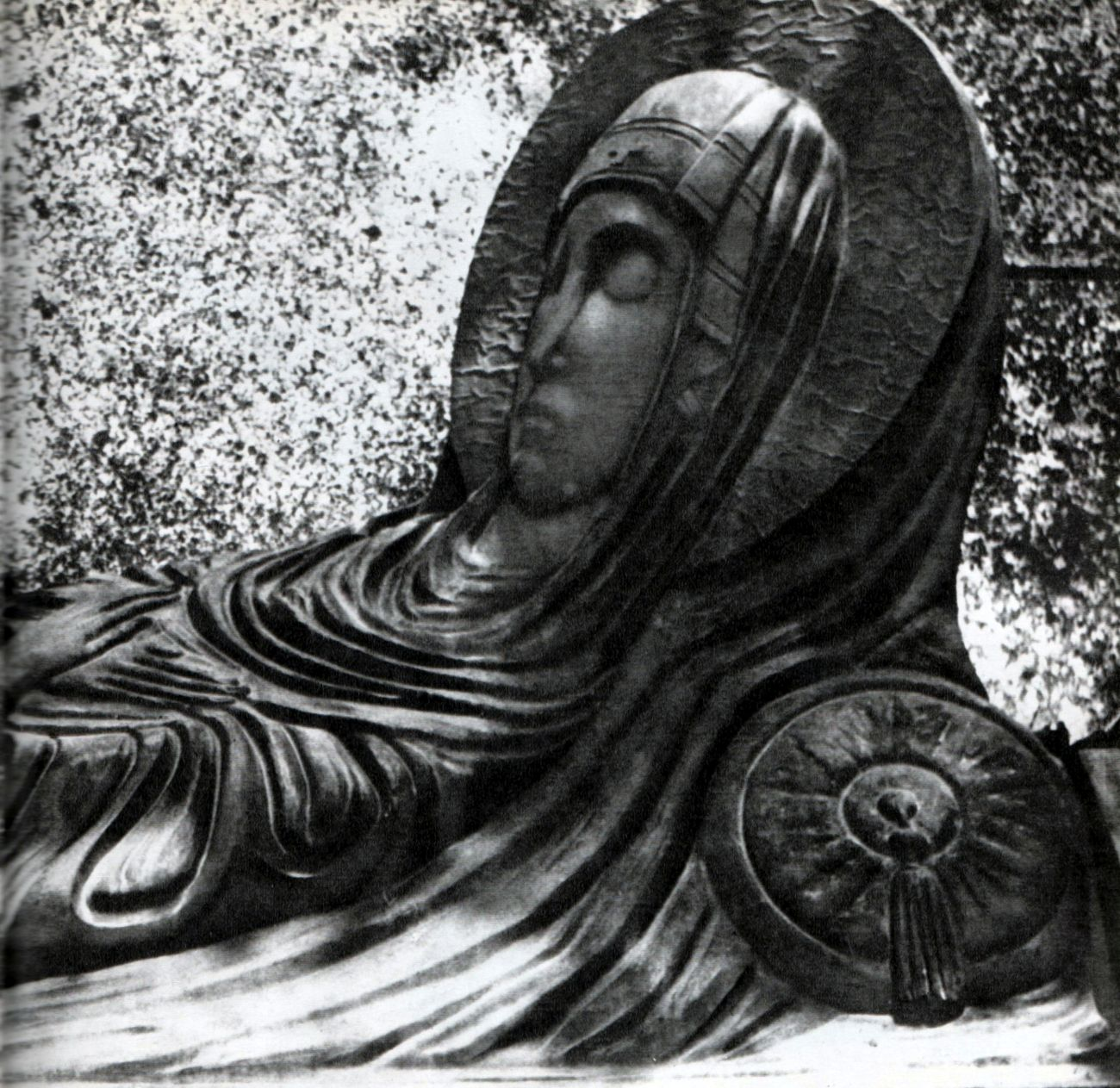
Madona Stolojan (detaliu)

Când se vorbește în critica de artă despre Dimitrie Paciurea, se vorbește aproape automat și de Frederic Storck. Storck a realizat o lucrare similară tot la Cimitirul Bellu și tot de aceeași factură la Capela Gheorghieff. Și Paciurea și Storck au avut de transpus „... în sculptură spiritul picturii bizantine”. Demersul acesta fiind unul cu totul original în acele vremuri, s-au iscat în presă și nu numai, numeroase discuții, mai ales că în perioada anilor 1908-1910, au existat în presă vii polemici referitoare la crearea unui stil românesc în pictură. Pe atunci, principalii protagoniști au fost Apcar Baltazar și Léo Bachelin. Aceștia au susținut că stilul românesc ar trebui să-și aibă izvoarele de inspirație în arta bizantină de pe teritoriul României și nu altfel.
În lucrarea Adormirea Maicii Domnului de la cavoul Stolojeanilor, Paciurea a avut succes în exprimarea spiritului ortodox, într-o lucrare care în acel moment era fără de egal în plastica românească. Prin comparație, Cristul realizat în anul 1907 pentru mormântul doctorului Paulescu avea certe influențe renascentiste, făcând parte într-un mod deosebit de clar din spiritul catolic. Paciurea a demonstrat că a cunoscut foarte bine dogmele ortodoxiei și a ales foarte bine tema cea mai nimerită pentru exprimarea ideii morții. Ca atare, moartea Maicii Domnului reprezintă, în dogmatica ortodoxă, simbolul trecerii în veșnicie.
Paciurea, ca și Storck, a fost interesat de fuziunea tendințelor vechi românești de natură bizantină, care s-au manifestat cu precădere în pictura murală decorativă, cu clasicismul, stil care-și găsise deja suprema expresie în sculptură. Exemplul cel mai la îndemână este tot o capelă funerară, de această dată cea a lui Atanasie Stolojan, tot din Cimitirul Bellu. Contactat în anul 1911 ca să realizeze monumentul, Paciurea a așezat deasupra intrării un relief impozant intitulat Moartea Fecioarei, după alții Adormirea Maicii Domnului, motiv care în mod obișnuit se regăsește în pictura murală bisericească pe un întreg perete, o compoziție cu foarte multe figuri. Aflat în opoziție cu Storck care a păstrat Evangheliștilor caracterul realist al unei astfel de opere, Paciurea a reținut din vechile fresce doar esența stilului și doar ce era necesar pentru a obține o linie impunătoare, severă și hieratică, transpunând totul într-un stil neobizantin modernizat. Astfel, Paciurea a renunțat complet la volume și și-a întins compoziția pe o lungime de 2.5 metri cu adaosuri de linii șerpuitoare orizontale, care induc ideea prin realizarea unui relief foarte sumar, de contur al trupului Sfintei Fecioare. Petre Oprea a declarat că Paciurea a înțeles pe deplin idealul picturii bizantine și nu numai atât. El l-a interpretat atingând culmi de natură poetică și chiar filozofică, care au depășit cu mult canoanele, individualizându-se astfel în actul de creație.

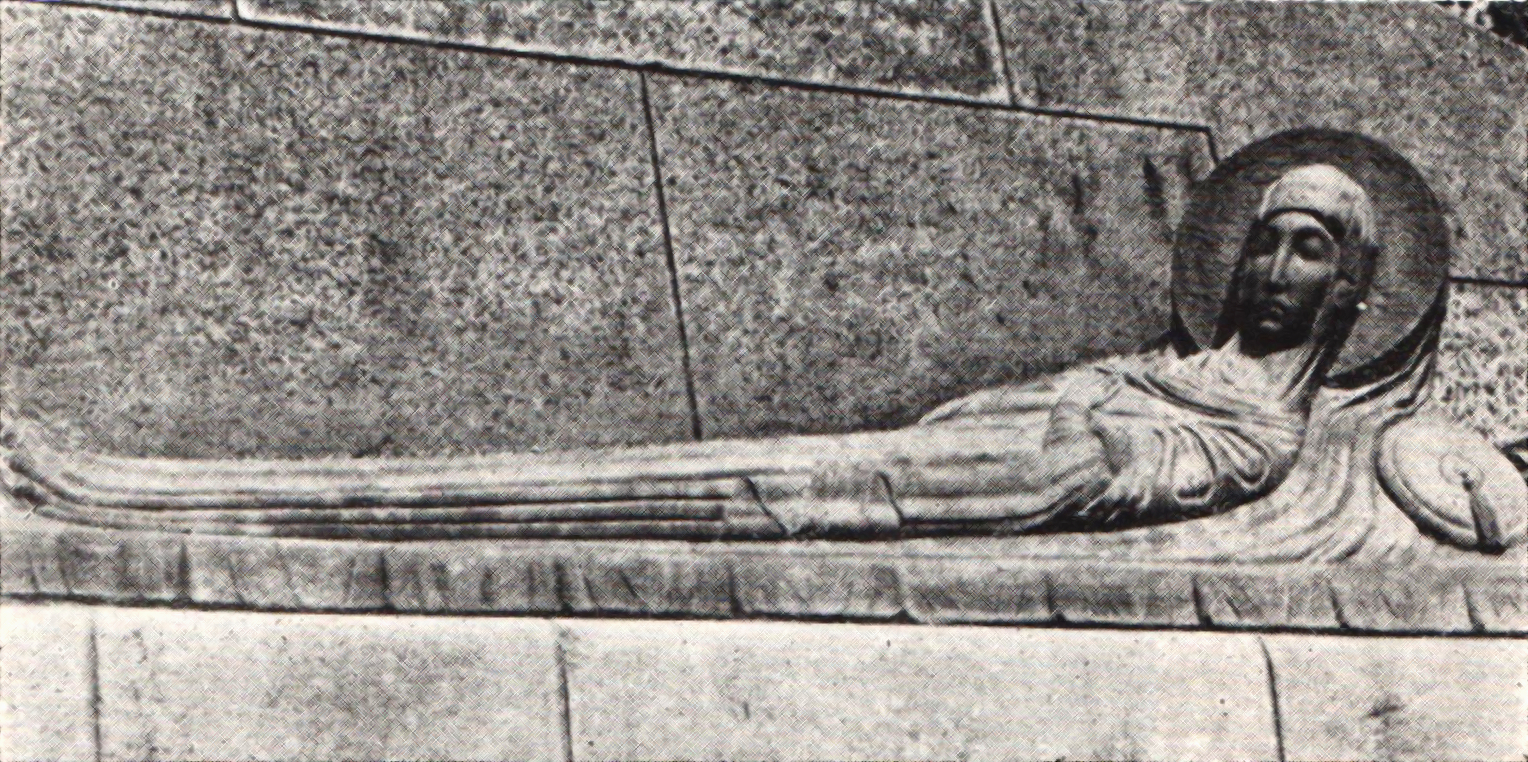
Madona Stolojan / Adormirea Maicii Domnului / Moartea Fecioarei - de Dimitrie Paciurea aflată în 1912 la Capela din Cimitirul Bellu

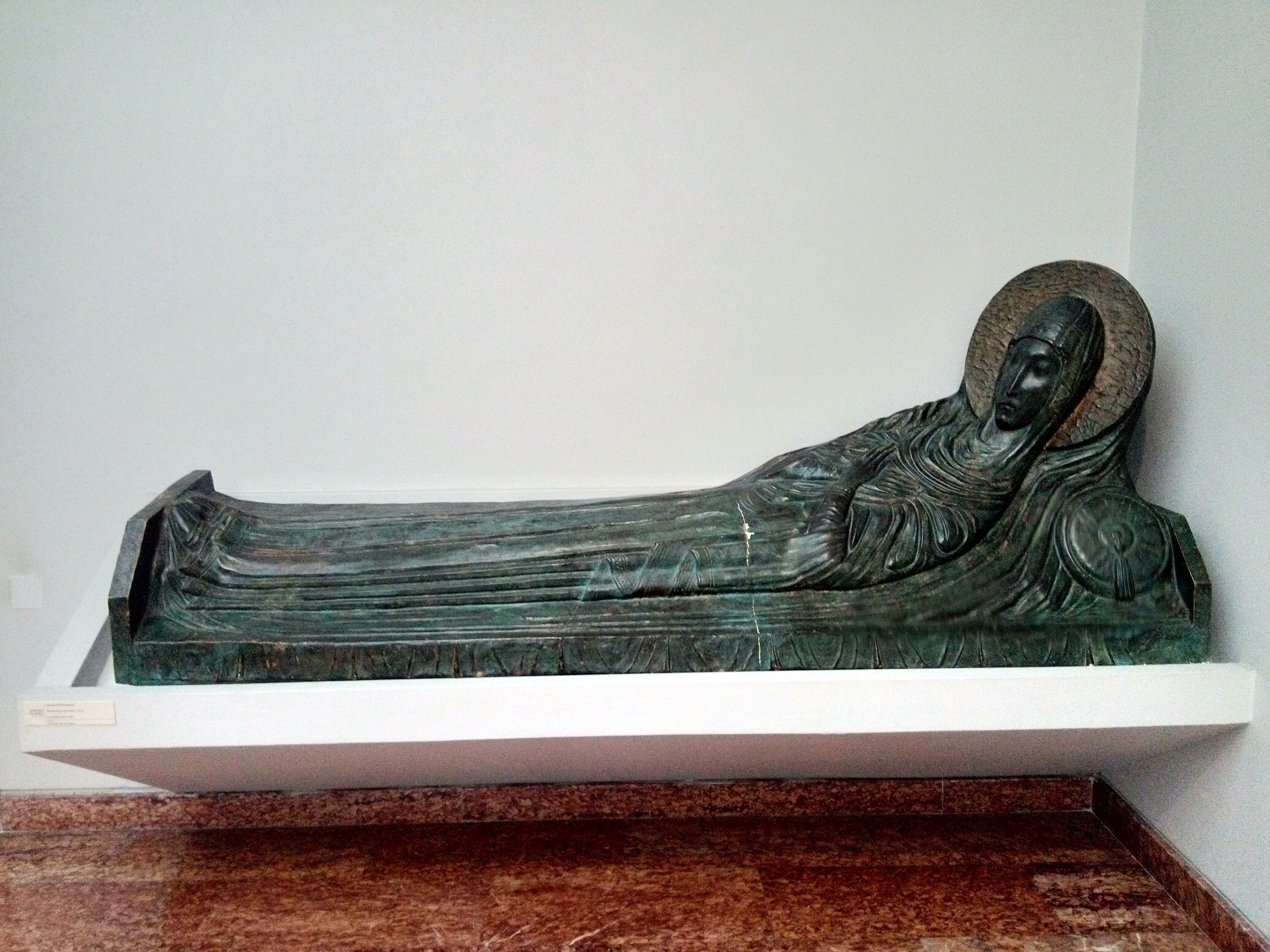
Madona Stolojan / Adormirea Maicii Domnului / Moartea Fecioarei - de Dimitrie Paciurea aflată în martie 2021 la Muzeul Național de Artă al României

Pe de altă parte, Pavel Șușară a menționat că Paciurea a încercat să recupereze un anumit fel de transcendență pierdută, mobilizându-și propriul sentiment latent de tip răsăritean și punând de acord iconoclasmul original cu sculptura. Au existat în acest demers mai multe etape. Prima a fost transferul, adică adaptarea stilistică și preluarea viziunii reprezentate în pictura religioasă bizantină. Similar unui alt exponent al tematicii oriental-ortodoxe, Ivan Meštrović, un renumit sculptor, arhitect și scriitor croat, Paciurea a încercat, în realizarea Madonei Stolojan, o hieratizare prin adaptarea în relief a drapajului care apare în fresca bizantină. A încercat să atenueze caracterele individuale ale personajului feminin într-o tipologie abstractă. Tentativa lui nu putea fi dusă prea departe din cauza existenței riscului major al unei eșuări din rețetă. Ca urmare, Paciurea a folosit un alt procedeu, subminarea realului, prin supradimensionare și ieșirea din scară. Astfel, el a înlocuit frumosul cu realul. În acest proiect al artistului, se relevă cea mai fidelă ilustrare a observației pe care a făcut-o Aristotel în lucrarea sa Poetica. Aceasta privea organizarea justă a elementelor și dimensionarea lor judicioasă. Aristotel a spus că „... Ființă sau lucru de orice fel, alcătuit din părți, frumosul, ca să-și merite numele, trebuie nu numai să-și aibă părțile în rînduială, dar să fie și înzestrat cu o anumită mărime. Într-adevăr, frumosul stă în mărime și ordine, ceea ce explică pentru ce o ființă din cale afară de mică n-ar putea fi găsită frumoasă (realizată într-un timp imperceptibil, viziunea ar fi nedeslușită), - dar nici una din cale afară de mare (în cazul căreia viziunea nu s-ar realiza dintr-o dată, iar privitorul ar pierde sentimentul unității și al integrității obiectului, ca înaintea unei lighioane de zece mii de stadii)”.

### Plastica mică
Majoritatea sculptorilor din generația lui Dimitrie Paciurea au realizat numeroase lucrări de mici dimensiuni. Acestea erau comandate și apreciate de foarte puținii amatori de sculptură din acea vreme, lucrările fiind gândite adesea cu un rost funcțional de suport de cărți, scrumieră, călimară etc. Paciurea a realizat rareori astfel de opere, cu precădere la începutul activității sale.
Lucrările de acest tip ale sculptorului român se încadrează în această categorie numai datorită dimensiunilor. Cel mai adesea, ele par a fi niște reducții ale unor lucrări de mari dimensiuni. Impresia se datorează calităților monumentale ale compozițiilor și a unei forțe interioare proprie lucrărilor, pe care acestea o degajă. Cu excepția nudurilor, care atrag atenția printr-un modelaj ce se subordonează senzorialului, tactilului, celelalte lucrări relevă o notă meditativă și un statism accentuat.
- Dimitrie Paciurea - Sculptură reprezentativă - Fata cu ulcioare, bronz, de la Muzeul Național de Artă al României (1962)

"Dimitrie
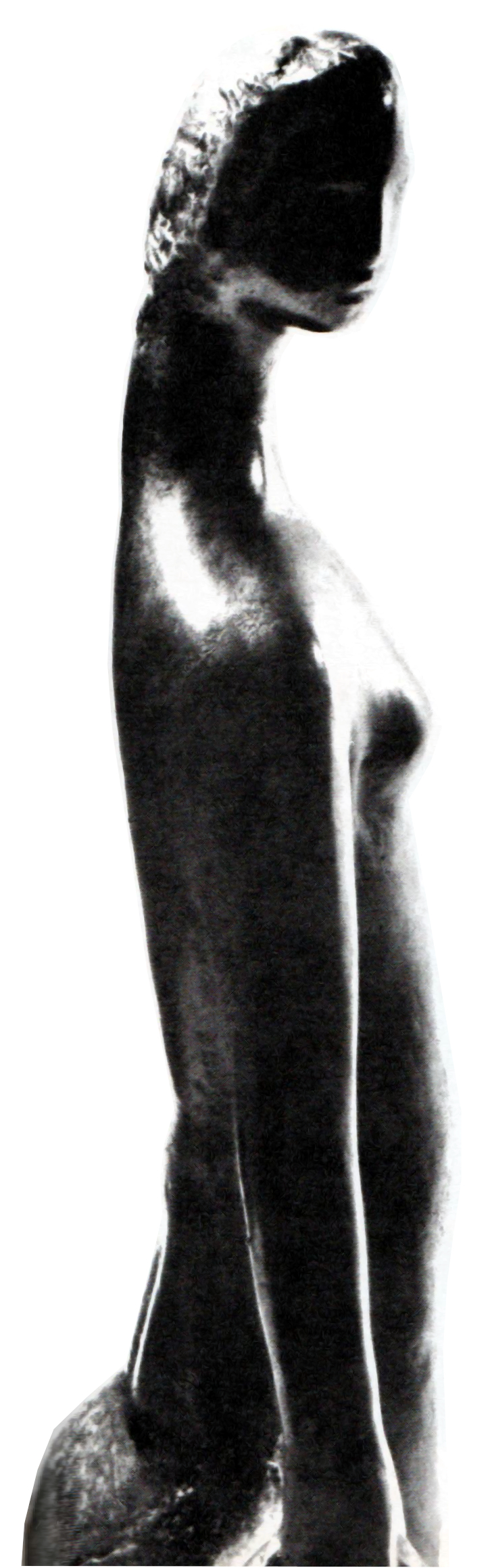
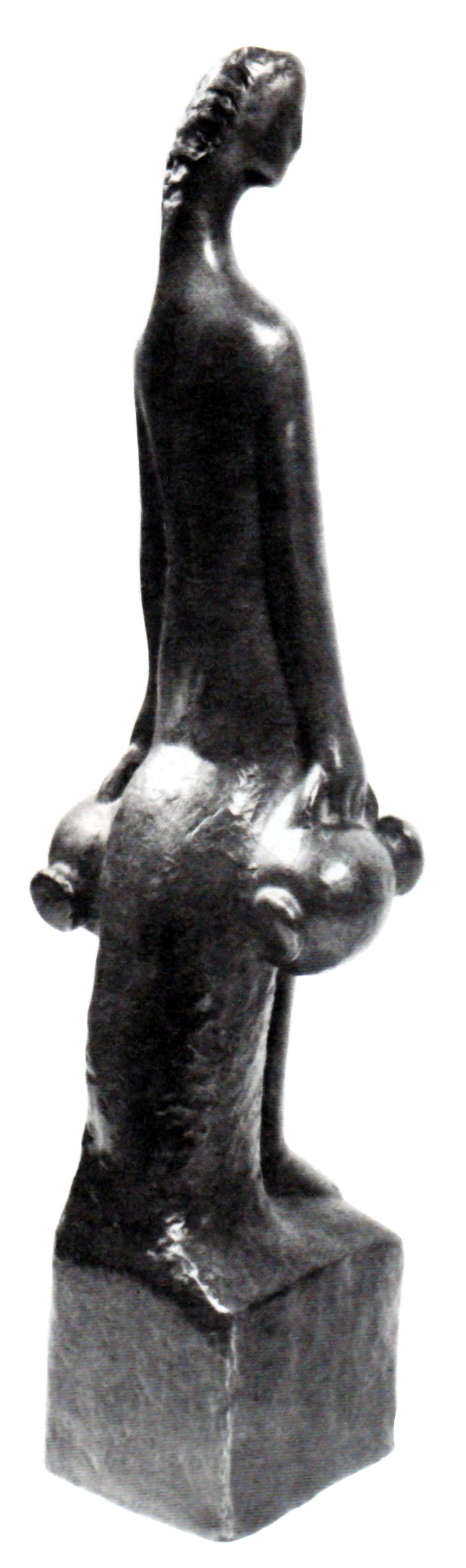
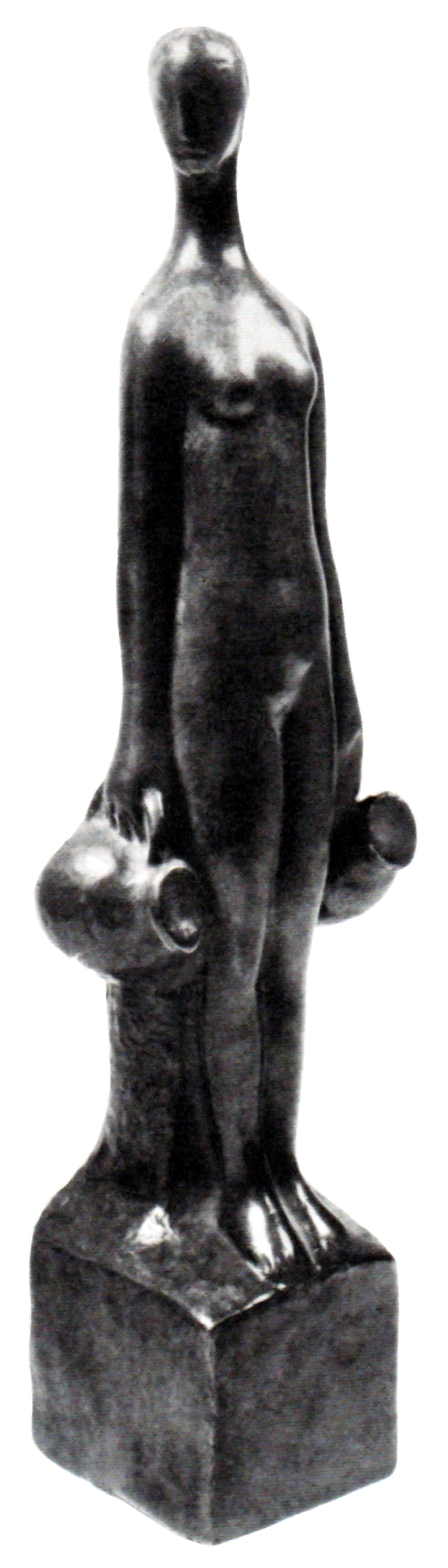
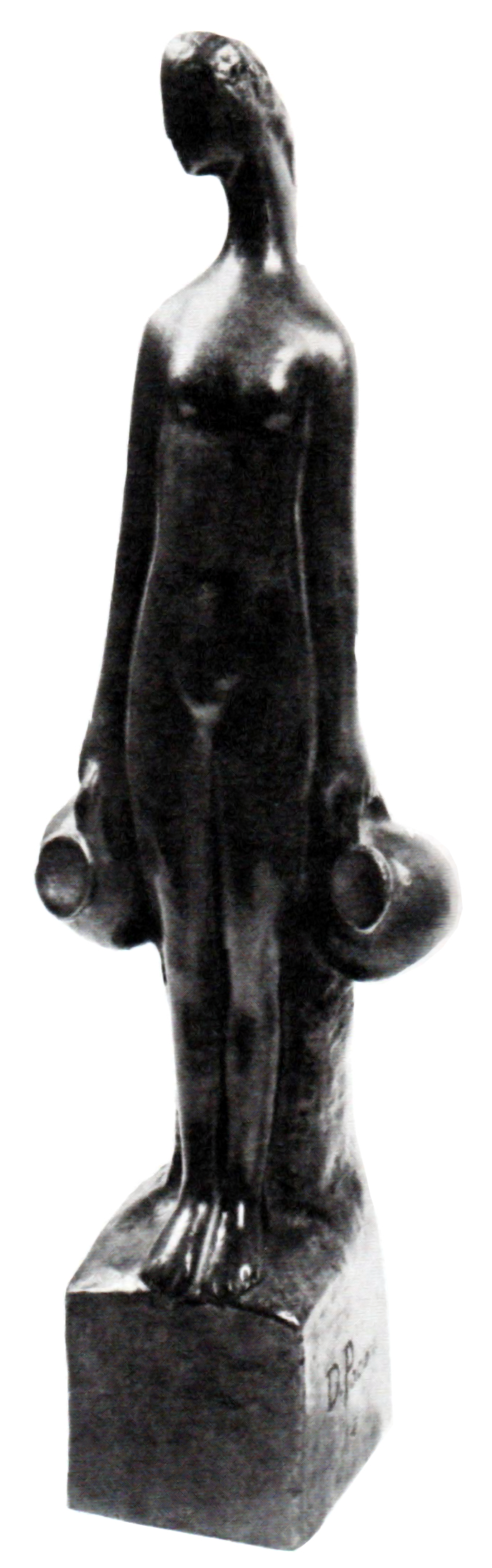
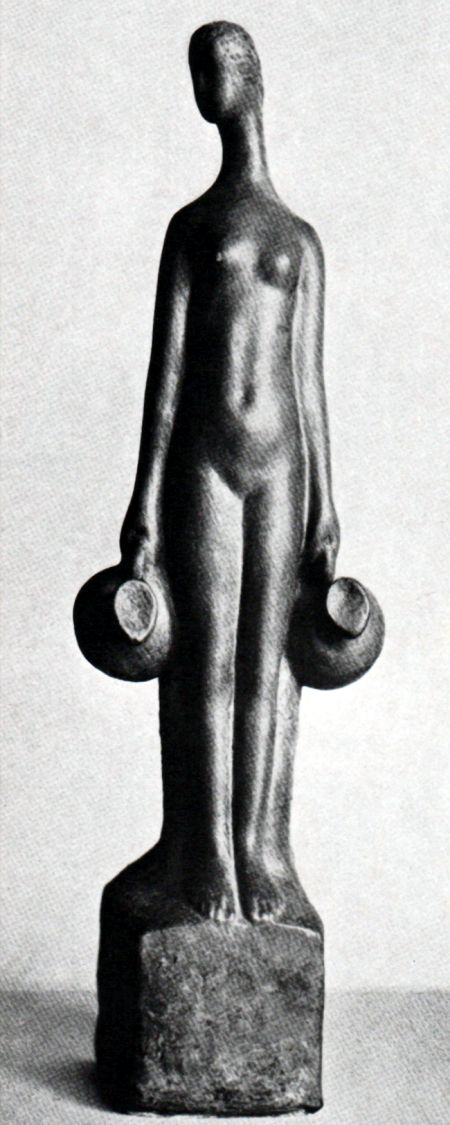
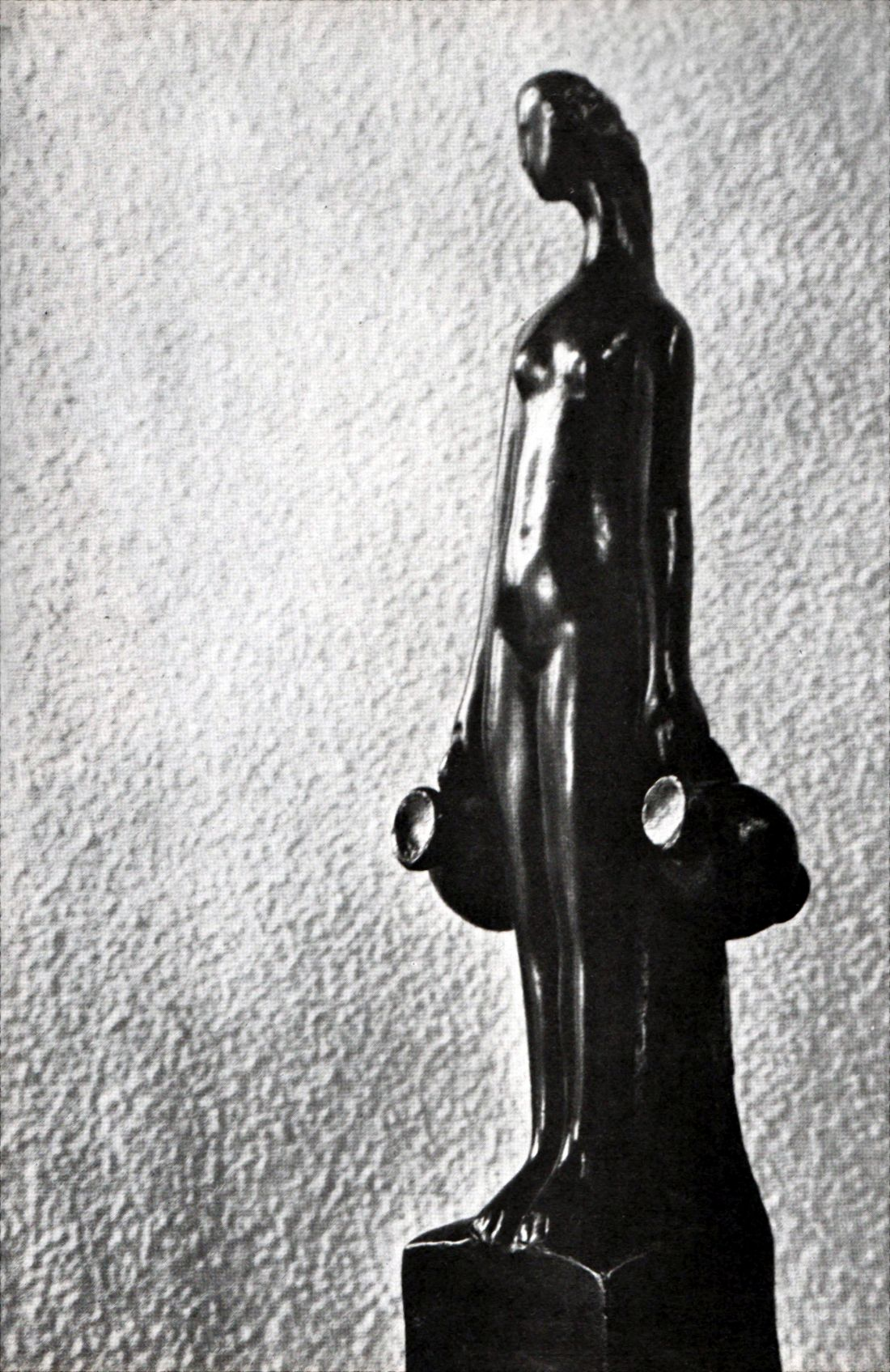
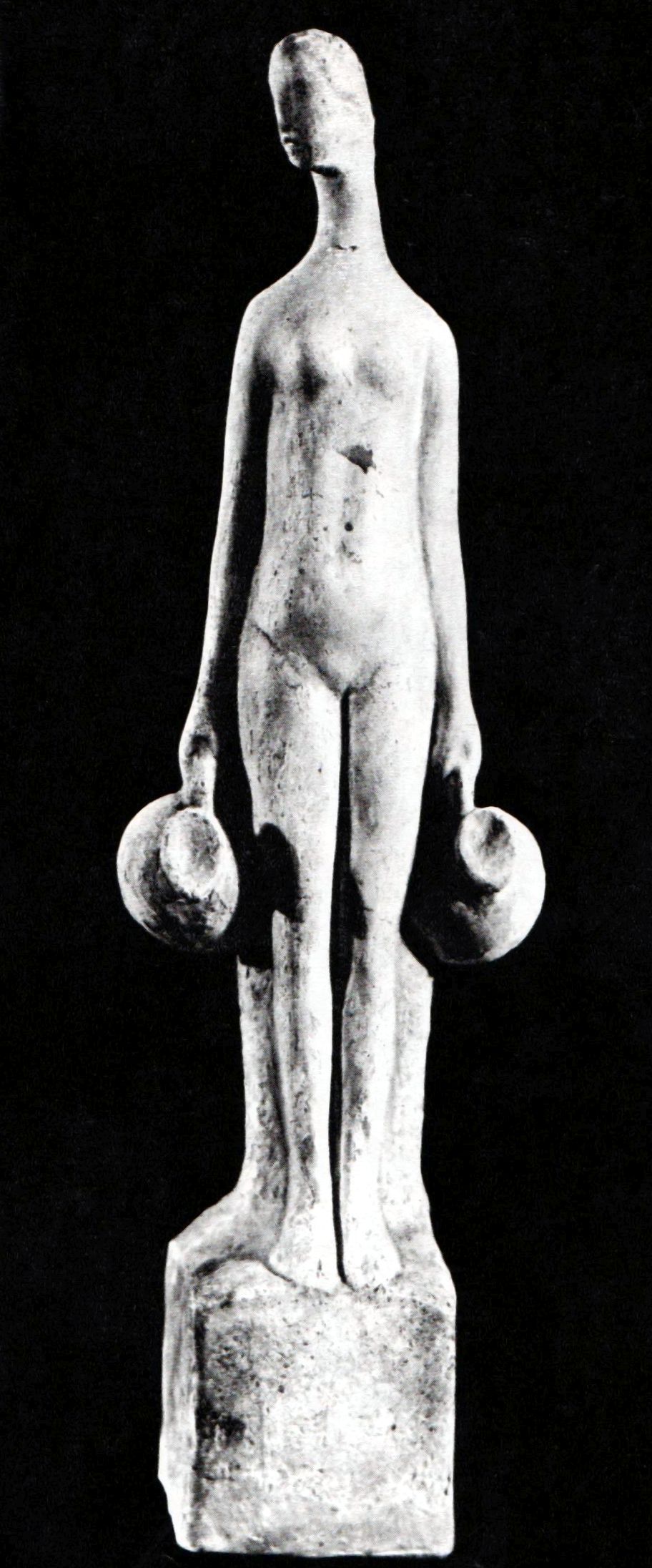
(gips) (1919-1920)

### Lucrări de grafică
Dimitrie Paciurea și-a realizat sculpturile după o perioadă îndelungată de analiză și elaborare. Lucrările lui sufereau pe parcursul procesului de creație multe modificări până în momentul definitivării lor. Chiar dacă lucrurile se petreceau astfel în realitate, artistul nu a simțit nevoia să facă desene formelor inițiale sau unele stadii intermediare execuției.

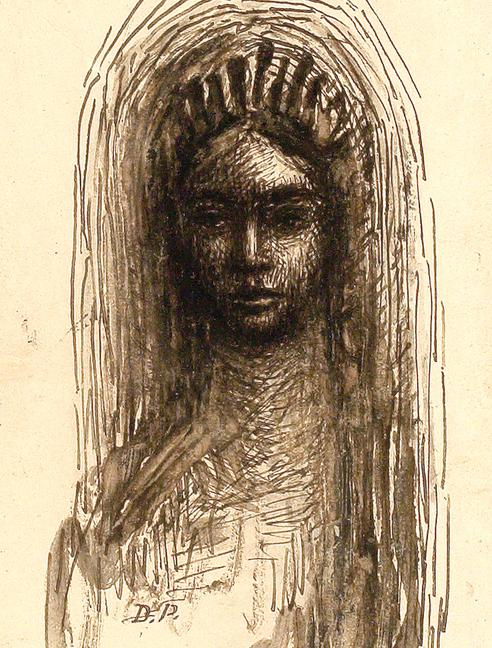
Himeră, laviu

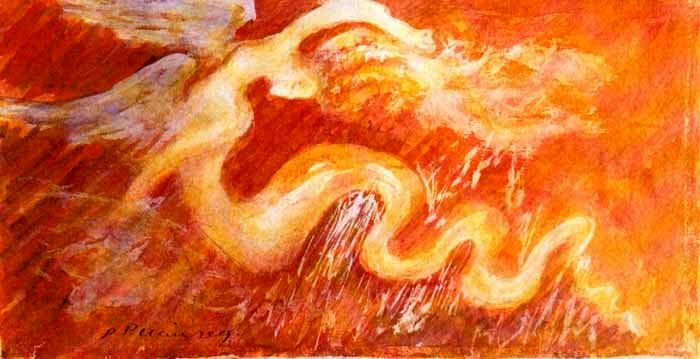
Himeră, guașă de la mijlocul anilor 1920

În anul 1932 când s-a produs decesul său, în atelierul în care a creat începând din noiembrie 1909 s-au găsit multe desene și schițe, în peniță și creion, pe foi volante și carnețele. O parte din ele a fost vândută și altă parte a fost donată de Margareta Paciurea, soția sa, Muzeului Toma Stelian, lucrări care au devenit mai târziu exponate ale Muzeul de artă al Republicii Socialiste România. Un alt lot de lucrări a fost păstrat de moștenitori, ulterior ajungând la Cabinetul de Stampe al Academiei Române. Toate acestea însumează aproape tot ce a realizat Paciurea în materie de grafică. 
După studierea acestor schițe au rezultat două observații definitorii. Prima afirmă că artistul s-a folosit de schiță ca o notație fugară, pentru înfățișarea unui ansamblu monumental sau pentru a-și fixa minuțios diversele dimensiuni pe care le dorea să le dea lucrării finale. În acest fel, Paciurea a lăsat posterității informații despre unele proiecte de monumente pe care le avea în intenție a le realiza și despre cele care chiar au ajuns la un stadiu de machetă, distrusă ulterior. A doua observație, face referire la schițele mult mai numeroase pe care le-a făcut în ultimii zece ani de carieră. Ele reflectă preocupările pentru realizarea unor himere, lucrări despre care se știe că au stat la baza celei mai originale perioade de creație din viața lui.
Toate desenele sunt valoroase într-un cadru artistic, dar și documentar. Acestea conțin acel primat al scheletului unei sculpturi, al sintezelor de planuri și al expresiei constructive. S-a păstrat astfel, ideea de la care a pornit sculptorul, chiar dacă opera finală a fost definitivată cu modificări. Desenele sunt interesante și prin realizarea grafică. Ele relevă sponteneitate și au un aspect de notiță făcută cu rapiditate. Din ele se desprind raporturile privind îngemănarea și masivitatea formelor, precum și raportul volumelor.
Printre desene și schițe se regăsesc și o serie de acuarele și guașe care emană aceeași preocupare și elan creator, ca și în cazul operei sculpturale. Ele înfățișează himere care par că plutesc într-o atmosferă de basm.

#### Studii

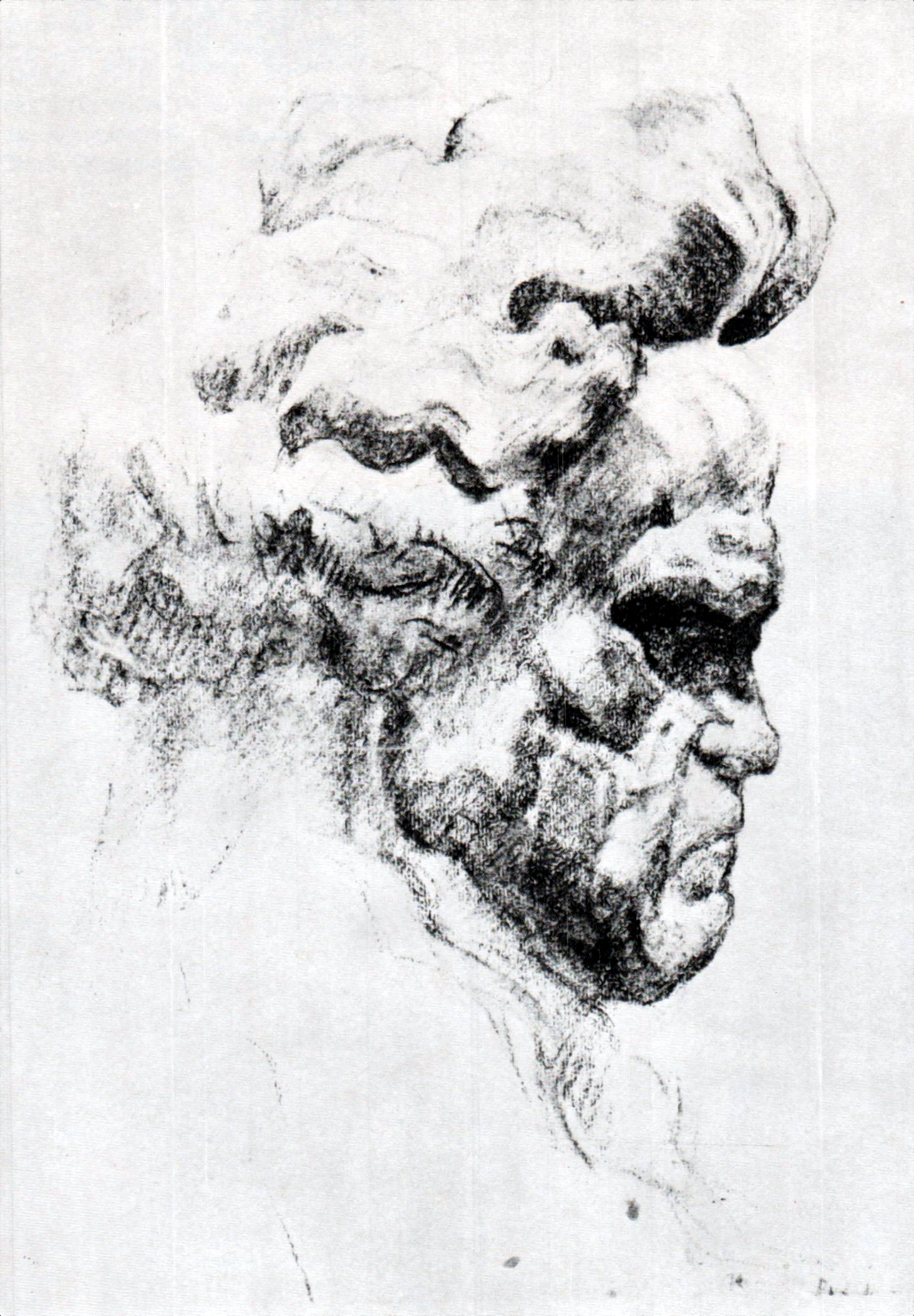
Studiu pentru Beethoven
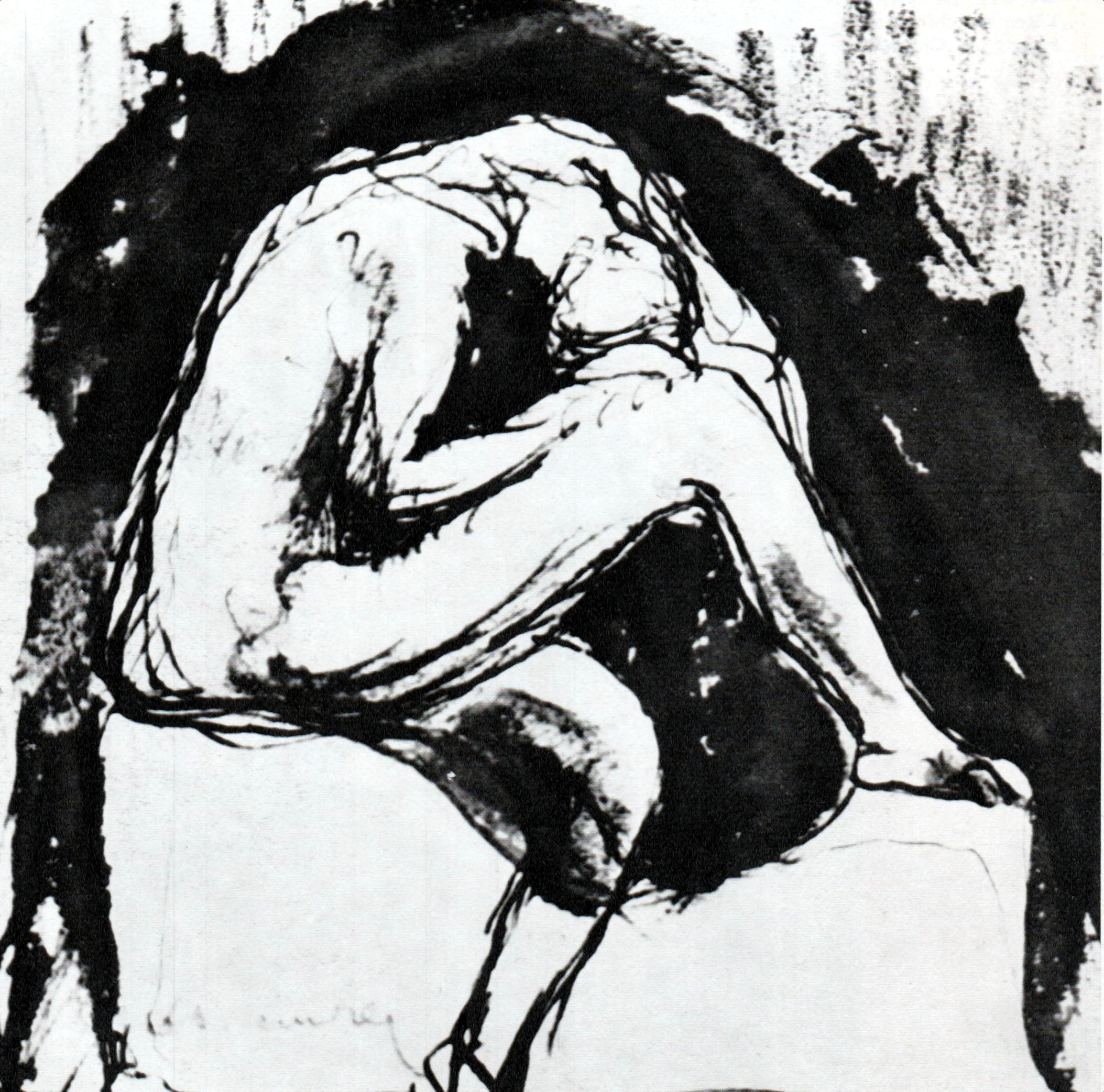
Studiu de nud
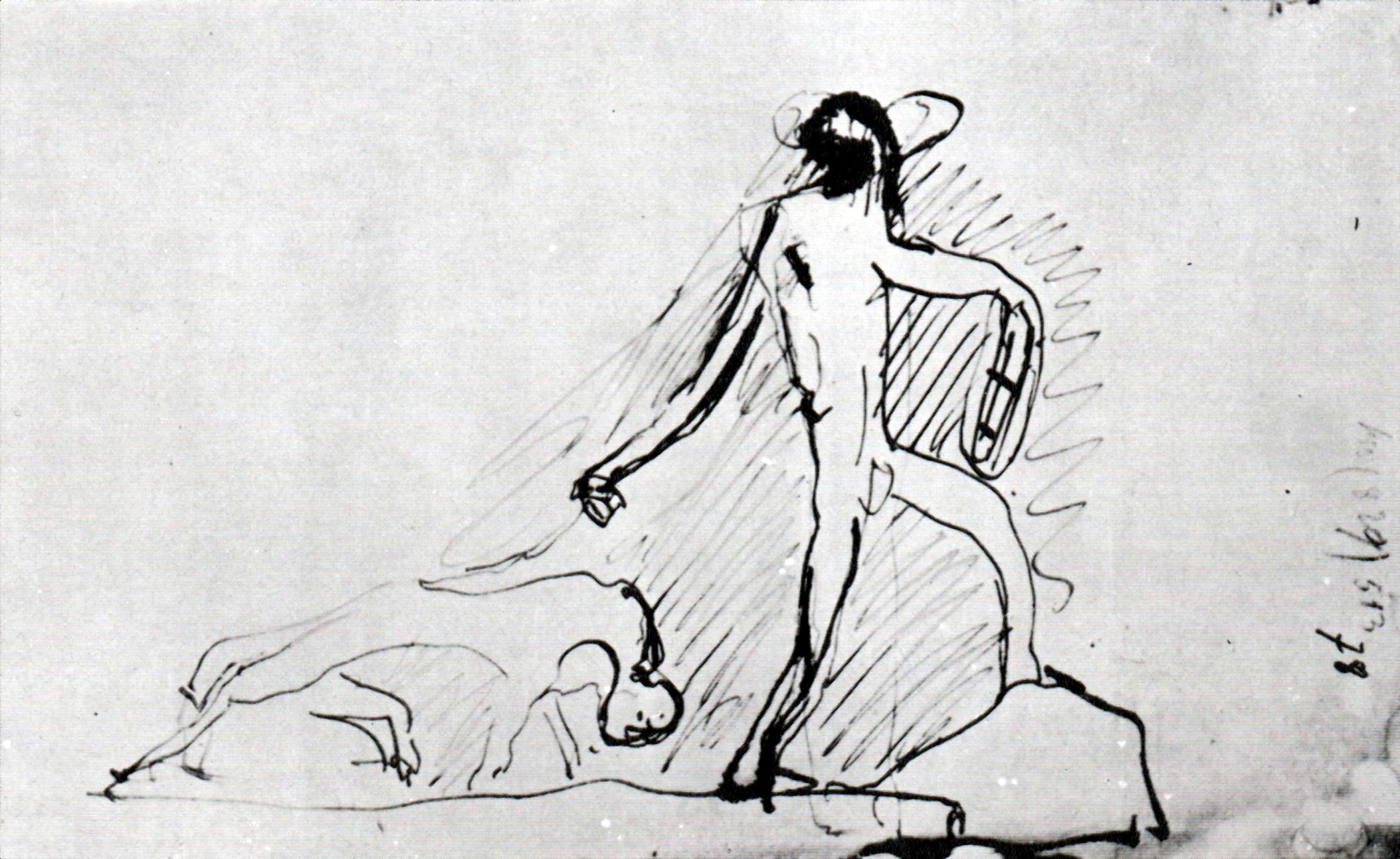
Schiță pentru Orfeu
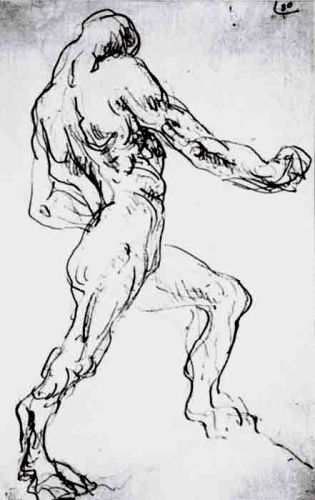
Schiță de nud
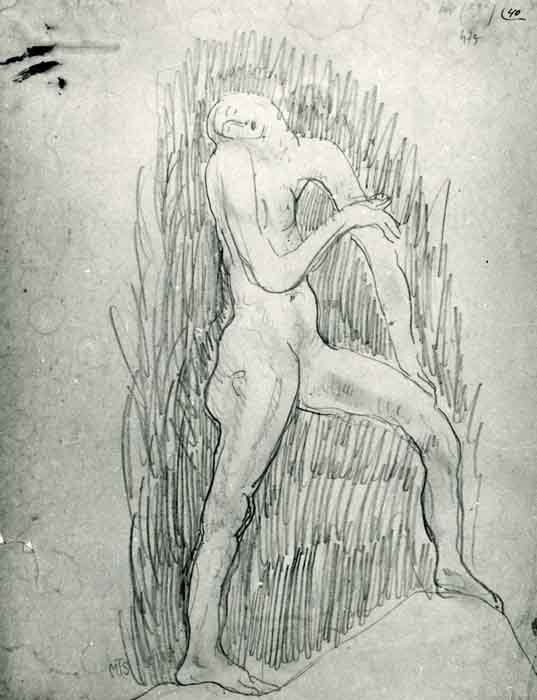
Nud de femeie
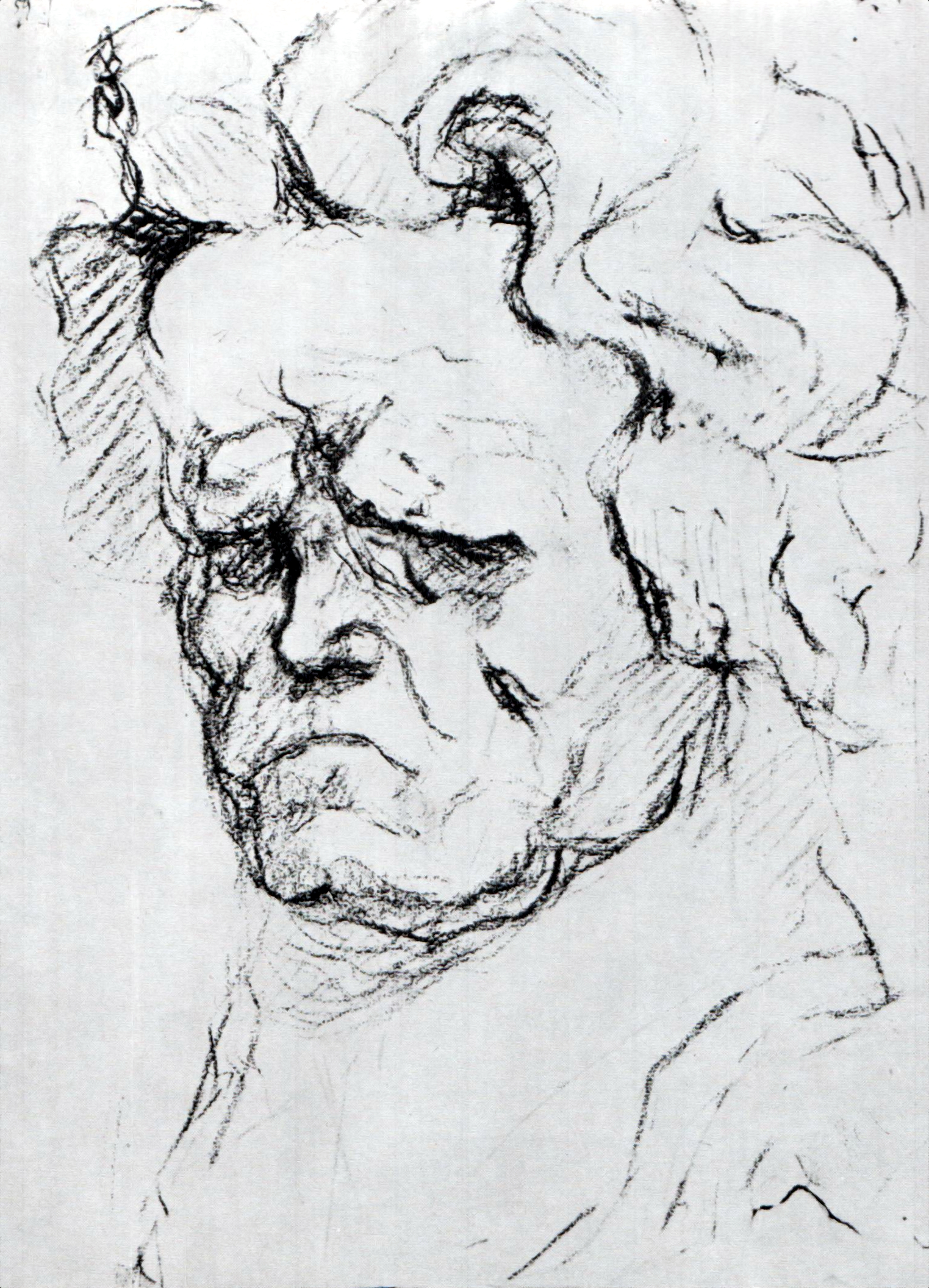
Studiu pentru Beethoven
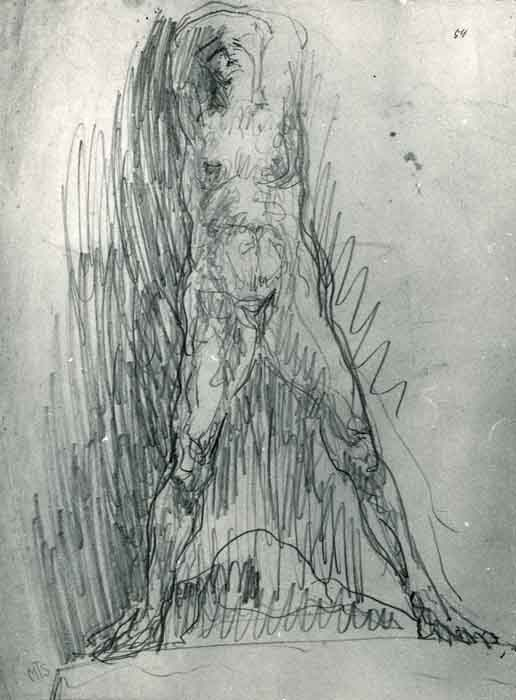
Studiu de nud
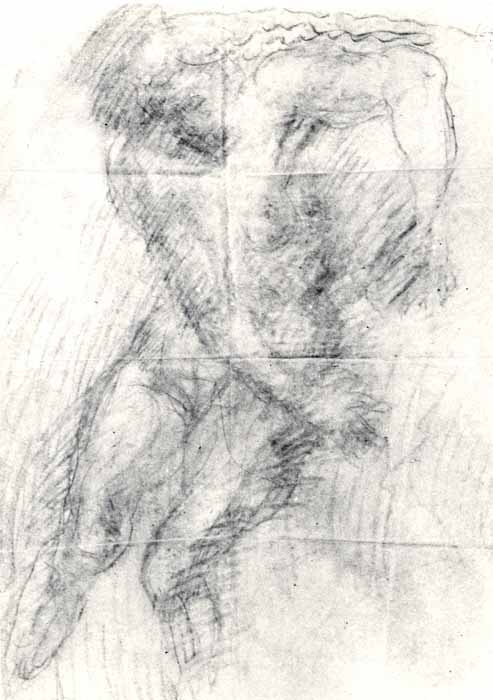
Studiu de nud
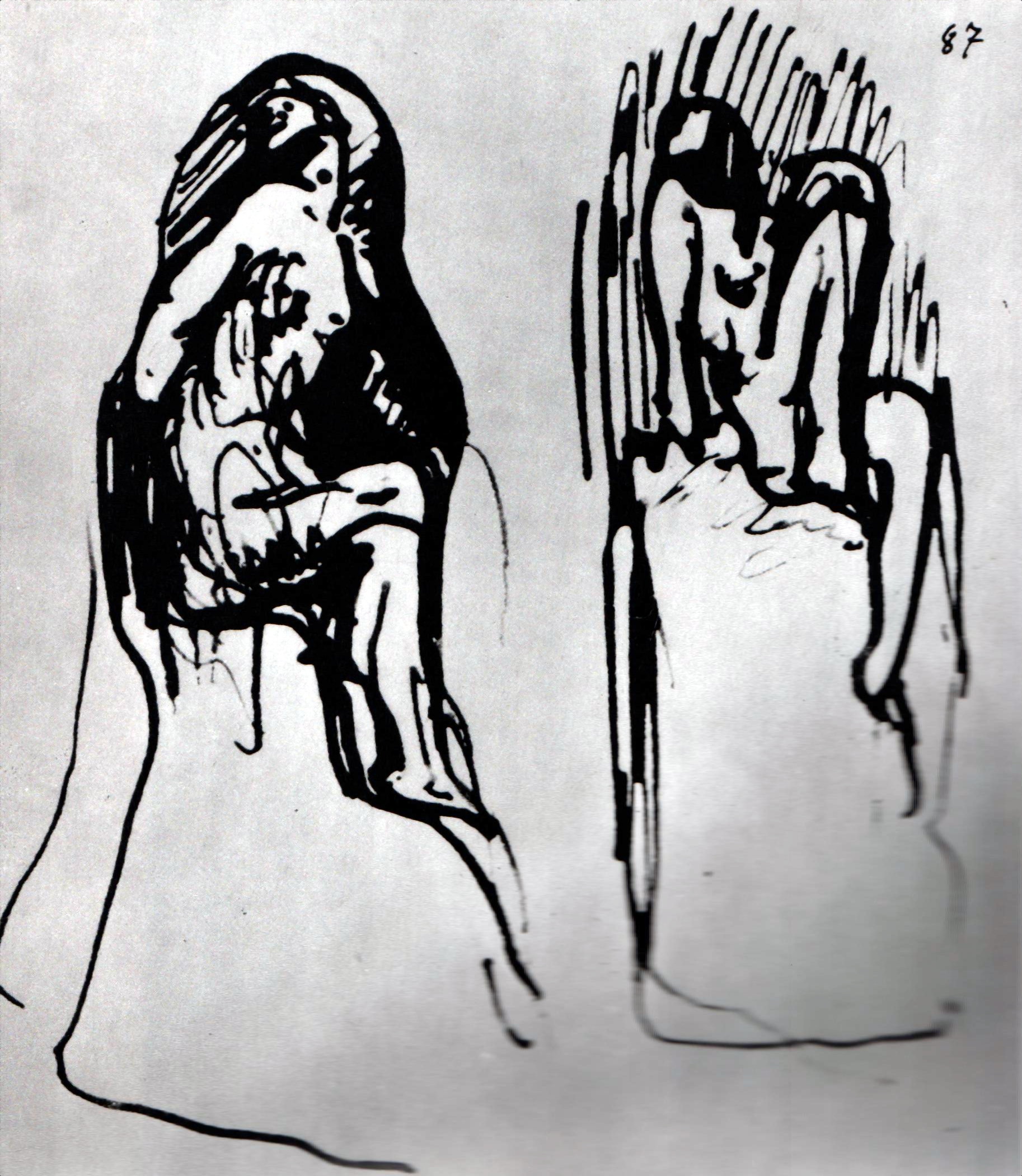
Pagină de schiță
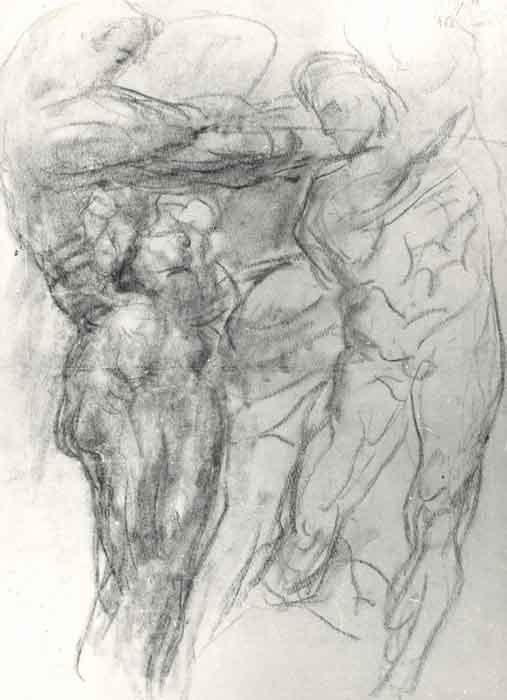
Studiu
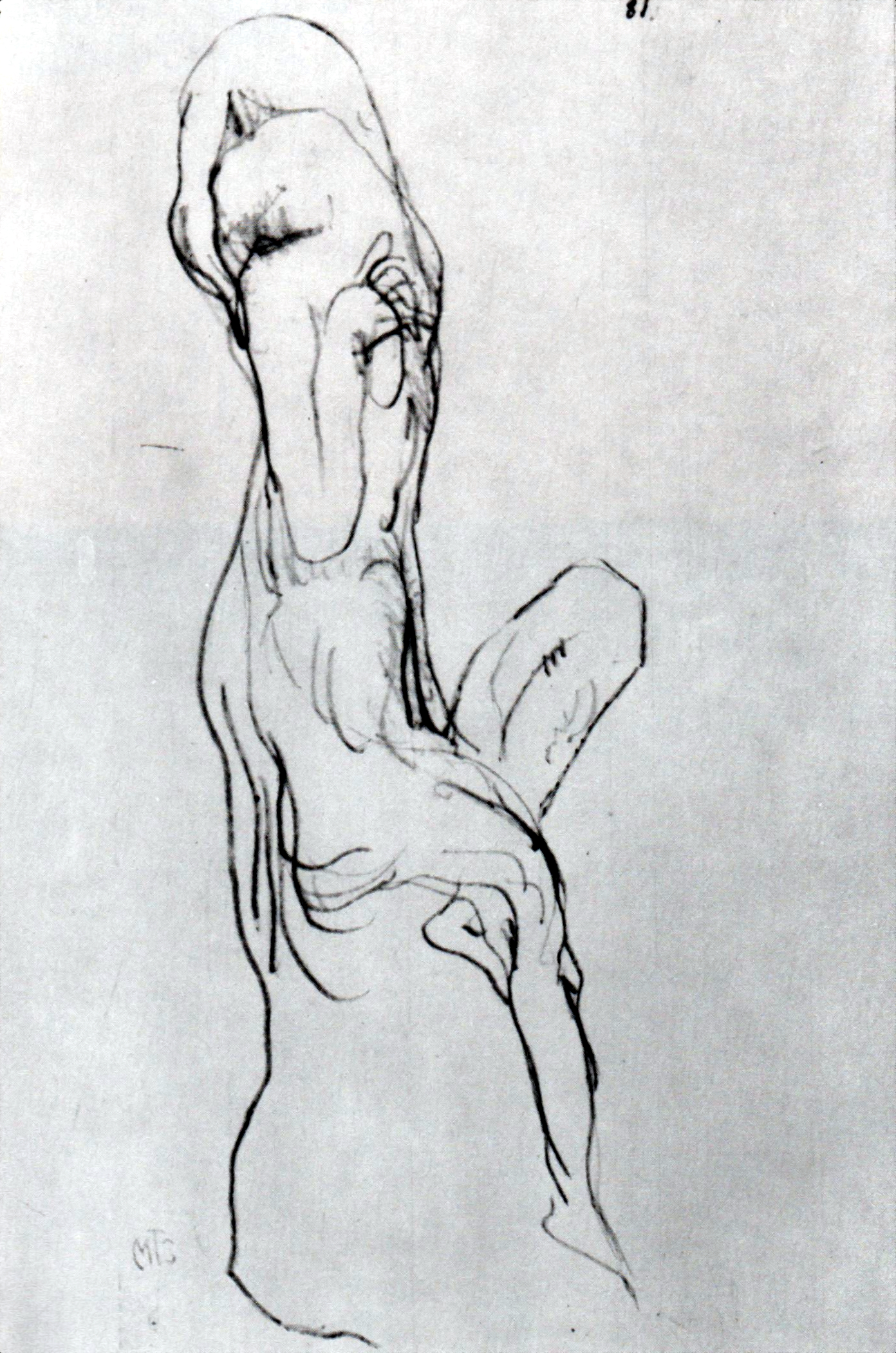
Nud de femeie
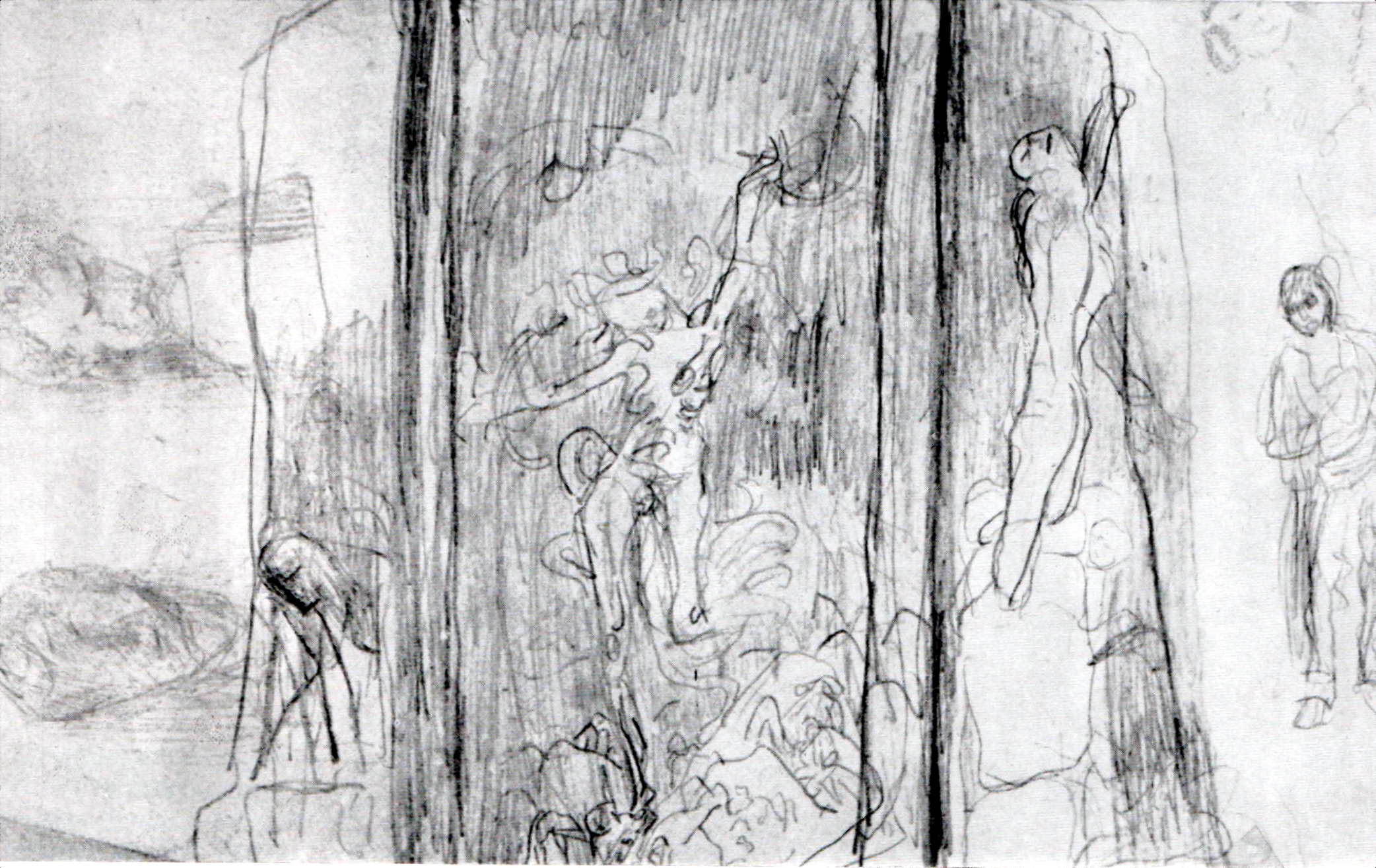
Pagină de schiță
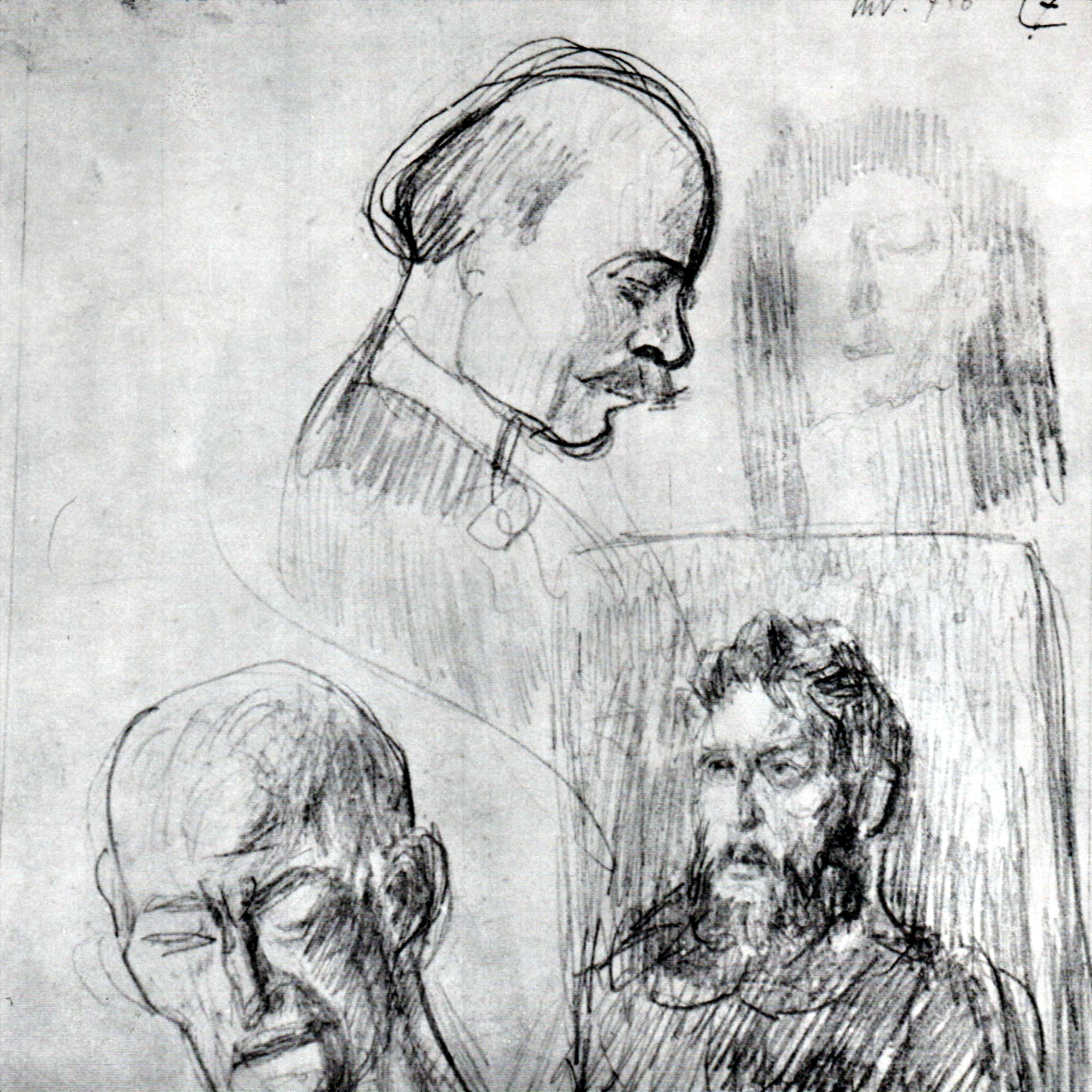
Pagină cu schiță și autoportret
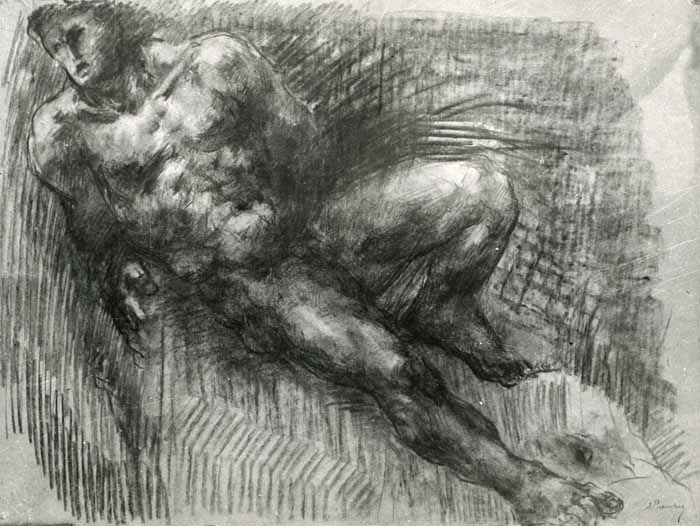
Studiu de nud
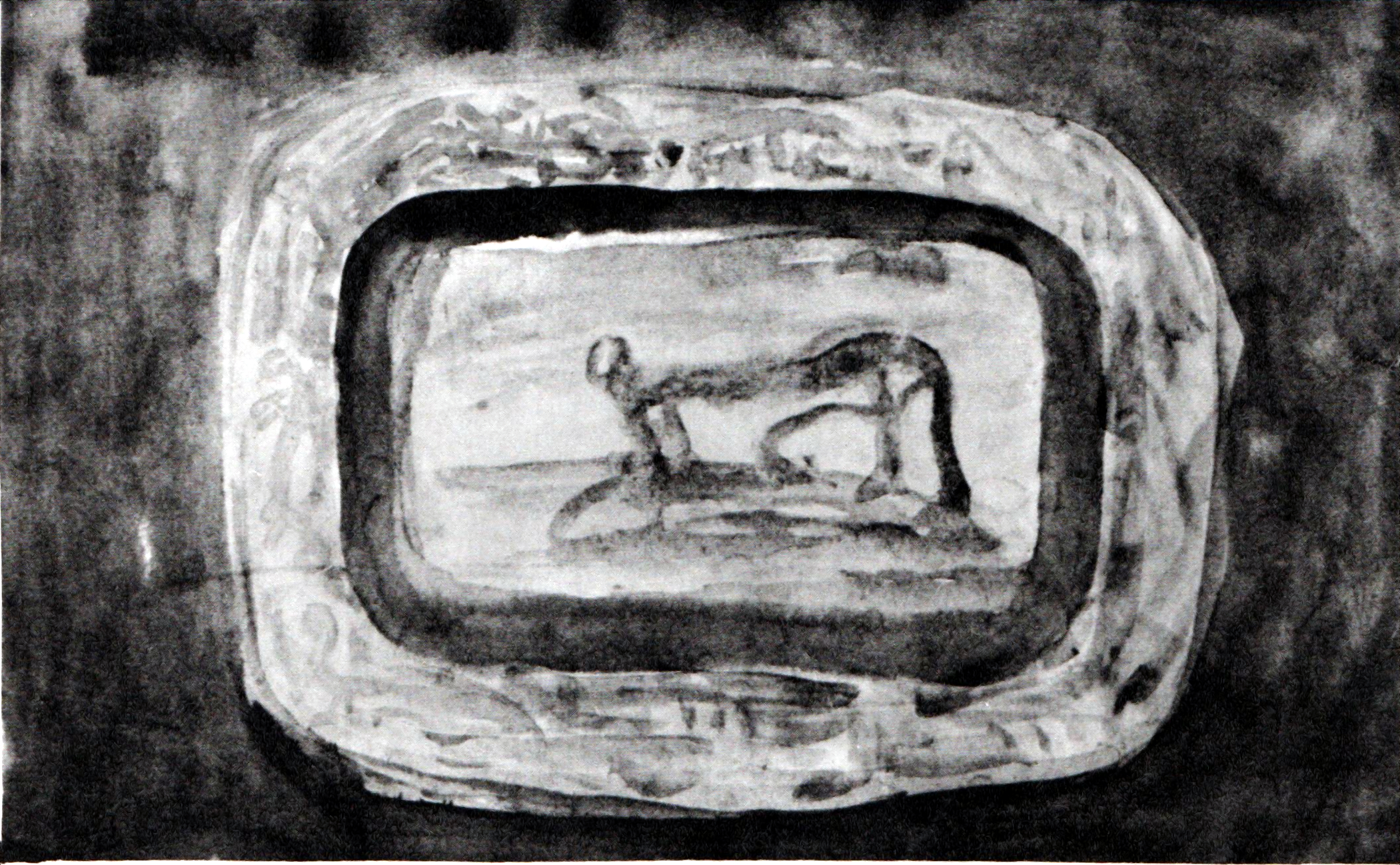
Proiect de platou

#### Himere

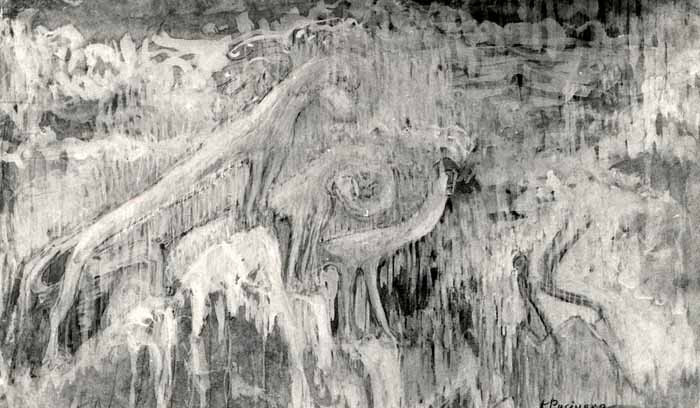
Himere
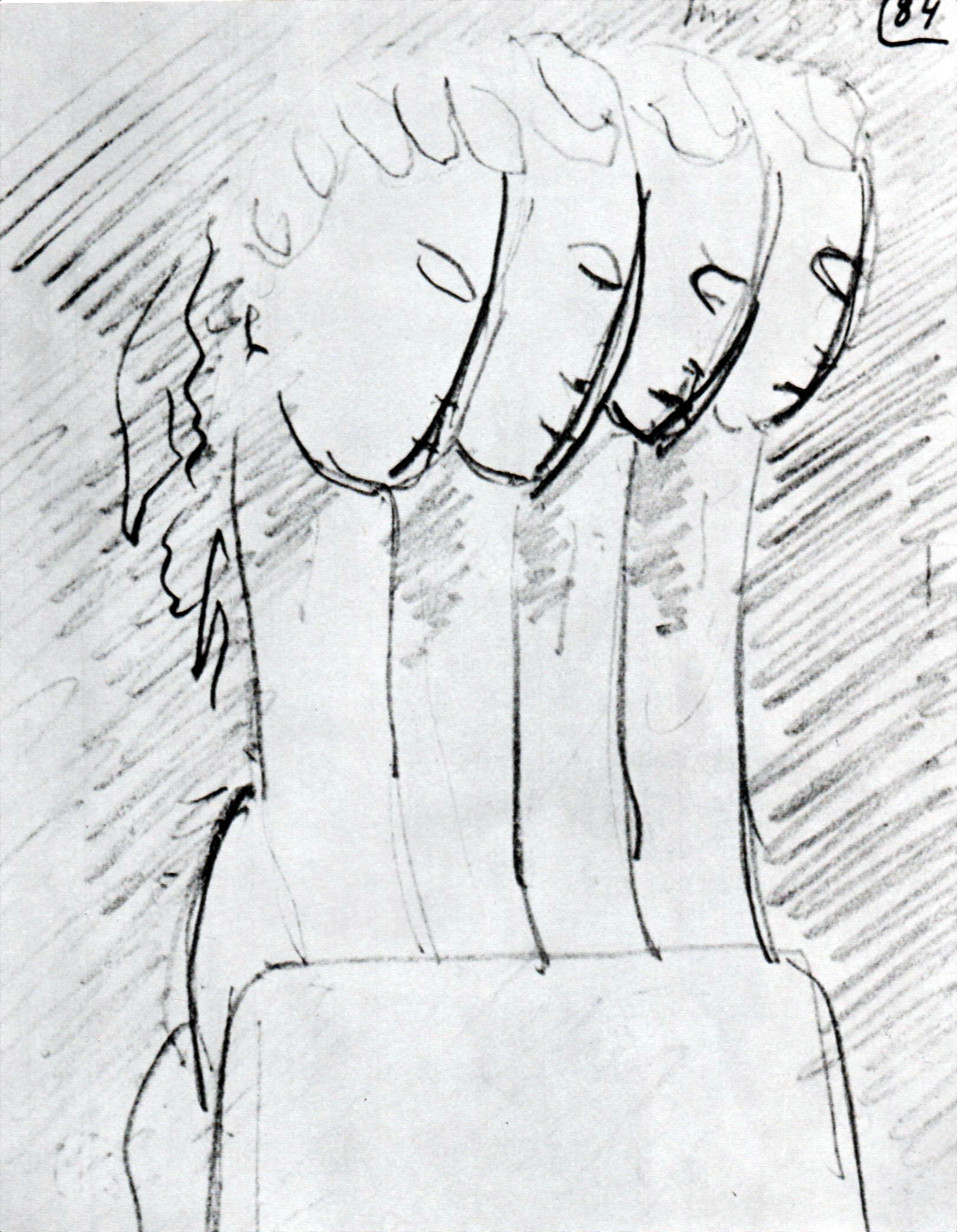
Capete de himere
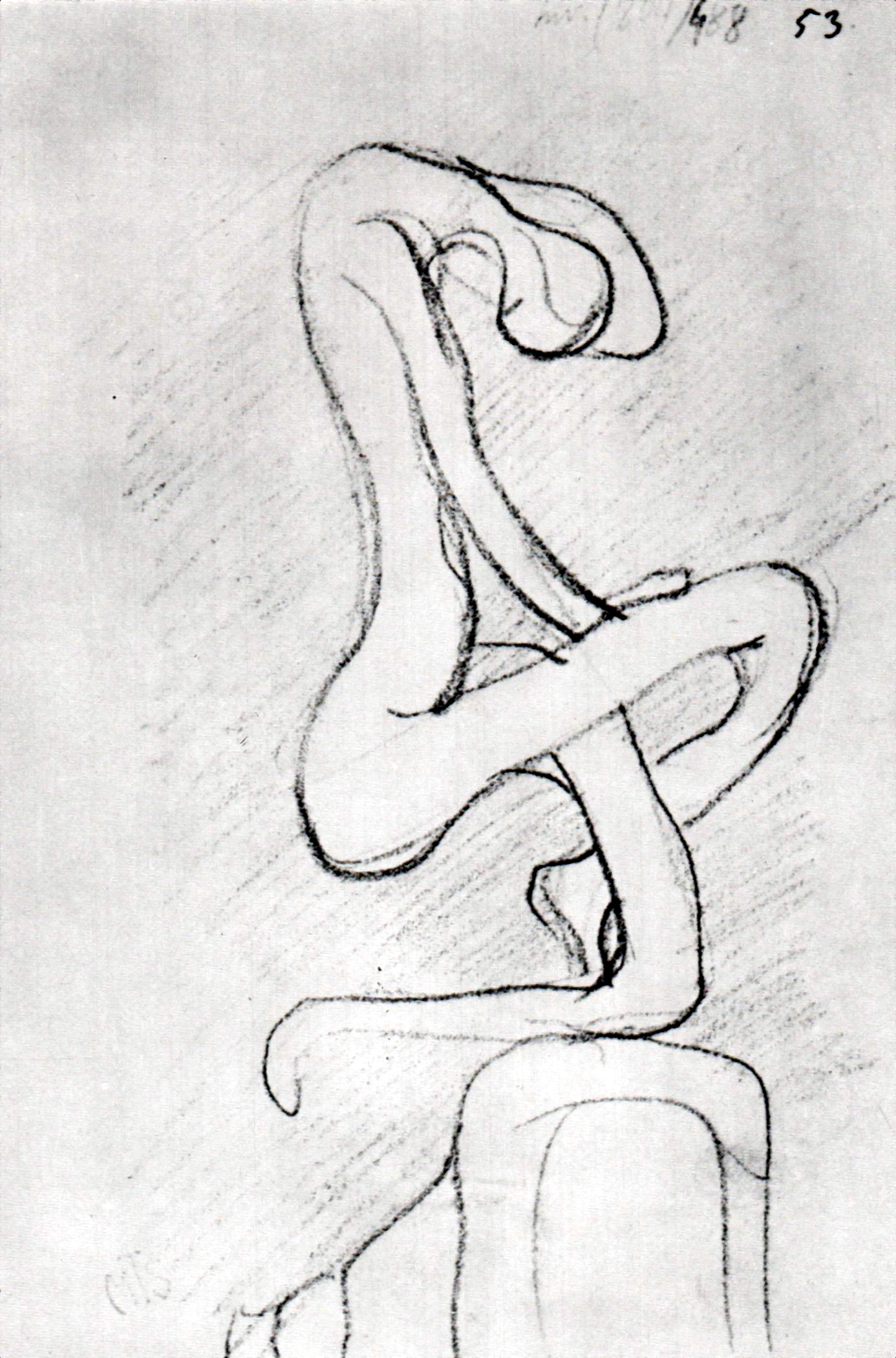
Himera
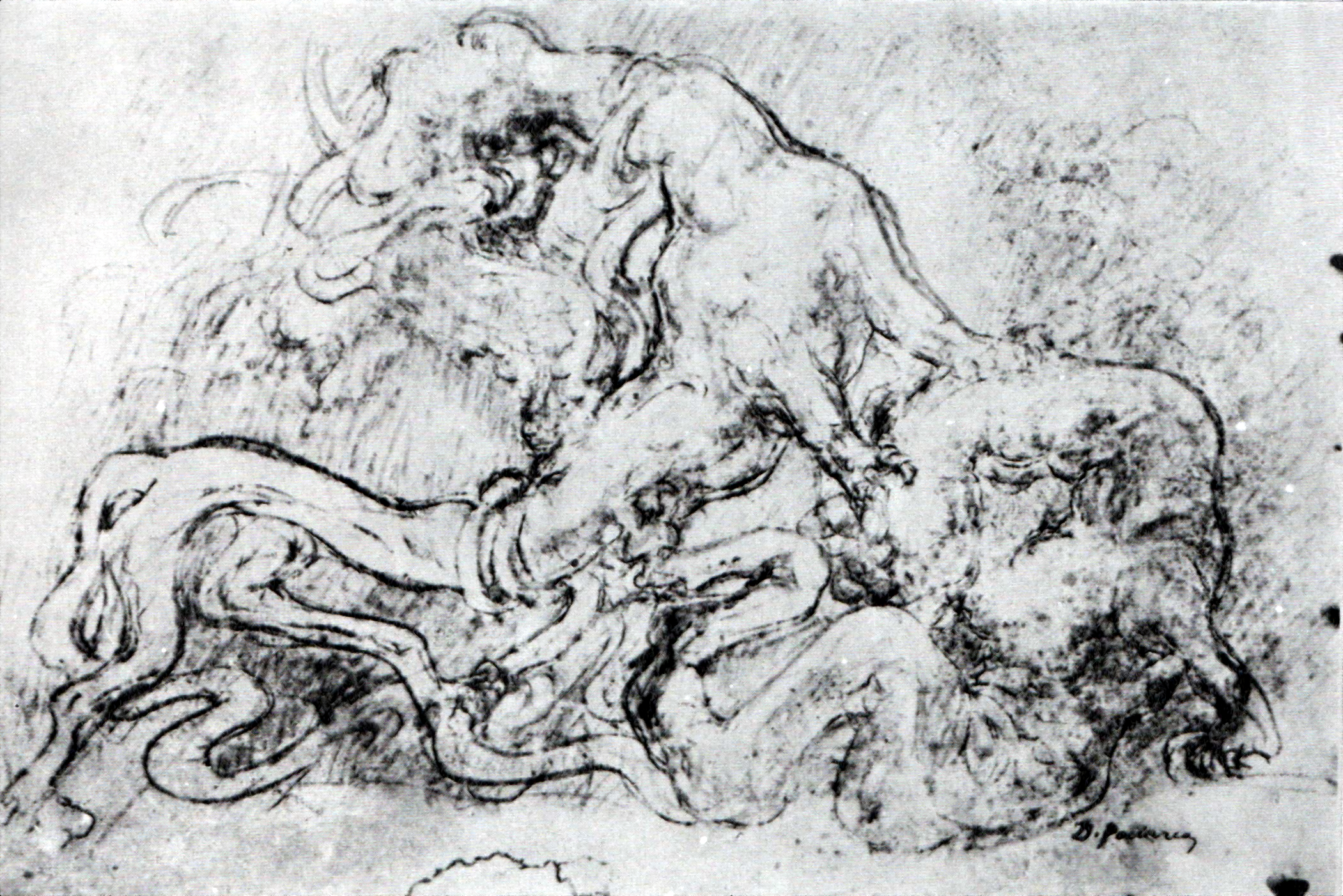
Himere
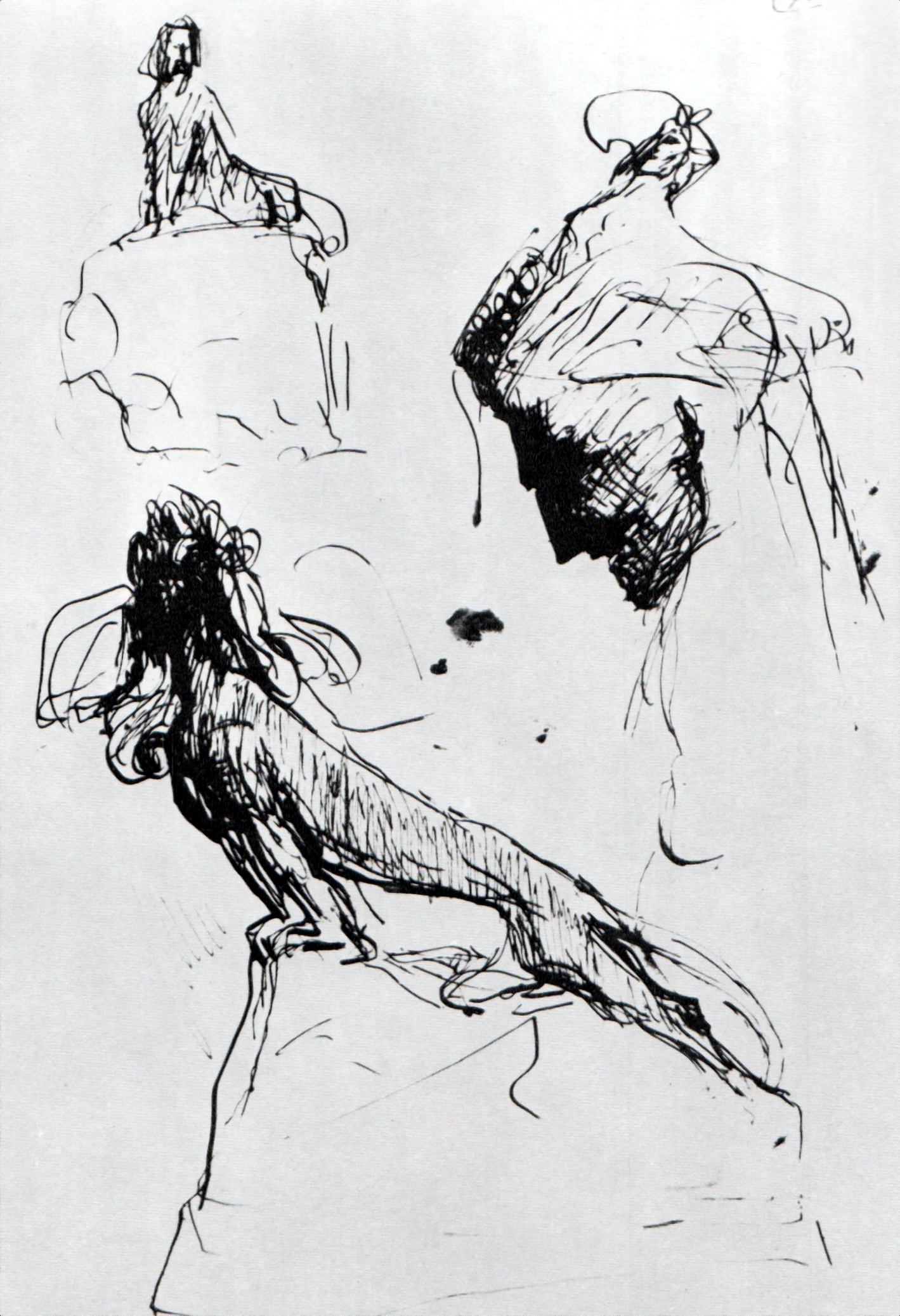
Himere
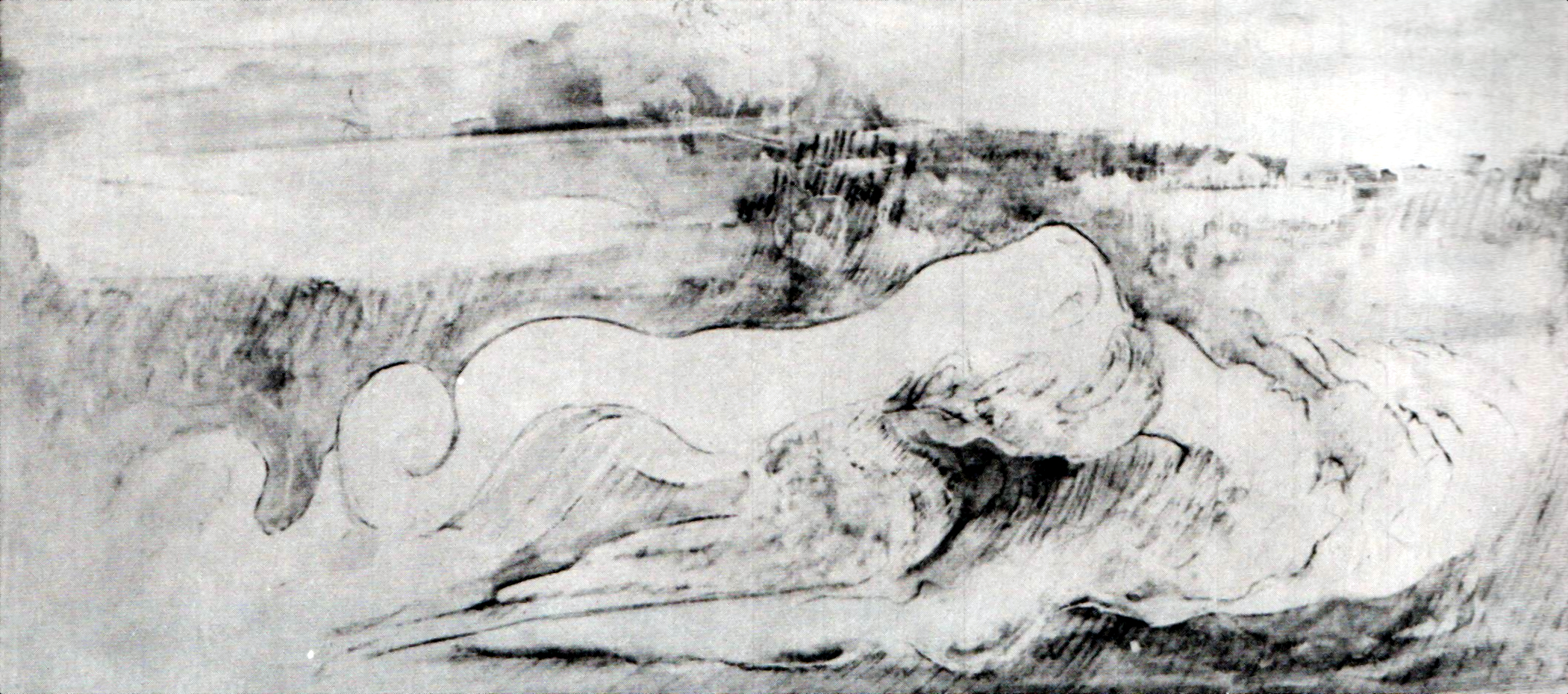
Himere zburând
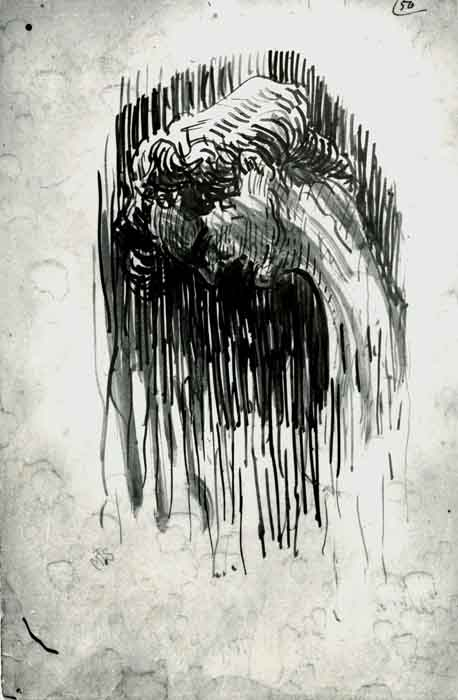
Cap de himeră
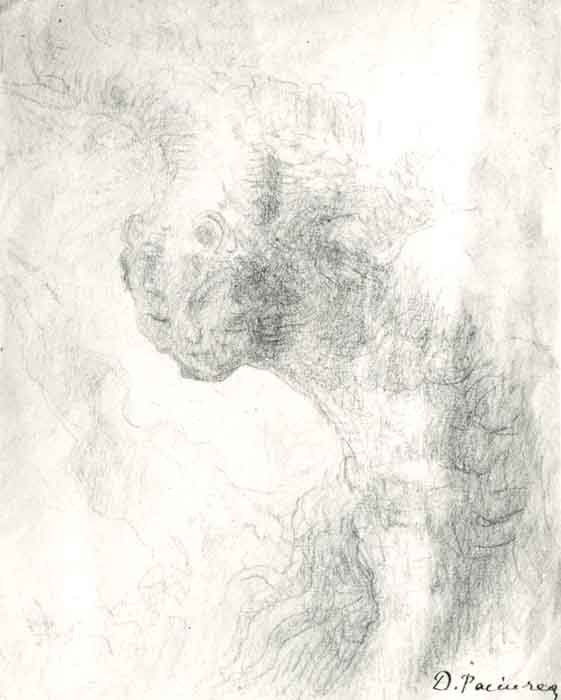
Himeră
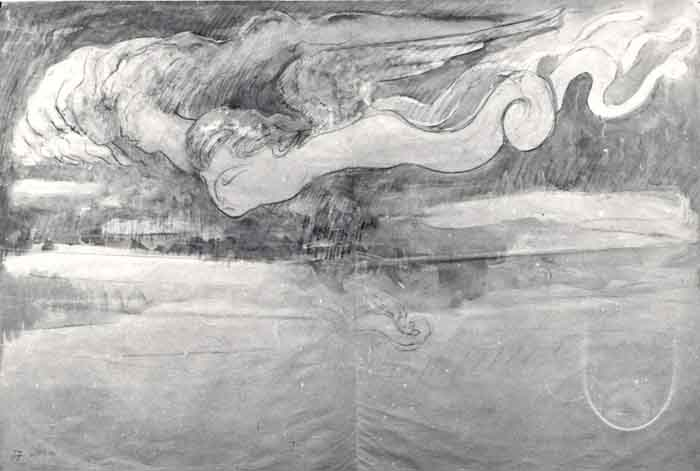
Himere zburând
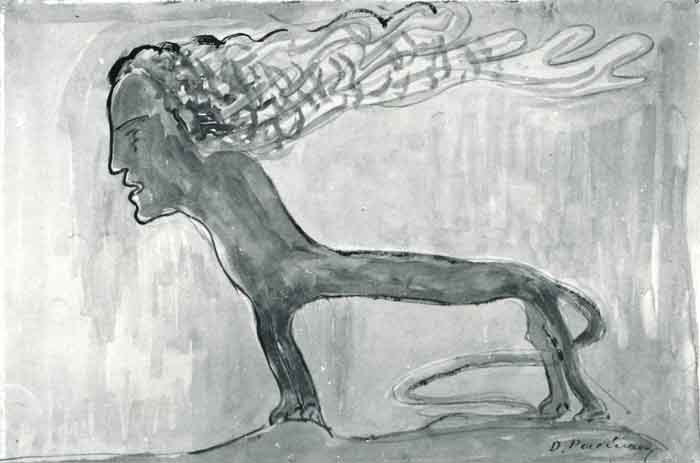
Himeră

#### Proiecte de monumente

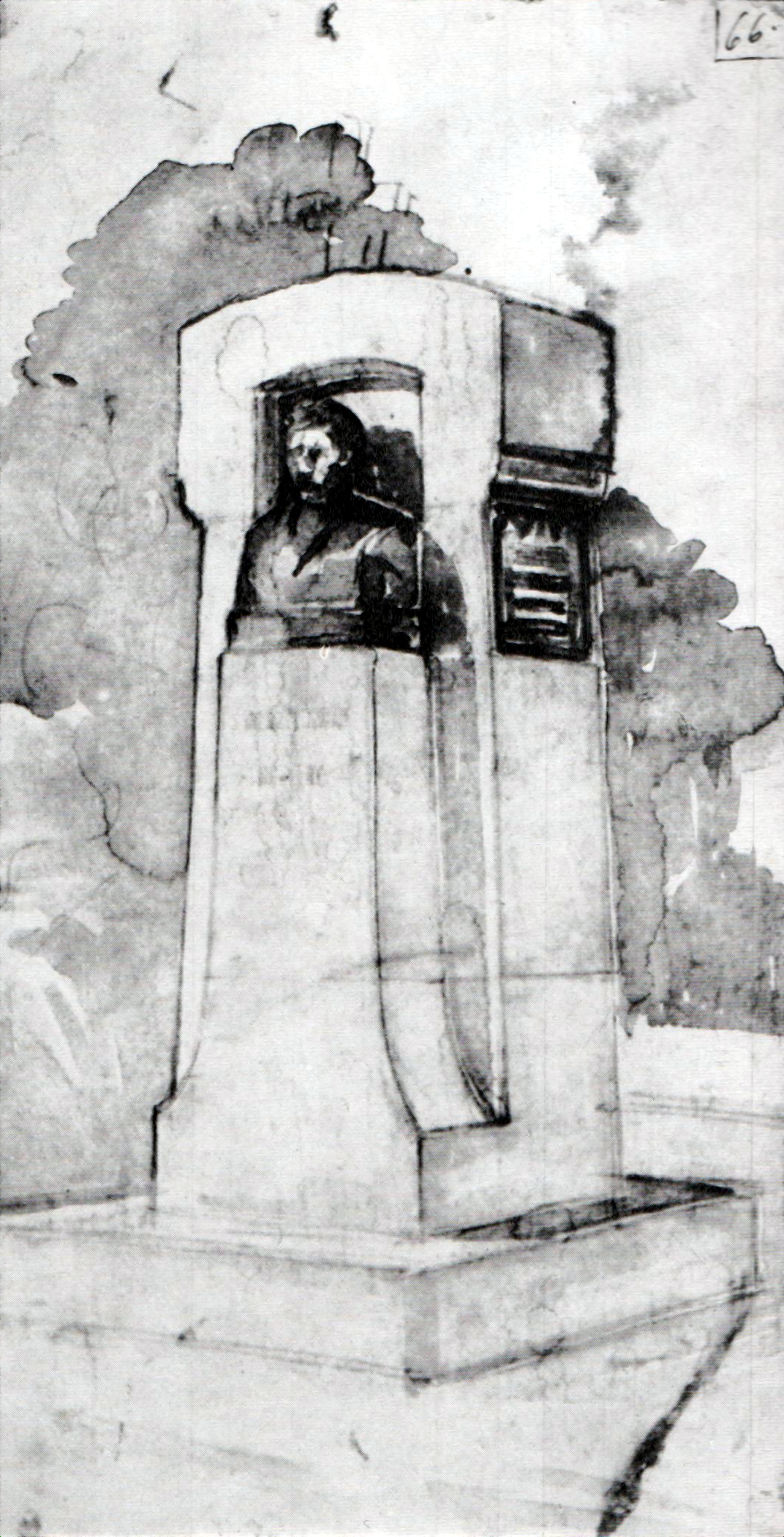
Proiect de monument
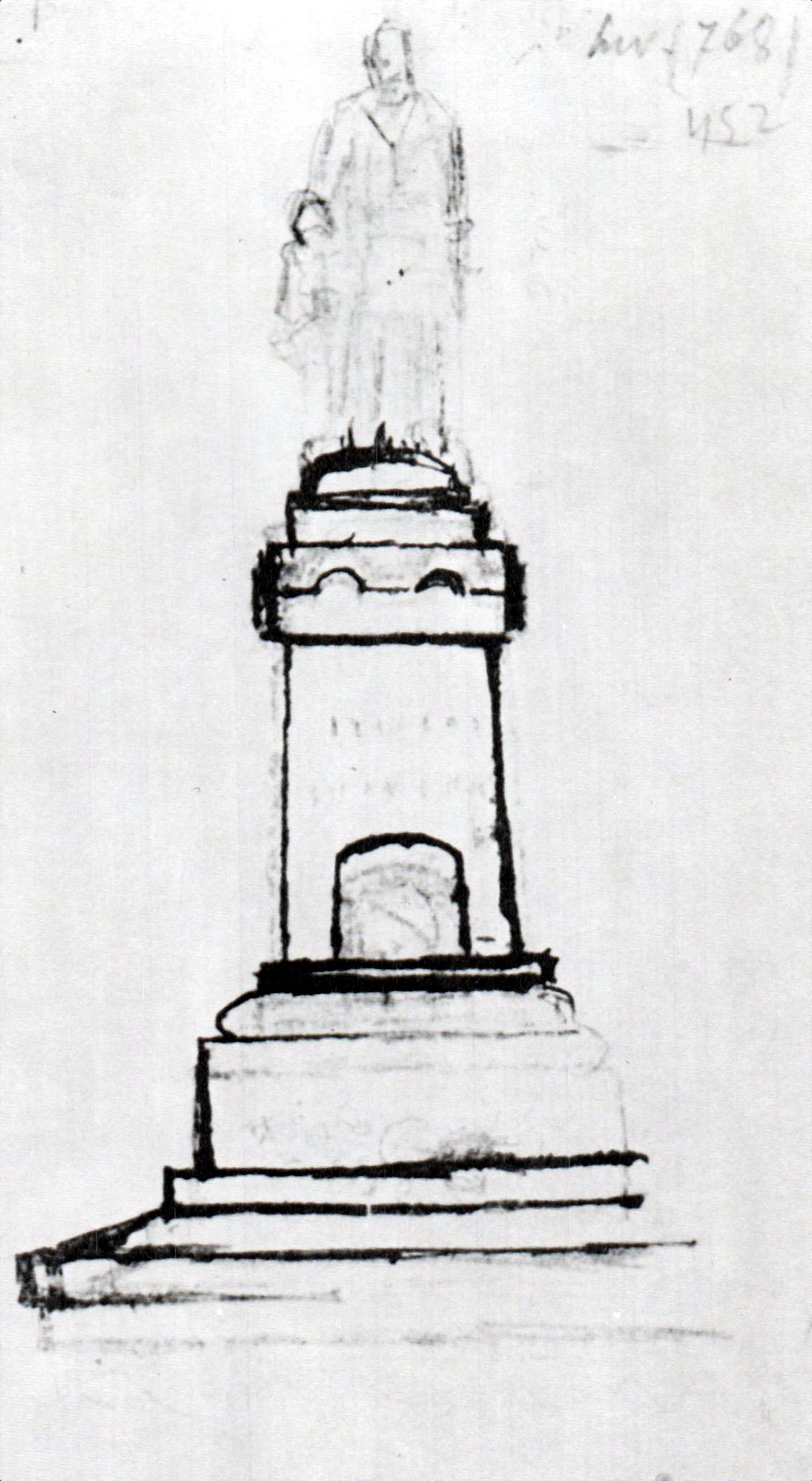
Proiect de monument
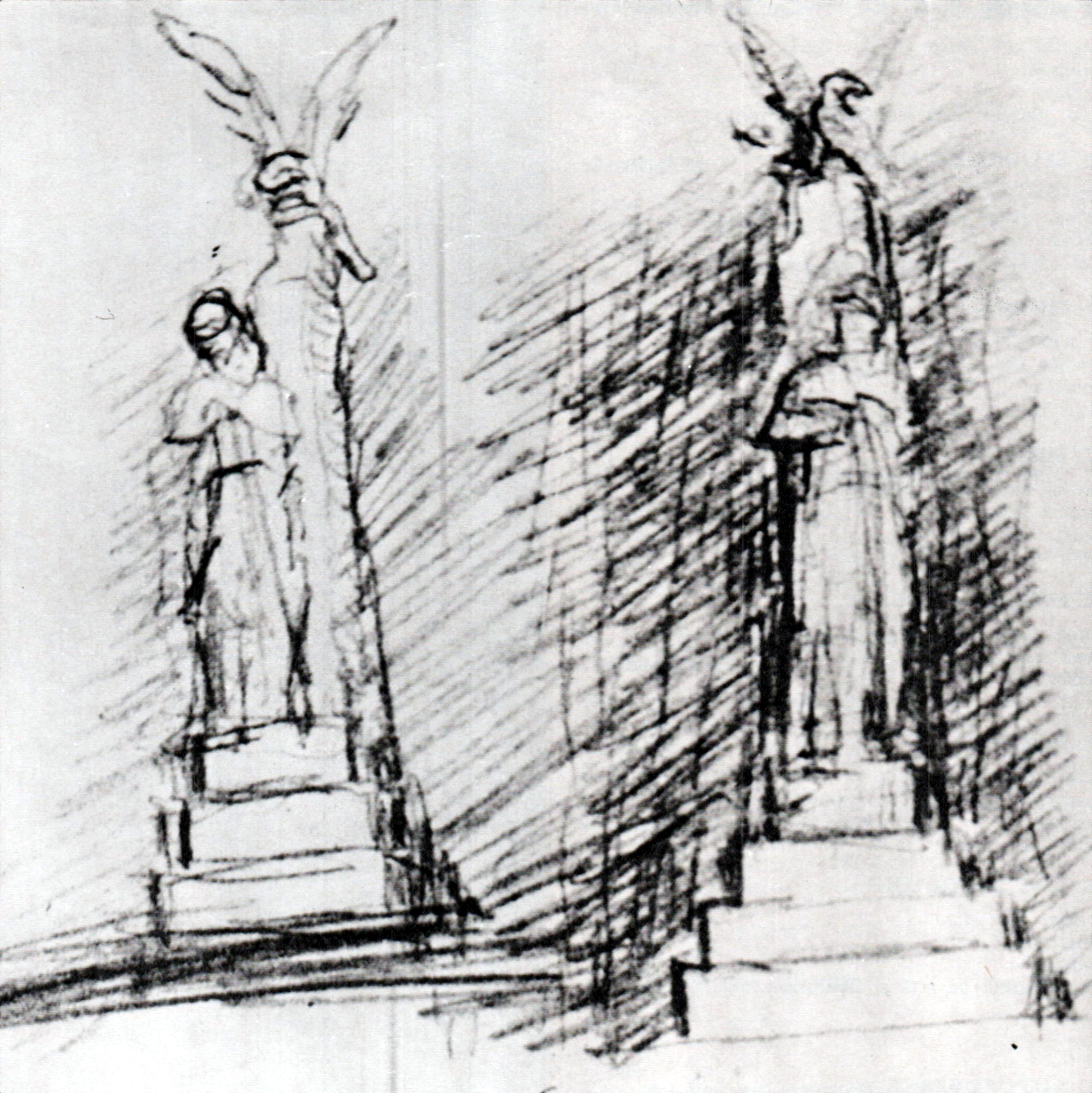
Proiect de monument
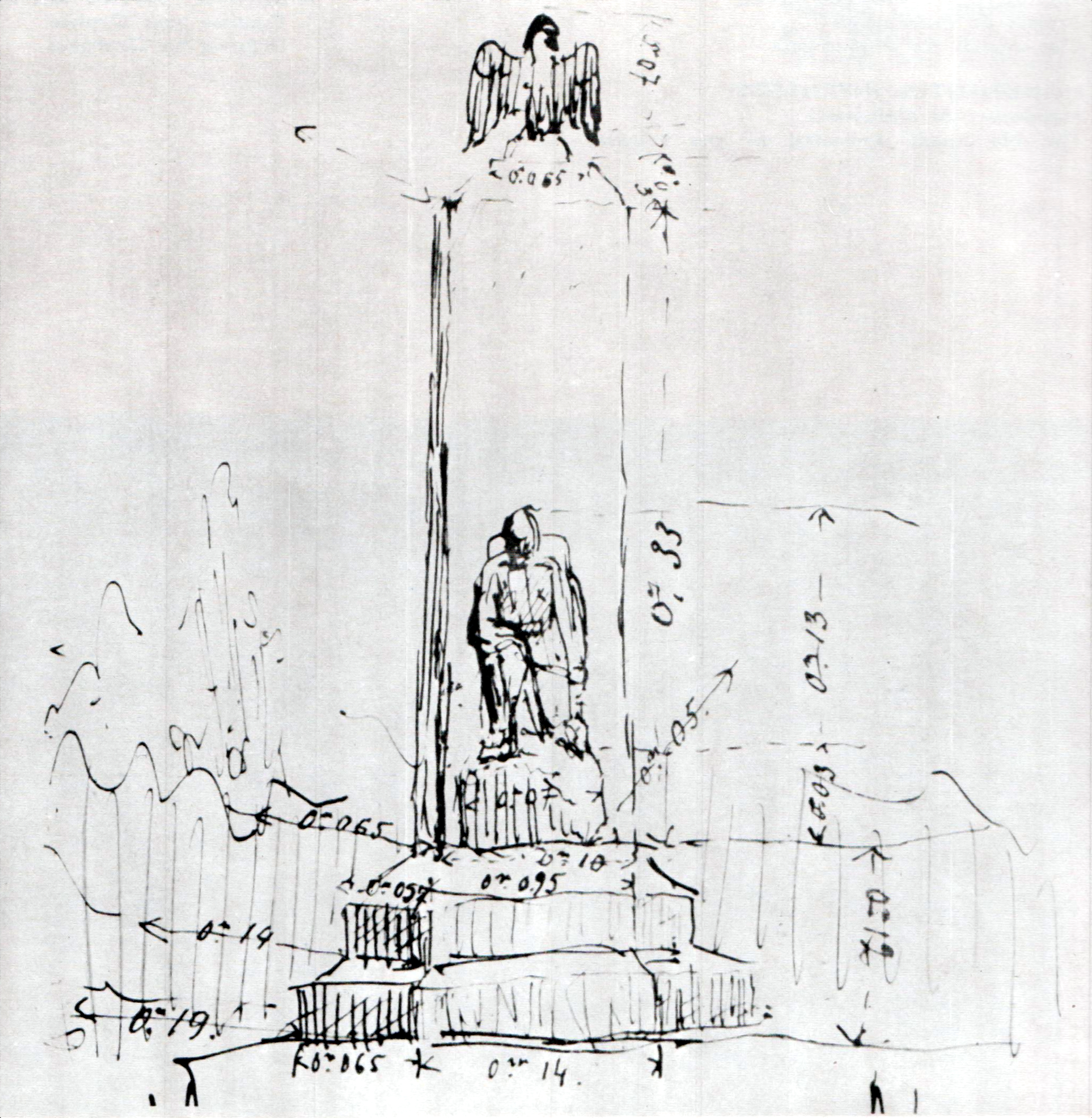
Monumentul infanteriei
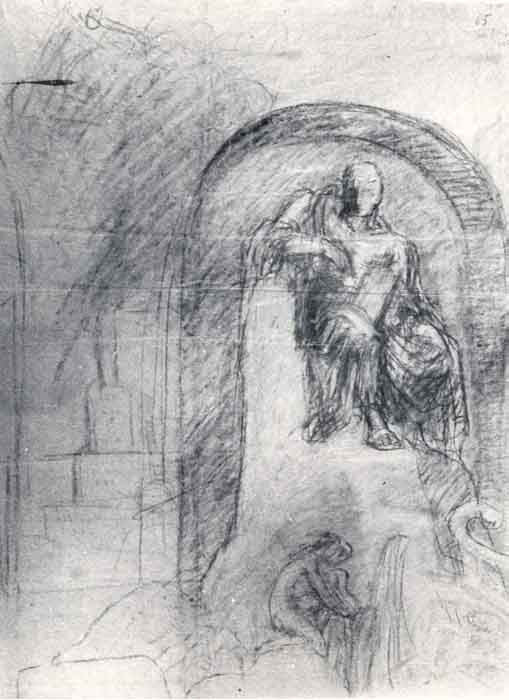
Proiect de monument
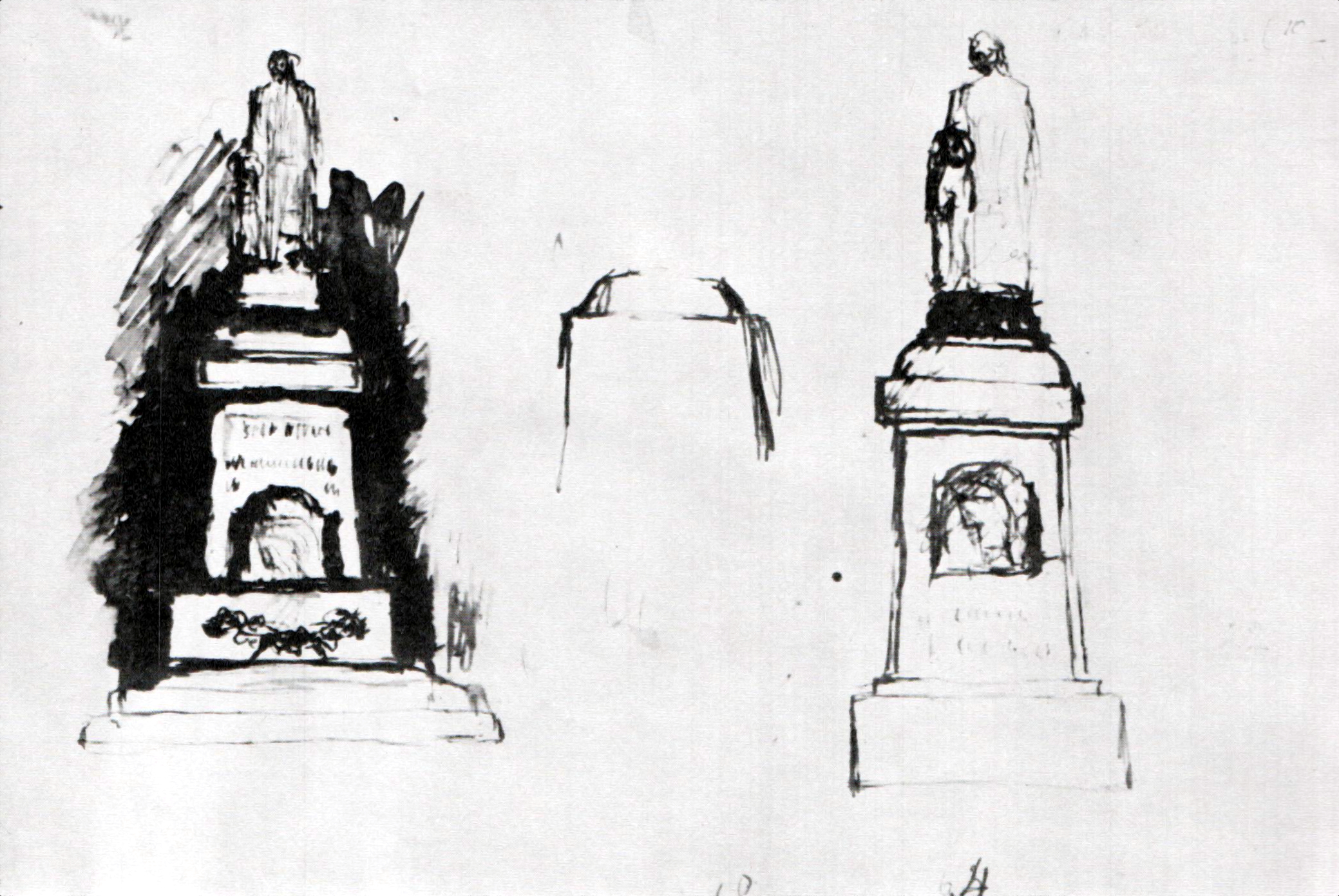
Schiță pentru proiect de monument
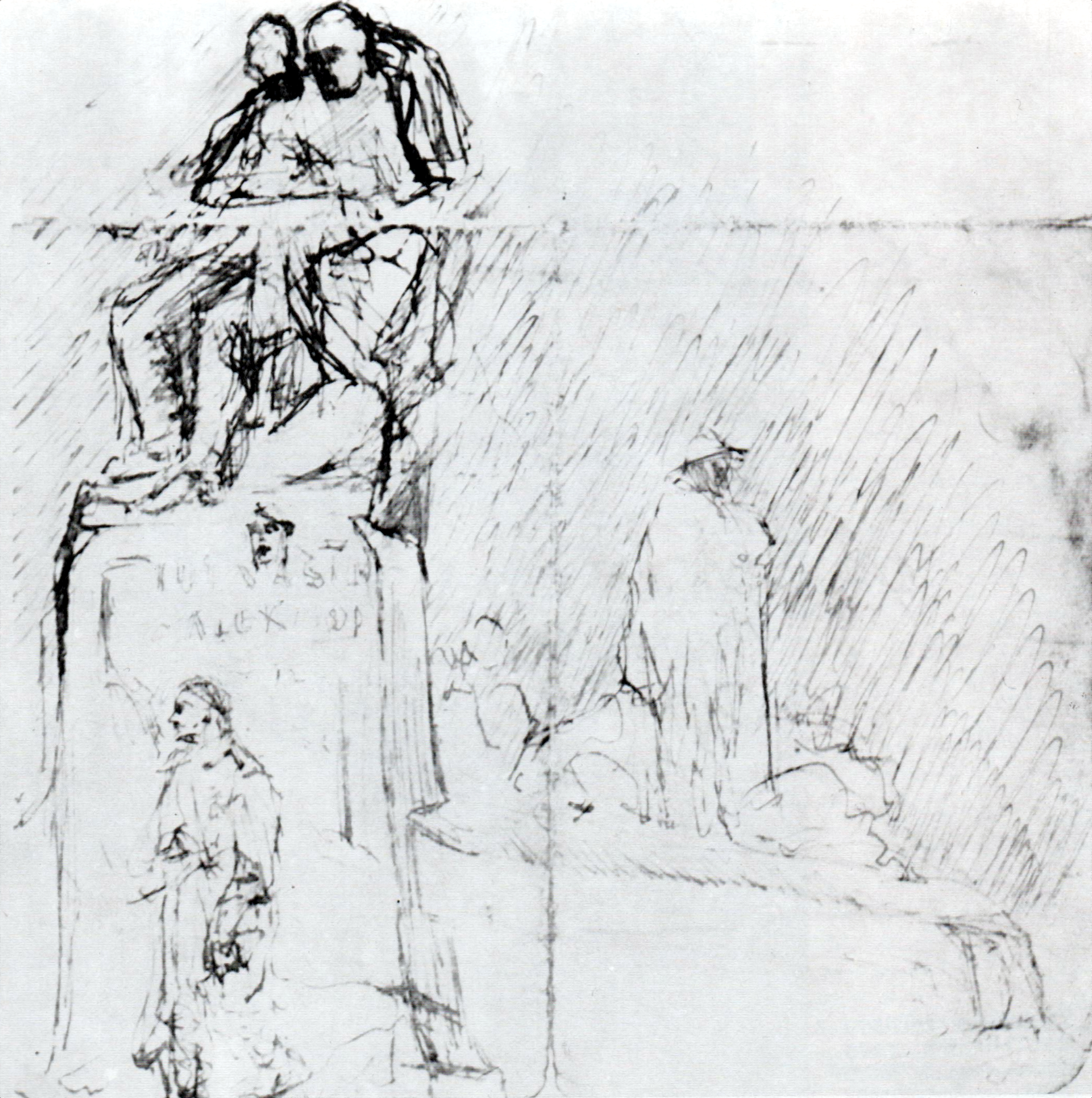
Proiect pentru Monumentul Vasile Alecsandri
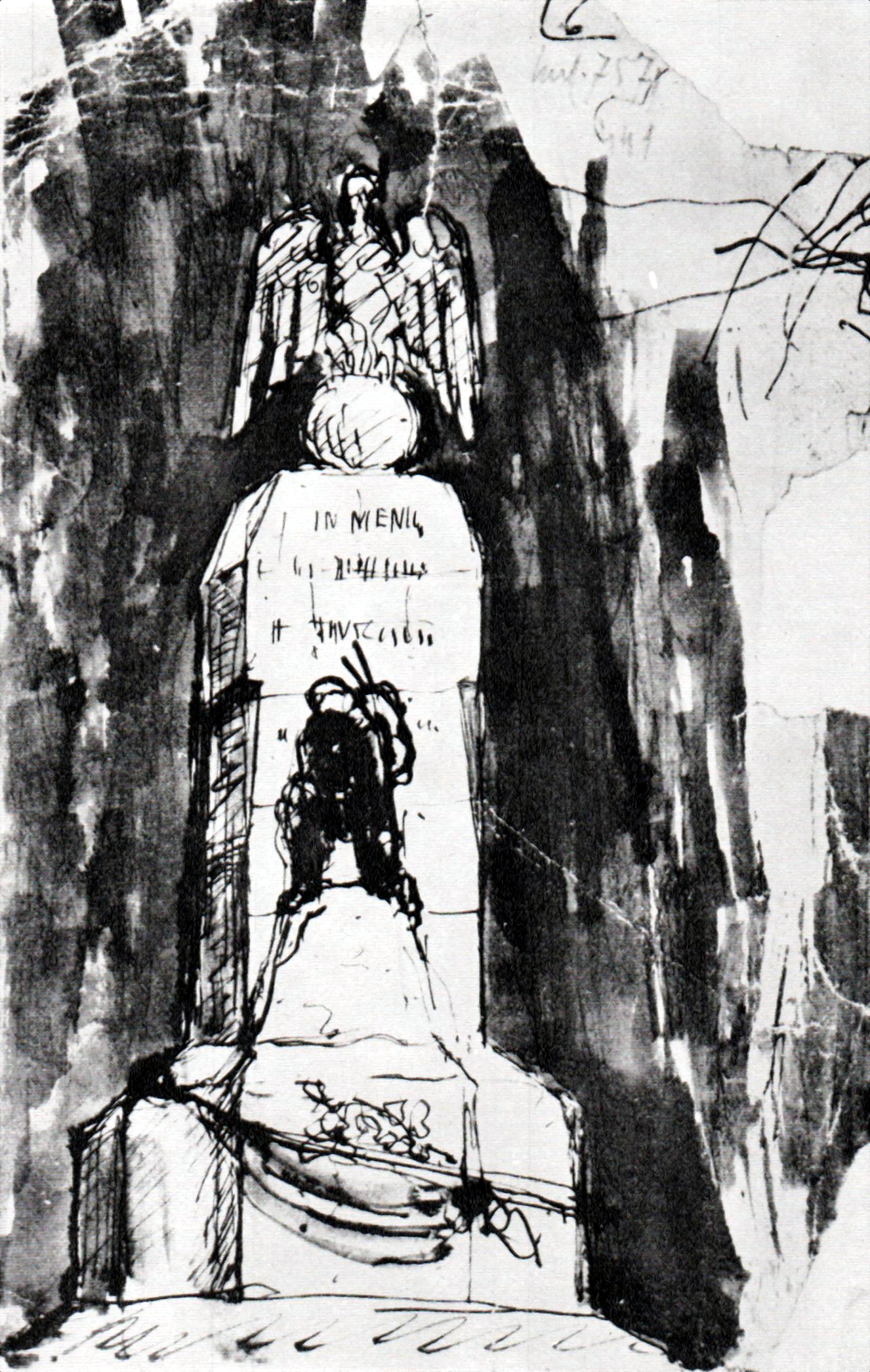
Proiect monumentul infanteriei
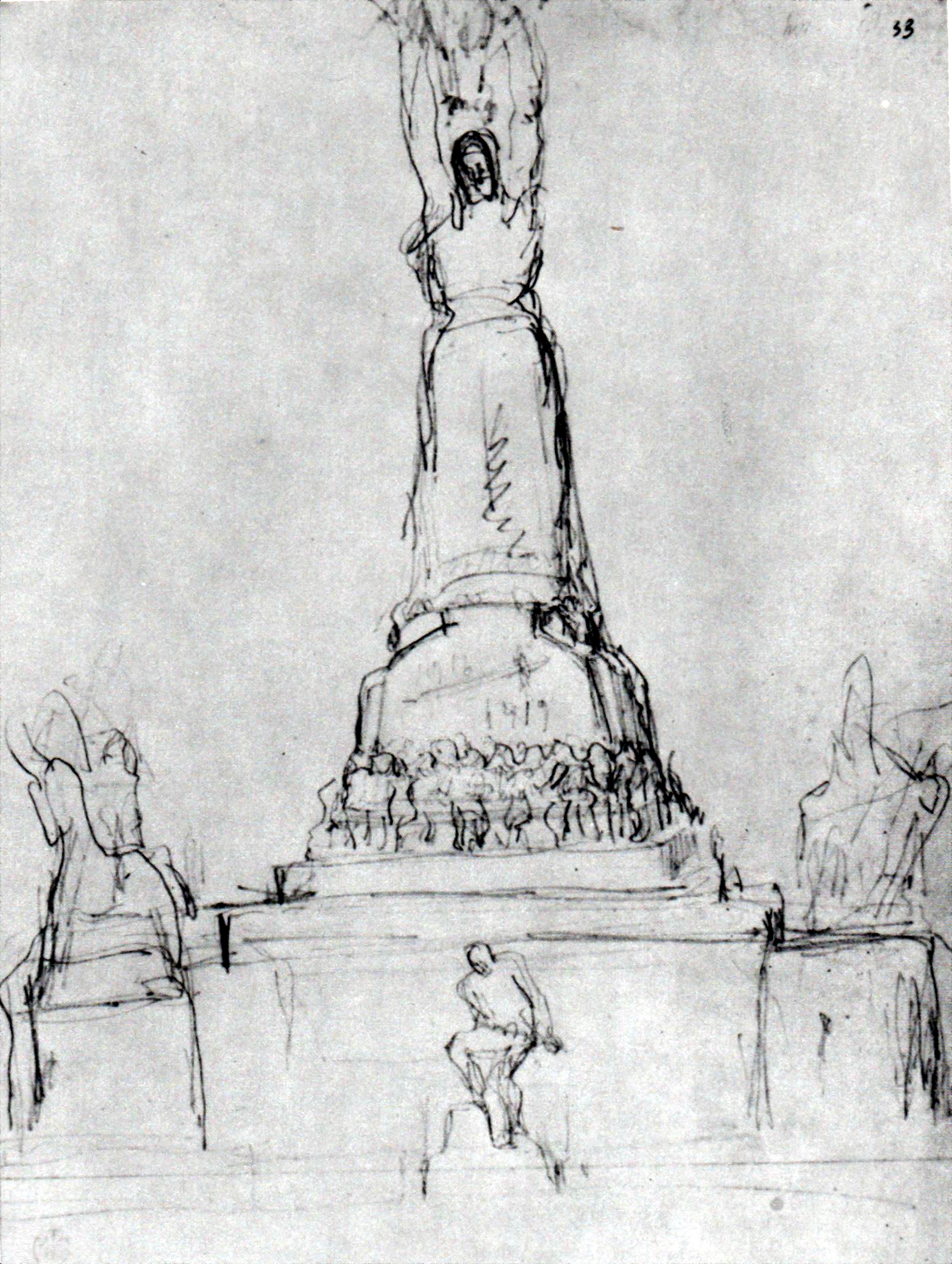
Proiect de monument pentru comemorarea războiului 1916-1918
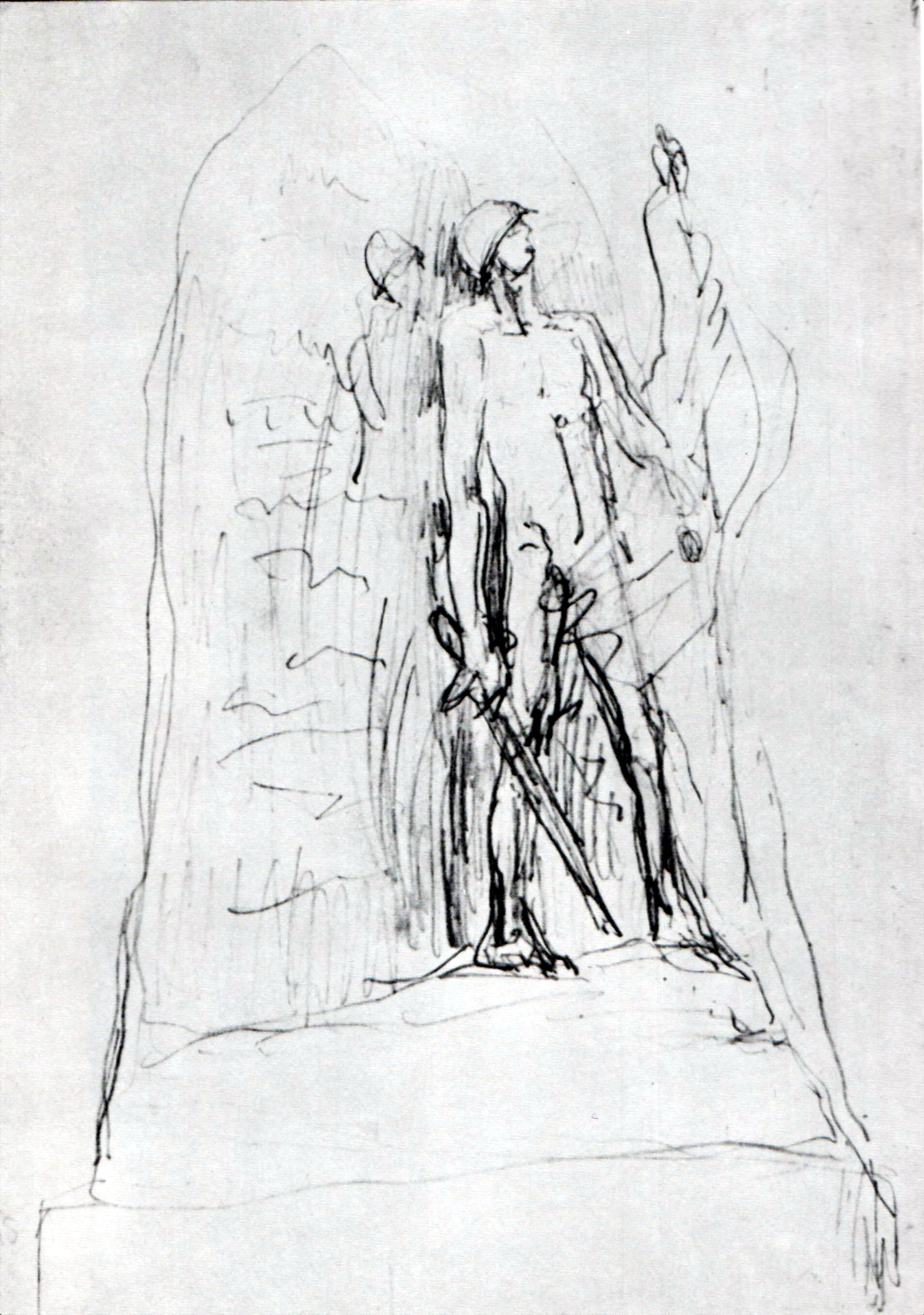
Proiect de monument militar

### Lucrări funerare
Dimitrie Paciurea a fost înmormântat în Cimitirul Bellu, figura 35A-6. Artistul a făcut următoarele lucrări funerare:
- în Cimitirul Bellu a executat trei lucrări: Capul lui Crist încununat cu spini, aflat pe mormântul doctorului N. (I. (?)) Paulescu (figura 15-10); Adormirea Maicii Domnului pe cavoul Stolojan (figura 55-17) și portretul pictorului Petre Serafim realizat în 1910 (figura 74-25);[131]
- în Cimitirul Bellu-Militar se află sculptura Zeul războiului pe mormântul generalului Ludovic Mircescu;[131]
- în Cimitirul Sfânta Vineri se află bustul preotului C. Dumitrescu realizat în anul 1927;[131]
- în Cimitirul din Sinaia se află portretele Emmei și al lui Grigore Gianni.[75]

### Moștenirea lăsată de Paciurea
Istoricul de artă Ion Frunzetti a afirmat că principalul merit al lui Dimitrie Paciurea este că a descoperit, fără a fi influențat de alte căutări de acest gen din alte părți ale lumii, cu o intuiție genială, legea temporalității și a plurispațialității sculpturii, care a stat de fapt la baza expresionismului lui Henry Moore, depășindu-l pe acesta fără ca măcar să-și fi dat seama de asta. Astfel, folosindu-se de dinamica romantismului, el a adăugat înțelesurile simbolice ale lumii subconștientului, transcriindu-le în seria himerelor sale. În opinia lui Frunzetti, Paciurea a făcut un pas glorios către un stil în care simbolismul este foarte apropiat de expresionism. Acest fapt s-a întâmplat fără ca răspândirea noului concept să determine o înrâurire de tip majoritar a altor sculptori români în acest demers.  Chiar dacă artistul a fost profesor la Academia de arte frumoase din București, foarte puțini sculptori s-au asociat noilor idei formatoare. Pe elevii săi, nu în sensul de discipoli, ci ai activității lui didactice, Paciurea nu a reușit să-i formeze, însă sculptura modernă autohtonă a dezvoltat multe stiluri personale derivate sau chiar similare cu el.

### Paciurea și Brâncuși - analiza lui Pavel Șușară
Criticul de artă Pavel Șușară a ținut, în 17 aprilie 2020, o conferință de istoria artei în care a făcut o analiză comparativă între opera lui Dimitrie Paciurea și cea a lui Constantin Brâncuși. Șușară a precizat că, de-a lungul timpului, criticii de artă din România, prin toate considerațiile critice pe care le-au făcut, au adus și multe deservicii de interpretare referitoare la opera lui Brâncuși, pornind chiar de la circulația operei lui, administrarea operelor, precum și la vocațiile hermeneutice care s-au născut în vecinătatea acestuia. Este cunoscut faptul că toate personalitățile culturale din România, în momentul în care se află într-un mediu de discuții asupra operei brâncușiene, se activează în polemici zgomotoase.
În deschiderea analizei sale, Șușară a menționat că Brâncuși nu se află singur și nici întâmplător la originea declanșării evoluției sculpturii moderne din România. Brâncuși nu a fost nici primul și nici singurul care a întors cu 180 grade sensul în care s-a exprimat sculptura până la el. Pentru a-l integra pe Paciurea în sculptura autohtonă, este de menționat că se poate spune că sculptura românească nu a existat până la jumătatea secolului al XIX-lea. Cine asimilează cioplirea cu sculptura și vorbește despre sculptura medievală sau brâncovenească în teritoriile ocupate de români, ori este un adept al protocronismului, ori nu știe ce este sculptura. Cioplirea este una dintre tehnicile pe care o folosește sculptura, ca modalitate de exprimare, dar nu se poate spune că ar exista vreo echivalență între cioplire și sculptură. Există o explicație pentru care bulgarii, românii, rușii, nu au avut mai devreme de jumătatea secolului al XIX-lea o artă a sculpturii așa cum este ea definită în artele occidentale. Totul derivă în opinia lui Șușară din legea decalogului care spune … să nu-ți faci chip cioplit și să nu te închini idolilor pe care-i înfățișează. Prin această interdicție care a fost însușită de toată lumea răsăriteană, s-a blocat timp de aproape două milenii un fenomen ce ține de corporalitate, de narcisism, practic de autocontemplație, a cărui obârșie se află în lumea clasicității greco-romane. Desigur că a existat această formă de artă tridimensională și în Egipt sau Mesopotamia, însă Șușară vorbește despre sculptura care a evoluat datorită tradițiilor și care într-un final a generat un fenomen – sculptura clasică, sculptura greacă și sculptura romană.

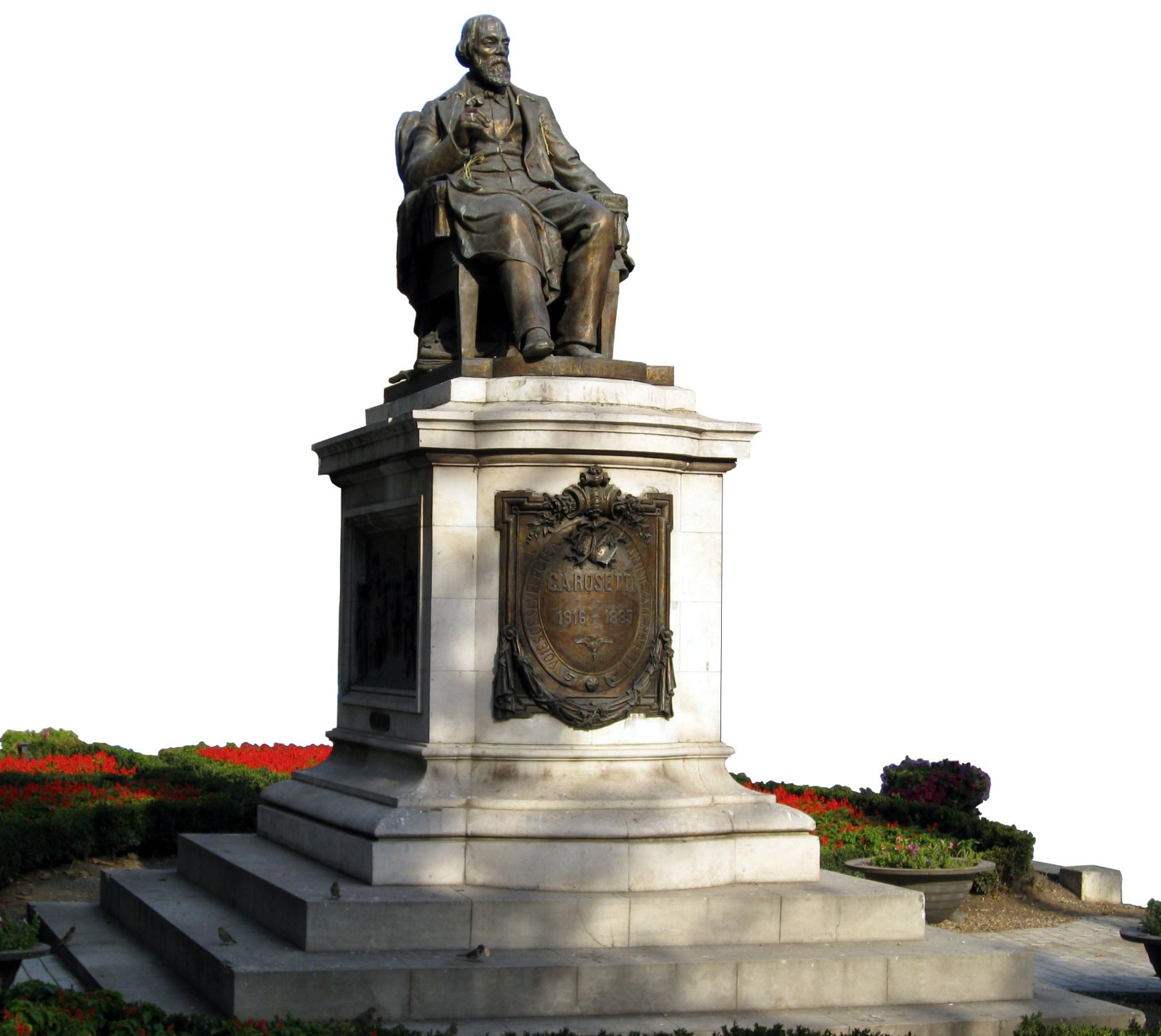
Monumentul lui C. A. Rosetti - de Wladimir Hegel

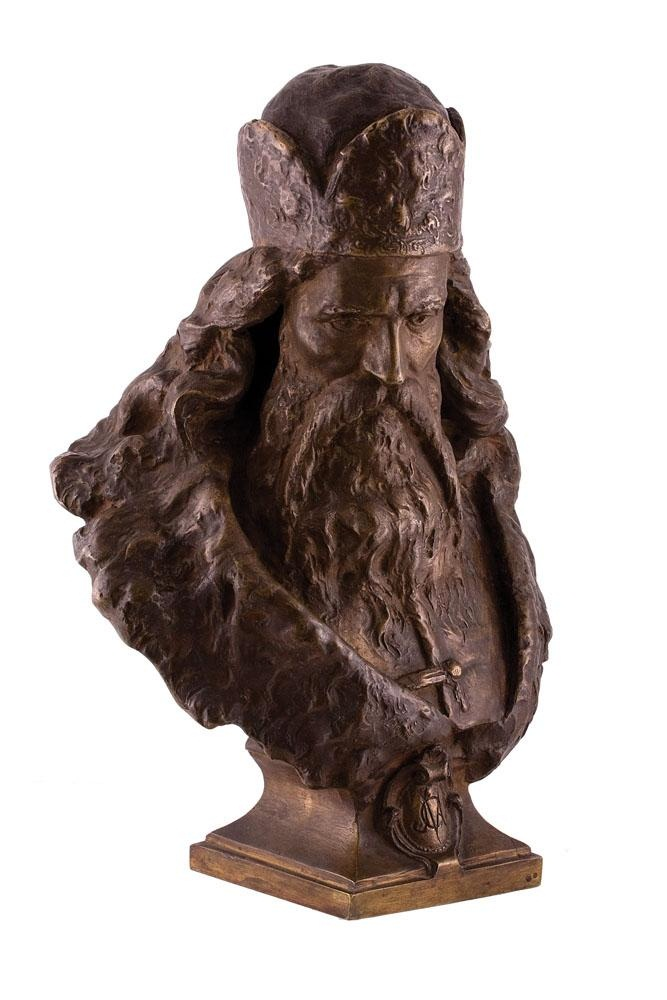
Sculptura de interior a lui Miron Costin de la Muzeul Național de Artă al României - de Wladimir Hegel

După Marea Schismă de la 1054, lumea occidentală și-a întors privirea spre sursele lumii mediteraneene care au consacrat-o, în timp ce lumea răsăriteană s-a dus spre conceptele și sensurile Vechiului Testament. Astfel, lumea ortodoxiei a avut apropieri mult mai evidente decât catolicismul față de reprezentările lumii iudaice. În același timp, catolicismul a recuperat memoria clasicismului și a trecut printr-o importantă perioadă de ambiguitate cauzată de Evul Mediu, și prin Renaștere a readus clasicismul la o stare optimă de exprimare.
Din analiza criticului de artă, există o disociere importantă între spațiul spiritual catolic și cel iudeo-ortodox sau iudeo-creștin. Dumnezeul iudaic este unul invizibil, intangibil, combustiv, energetic și revelat. Spre deosebire de Dumnezeul iudaic, nonfigurativ, seria de divintăți clasice, greco-romane, sunt tangibile, vizibile, se amestecă în cotidian, fapt care definește în cultura apuseană relația cu corporalitatea. Astfel, în zona clasică, corpul, somaticul, anatomia, reprezintă o funcție dintre cele mai importante.
Însă, lumea răsăriteană a avut nevoie de două mii de ani pentru a importa sculptura din cultura apuseană. Importul acestor forme tridimensionale a avut loc o dată cu prima încercare din anul 1848, rudimentară de altfel, de integrare europenă a spațiului locuit de români, cel al Revoluției Române din 1848. O dată cu obținerea conștiinței civice, s-a produs ieșirea din biserică, din umbra naosului și pronaosului cu reprezentări votive, spre spațiile largi cu realizări sculpturale de for public. În acest moment și-au făcut apariția primii sculptori care veneau de fapt, din spațiul catolic, din Italia și Germania. Astfel, a luat ființă prima școală de sculptură din cadrul Școlii de arte și meserii și mai apoi în cadrul Academiei de Arte Frumoase din București conduse de Karl Storck.  Spre sfârșitul secolului al XIX-lea, Vasile Alexandrescu-Urechia l-a adus la București pe Wladimir Hegel, care făcea parte din a patra generație de sculptori din familia sa. Hegel are pentru sculptura românească cea mai mare importanță, chiar dacă vechimea prezenței lui Karl Storck este mult mai mare. Apariția lui Hegel la București este mult mai spectaculoasă datorită celor două mari personalități ale secolului al XX-lea pe care le-a îndrumat în sculptură, Dimitrie Paciurea și Constantin Brâncuși, precum și datorită propriilor realizări în domeniu.

Vitellius - de Constantin Brâncuși

Dimitrie Paciurea a fost elevul lui Hegel la Școala de arte și meserii și Brâncuși la Academia de Arte Frumoase din 1898 după decesul lui Ion Georgescu. Paciurea și Brâncuși sunt născuți la o diferență de doar trei ani, 1873 și 1876. Paciurea a trăit mai puțin, murind în 1932, dar și Brâncuși nu a avut aceeași creativitate până la adânci bătrânețe, situația fiind similară și la Paciurea din cauza unor evenimente care l-au izolat de atelier pentru o perioadă de timp. Practic, ambii sculptori fac parte din aceeași generație și veneau din aceeași școală de meserii care avea darul de a creea manualitate în această direcție.
Modernitatea lui Wladimir Hegel se poate observa la Monumentul lui C. A. Rosetti, trecând peste elementele ce par că aparțin academismului, ea este foarte elaborată și ceea ce pare a fi doar o știință de a crea o formă, ca rețetă, este doar primul nivel al lucrării. În ansamblu, ea se desprinde de academismul canonic și intră într-o zonă ce ține de un realism care nu a mai existat în sculptura românească. Privind Bustul de interior al lui Miron Costin, Șușară a apreciat că lucrarea este una dintre cele mai importante realizări ale lui Hegel, ea fiind dovada certă că în sculptură se poate face mai mult decât o simplă reprezentare. Bustul nu este o formă academică, ci mai mult rezultatul unei exprimări temperamentale de atitudine, stilistică, indicând o trecere spre un baroc expresionist și poate spre un simbolism. Trecând mai departe, Șușară a pus în antiteză lucrarea Zeul Pan a lui Paciurea cu același Bust al lui Miron Costin, spunând că între cele două există e importantă similitudine de atitudine, temperament și de structură.
Constantin Brâncuși și Paciurea sunt amândoi ortodocși răsăriteni, dintr-un spațiu plin de ostilitate față de chipul cioplit, care s-au educat artistic în paradigma sculpturii apusene, adică în paradigma chipului cioplit. Ei au intrat în civilizația chipului cioplit fără a fi gata formați ca viziune artistică. Erau gata formați ca tehnică pe care și-au însușit-o. Ei au cucerit din aproape în aproape fenomenul pe care l-au revoluționat fiecare în parte, separat. Ei s-au întors la clasicism, asimilând tot parcursul istoric de două mii de ani de la absența chipului cioplit, de la nefigurativ la stadiul la care a ajuns cultura occidentală la sfârșitul secolului al XIX-lea. Exemplul dat de Brâncuși este bustul lui Vitellius prin care artistul rememorează clasicismul în vederea stăpânirii formei, creând o replică fabulos de exactă a personajului. Paciurea, în schimb, analizând pe Zeul Pan, a rememorat nu o reprezentare, ci o mitologie în sine. Se știe că Pan este una din figurile fondatoare ale clasicismului, și în opoziție cu aceasta, Paciurea a realizat o formă care nu este în spiritul clasicității, însă recuperează un element esențial clasicității. Diferențierea dintre cei doi sculptori români, în această etapă a creației lor, este faptul că Brâncuși este un clasic în adevăratul înțeles al cuvântului, în timp ce Paciurea denotă o stare a creației extrem de zbuciumată. Cu toate acestea, ambii rămân în acest caz într-o paradigmă clasicistă.
A doua etapă caracteristică celor doi, este cea a parcurgerii propriei contemporaneități. Contemporanul cel mai important era în acele vremuri Auguste Rodin, care este artistul ce a încheiat un parcurs care a  început cu epoca lui Fidias și a continuat cu Renașterea lui Michelangelo. În opinia lui Pavel Șușară, diferența dintre epoca lui Fidias și cea a lui Rodin este minimă. Totul a rămas într-o aceeași structură, având în centrul atenției corpul uman, cu același tip de privire, ei fiind antropocentrici, singura diferență constând în modul de a reprezenta forma prin lumină. În timp ce la Fidias lumina curge, este calmă, și suprafața aproape nu contează, ea topindu-se în volum, la Michelangelo se constată o mixtură între suprafață și volum,  diferența față de Rodin fiind că, ultimul a adus lumina ca element principal în întreaga sa operă, în care suprafața și volumul își cedează reciproc prim-planul. Cum lumina este un element fundamental în ce privește percepția vizuală, de care trebuie ținut cont în artele vizuale, ea este folosită de către toți artiștii plastici. Se poate spune că există două feluri de lumină. Una exterioară (care are o sursă externă, „lumenul” latin) și una interioară (care pornește din interior, e.g. „lux-ul” sau lumina taborică, aceasta fiind o lumină fără umbră și fără „istorie” – astfel cum a caracterizat-o Pavel Șușară). Auguste Rodin a lucrat cu lumina exterioară, cea care are o sursă a iluminării, fapt demn de reținut în contextul argumentelor pe care le-a adus Șușară în susținerea analizei sale. Există, de altfel, diferențe de abordare estetică a luminii și în elementele structurale de design folosite în edificiile religioase creștine. Se știe că Biserica catolică are ca element definitoriu vitraliul, care se comportă ca un filtru al iluminării exterioare, având ca element structural sticla colorată, în timp ce Biserica răsăriteană identificată în principal ca cea a Bizanțului, folosește mozaicul. Mozaicul emite lumină, fiind necesară doar o falie minusculă în noapte pentru ca să fie vizibil. Cine a privit mozaicurile din Basilica venețiană, realizează subliminal că acestea aproape că nu au nevoie de lumină, ele dând senzația că au o lumină încorporată.
Paciurea și Brâncuși au realizat două lucrări ce pot fi analizate în mod evident ca având o influență rodiniană a impresionismului. Este vorba de Cap de copil, parte a lucrării Maternitate făcută de Paciurea și Cap de copil realizat de Brâncuși. Execuția lui Paciurea este mai zbuciumată, însă spațiul stilistic este similar.
De la un moment dat, ambii artiști au început să iasă din spațiul sculpturii hedoniste care i-a acaparat, a sculpturii de tip occidental. Prima tentativă pe care a încercat-o Paciurea, cea a Gigantului, a fost prin ieșirea din scară a proporțiilor. Aristotel în lucrarea sa Poetica a făcut o afirmație prin care a definit frumosul. După cum se știe din filozofia vechii Elade, frumosul, binele și adevărul reprezentau o trinitate, toate trei fiind unul și trei simultan, ele fiind perfect echivalente. Aristotel analizând frumosul, a vorbit în același timp și despre bine și adevăr, deci despre real. El a afirmat că un obiect este frumos dacă privitorul ajunge să înțeleagă tot din el. Pentru asta, obiectul nu trebuie să fie nici prea mare, dar nici prea mic. Dacă este prea mic nu se văd detaliile și dacă este prea mare, ca în cazul unei supradimensionări, se va pierde ansamblul. De aceea, o justă proporționare a obiectului este o parte a binelui, adevărului și în final a frumosului. Paciurea a ales să evadeze din justa proporționare trecând spre gigantism. Gigantismul în sine este o problemă, deoarece prin el se recuperează un anumit tip de memorie, deoarece giganții fac parte structural dintr-o mitologie a istoriei umanității. Artistul a ieșit dintr-o scară a umanului rupând relația veridică cu obiectul. Cu toate că gigantul este o figurare aparentă a umanului, el se plasează în afara scării juste a realului. În contrapartidă a Gigantului, Constantin Brâncuși a realizat cunoscutul Ecorșeu, lucrare care este maximul de figurativism posibil în sculptură. Lucrarea nu a fost făcută ca o creație de natură artistică. Lucrarea a fost o comandă pe care i-a dat-o medicul Gerota, la care au lucrat împreună, pentru cursurile universitare care se făceau la Facultatea de Medicină din București. Realizarea acesteia este, în opinia criticului Pavel Șușară, piatra de mormânt a figurativului de tip clasico-renanscentist. Practic, Brâncuși a eviscerat figurativul renanscentist, aducându-l în starea terminus - de cadavru disecat. Comparând cele două lucrări, Gigantul lui Paciurea și Ecorșeul lui Brâncuși, se vede o diferență evidentă de discurs. La Paciurea unul exterior de descriere din afară a formei, în timp ce la Brâncuși se vede unul interior de tip analitic. Prin cele două lucrări, Șușară a văzut intrarea în criză a statuarului renanscentist și intrarea într-o nouă etapă artistică și pentru Paciurea și pentru Brâncuși.
Prima tentativă a lui Constantin Brâncuși de a ieși din antropocentrismului de tip occidental, caracterizat de o anumită retorică, a fost fuga în substrat, într-o zonă ce poate fi asimilată idolatriei, nu ca practică, ci ca una de identificare a umanului, nu a omului obișnuit purtător de psihologie, ci a celui ce poartă un sens tipologic. Prin lucrarea sa intitulată Sărutul, Brâncuși a intrat în zona de substrat evadând din istorie, în timp ce și Paciurea prin lucrarea Maternitate, care pare smulsă dintr-o stare amorfă a materiei, iese spre aceeași tipologie generală. Diferența dintre lucrări este la fel de vizibilă – Paciurea rămânând la fel de chinuit, de zbuciumat, în timp ce Brâncuși este deja într-o zonă de contemplație și atemporalitate.

Pe aceeeași line se încadrează și proiectul lui Paciurea – Himera apei, și celebra Cumințenia pământului a lui Brâncuși, care este cea mai valoroasă și mai prețioasă lucrare care se află în România, cu excepția Ansamblului sculptural Constantin Brâncuși de la Târgu-Jiu. Continuarea analizei...vedeți in sursa video.

### Paciurea pe piața de artă
Lucrările realizate de Dimitrie Paciurea nu au o mare circulație pe piața de artă din România sau străinătate, din cauză că numărul lor este unul limitat. În schimb, au apărut ca și în cazul altor artiști, un număr de replici în bronz apocrife. Un exemplu de acest fel în opera lui Paciurea este Fata cu ulcioarele. Criticul de artă Ioana Vlasiu a afirmat că la un moment dat, după decesul artistului, s-au turnat replici după această lucrare. Au mai apărut pe piață, foarte rar, câte un desen, câte o guașă sau chiar niște himere. 
În 19 noiembrie 2014, în cadrul Licitației de Toamnă - Top 100 Mari Maeștri ai Artei Românești, s-a vândut la Casa de licitații Artmark o lucrare Himera pământului cu suma de 70.000 euro. Cel mai mare preț anterior pentru o lucrare de Paciurea a fost de 2.500 euro.
La capitolul de falsuri, în data 2 octombrie 2005, la Casa de licitații Alis s-a vândut o lucrare care înfățișa un falus enorm de 33 cm care era îmbrățișat de o femeie. Organizatorii licitației au intitulat lucrarea cu numele de Adorație falică și au menționat în catalogul licitației - semnat D. Paciurea. Obiectul s-a vândut cu 80.000.000 lei, prețul de pornire fiind de 50.000.000 lei. Din comentariile criticului de artă Marius Tița rezultă că imaginea lucrării ar fi fost publicată și în martie 2003 în publicația Playboy, ilustrând un articol despre Brâncuși.
La Casa de licitații Artmark, la licitația din 15 iunie 2021 a fost pusă în vânzare o lucrare semnată D. Paciurea, care este o variantă a originalului intitulat Durere.

## Expoziții
Expoziții personale:
- 1907 - cu Gheorghe Petrașcu, Ateneul Român, București;
- 1922 - cu Gabriel Popescu și Cornel Medrea, Ateneul Român, București;
- 1930 - cu Gabriel Popescu și Iosif Steurer, Muzeul Aman, București;
- 1932 - Pavilionul Artelor, București;
- 1957, 1973 - Expoziție retrospectivă, Muzeul Național de Artă al României, București.

Expoziții de grup:
- 1894 - 1896 - Expoziția Artiștilor în Viață, București;
- 1905, 1910, 1923 - Cercul Artistic, București;
- 1907 - 1909, 1913 - 1915, 1928 - Tinerimea artistică, București;
- 1909 - 1911, 1913, 1914, 1927 - 1929, 1931 - Salonul Oficial de Pictură și Sculptură, București;
- 1912 - Tinerimea artistică, München, Germania;
- 1912, 1929 - Expoziția Universală, București;
- 1917 - 1918 - Expoziția artiștilor români, București;
- 1919 - Arta Română, Salonul sculptorilor români, București;
- 1920 - 1921, 1923 - Arta Română, București;
- 1924 - Cercul Artistic și Salonul Oficial de Pictură și Sculptură, Veneția, Italia;
- 1924 - Bienala de artă, ediția a XIV-a, București;
- 1925 - Salonul Oficial de Pictură și Sculptură, Paris, Franța;
- 1925 - Expoziția de artă românească, Muzeul Jeu de Paume, București;
- 1929 - Salonul Oficial de Grafică, Barcelona, Spania;
- 1930 - Expoziția de artă românească veche și modernă, Bruxelles, Belgia;
- 1931 - Expoziția de artă românească, București;
- 2008 - Against Nature: the Hybrid Forms of Modern Sculpture, Henry Moore Institute, Leeds, Marea Britanie;
- 2009 - Centrul de Artă Modernă și Contemporană, Messiah, Debrecen, Ungaria;
- 2011 - L’Europe des esprits ou la fascination de l’occulte 1750-1950, Muzeul de Artă Modernă și Contemporană, Strasbourg, Franța.

Lucrări monumentale:
- 1904 - Monumentul Gheorghe Duca (bronz, grup alegoric), București;
- 1906 - Omul primitiv;
- 1905 - Două fântâni, cu arh. V.G. Ștefănescu, Parcul Carol, Craiova, Dolj;
- 1905 - Gigantul (piatră), frontonul Muzeului „Grigore Antipa” (distrus);
- 1907 - Christ încoronat cu spini;
- 1912 - Madona Stolojan, Cimitirul Bellu, București;
- 1913 - Sfinxul;
- 1920 - Fata cu ulciorul (portret);
- 1931 - Zeul Pan, Academia României din Roma, Italia;
- 1931 - Seria Himere - Himera văzduhului, Himera pământului, Himera apei, Himera nopții.

Lucrări în colecții publice:
- Muzeul Național de Artă al României, București;
- Muzeul de Istorie și Artă al Municipiului București;
- Muzeul de Artă din Brașov;
- Muzeul de Artă din Cluj-Napoca;
- Muzeul de Artă din Constanța;
- Muzeul de Artă din Craiova.

## Premii și distincții
- 1894 - Mențiune onorabilă Expoziția Artiștilor în Viață;[151]
- 1905 - Premiul I, împreună cu arhitectul V.G. Ștefănescu, concurs pentru două fântâni monumentale, Craiova, Dolj;
- 1909, 1910 - Premiul al II-lea la Salonul Oficial de Pictură și Sculptură, București;
- 1914 - Medalia cl. a II-a la Salonul Oficial de Pictură și Sculptură, București;
- 1927 - Premiul Național pentru Sculptură (pentru Himera văzduhului);
- 1929 - Medalia de bronz „Marele premiu clasa a II-a” pentru Zeul războiului la Expoziția universală din Barcelona, Spania.[151]

## In memoriam
- în anul 1932 a fost organizată o expoziție retrospectivă sub egida Ministerului Artelor la Pavilionul Artelor, București, la doar câteva luni de la decesul artistului;[152]
- în anul 1932 s-a fondat Bursa Paciurea;[95][153]
- în anul 1935 sculptorul Oscar Han a publicat un prim studiu biografic al artistului la Editura Fundației pentru literatură și artă;
- în anul 1956, Carmen Răchițeanu a publicat cel de al doilea studiu biografic la Editura Română de Stat pentru Literatură și Artă;
- în anul 1957 a fost organizată cea de a doua expoziție de către Muzeul de artă al Republicii Socialiste România, la care au fost prezente aceleași lucrări expuse în anul 1932;[152]
- în anul 1970 Mircea Deac a publicat la Editura Albatros cartea „Himera” - viața și opera sculptorului D. Paciurea;
- în anul 1971 a apărut primul studiu monografic al vieții și operei lui Dimitrie Paciurea, publicat sub semnătura lui Ion Frunzetti, cu un catalog și un tabel cronologic de Petre Oprea;
- în anul 1973 s-a organizat cea de a treia expoziție, de data aceasta omagială cu prilejul împlinirii a 100 de ani de la nașterea lui Paciurea. Au fost expuse o serie de lucrări, cele mai reprezentative, alese după o selecție riguroasă. Expoziția s-a dorit a fi una din care să rezulte sensurile metaforice ale creației paciuriene și să se dezvăluie relația dintre realitate și simbolistica care coexistă în opera lui Paciurea într-o comuniune perfectă. Istoricul și criticul de artă Petre Oprea a publicat cel de al doilea catalog al operelor lui Paciurea.[152]
- pe strada Băiculești nr. 29, sector 1, București, se află Liceul Dimitrie Paciurea;[154]
- străzi din mai multe orașe din România poartă numele artistului - București[155], Timișoara[156], Cluj[157]

## Dimitrie Paciurea - portrete foto

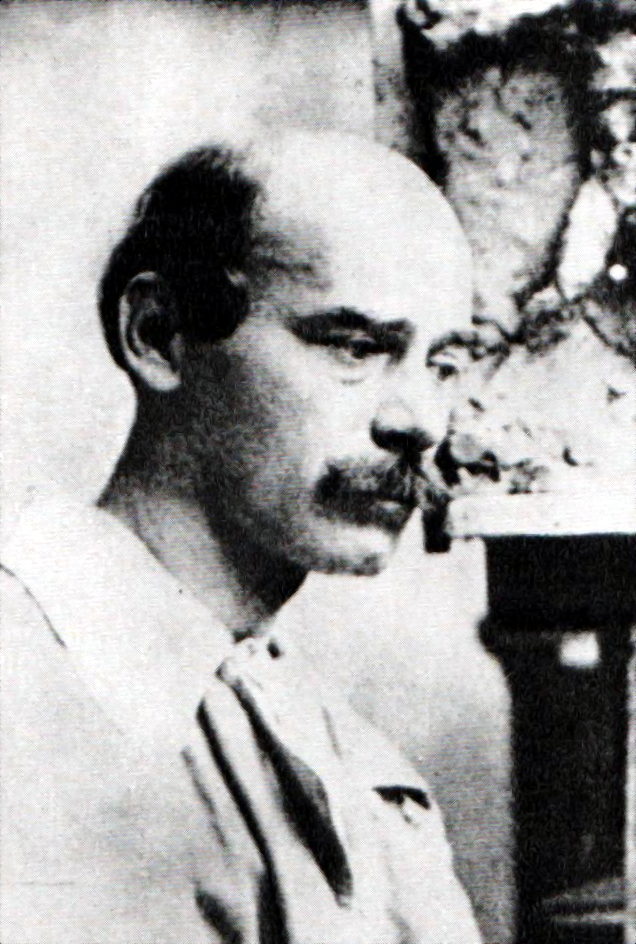
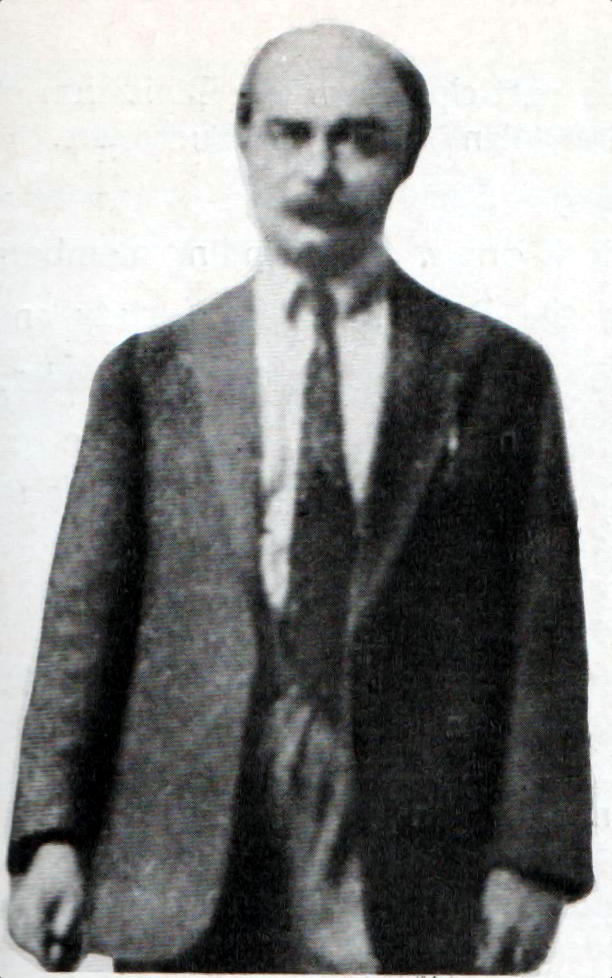
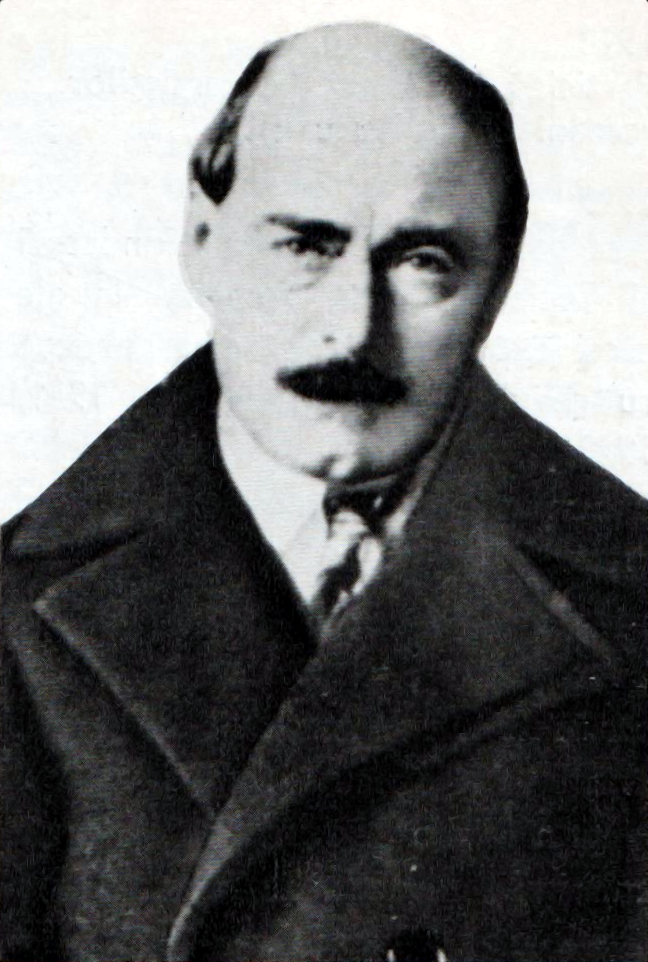
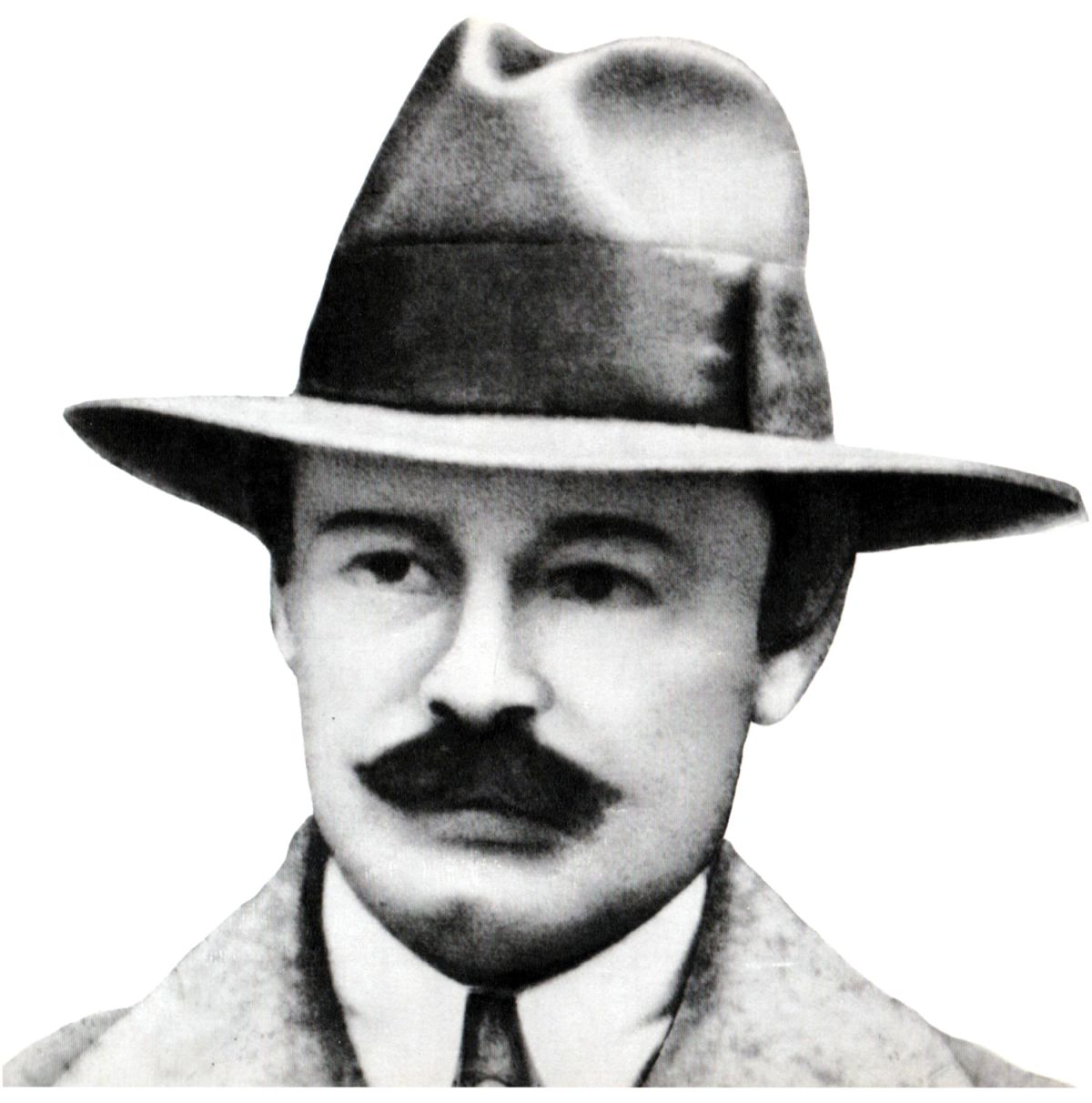
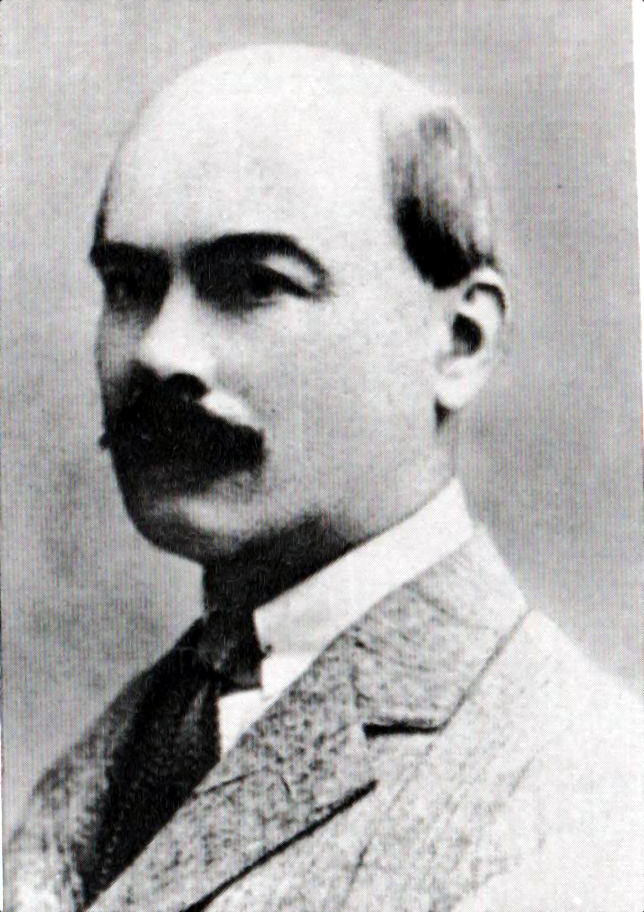
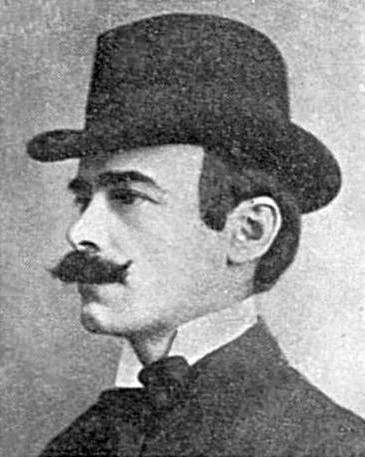

## Note

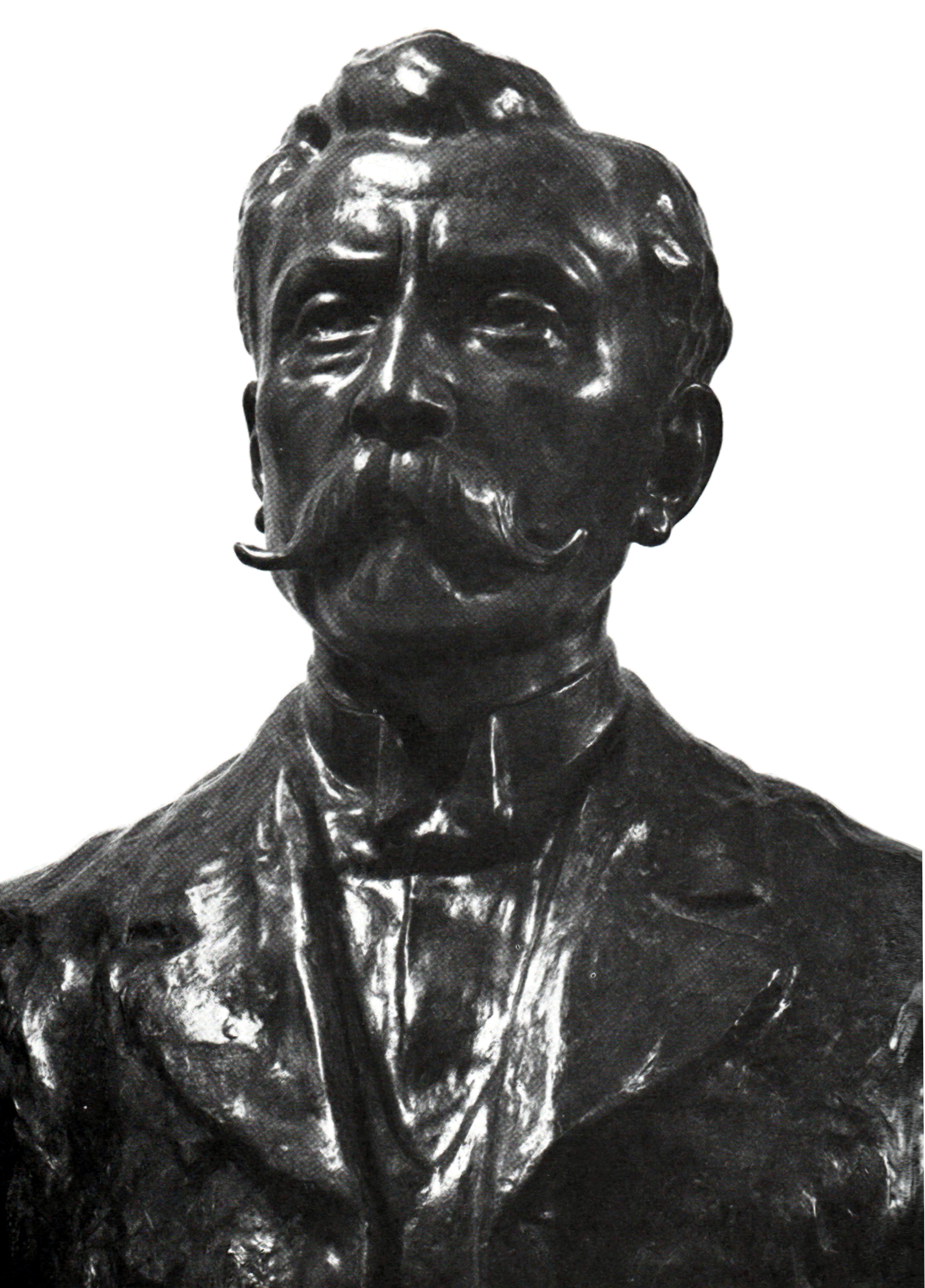
Spiru Haret
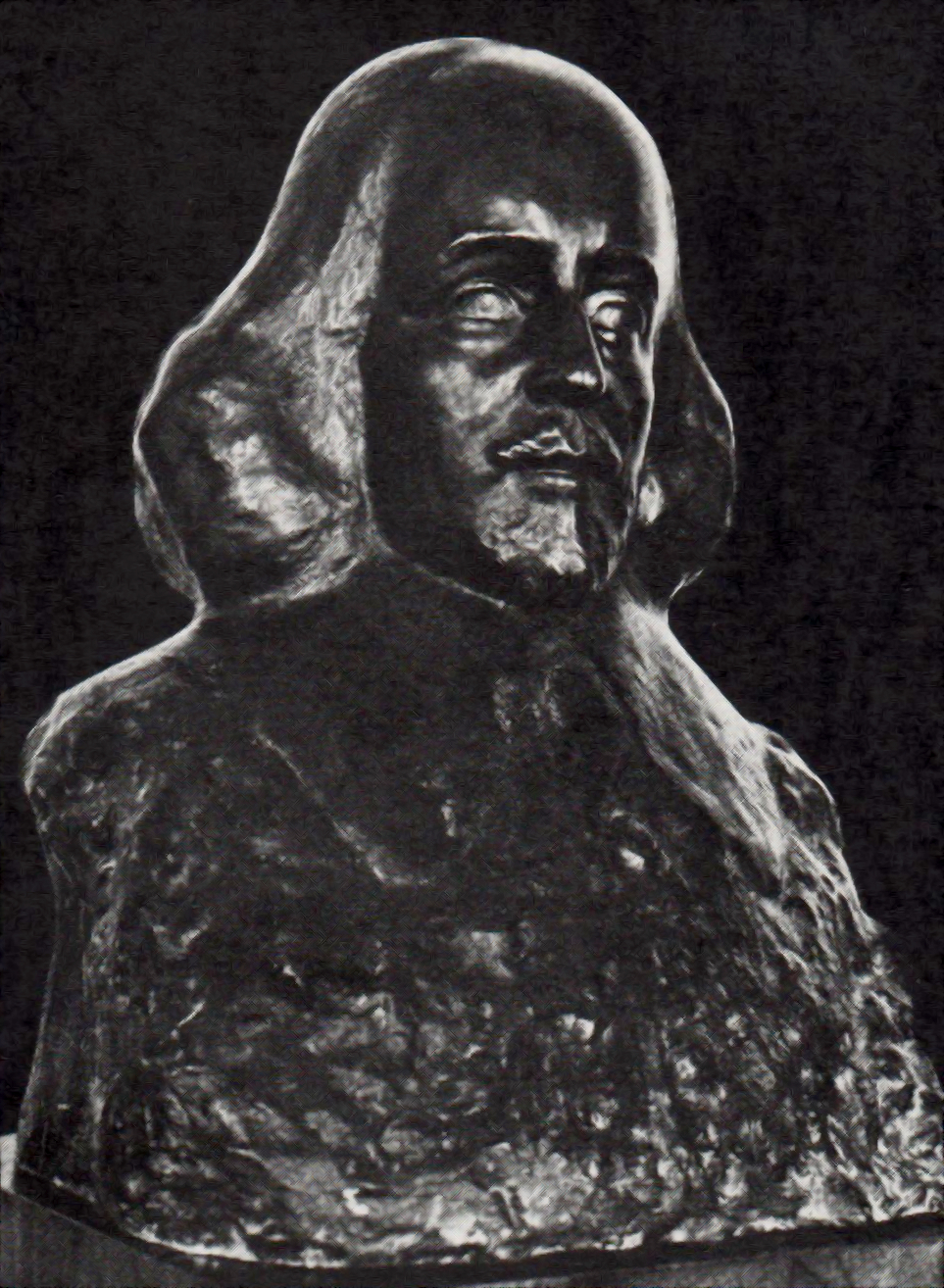
Shakespeare
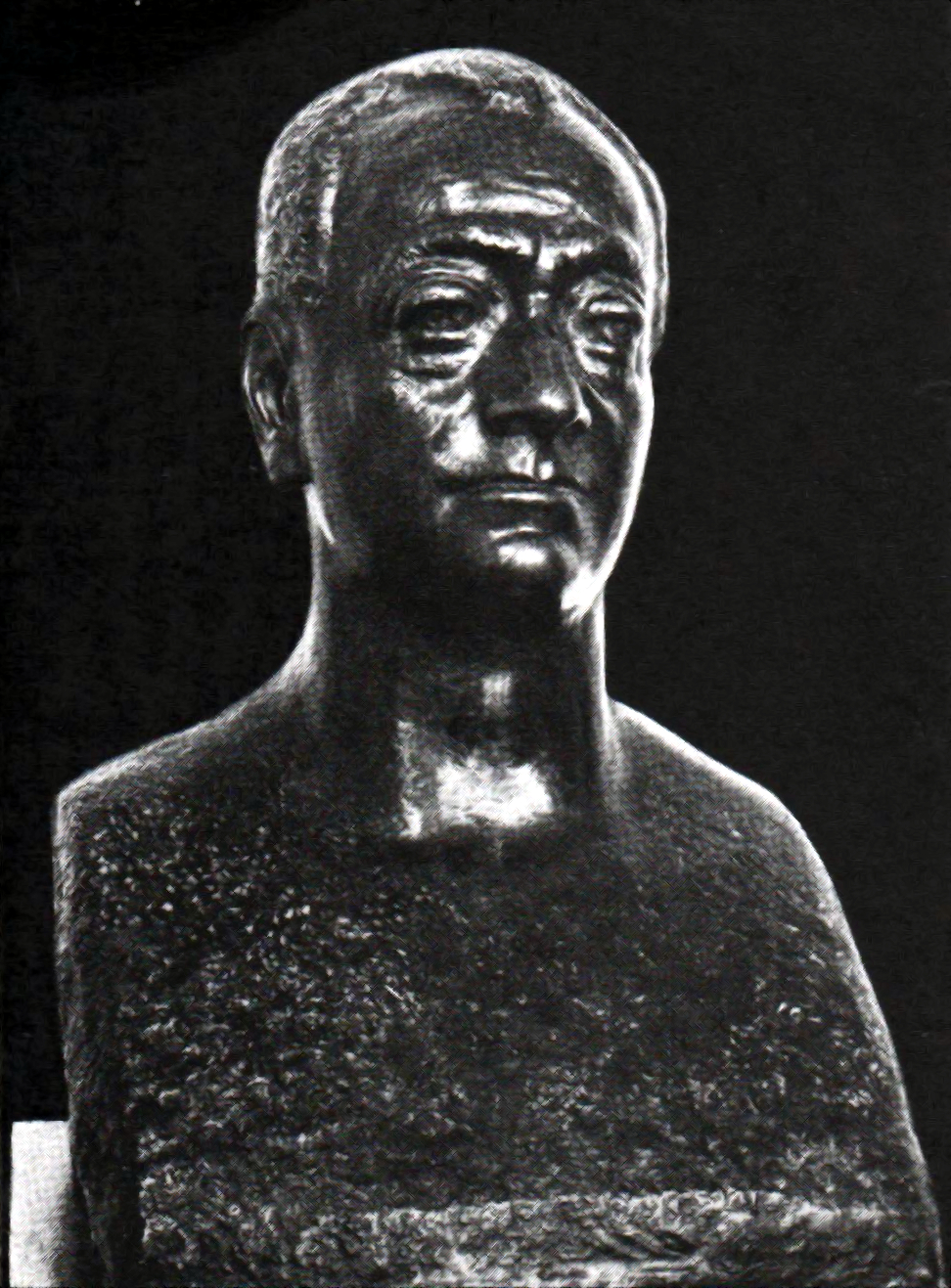
Constantin Nottara
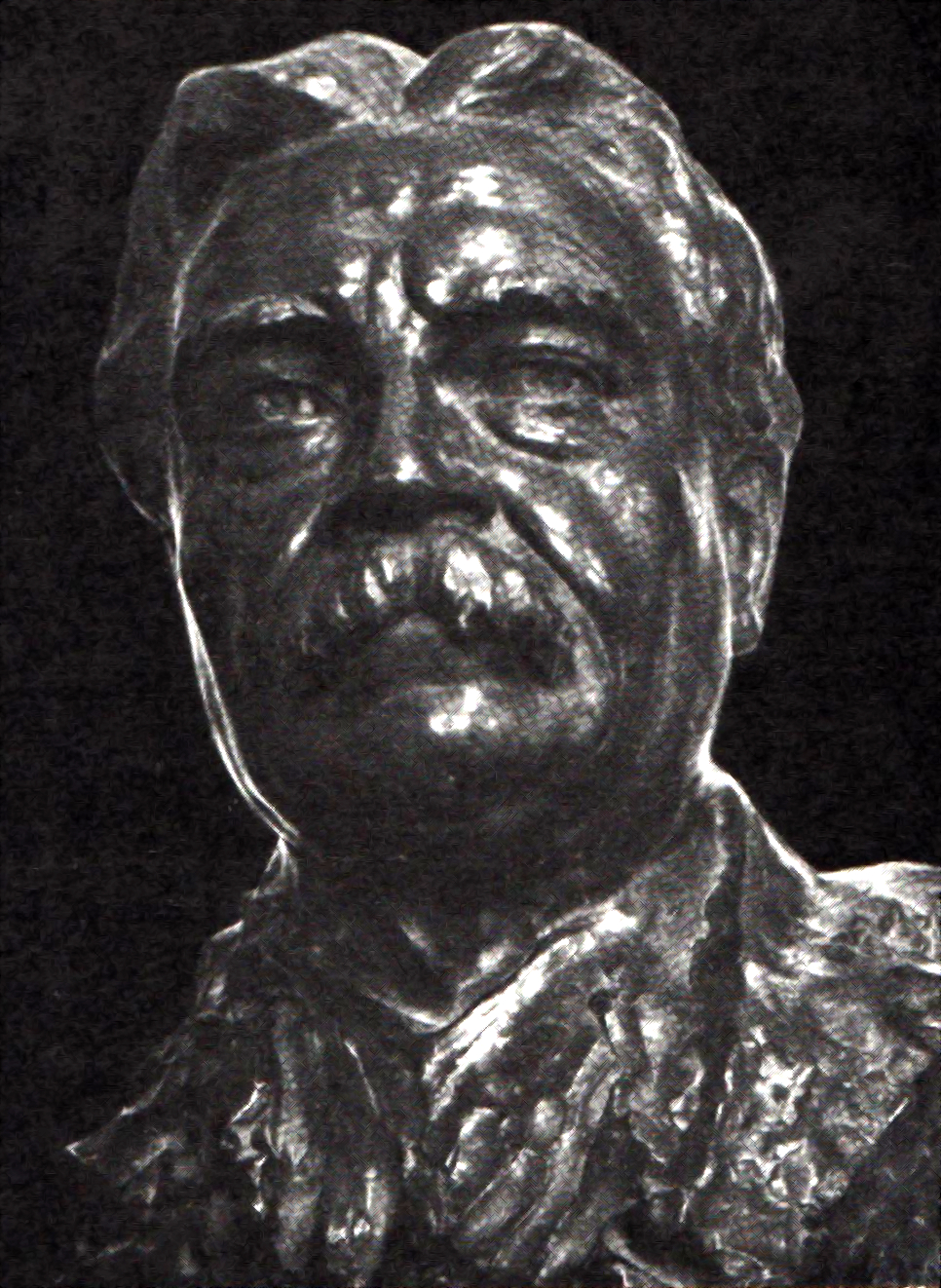
Ion Heliade Rădulescu
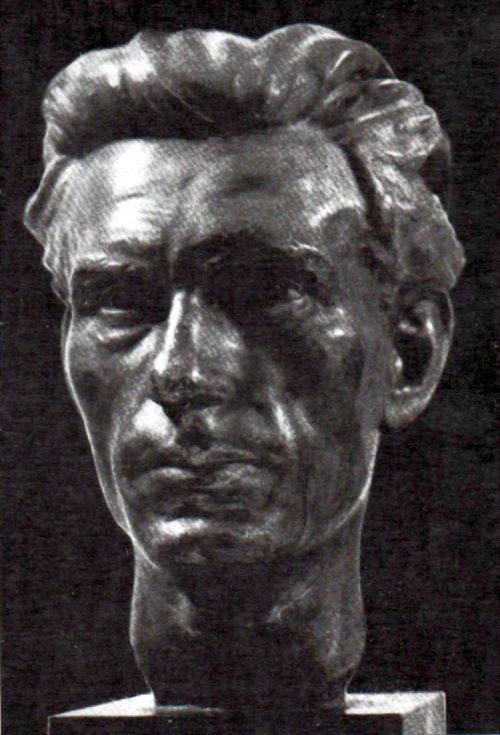
Vasile Paciurea
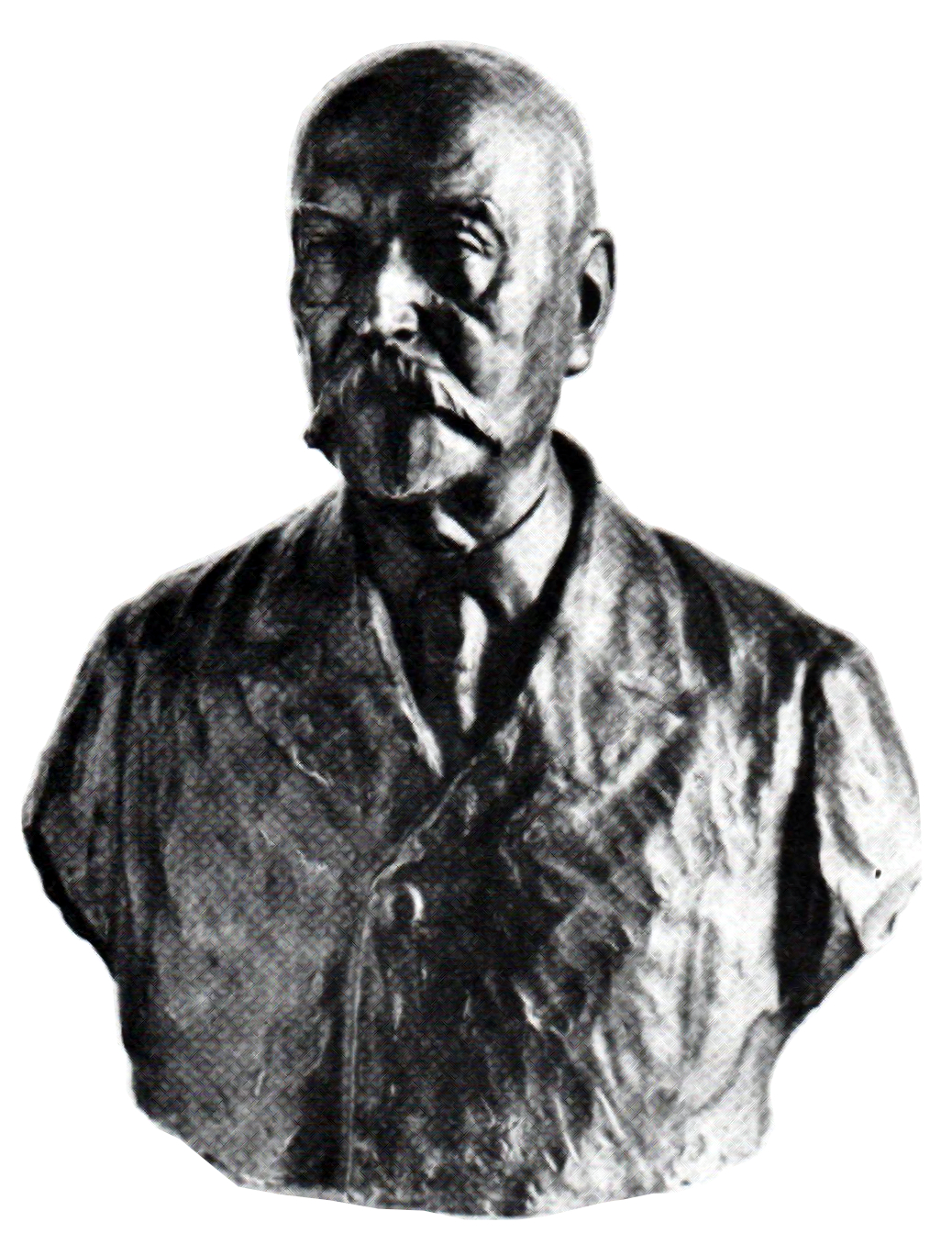
Petru Poni

## Referințe

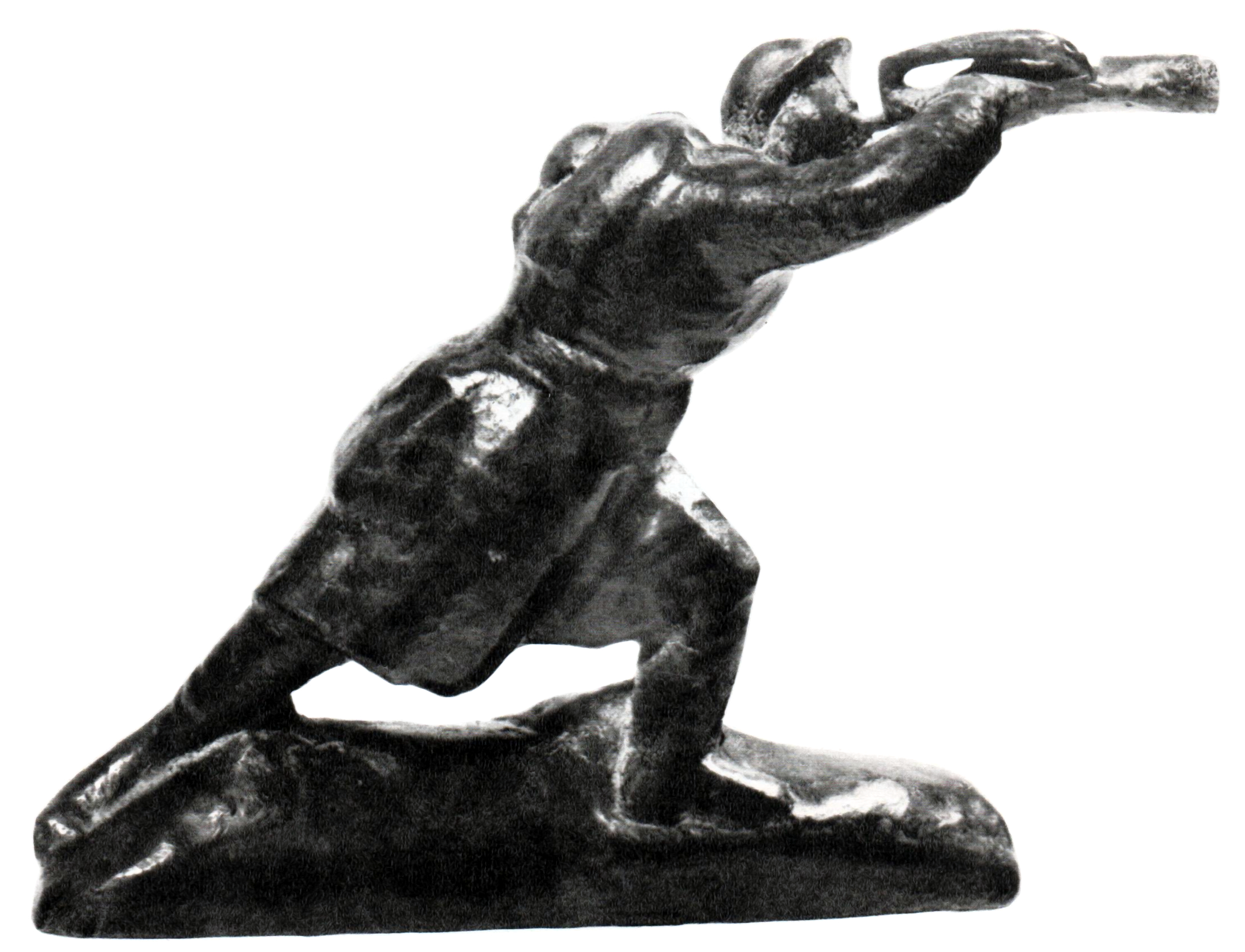
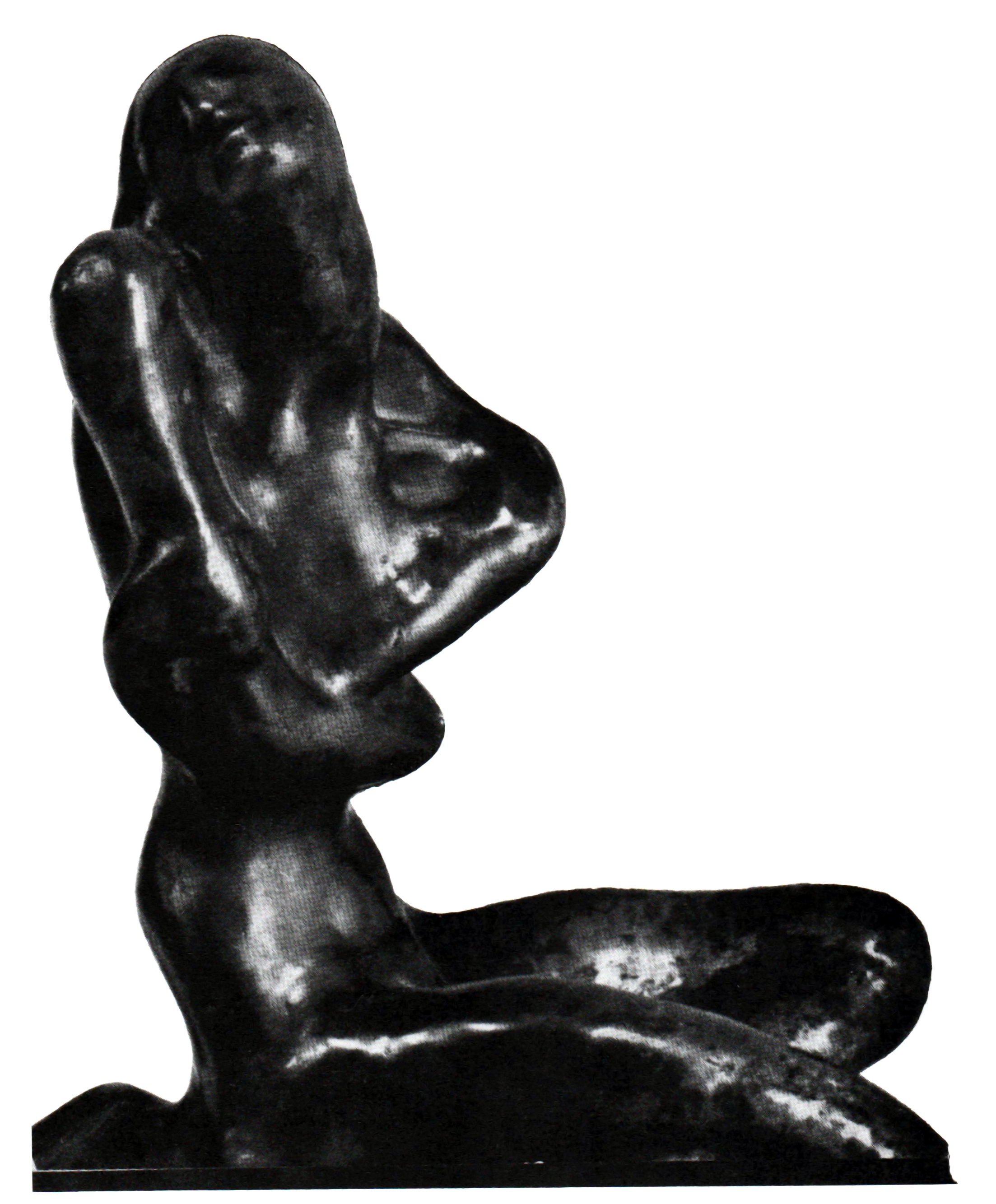
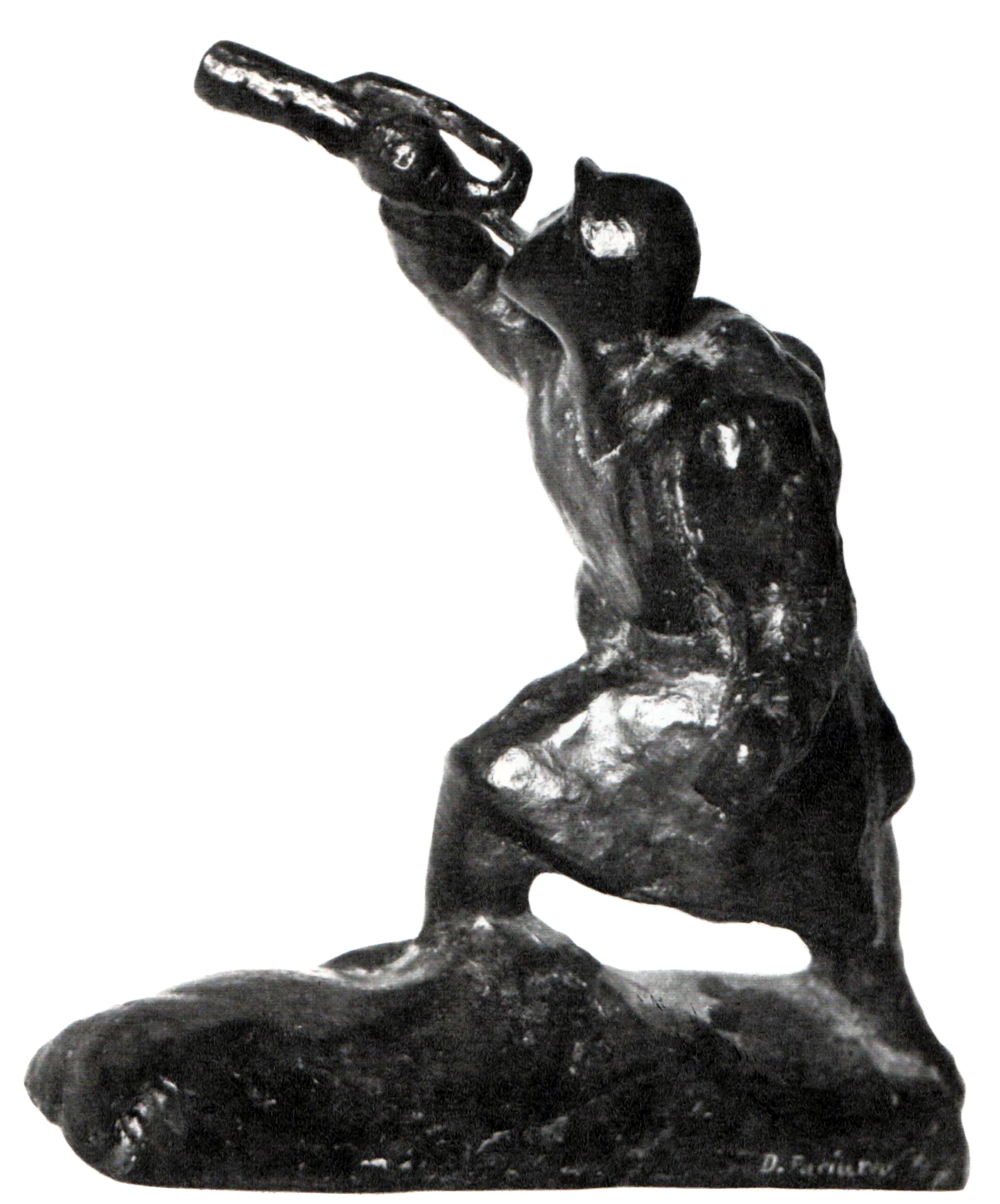